# Monety lenne Księstwa Pruskiego (1529–1657)

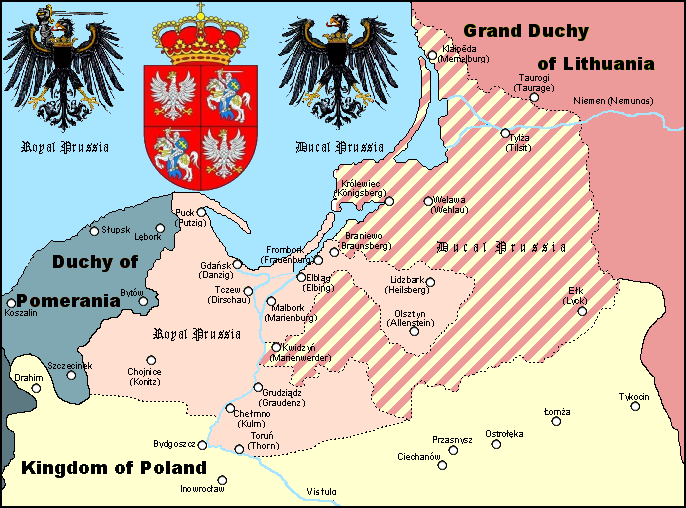
Księstwo Pruskie jako lenno polskie

Monety lenne Księstwa Pruskiego – monety bite w latach 1529–1657 przez książąt lennego Księstwa Pruskiego (Prus Książęcych), do momentu uzyskania przez księstwo pełniej niezależności od Rzeczypospolitej, w wyniku traktatów welawsko-bydgoskich.
Państwo Zakonne w Prusach zostało siłą zmuszone do podporządkowania się Koronie Królestwa Polskiego w wyniku przegranej wojny polsko-krzyżackiej 1519–1521. Pozbawiony dalszej pomocy ze strony cesarza Karola V Habsburga, Albrecht Hohenzollern zdecydował się, po czteroletnim rozejmie, na sekularyzację swojego państwa i złożenie hołdu lennego królowi polskiemu z Prus Książęcych.
Mocą zawartego traktatu krakowskiego z 8 kwietnia 1525 Albrecht zostawał księciem w Prusach i pierwszym senatorem I Rzeczypospolitej, z prawem dziedziczenia dla jego potomków w linii męskiej. Traktat dokładnie określił warunki złożenia hołdu:

(...)Winien pan margrabia Albrecht złożyć przysięgę Jego Królewskiej Mości i Królestwu Polskiemu, jako swemu przyrodzonemu i dziedzicznemu panu, oraz okazywać się na przyszłość posłusznym Jego Królewskiej Mości we wszystkim, jak z prawa należy księciu wasalnemu względem swego dziedzicznego pana. Powinien też margrabia Jerzy w imieniu własnym i swych braci dotknąć proporca chorągwi.(...)

Prusy Książęce zerwały tym samym swój związek podległości wobec papiestwa i Świętego Cesarstwa Rzymskiego.
Już jednak w 1573 przedstawiciel bocznej linii Hohenzollernów Jerzy Fryderyk von Ansbach, powołując się na postanowienia traktatu krakowskiego, zażądał przekazania mu kurateli nad chorym umysłowo księciem pruskim Albrechtem Fryderykiem. W latach 1578–1618 w Prusach Książęcych rządzili faktycznie regenci, a strona polska nie chciała się zgodzić na przejście tego lenna we władanie brandenburskiej linii Hohenzollernów.
W 1603 kuratelę tę przejął Joachim Fryderyk Hohenzollern, co Zygmunt III Waza potwierdził 11 maja 1605. W 1609 regencję przejął Jan Zygmunt Hohenzollern. Dopiero w 1611, wynagradzając wsparcie jakiego udzielili Hohenzollernowie Rzeczypospolitej w wojnie polsko-rosyjskiej 1609–1618, Zygmunt III zgodził się na formalne złożenie hołdu przez margrabiego brandenburskiego.
Margrabia Jerzy Wilhelm Hohenzollern złożył homagium w 1621 roku, a jego syn, Fryderyk Wilhelm w 1641 roku. Był to ostatni hołd pruski, ponieważ Prusy Książęce odpadły od Rzeczypospolitej w 1657, w wyniku podpisania traktatów welawsko-bydgoski.

## System monetarny
Likwidacja państwa zakonnego w 1525 r. nie zakończyła produkcji menniczej w Prusach. Ostatnie grosze wielkiego mistrza Albrechta wybijano w mennicy w Królewcu aż do 1527 r., czekając na ostateczne decyzje dotyczące nowego systemu monetarnego, który ukształtował się przez następne kilka lat:
- 17 lipca 1526 r. została podjęta uchwała Sejmu Pruskiego o unii monetarnej z Koroną[2].
- 16 lutego 1528 r. została przyjęta ordynacja mennicza wprowadzająca do systemu pieniężnego nominalną strukturę adekwatną dla całego okresu nowożytnego w Polsce[2].
- 20 maja 1528 r. uchwalono reformę monetarną w Koronie[1].
- W 1528 r. ruszyła w Toruniu produkcja mennicza dla ziem pruskich[1][3], z założeniem bicia monet przeznaczonych dla całych Prus – Królewskich i Książęcych[4]. Na monetach z Torunia – wbrew pierwotnym planom – nie umieszczono jednak znaków księcia pruskiego Albrechta, który początkowo sprzeciwiał się reformie, ale przystąpił do unii monetarnej w maju 1528 r., stając się jej najtrwalszym promotorem, gdy zapewnił sobie prawo mennicze[4].
- W 1529 r. wydano przywilej umożliwiający otwarcie mennicy w Królewcu. W przywileju tym zdefiniowano również stopę lennych monet pruskich. Pieniądze produkowane w Królewcu otrzymały możliwość obiegu w całym kraju.
- 7 marca 1530 r. Zygmunt I Stary wydał edykt monetarny, w którym potwierdził jedność stopy menniczej Polski i całych Prus (Królewskich i Książęcych)[5].
- 10 maja 1530 r. przyjęto w Prusach stopę menniczą wprowadzoną w Koronie w 1526 i 1528 r[2].
- 9 czerwca 1530 r. unieważniono w Prusach stare monety zakonne[4].
- 19 kwietnia 1531 r. król wydał edykt wstrzymujący wybijanie denarów i szelągów, zarówno w mennicach królewskich, książęcej pruskiej, jak i miejskich, a wkrótce potem – podobny zakaz dla groszy[5].

## Monety

### Albrechta (1528–1563)
Lenne pruskie monety Albrechta byłe bite na stopę polską w mennicy w Królewcu, zarządzanej przez Piotra Decjusza, wedle norm wzorowanych na zakładzie toruńskim. Można je podzielić na dwie grupy (okresy), bite:
- od 1529 r. do 1548 r. – czyli do śmierci Zygmunta Starego, oraz
- od 1550 r. do 1563 r.

Pieniądze z pierwszego okresu (pospolitsze), bito w 5-ciu gatunkach: denary, szelągi, grosze, trojaki, szóstaki. W drugim okresie bito wszystkie wymienione gatunki, ale bez szóstaków.
Wszystkie monety Albrechta wykonano bardzo starannie i są przy tym rzadkie – roczniki 1530 i 1531 rzadsze jeszcze od zygmuntowskich. Monety te są przykładem ponoszonych odpowiednio dużych nakładów finansowych i staranności w prowadzeniu mennicy królewieckiej. Monety, a szczególnie trojaki, bito z dobrego srebra. W okresie pierwszych 19 lat, tylko w trzech nie było jakichkolwiek emisji – żadna mennica z Koronie nie mogła taką ciągłością produkcji wówczas się poszczycić.
Monety lenne Albrechta były jednak gorszej jakości niż polsko-pruskie (toruńskie), co pociągnęło za sobą m.in. czasowy zakaz ich przyjmowania w Koronie.
W 1563 r. Albrecht zamknął zakład królewiecki.
Denary – wszystkie były bite według jednego wzoru: z orłem księstwa z jednej i z monogramem książęcym z drugiej strony. W pierwszym okresie nie umieszczano na nich daty. Denary z drugiego okresu  znane są z lat: 1556, 1558, 1559, 1560 oraz 1563.

Denary Albrechta
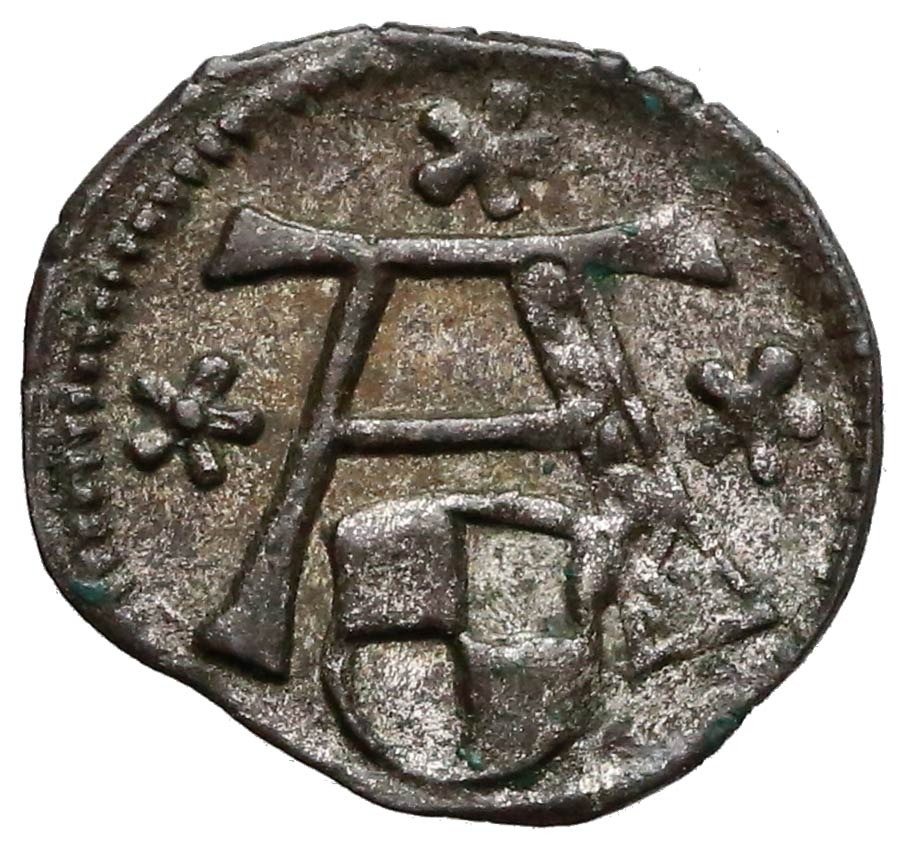
denar niedatowany awers
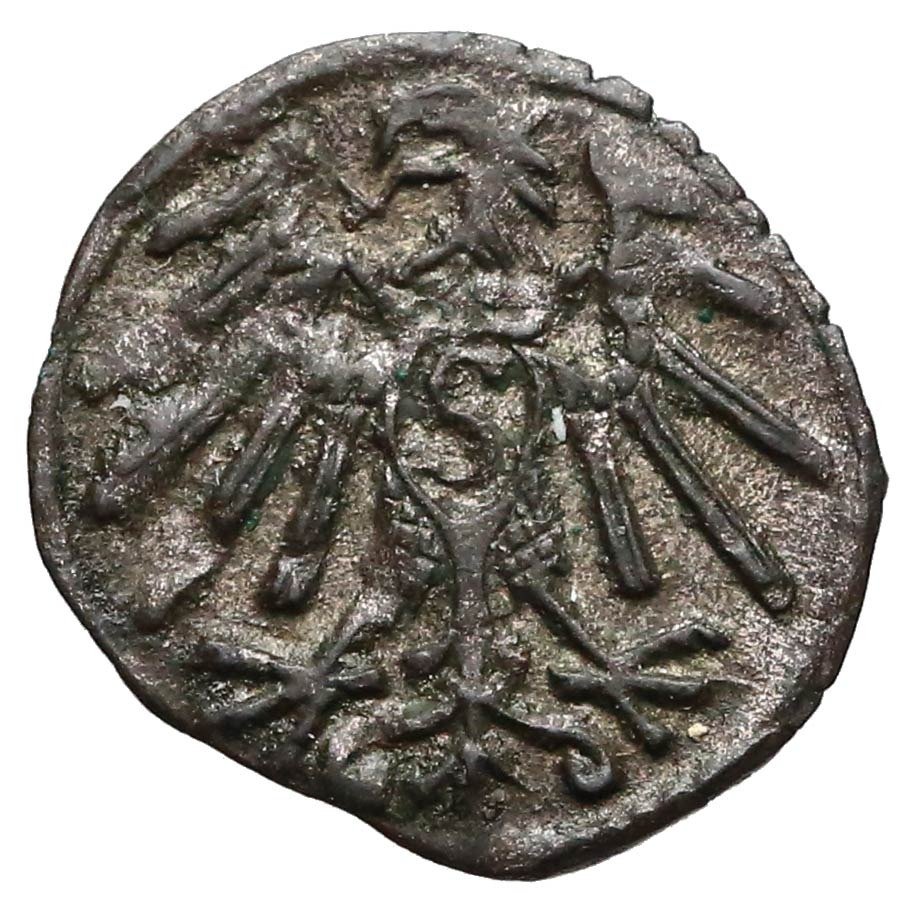
denar niedatowany rewers

Szelągi – różnią się od denarów występowaniem napisu otokowego po obu stronach monety oraz większym od denarów rozmiarem. Z pierwszego okresu znane są z lat 1529–1531. Z drugiego okresu, z wyjątkiem rocznika 1555, były bite w latach 1550–1560.

Szelągi Albrechta
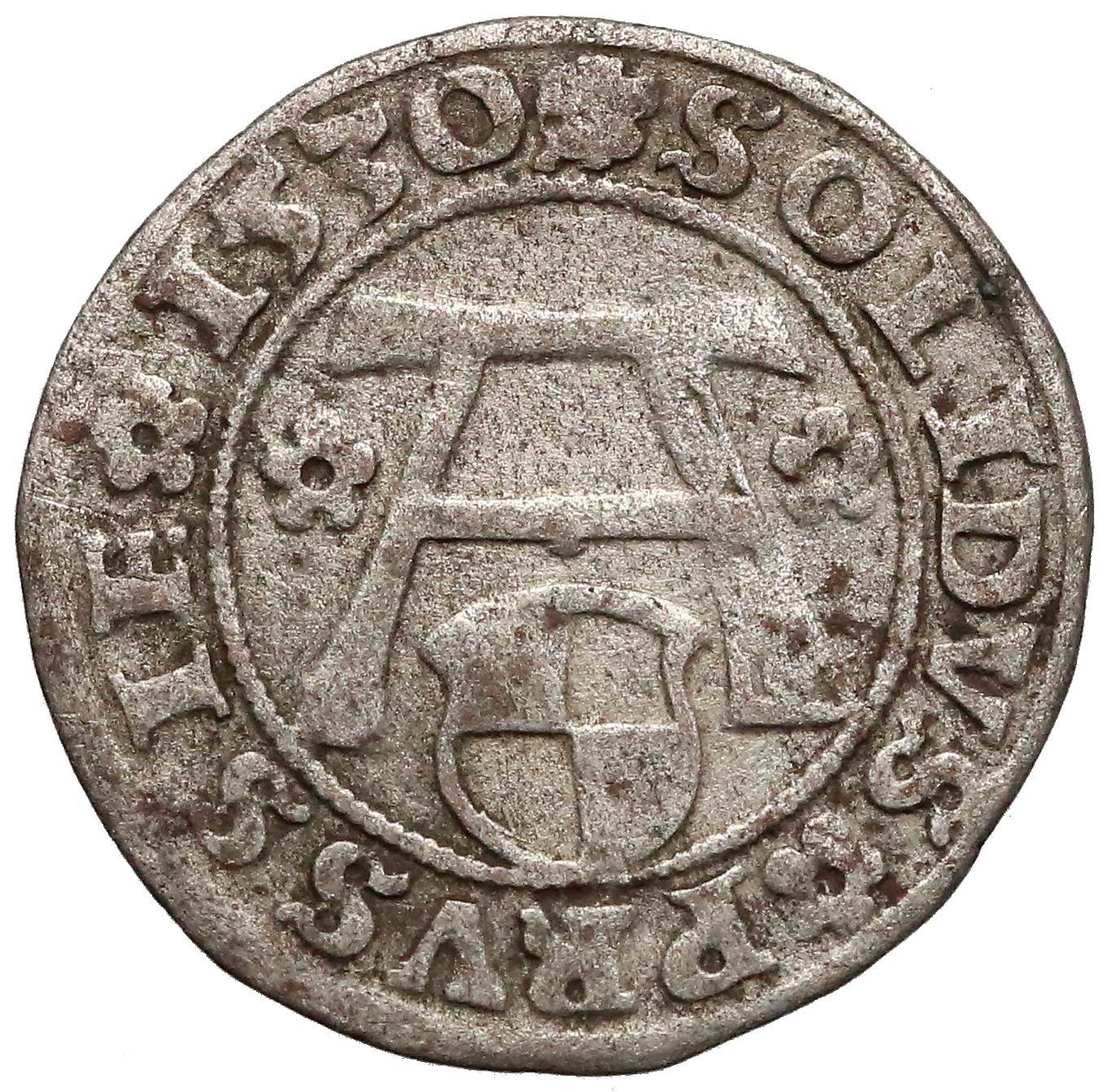
1530 awers
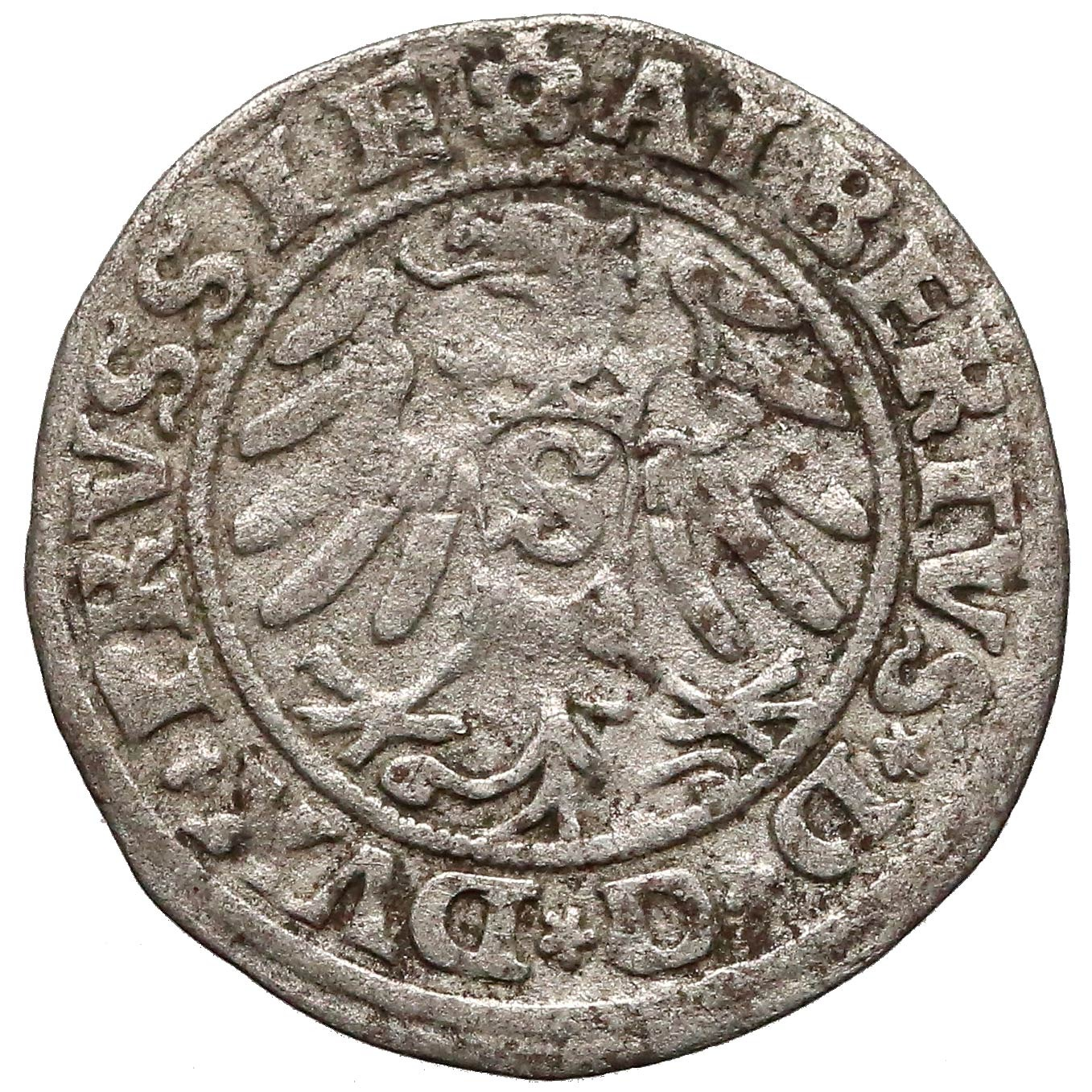
1530 rewers
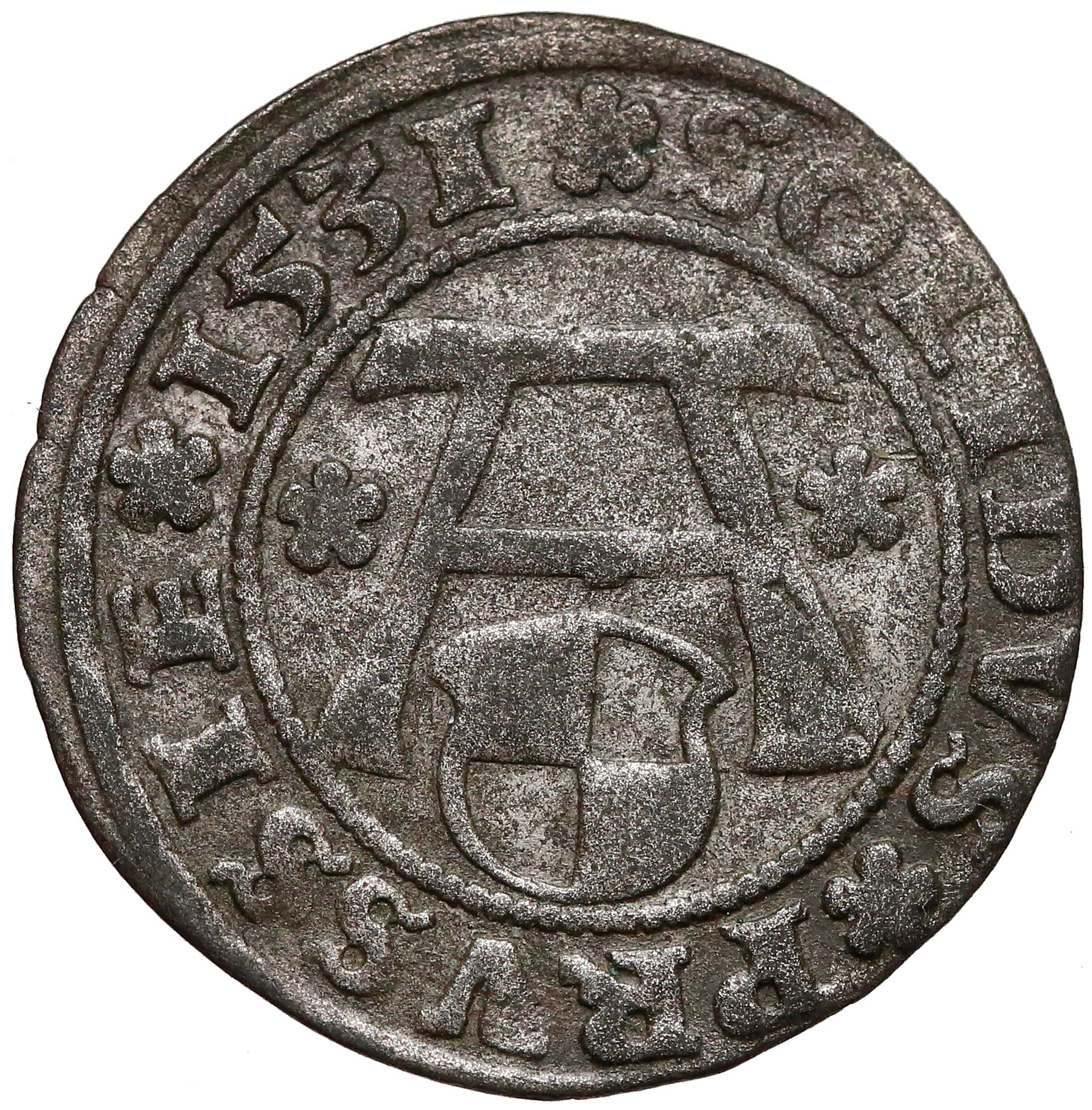
1531 awers
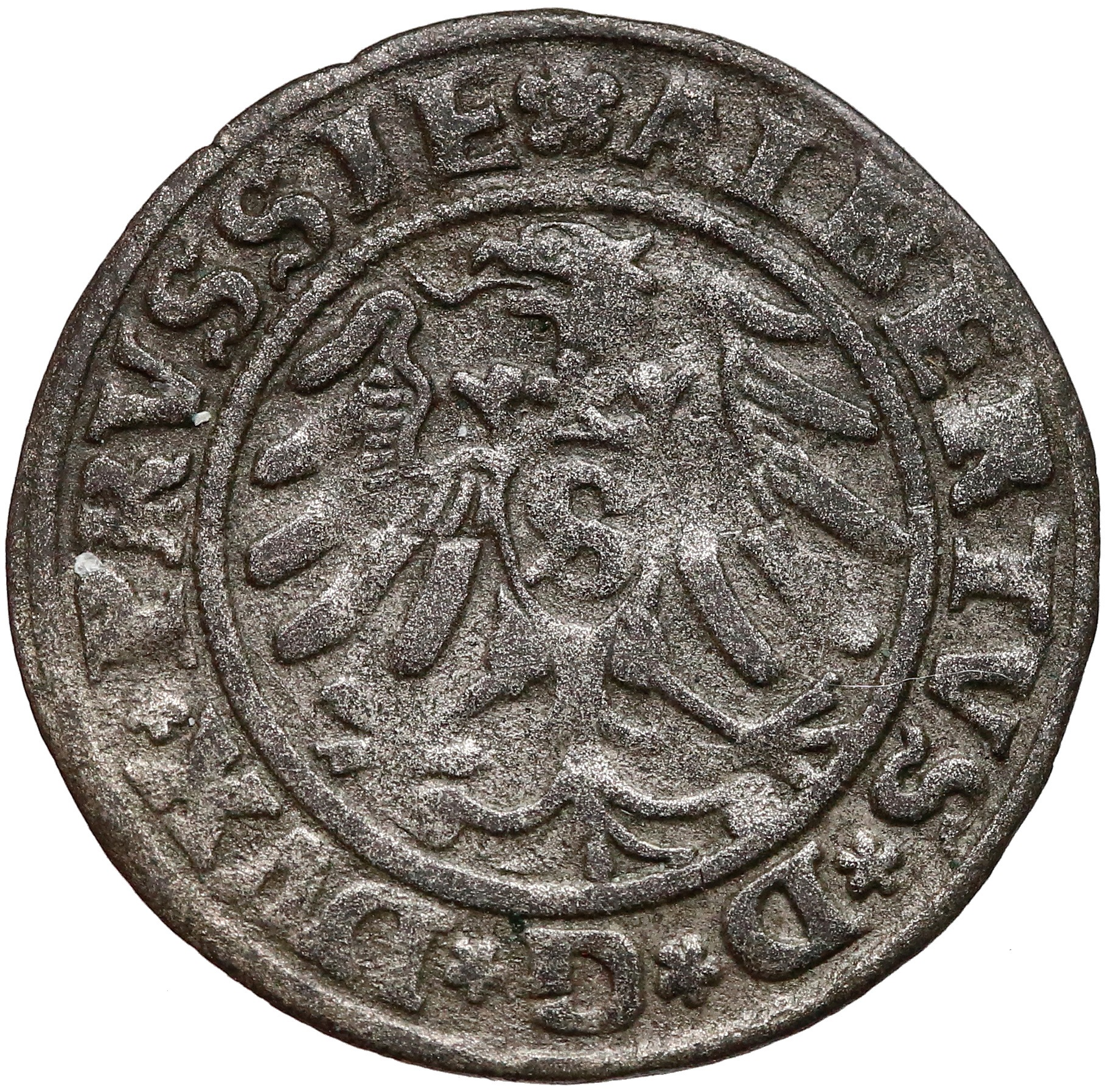
1531 rewers
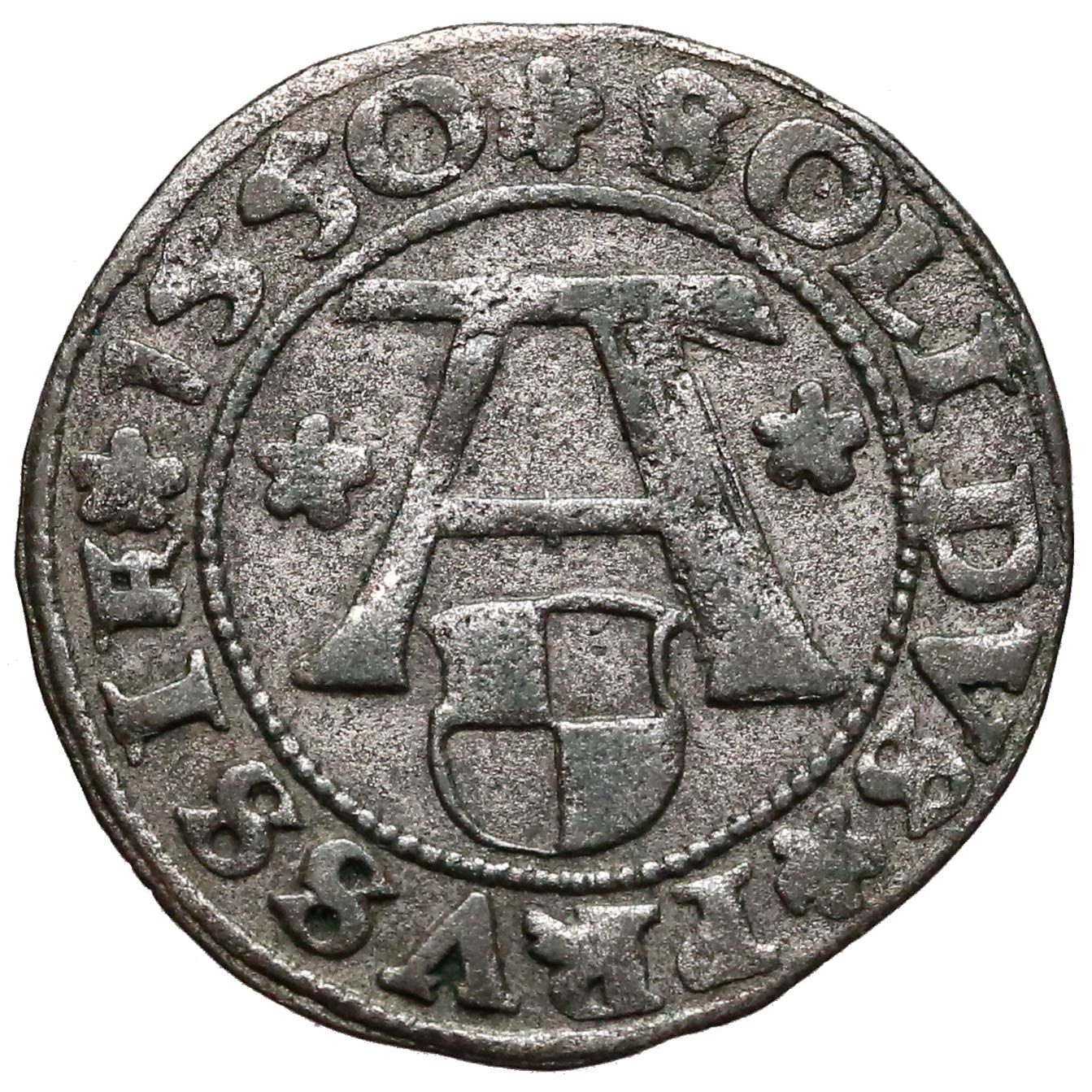
1550 awers
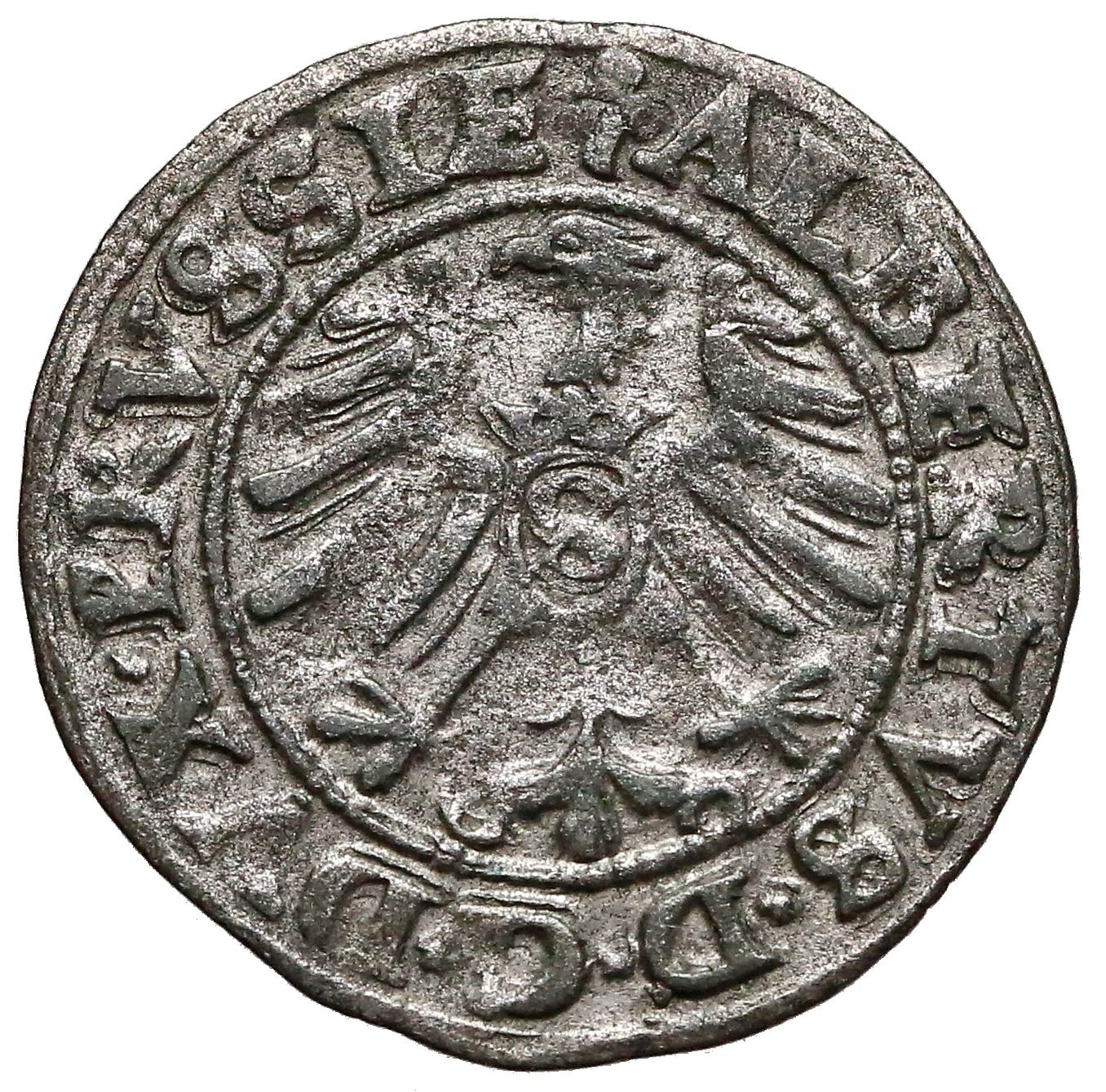
1550 rewers
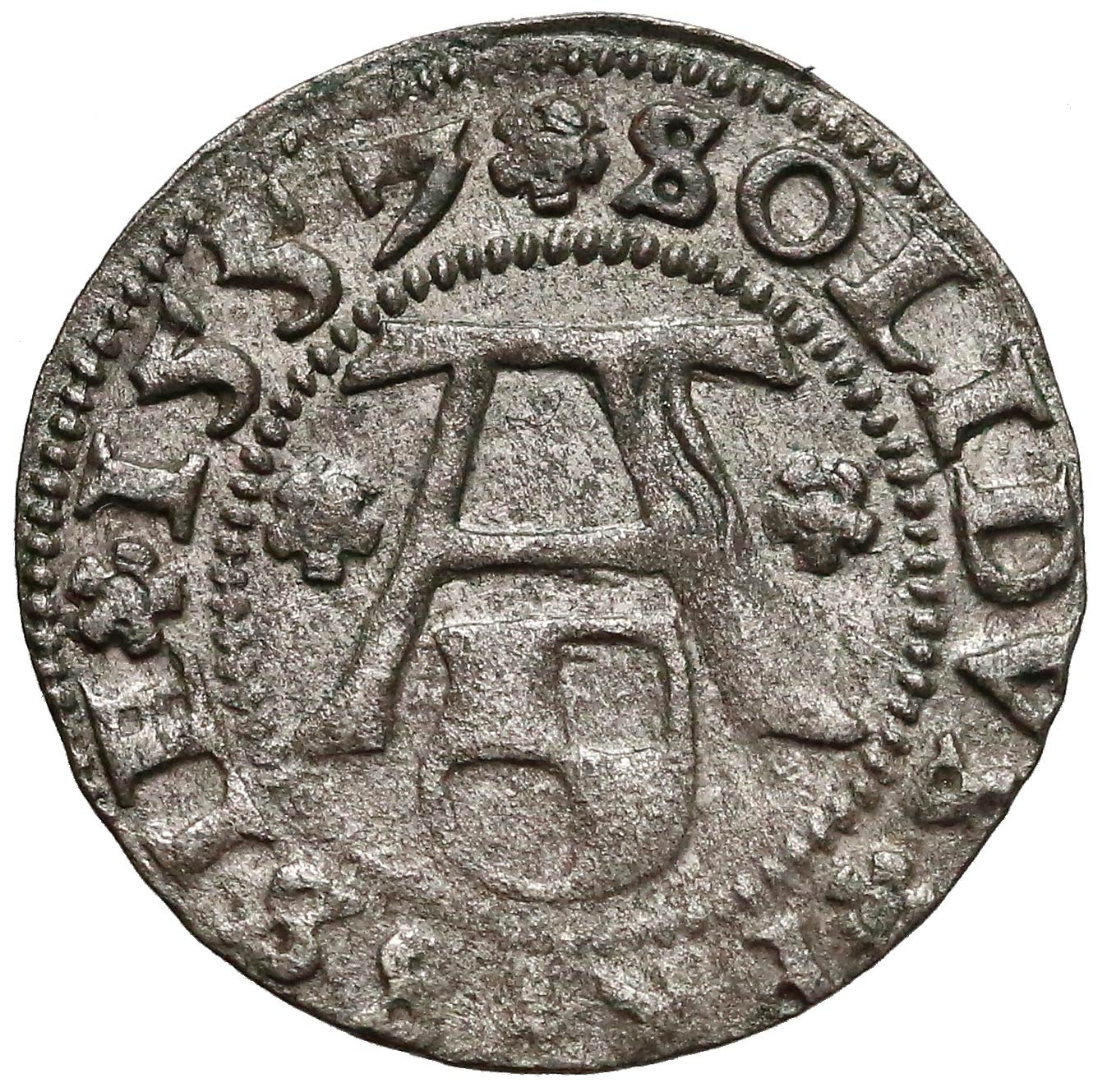
1557 awers
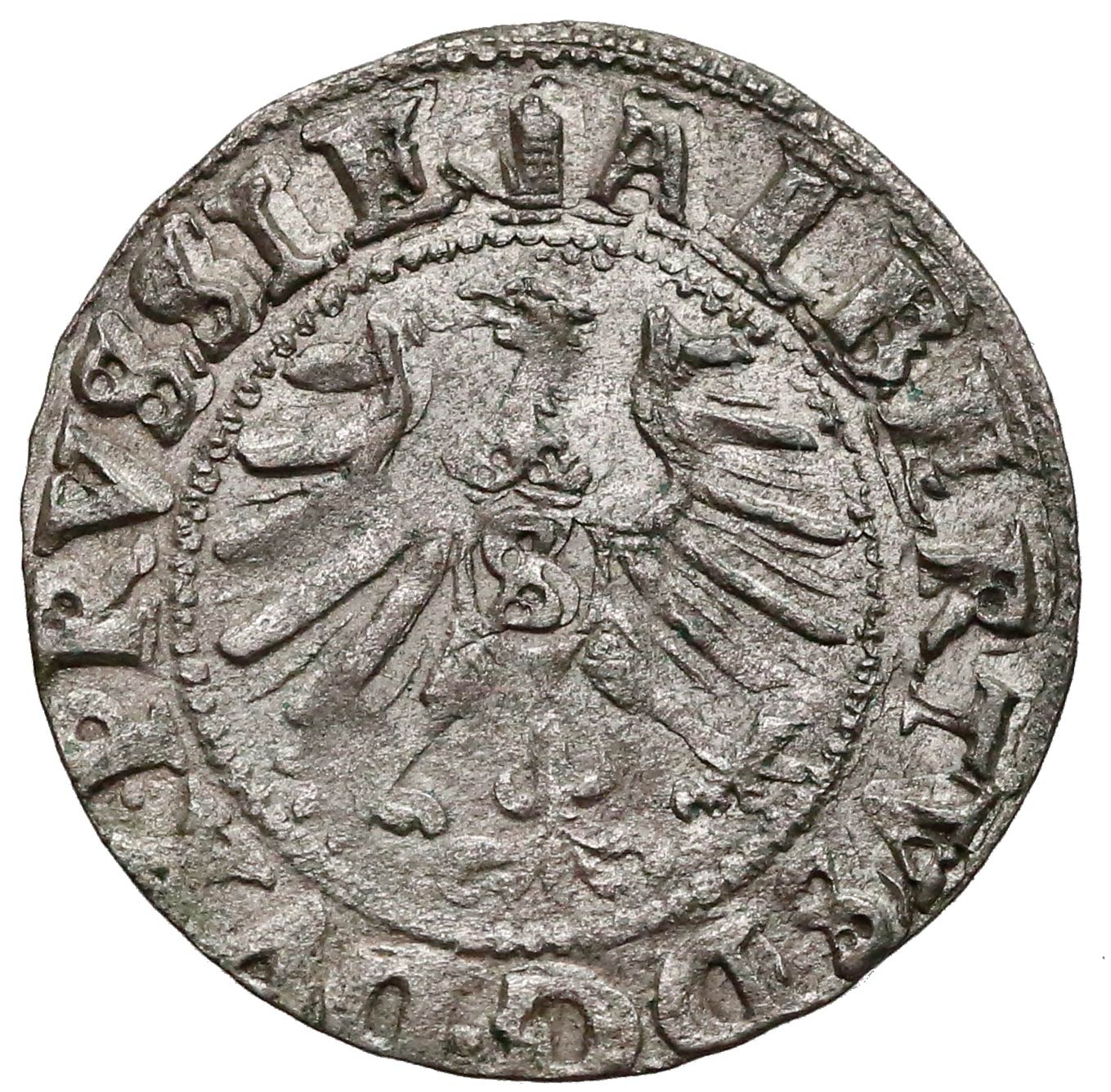
1557 rewers
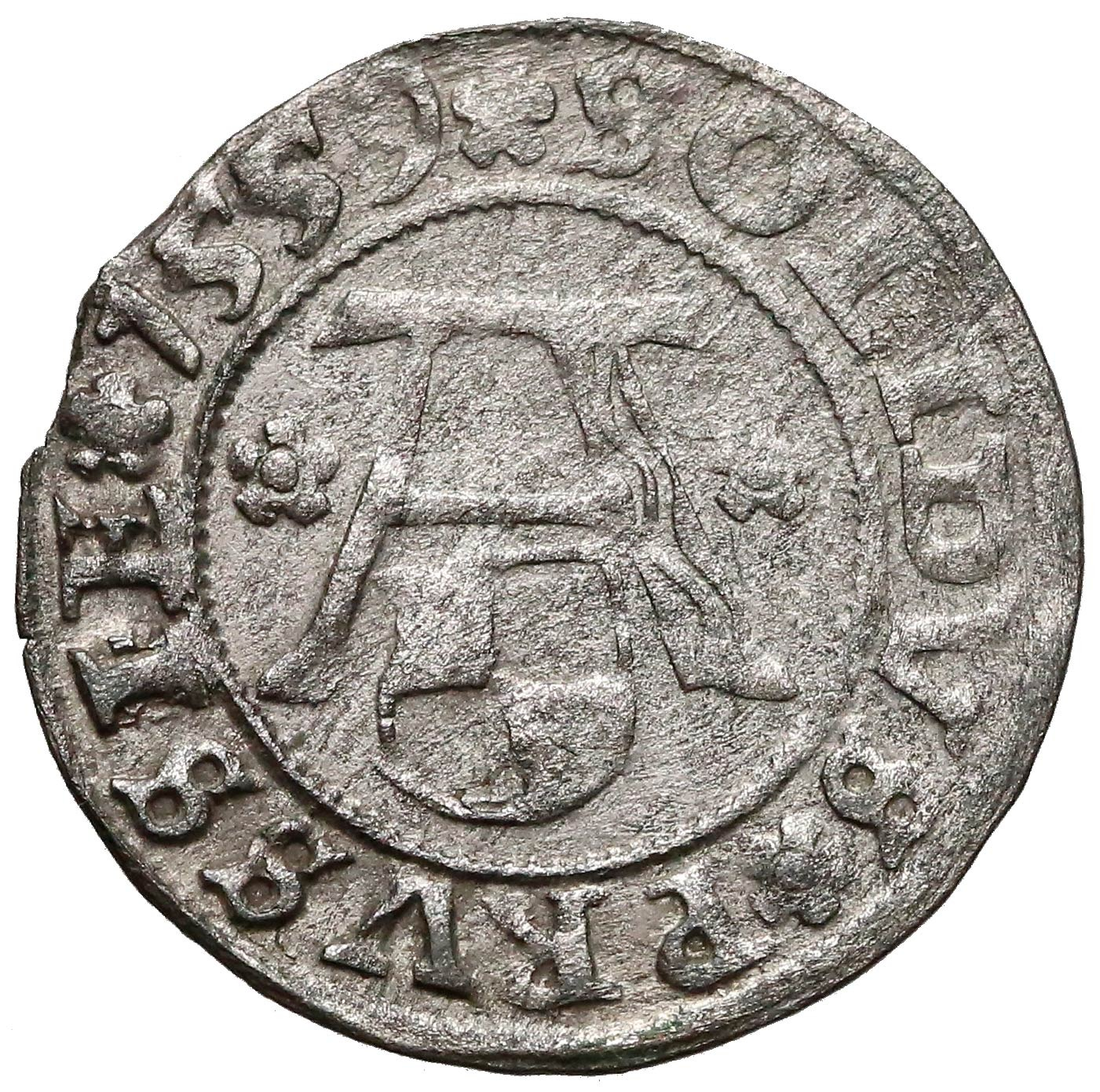
1559 awers
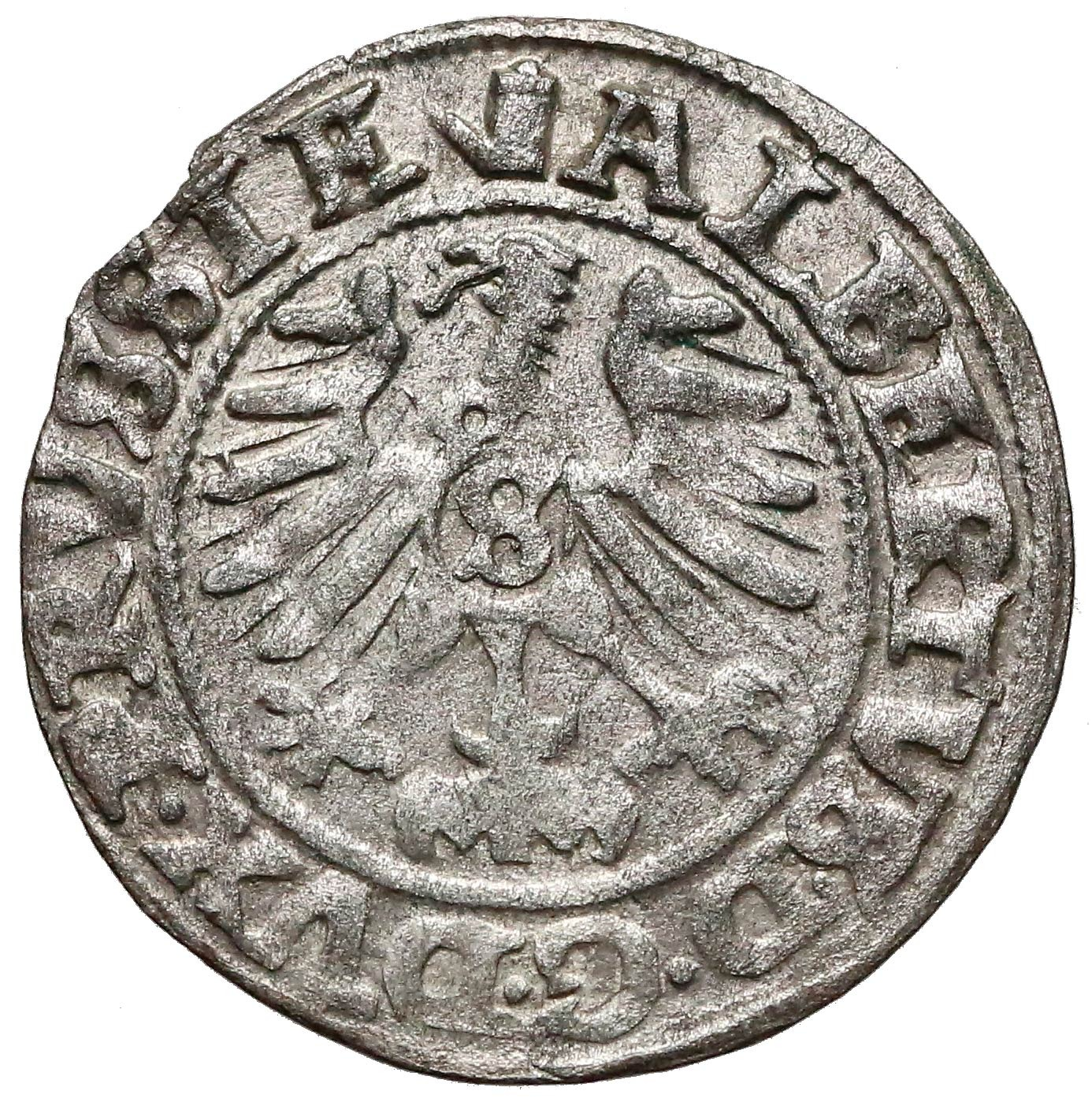
1559 rewers

Grosze – ich bicie rozpoczęło się w roku 1529, jednak egzemplarze tego rocznika są dosyć rzadkie. Zwykle w zbiorach można oglądać grosze dopiero od roku 1530, do ostatniego roku panowania króla Zygmunta Starego, tj. 1548, z wyjątkiem tylko rocznika 1536. W okresie tym popiersie książęce występuje w czterech odmianach:
- z przyciętymi naramiennikami – tylko rocznik 1529,
- z przyciętą brodą, w zbroi i z naramiennikami – roczniki 1530–1540,
- z długo rozczesaną brodą, dolna warga jeszcze niezapadnięta – roczniki:: 1541, 1542 i 1543,
- rysy twarzy podeszłe, z mocno zapadniętą wargą – roczniki od 1544.

Podobne do ostatniego popiersie, nieco bardziej wyraziste, widać na groszach z drugiego okresu, bitych w latach: 1550, 1551 i 1558. Monety te w ogólności, a szczególnie pierwsze dwa roczniki, są dosyć rzadkie.

Grosze Albrechta
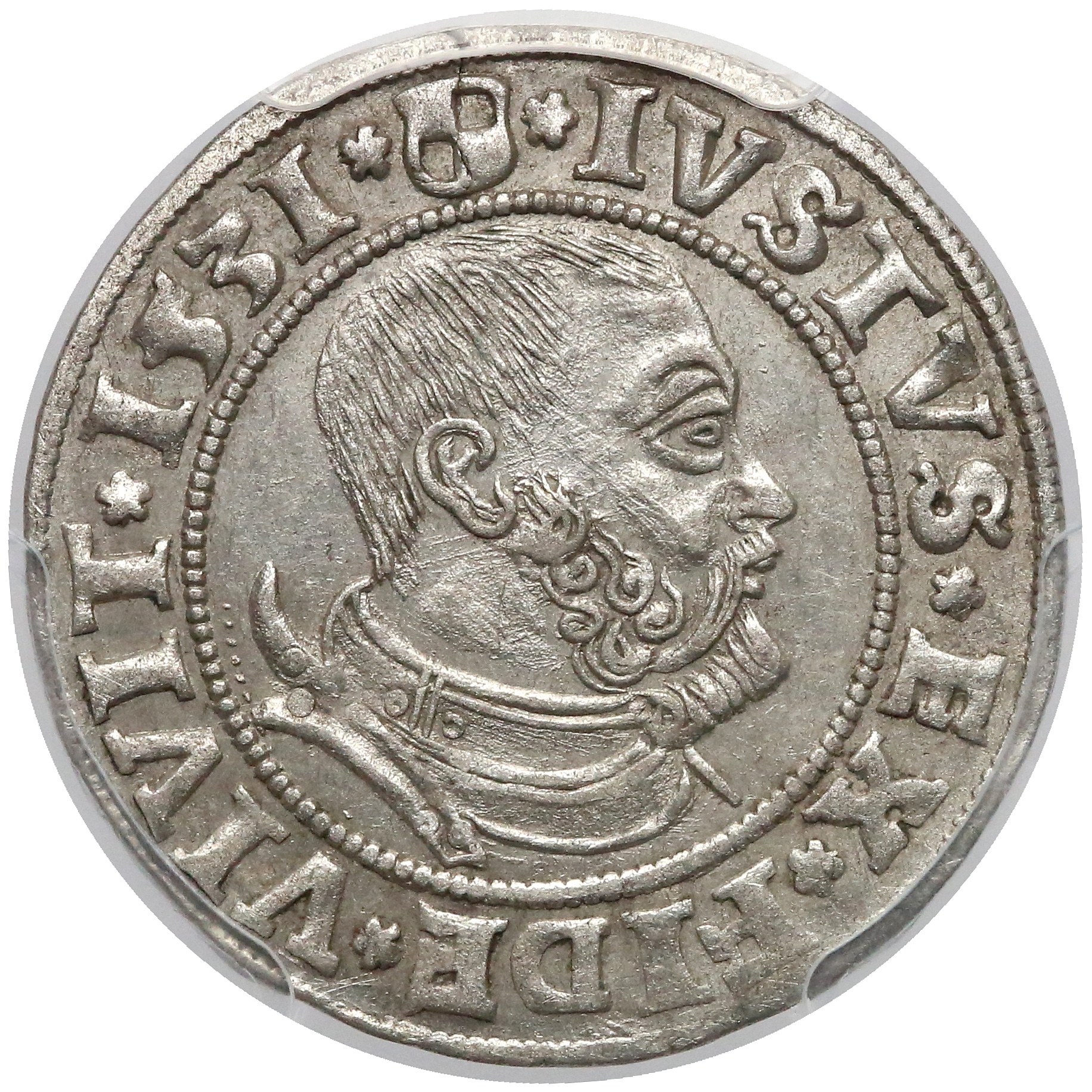
1531 awers
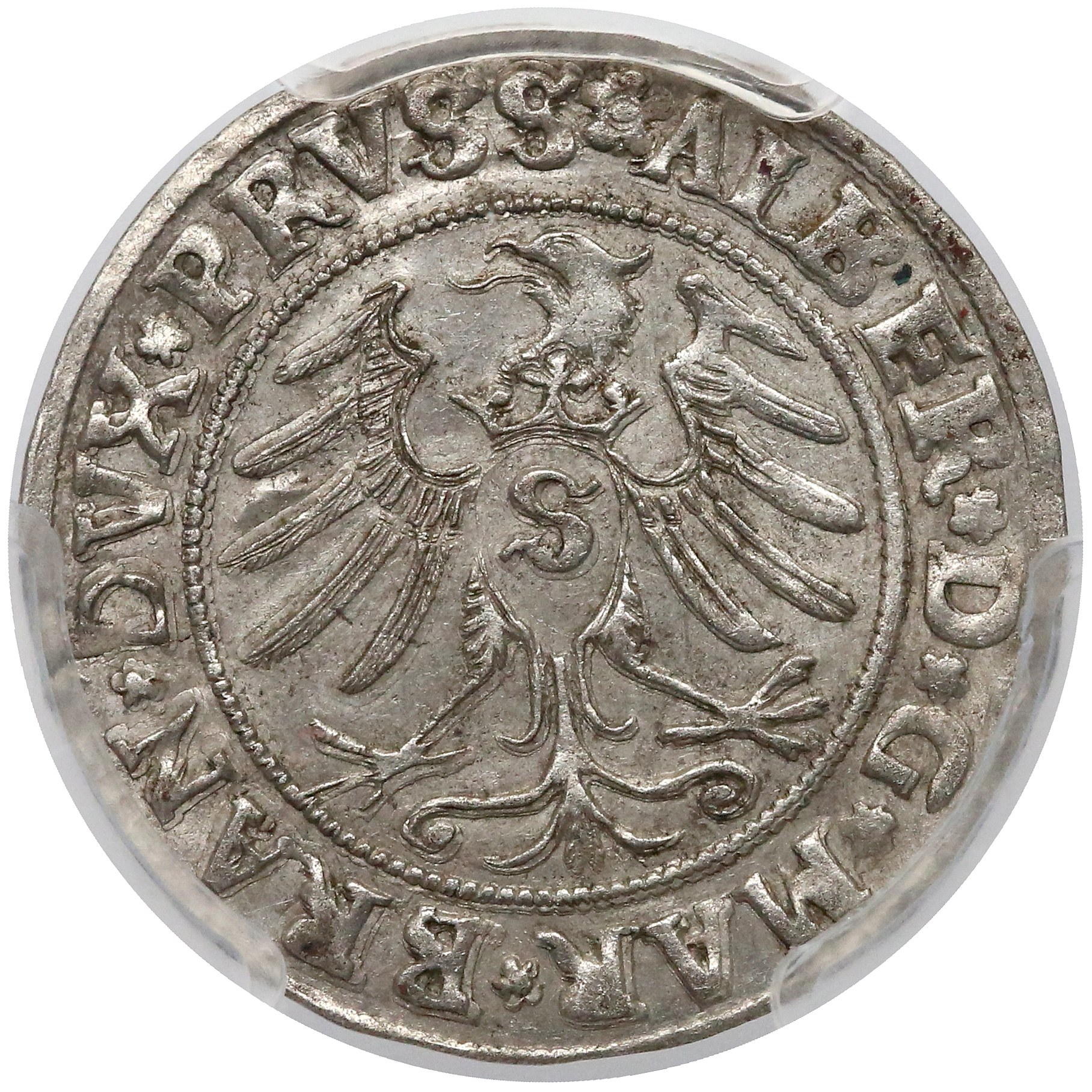
1531 rewers
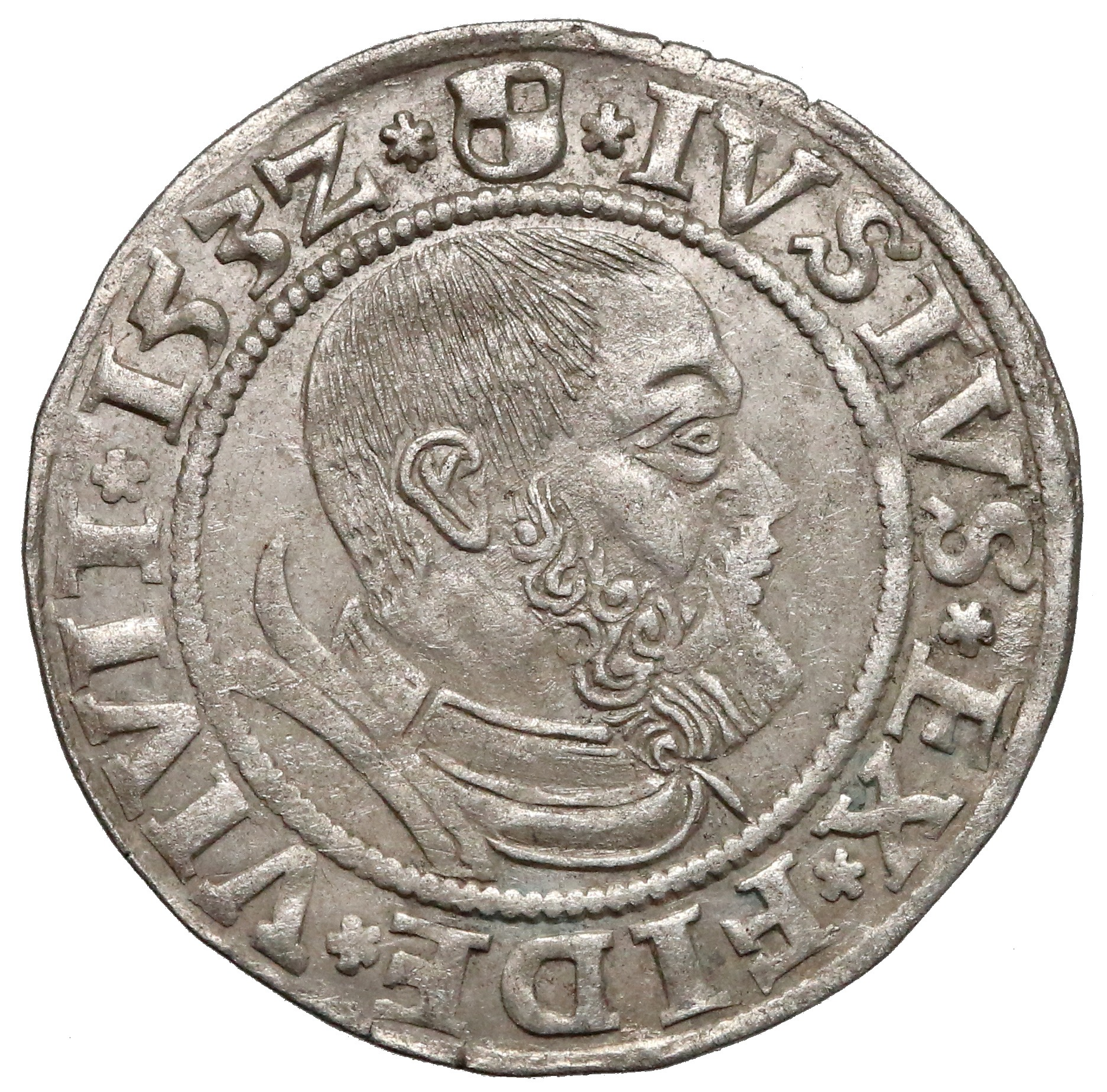
1532 awers
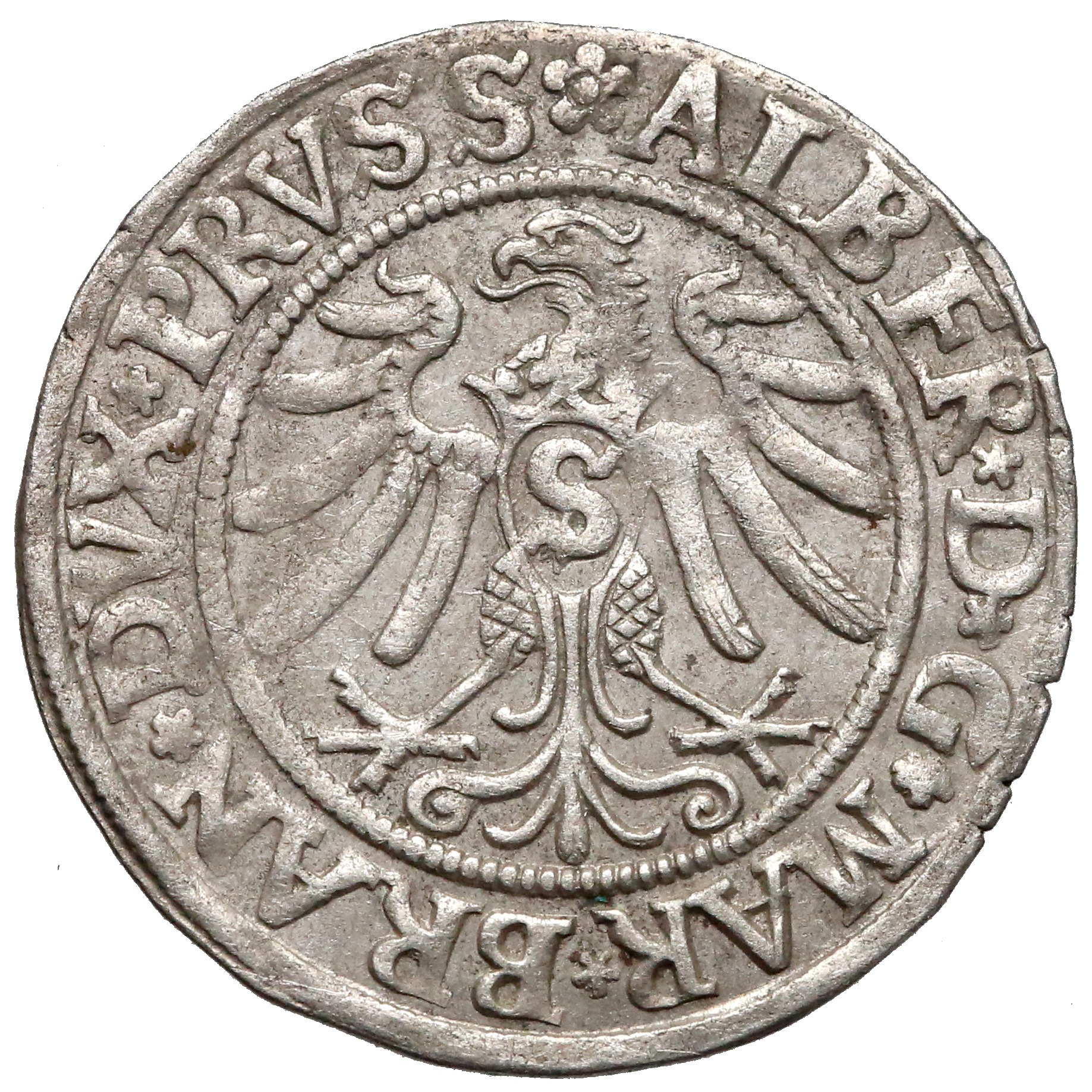
1532 rewers
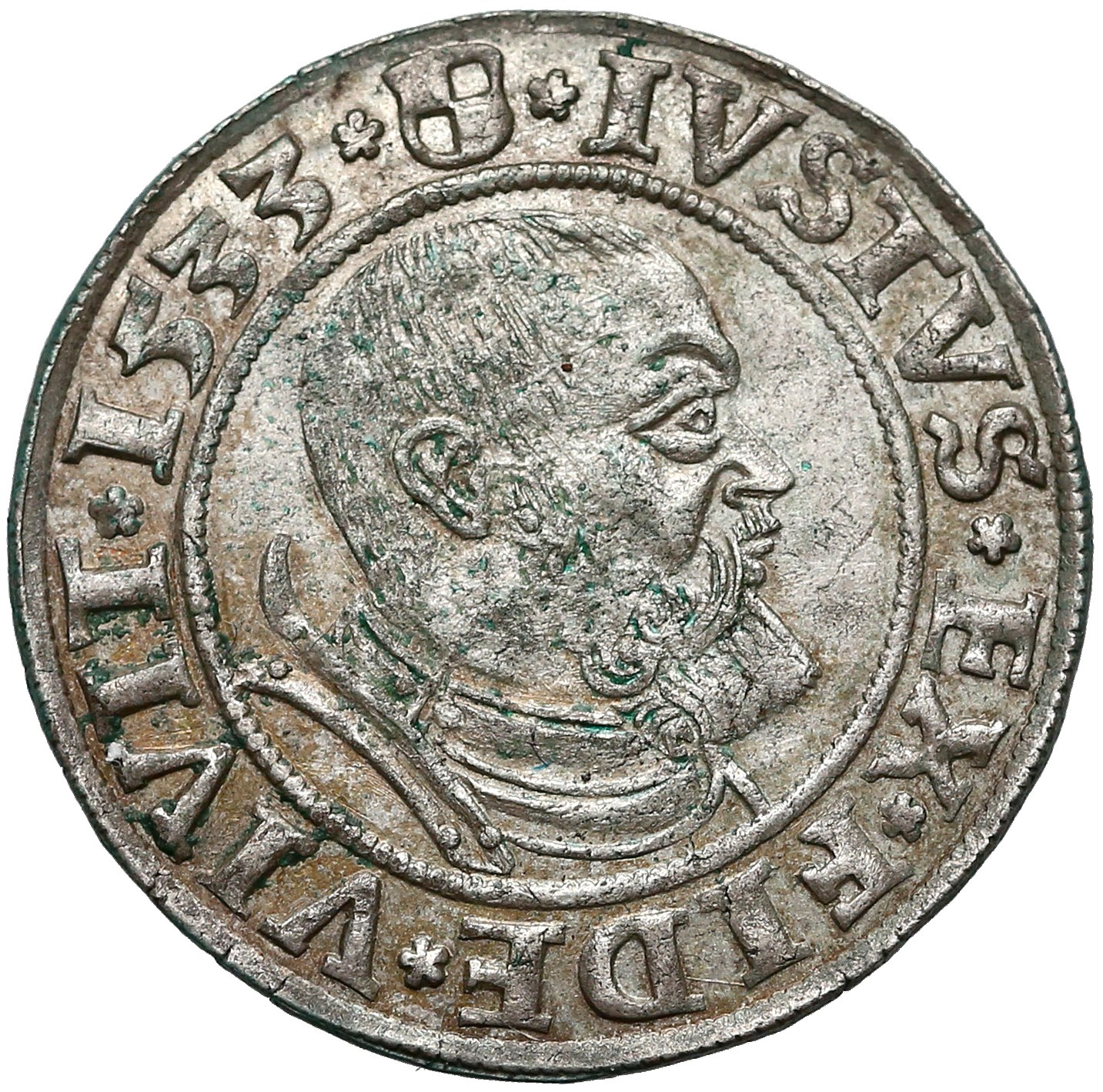
1533 awers
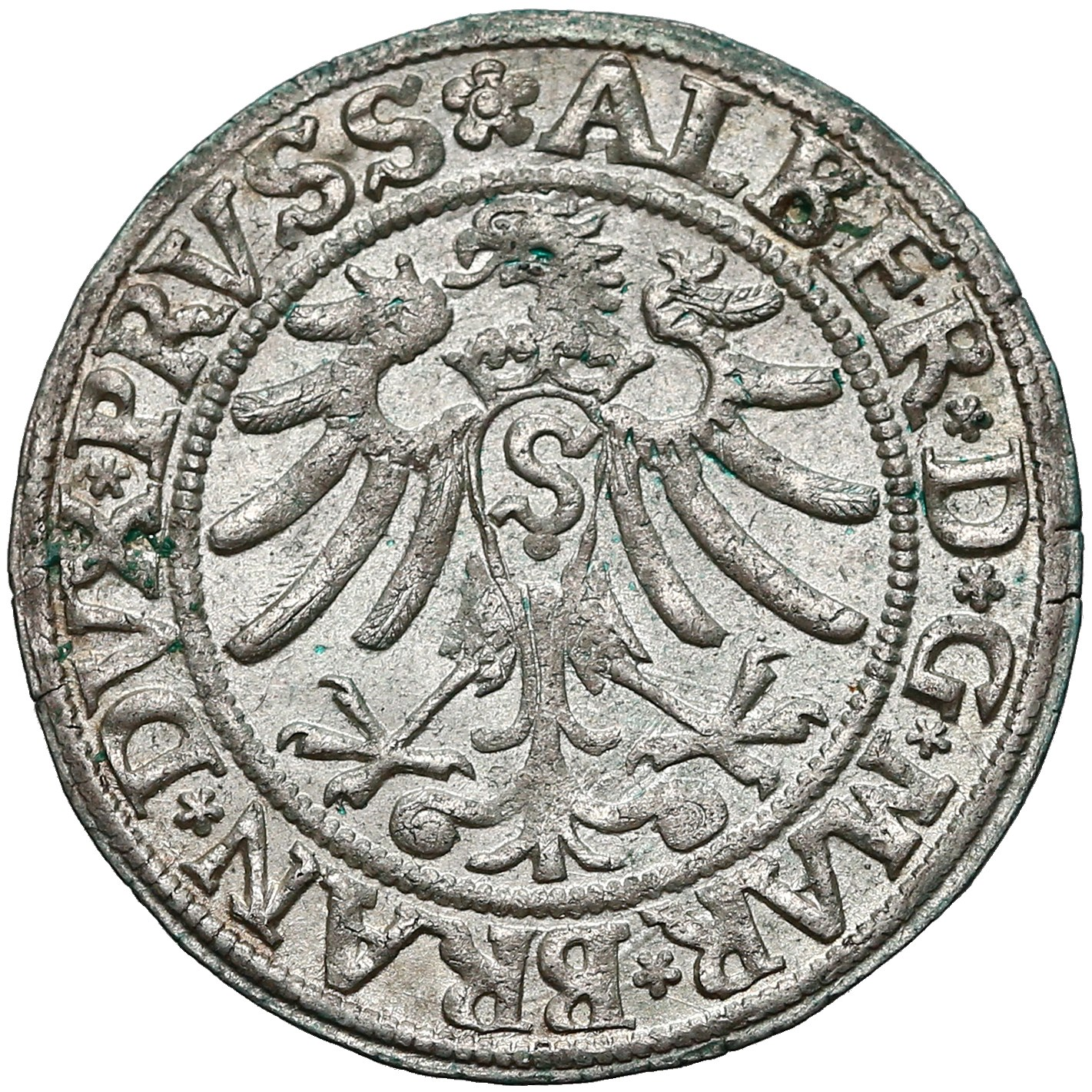
1533 rewers
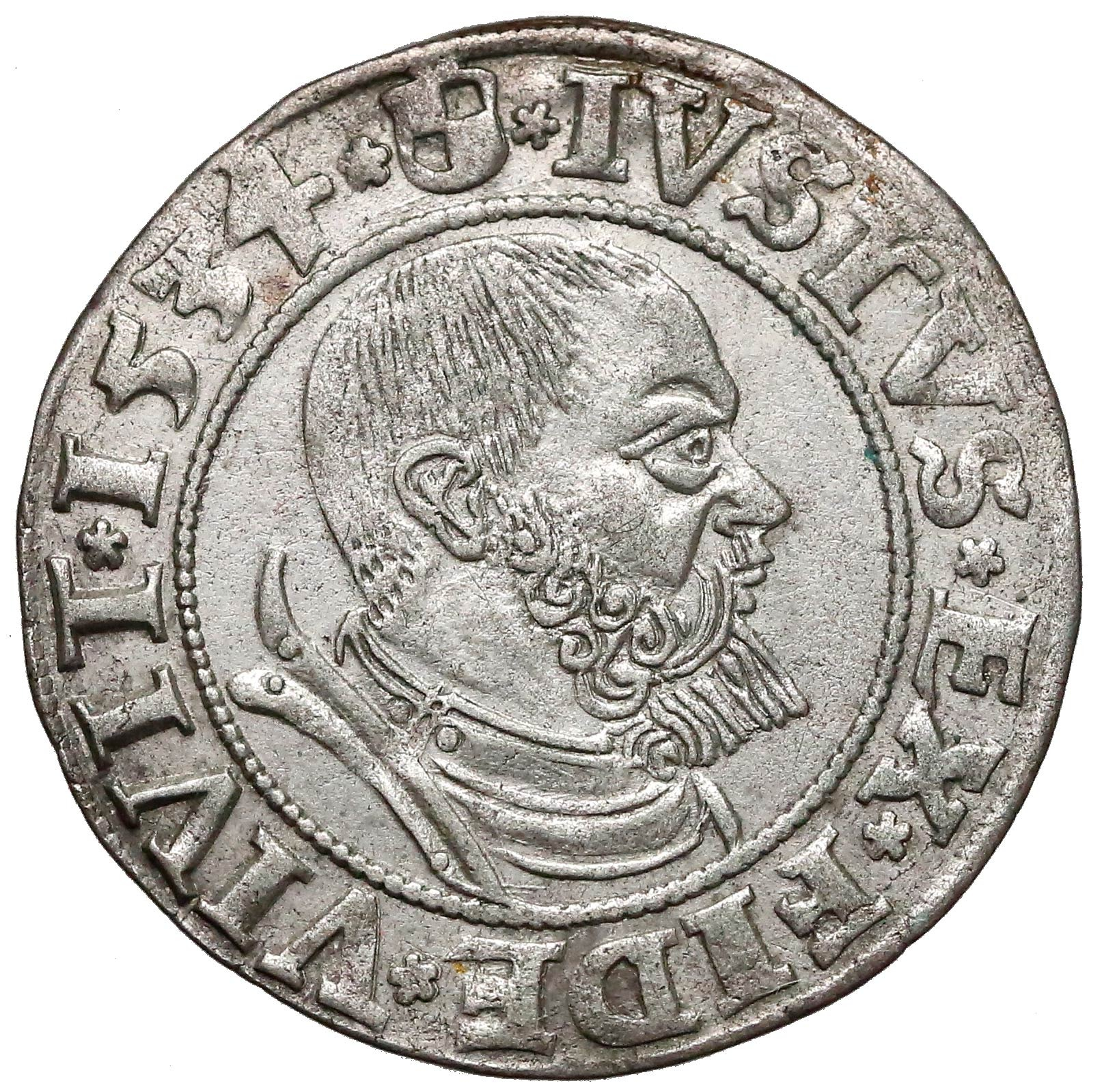
1534 awers
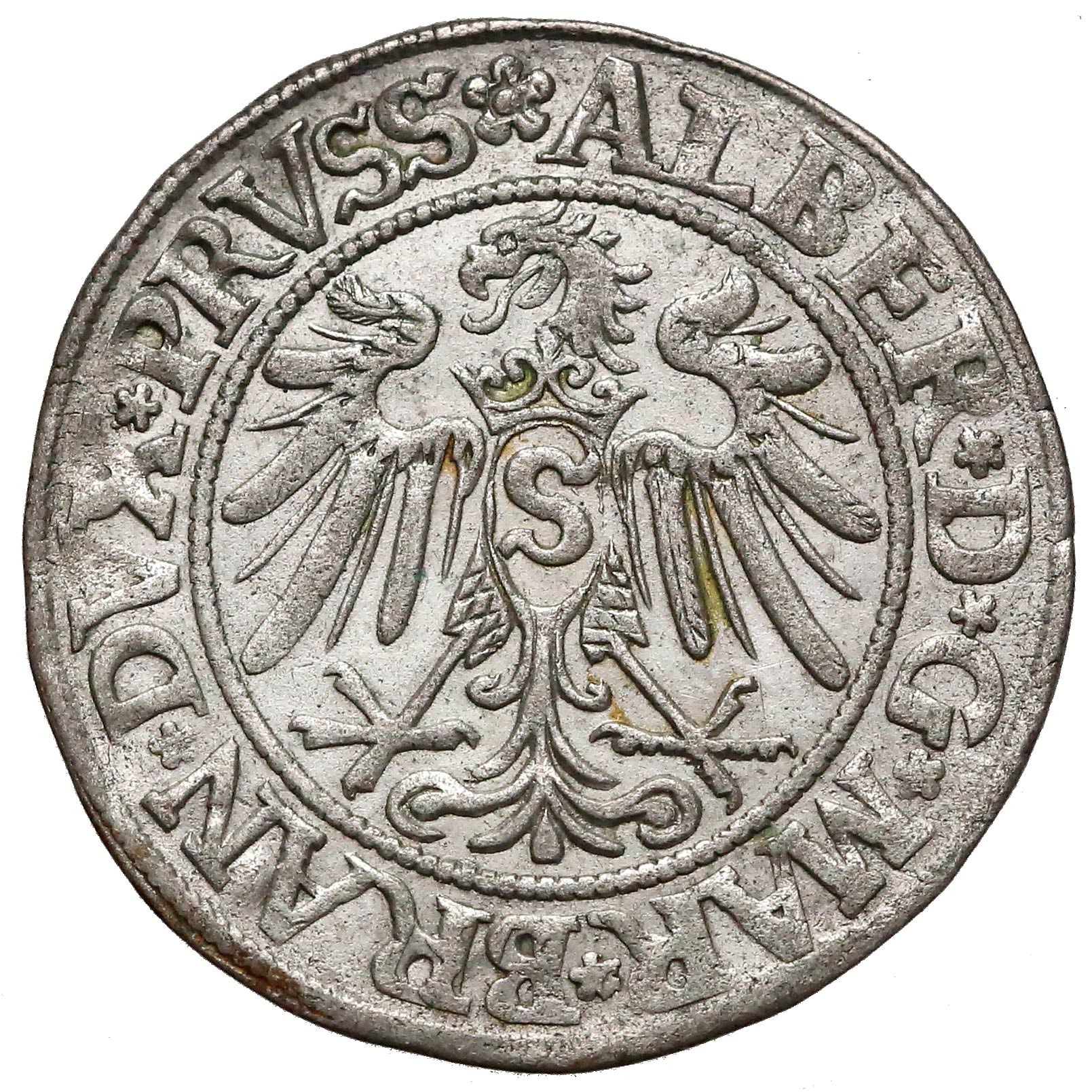
1534 rewers
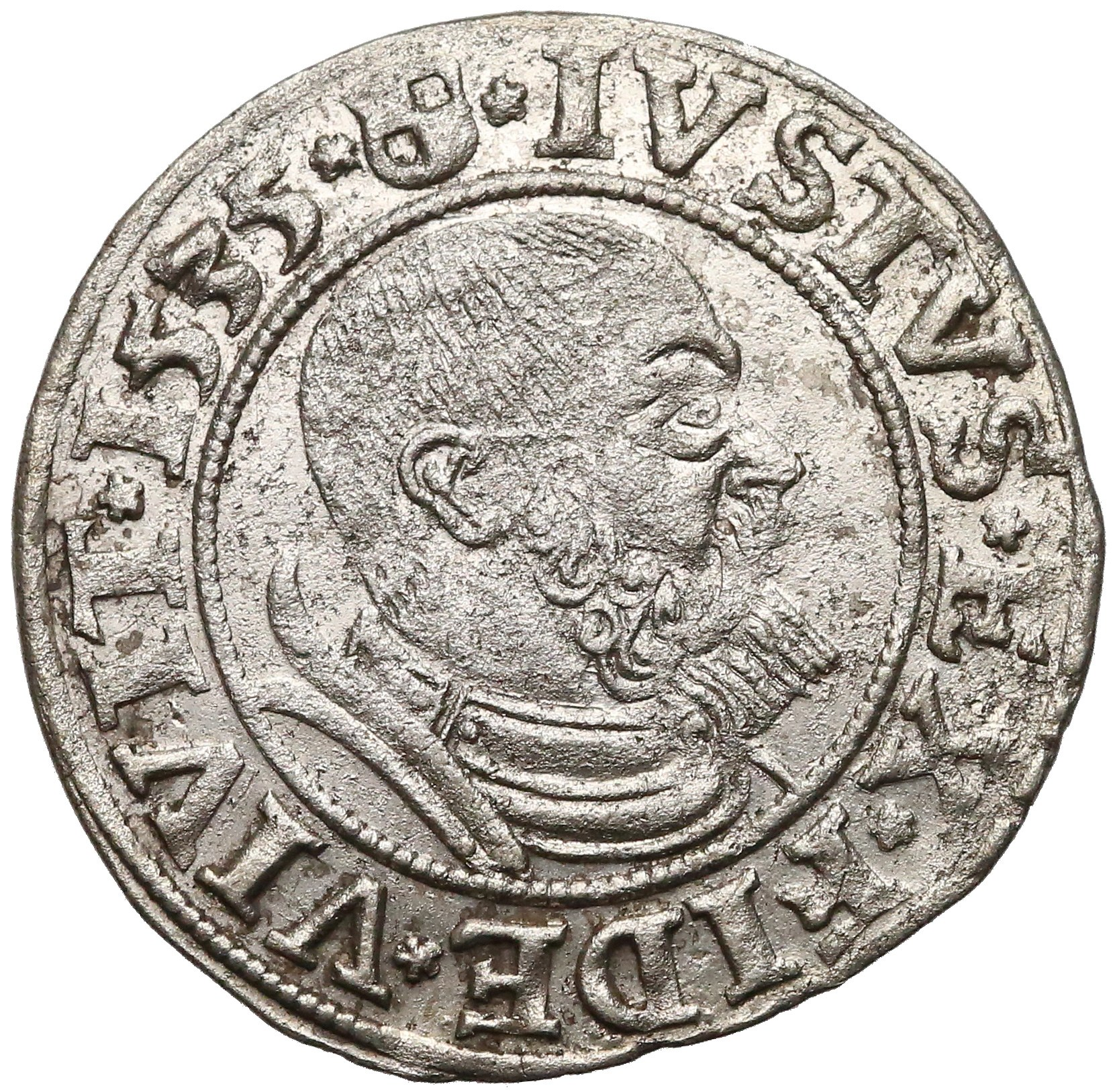
1535 awers
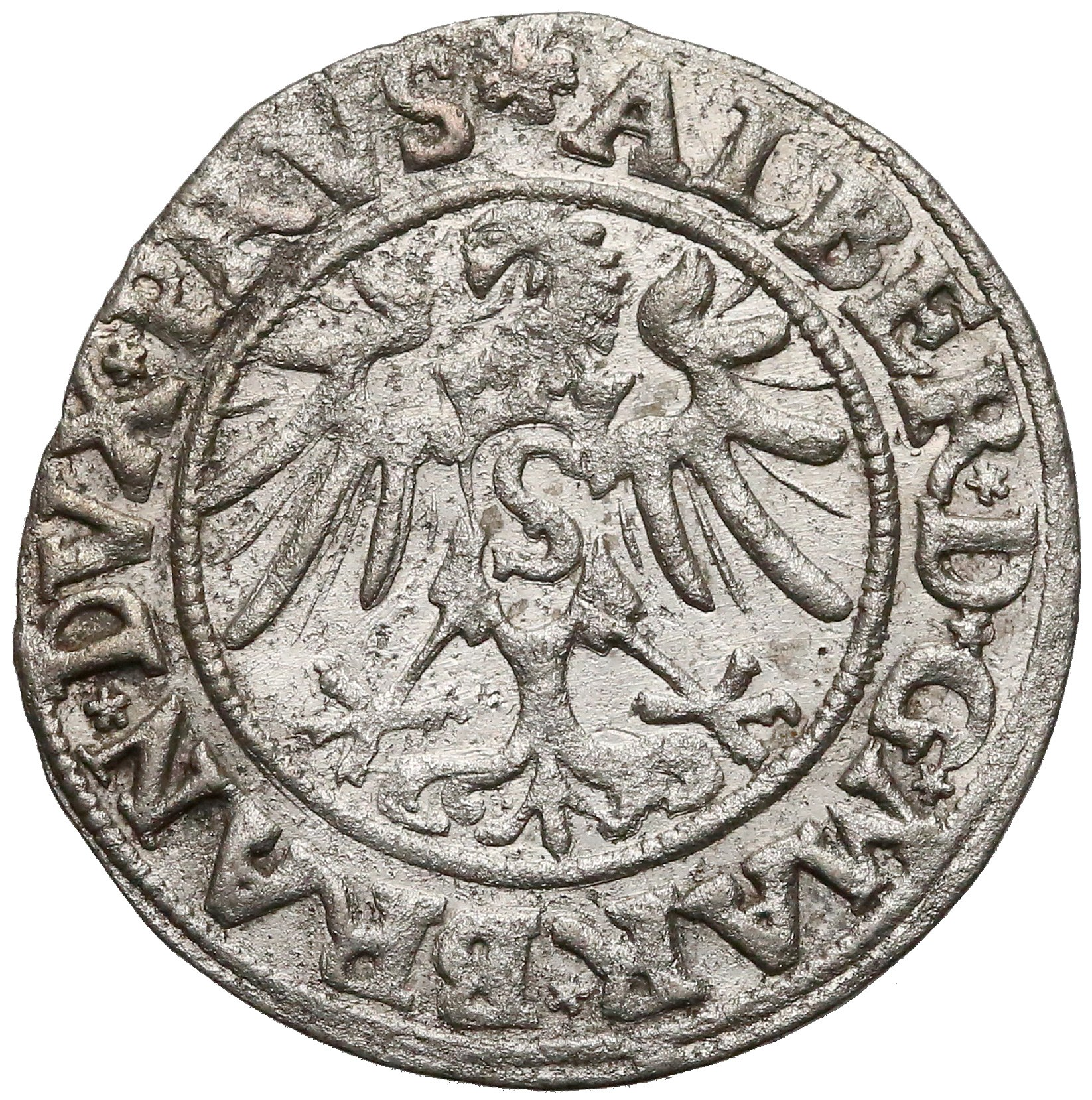
1535 rewers
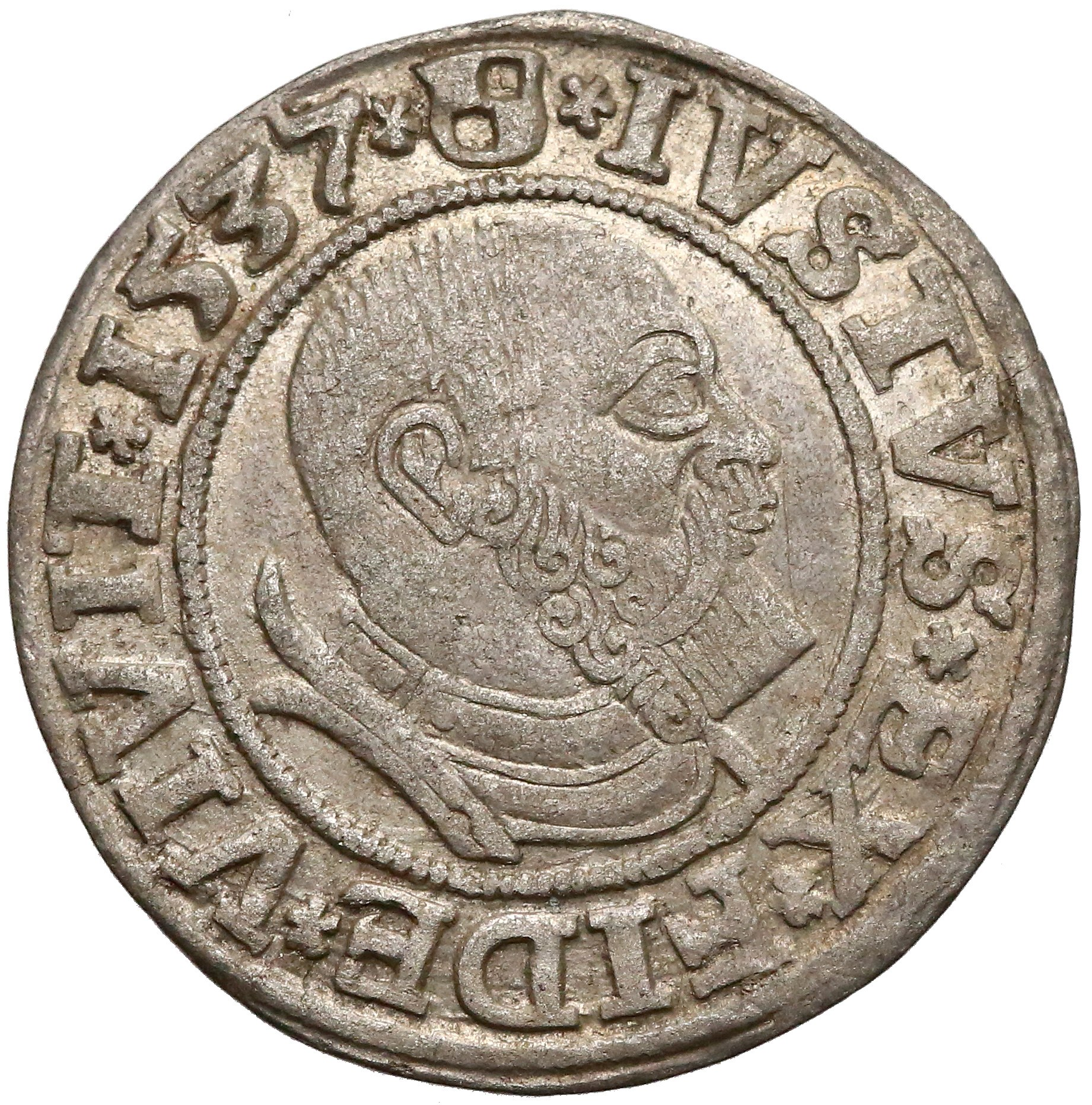
1537 awers
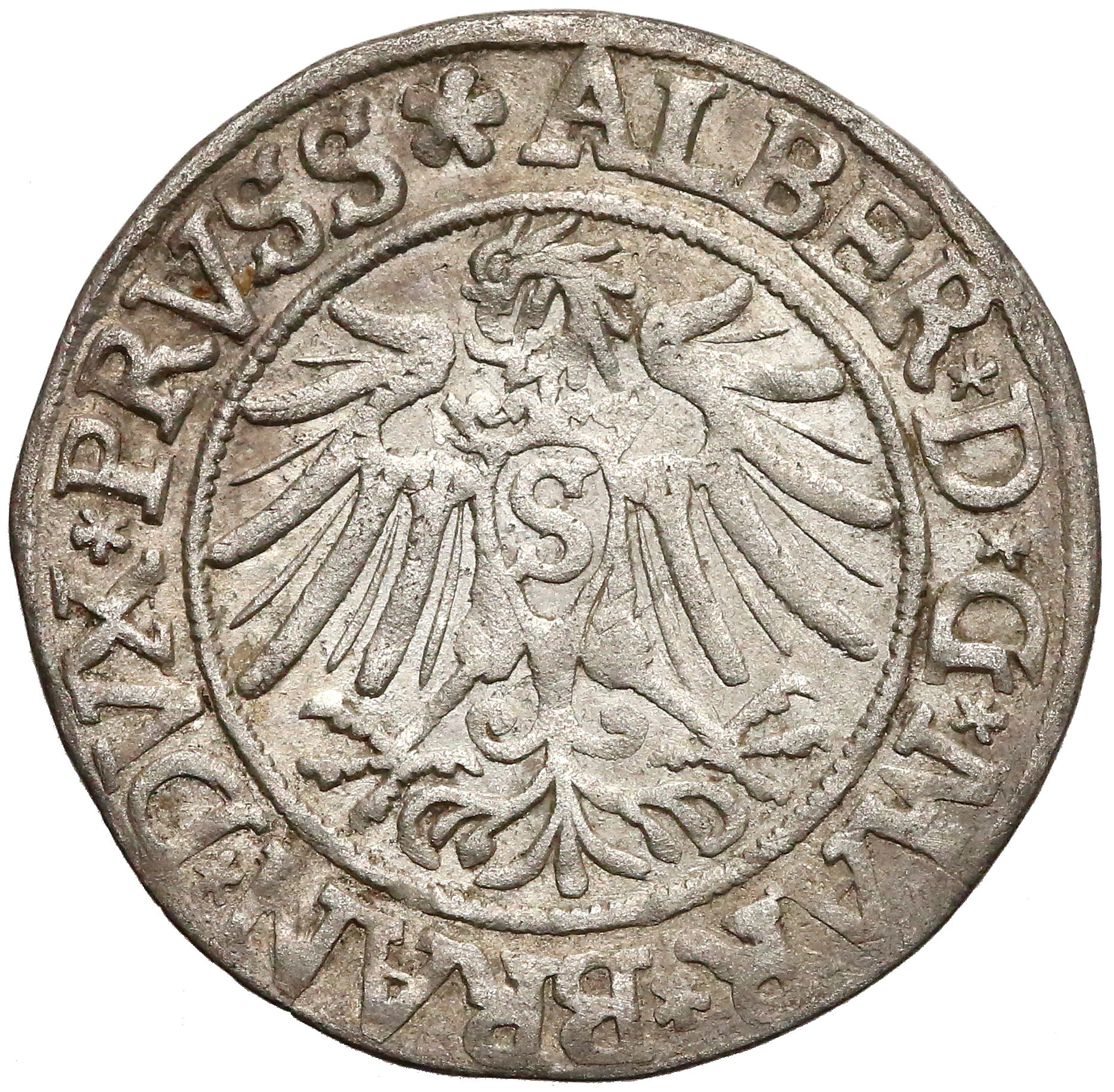
1537 rewers
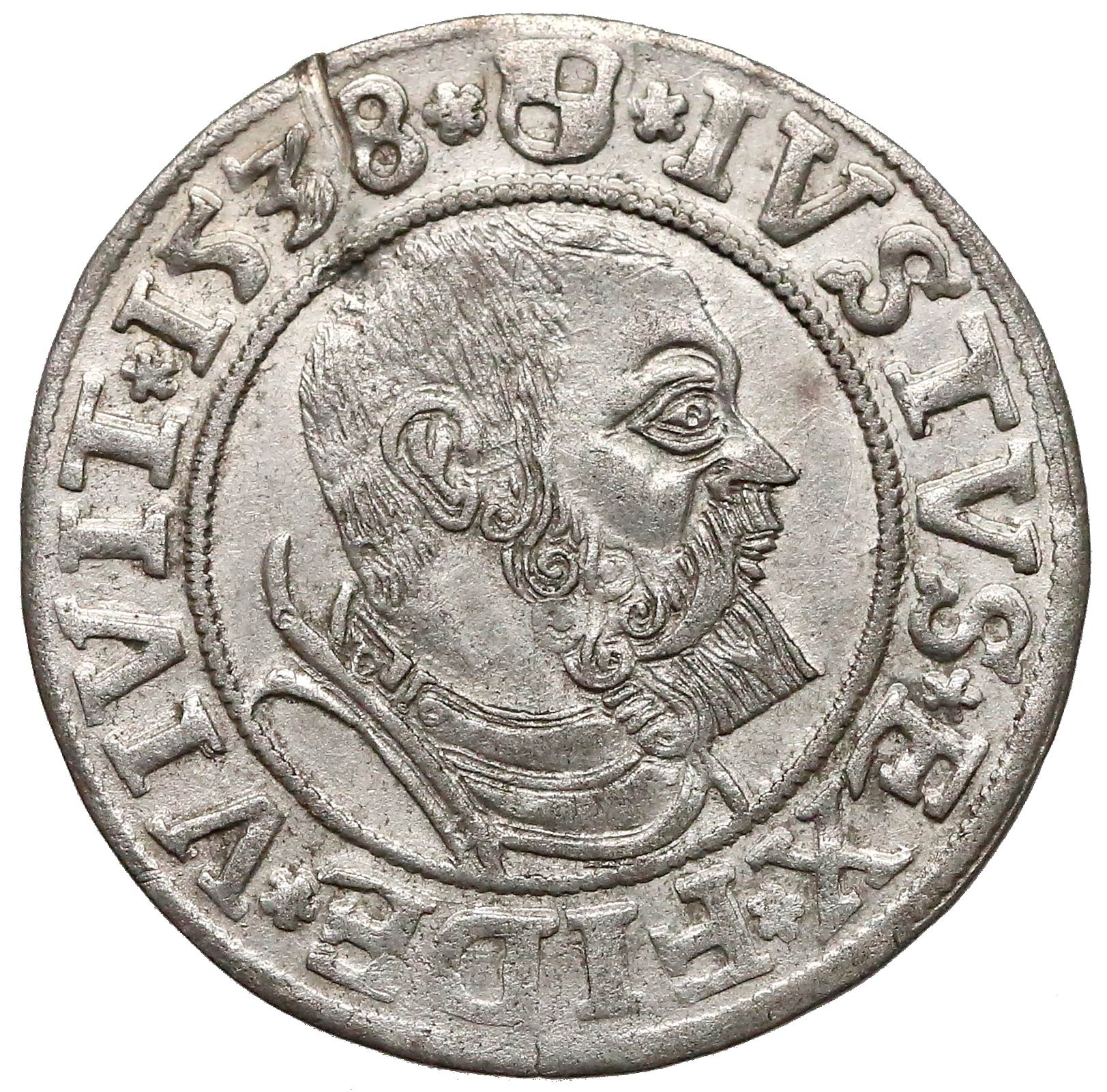
1538 awers
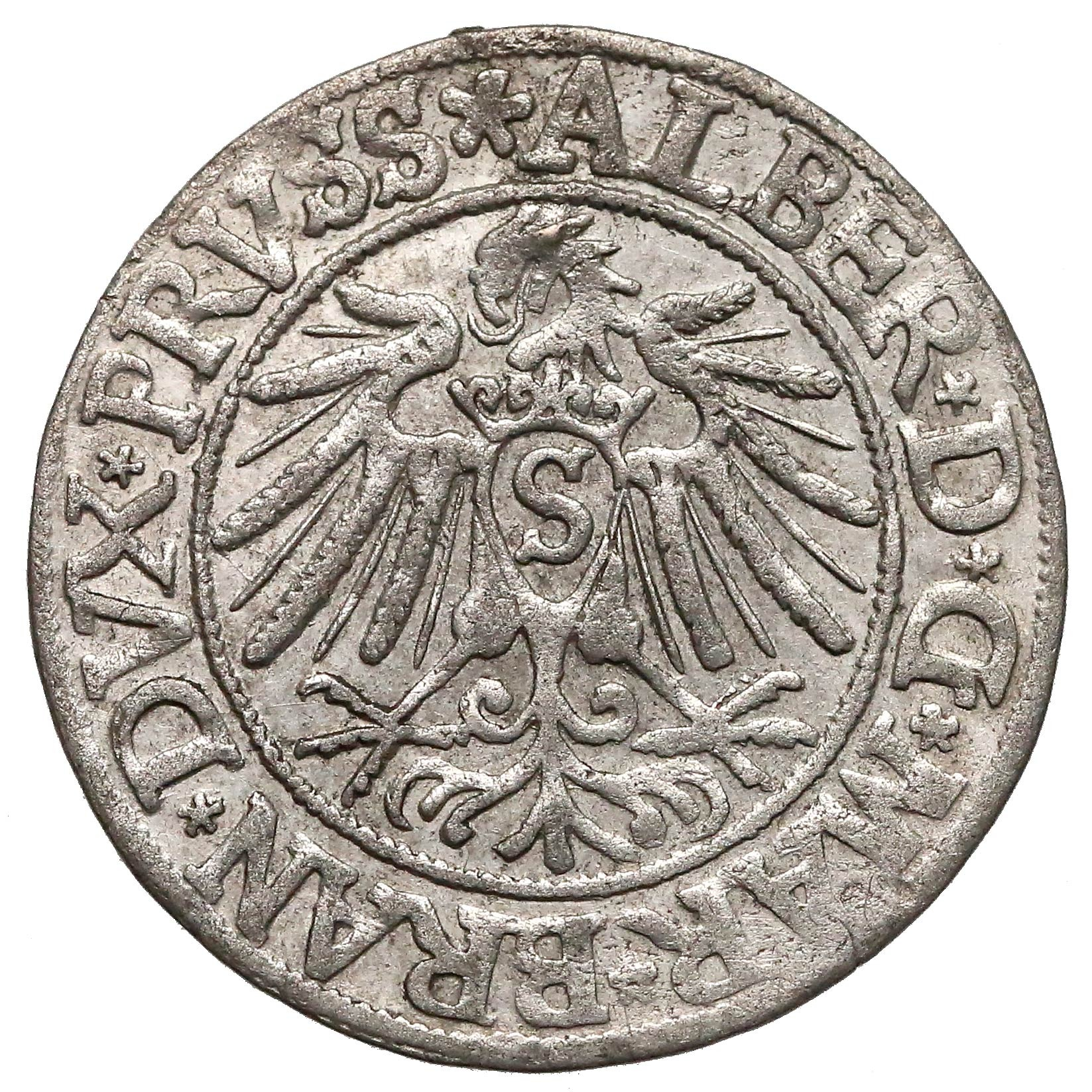
1538 rewers
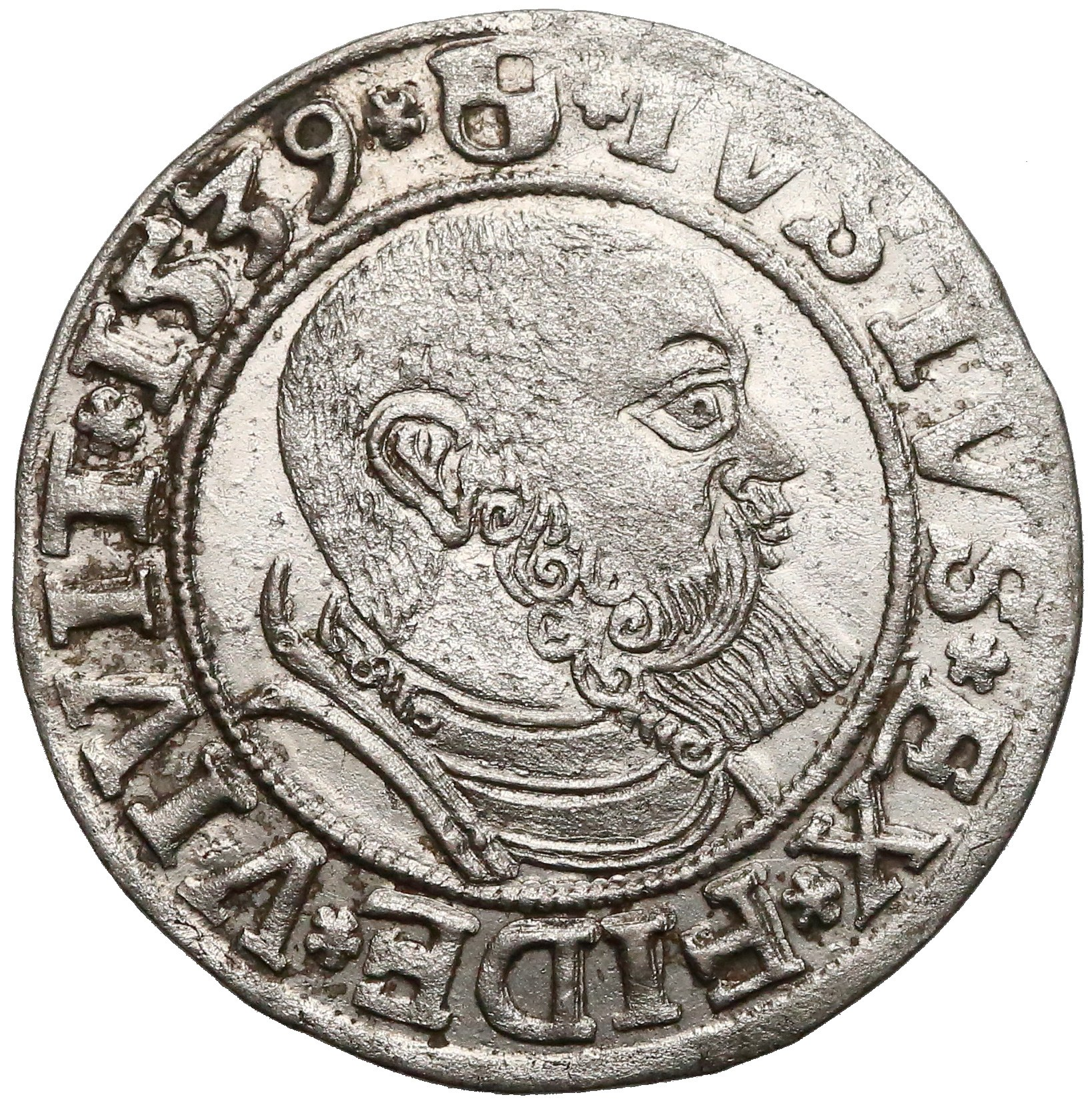
1539 awers
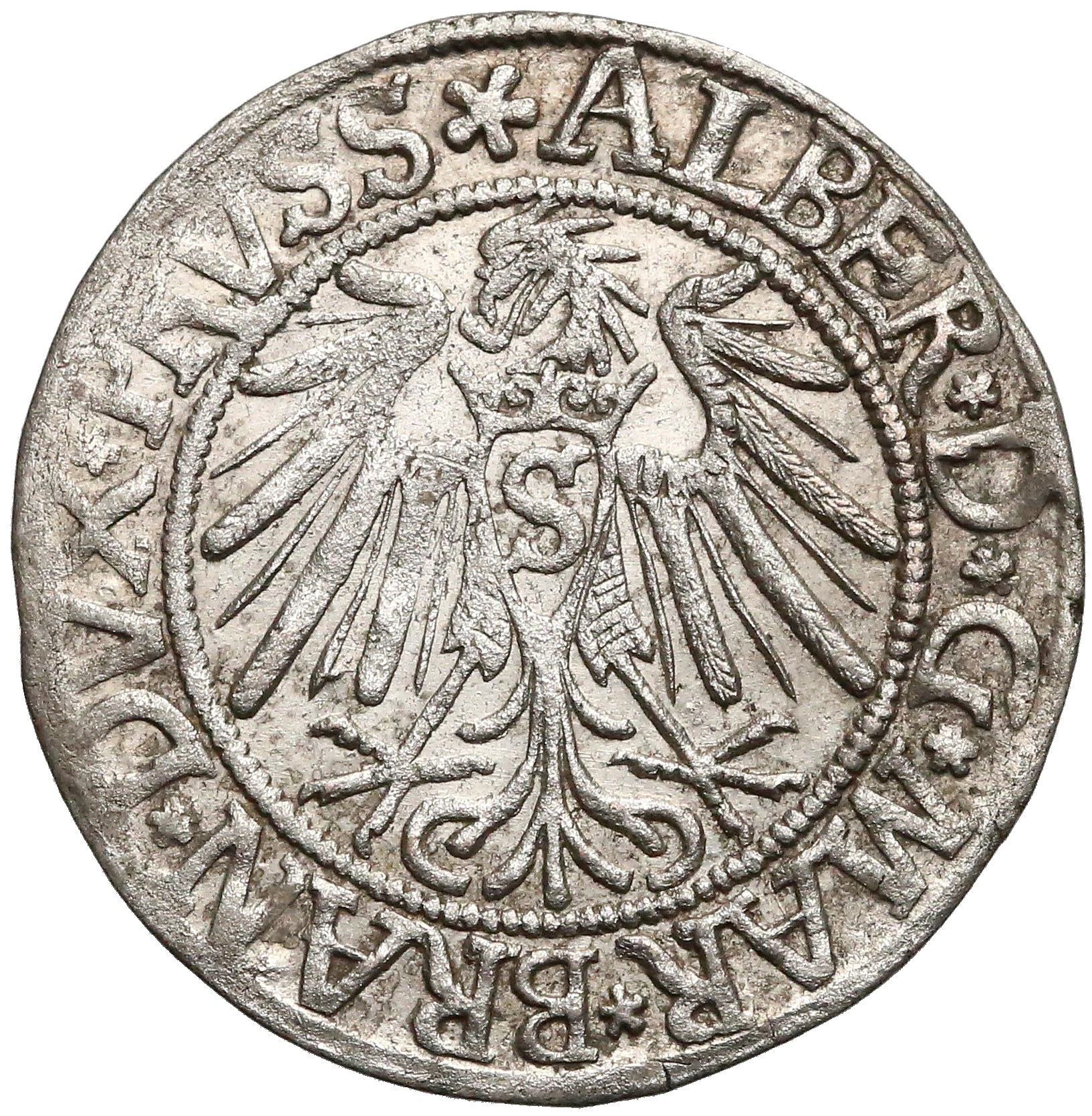
1539 rewers
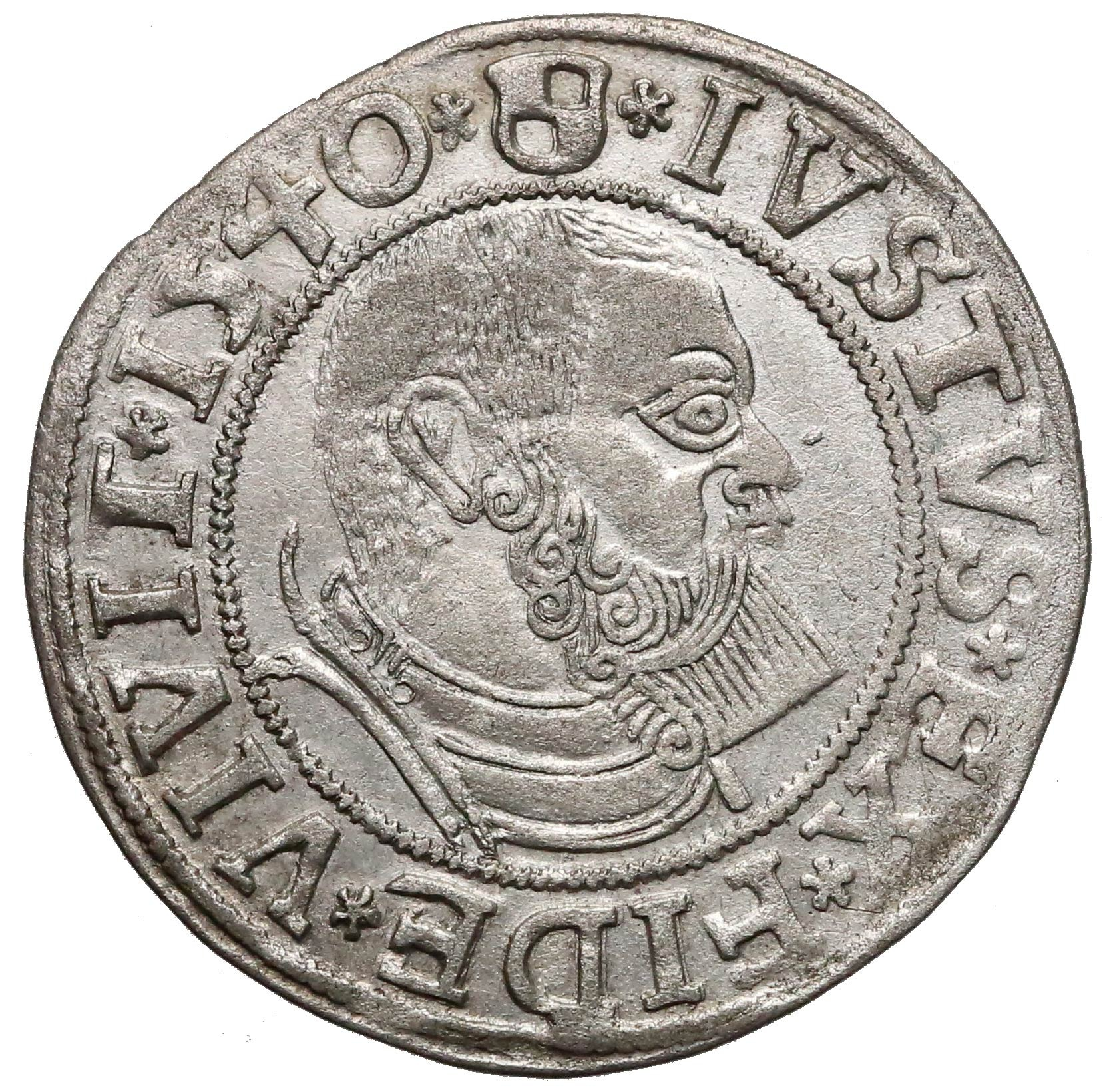
1540 awers
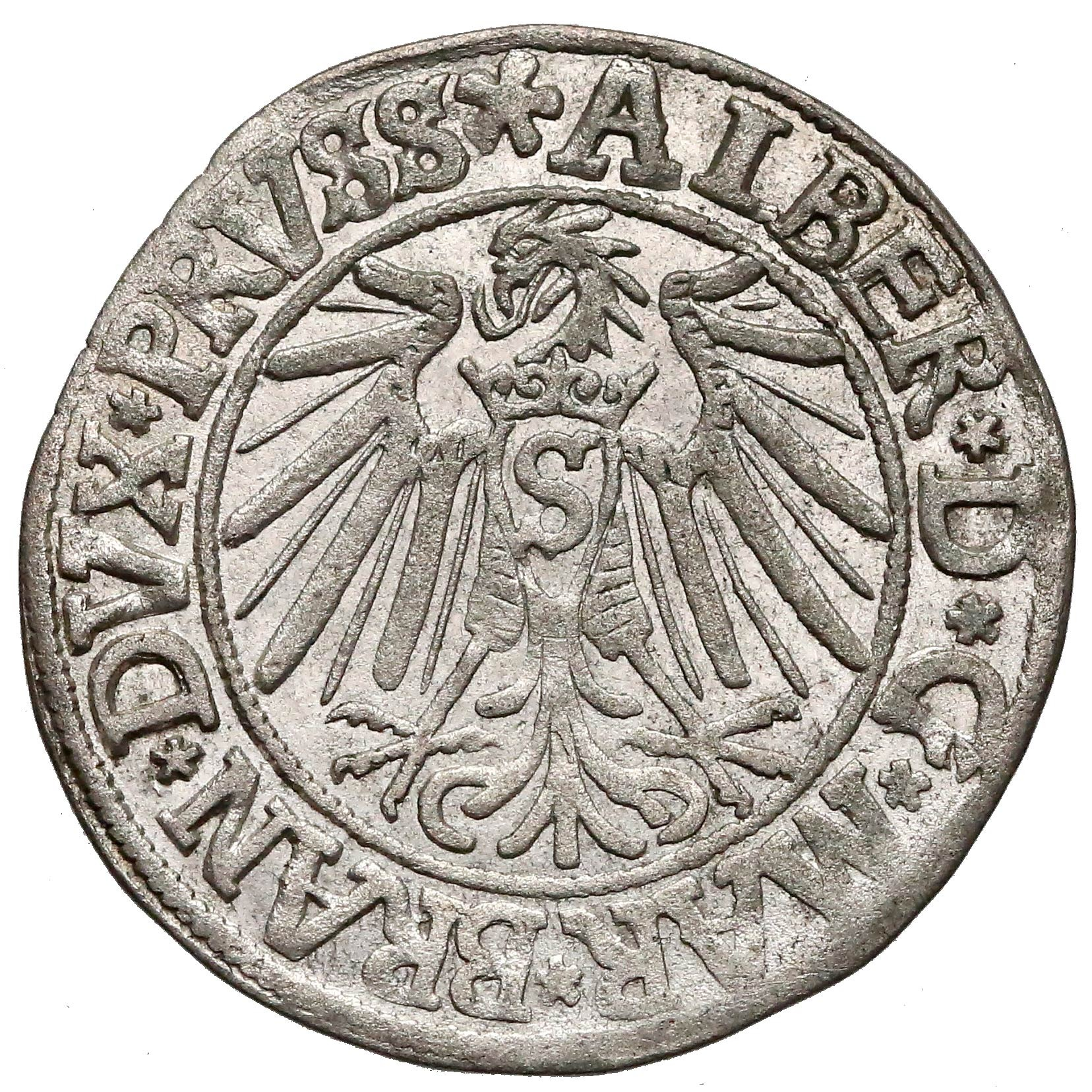
1540 rewers
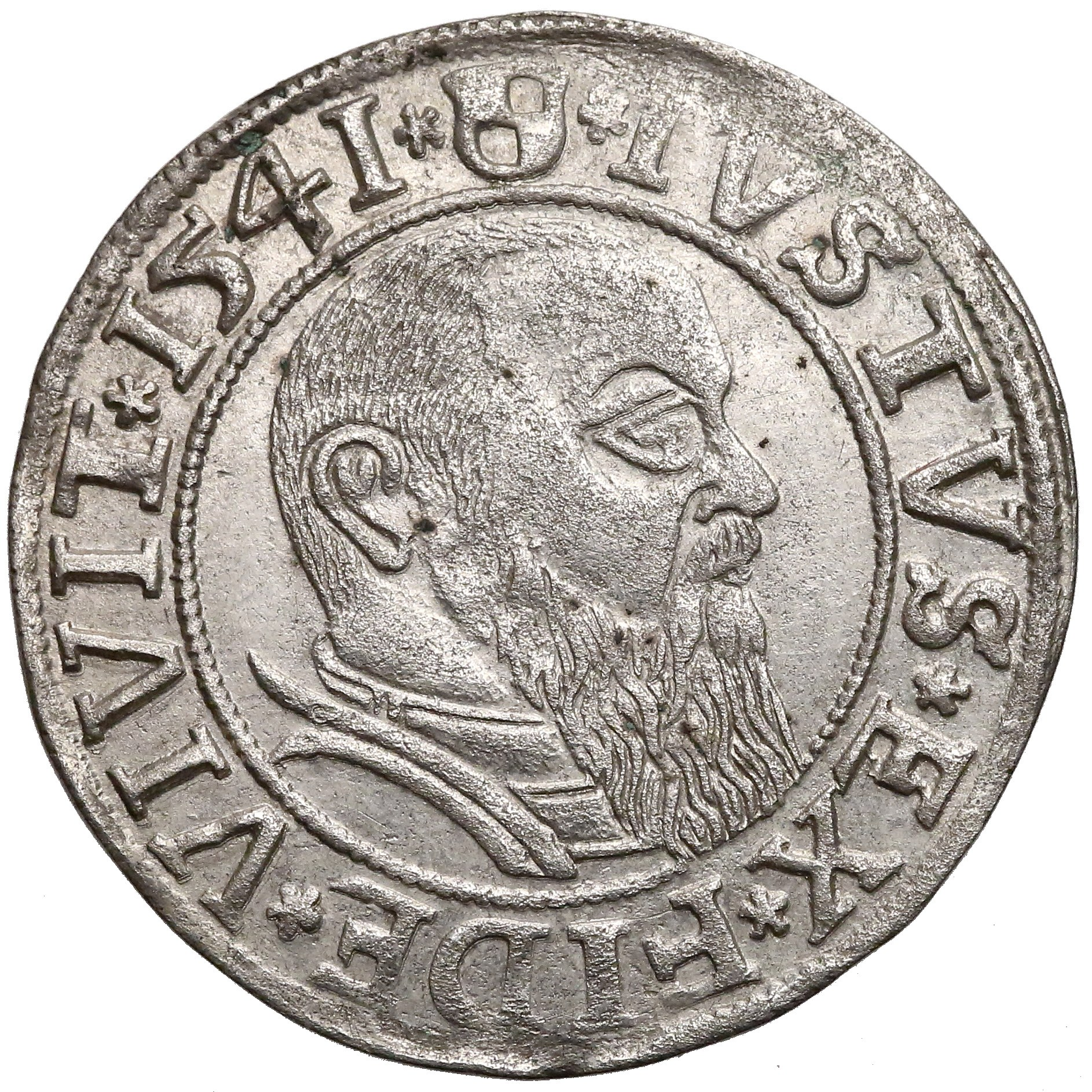
1541 awers
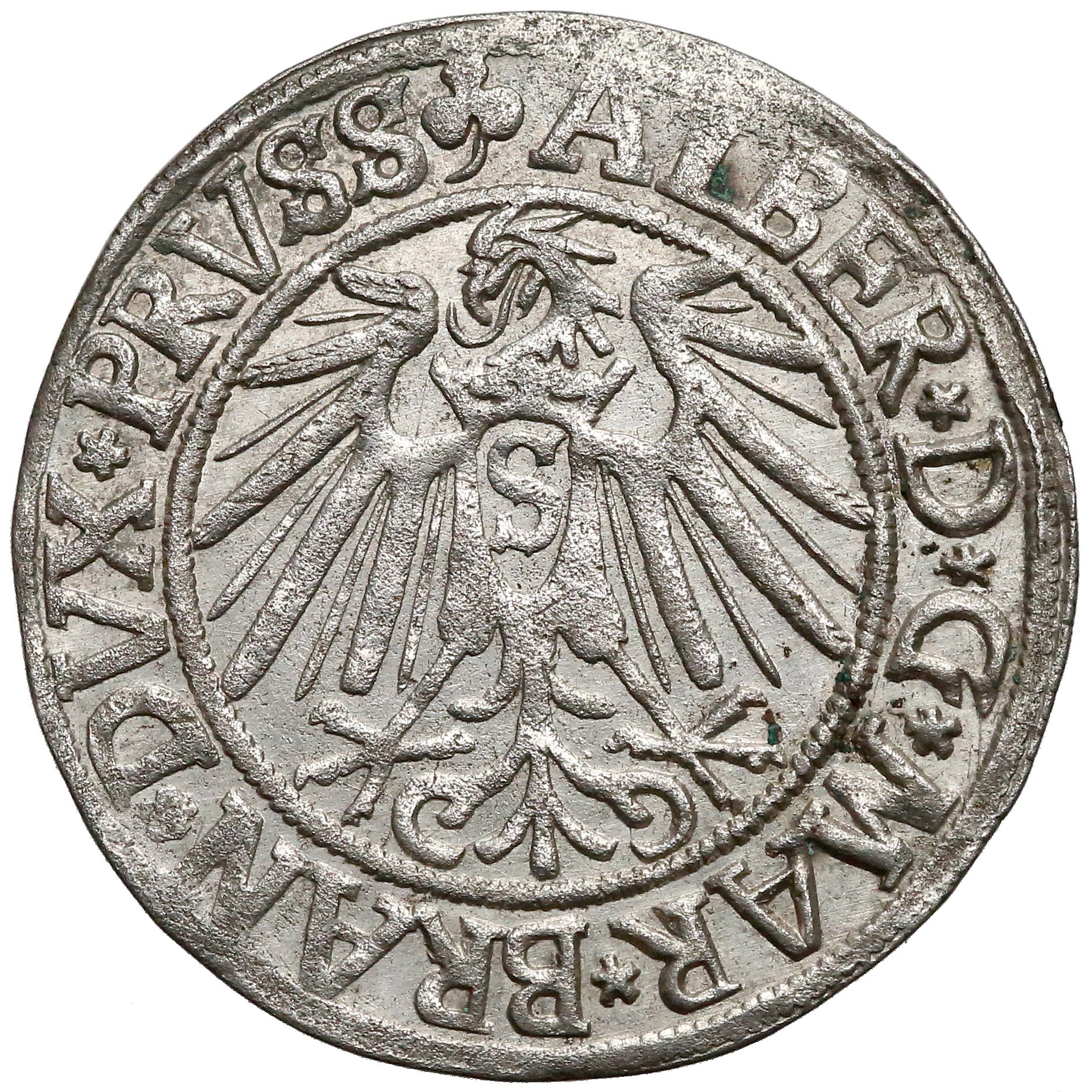
1541 rewers
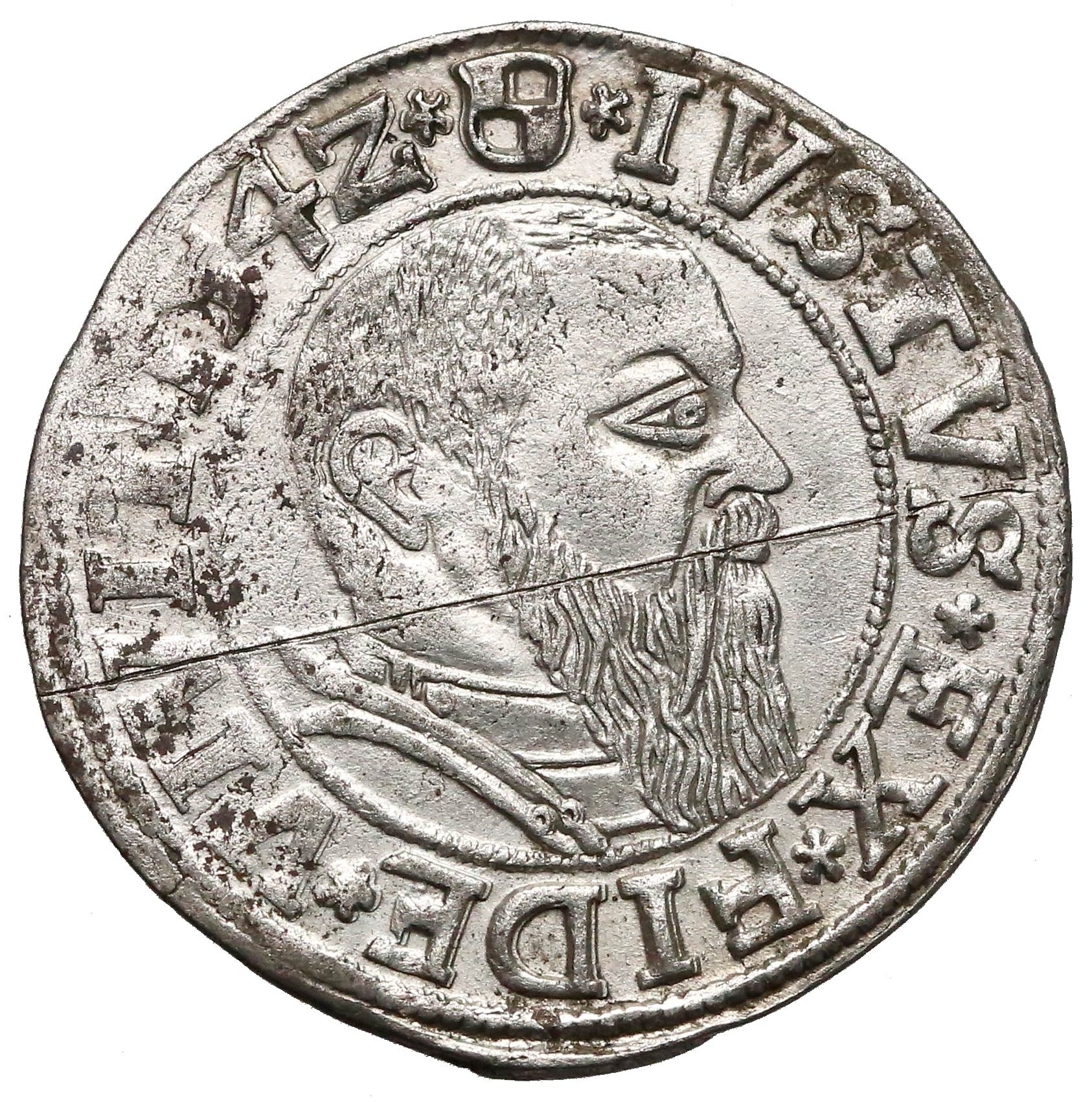
1542 awers
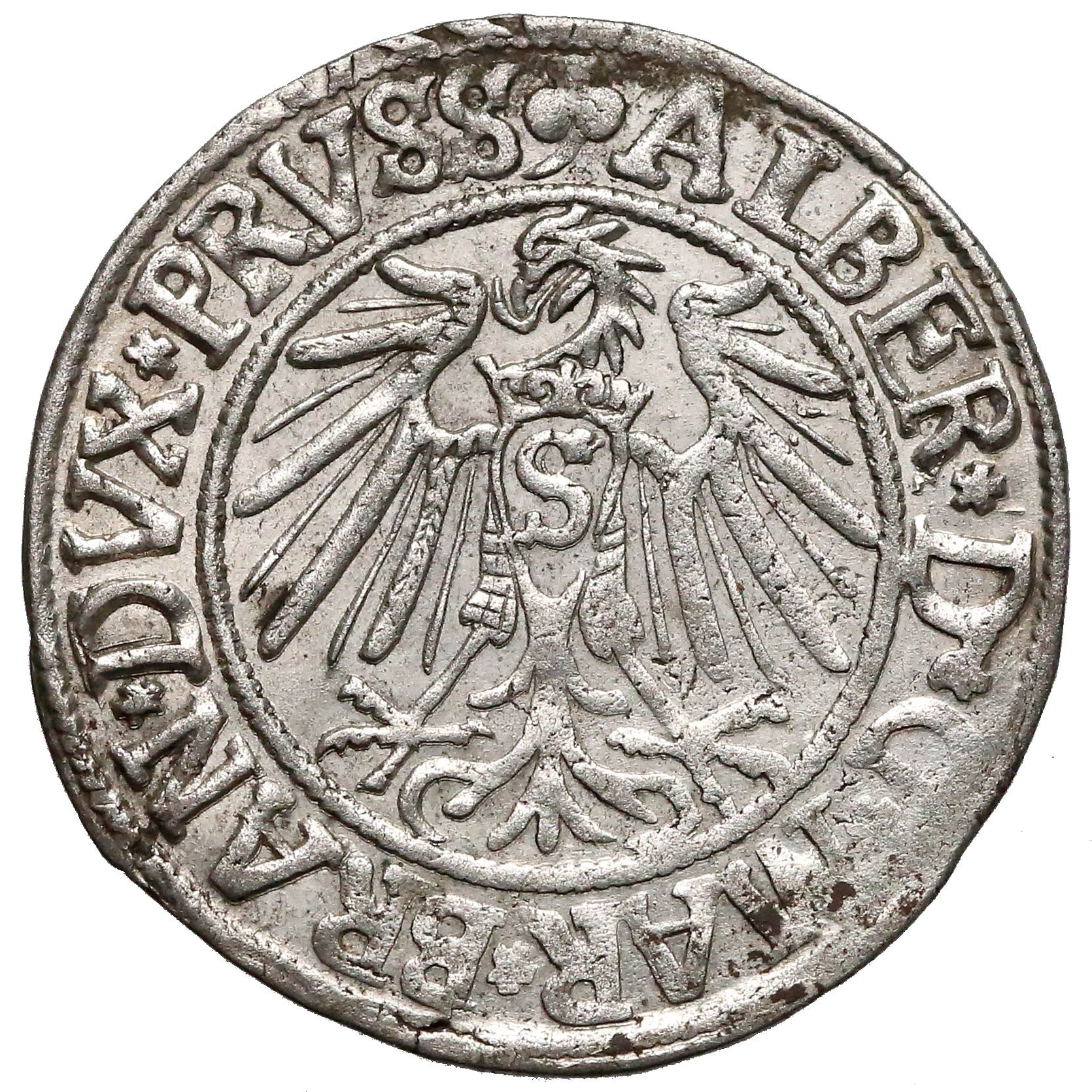
1542 rewers
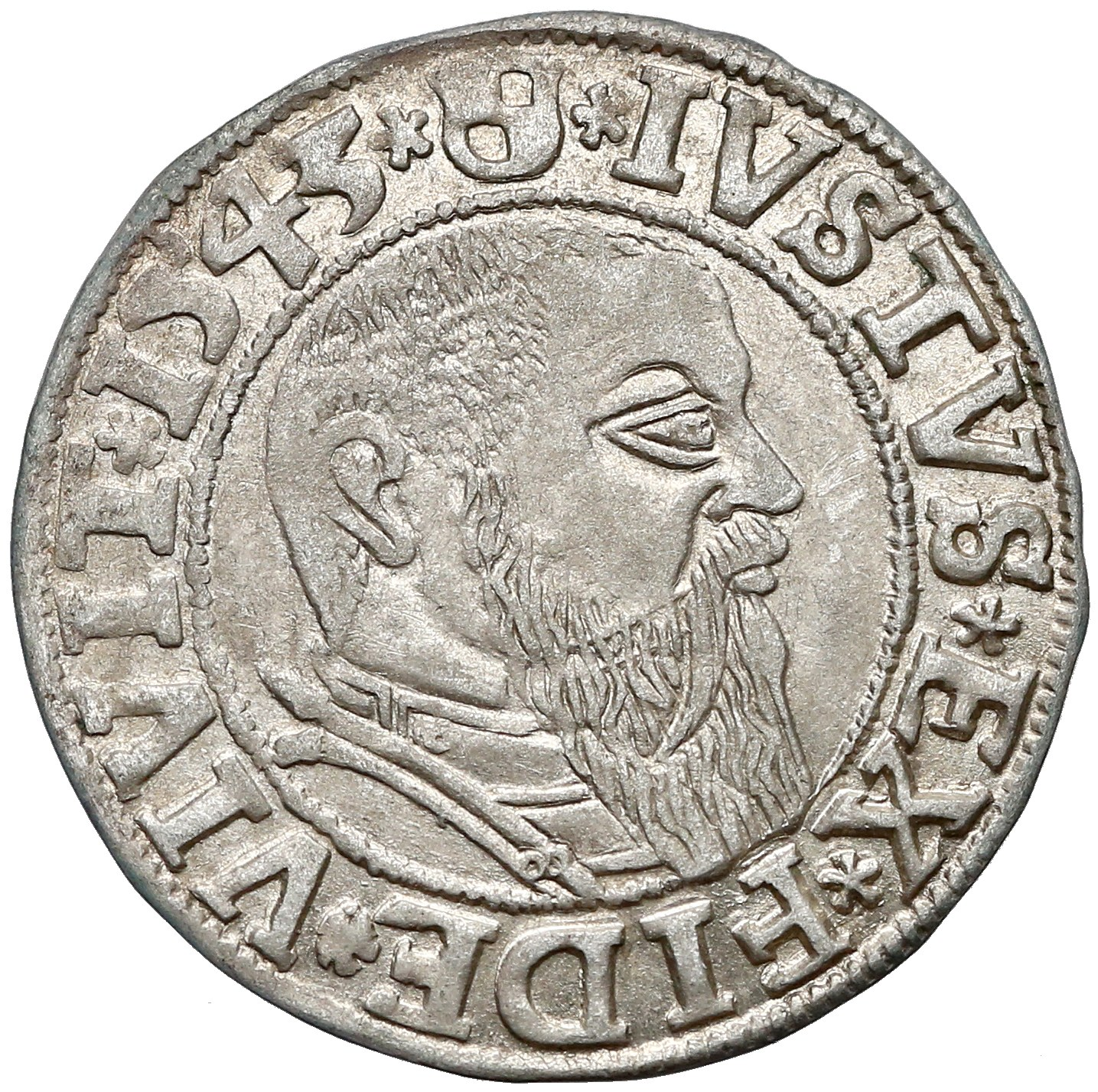
1543 awers
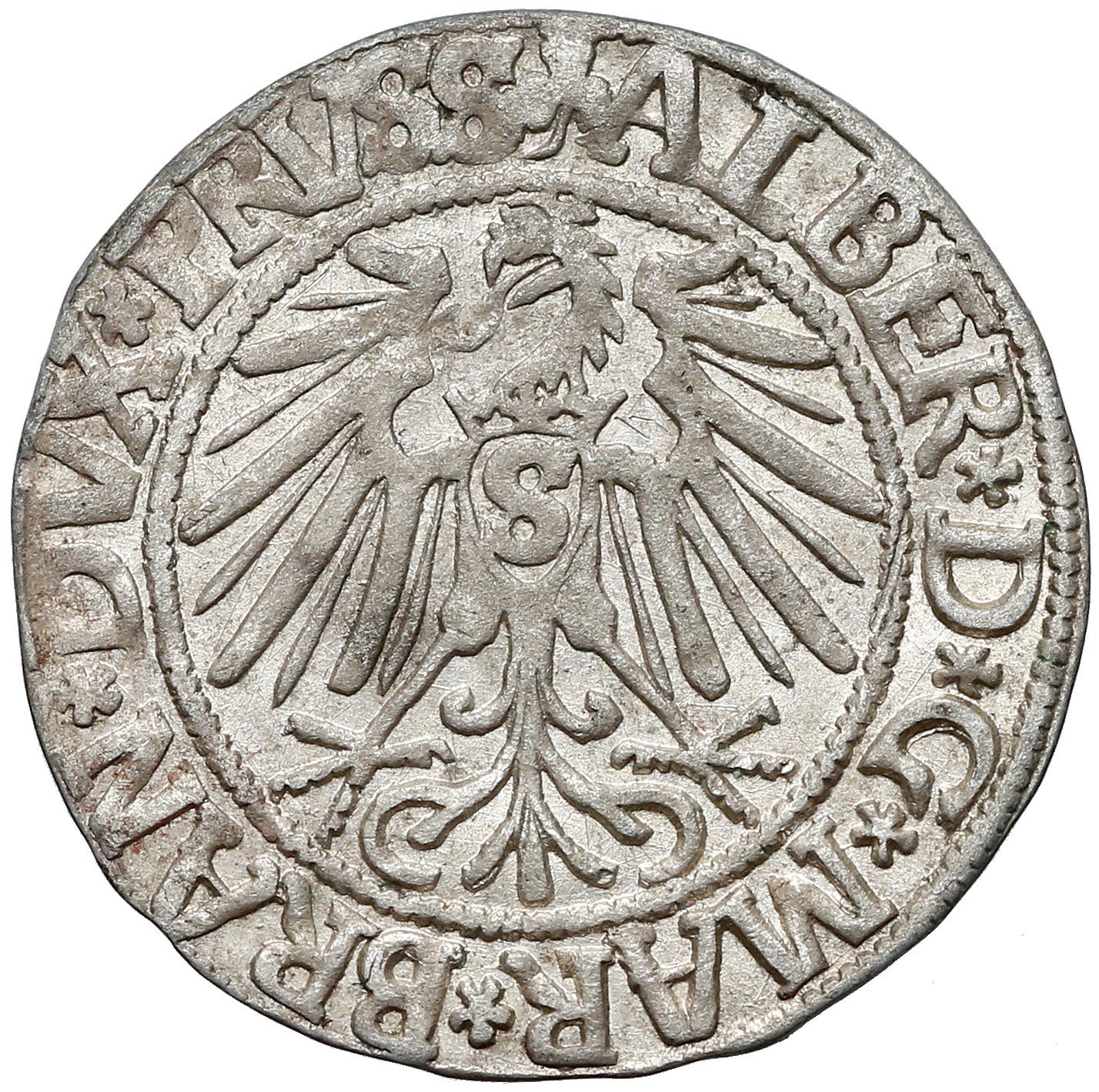
1543 rewers
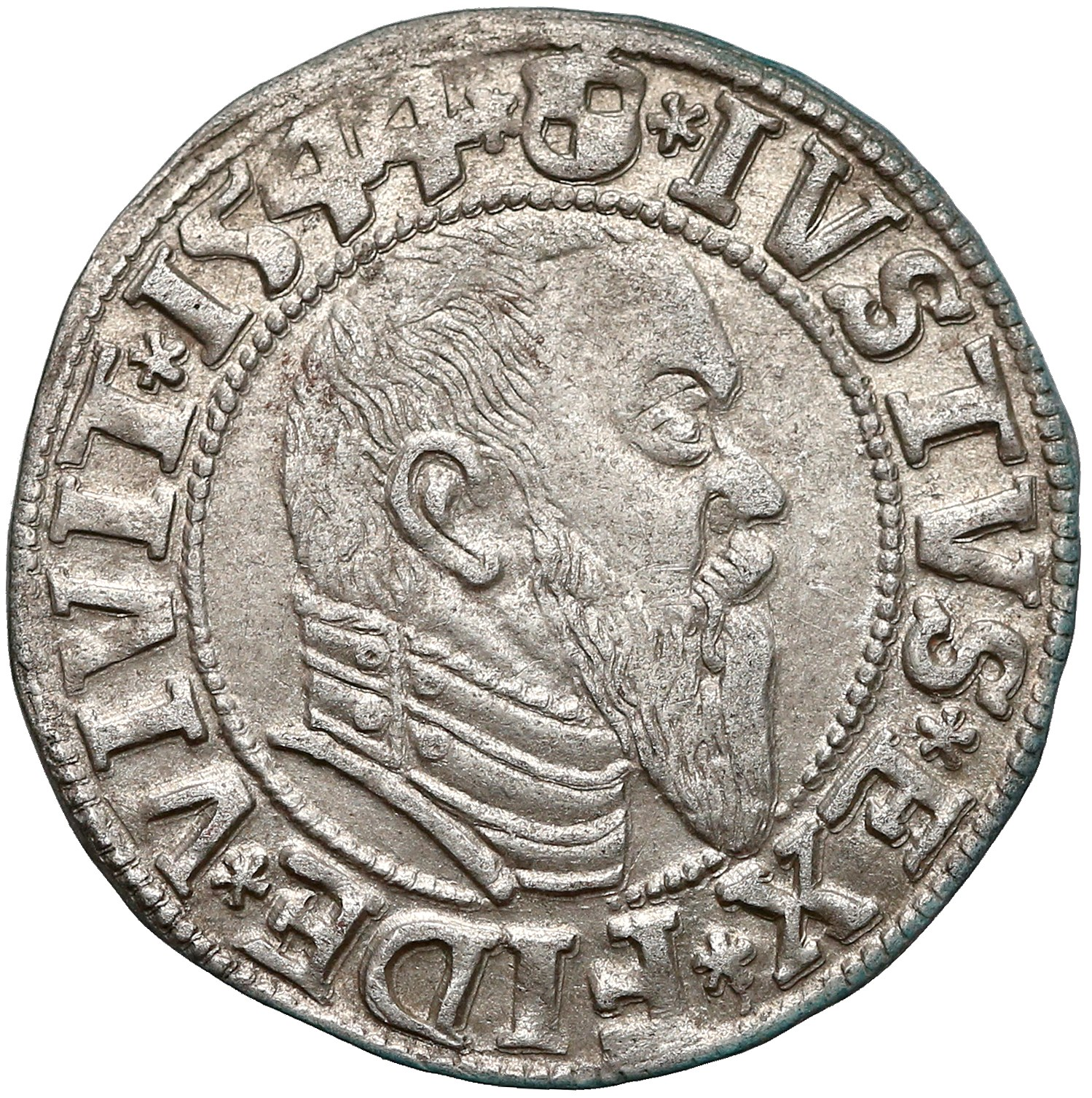
1544 awers
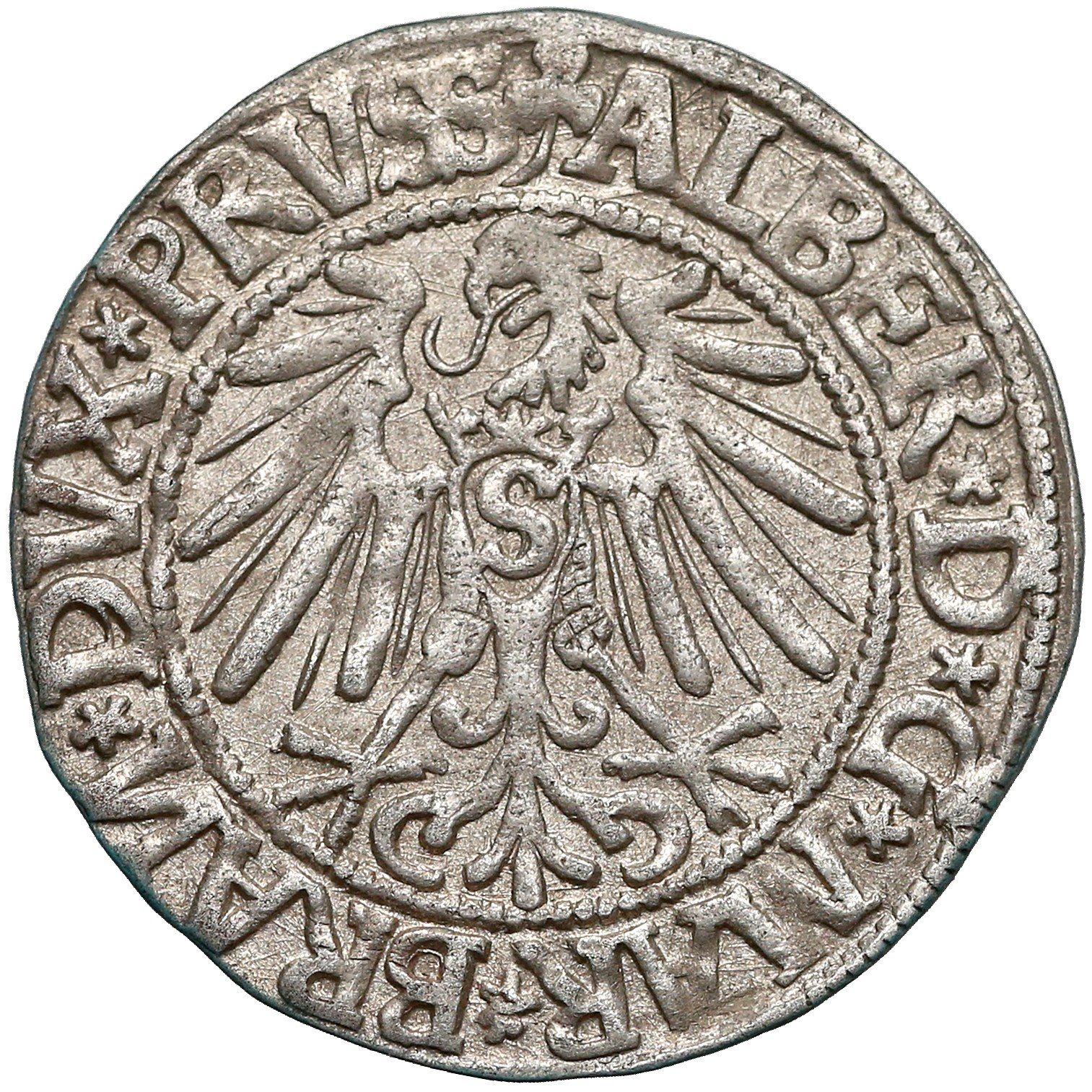
1544 rewers
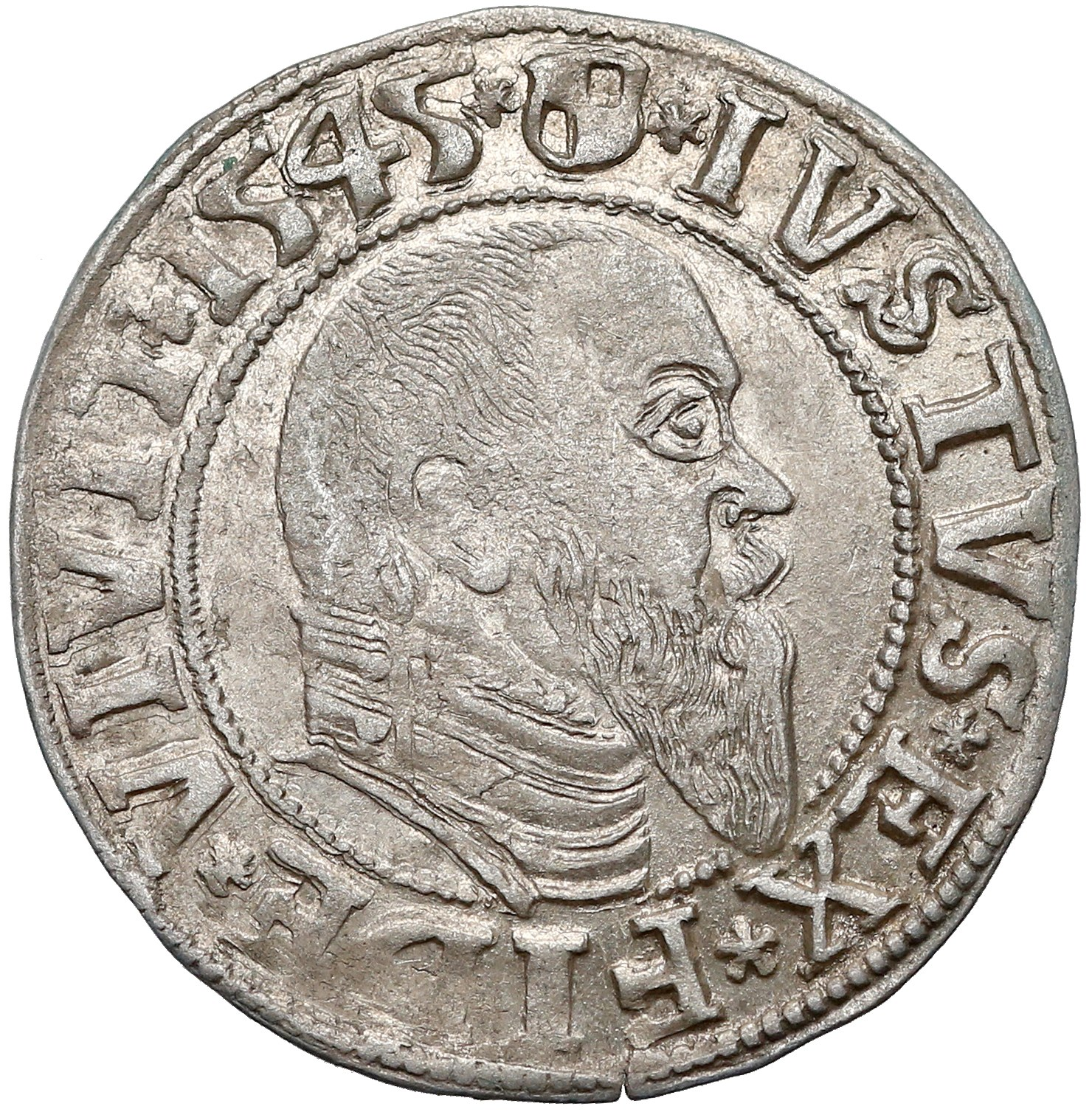
1545 awers
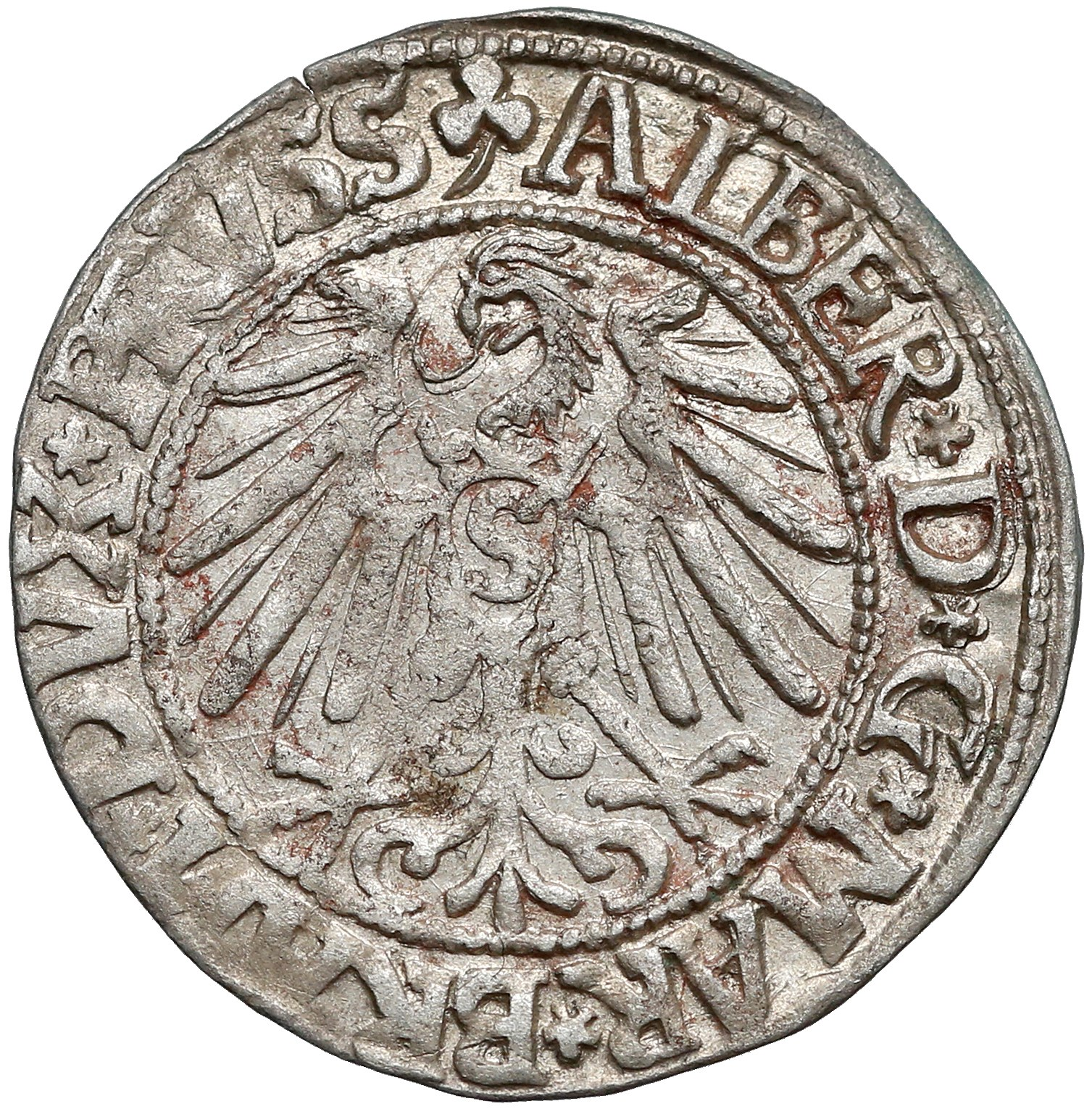
1545 rewers
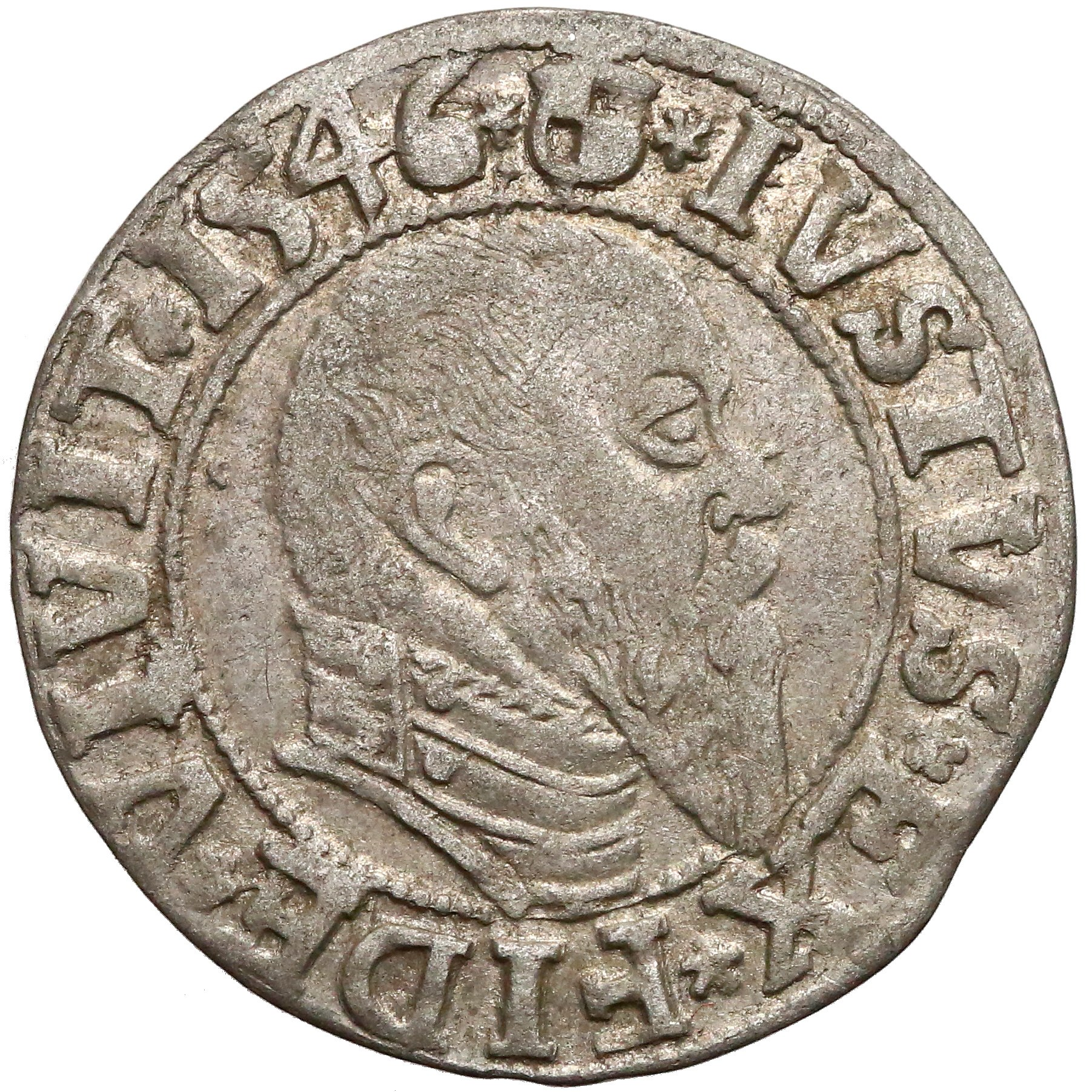
1546 awers
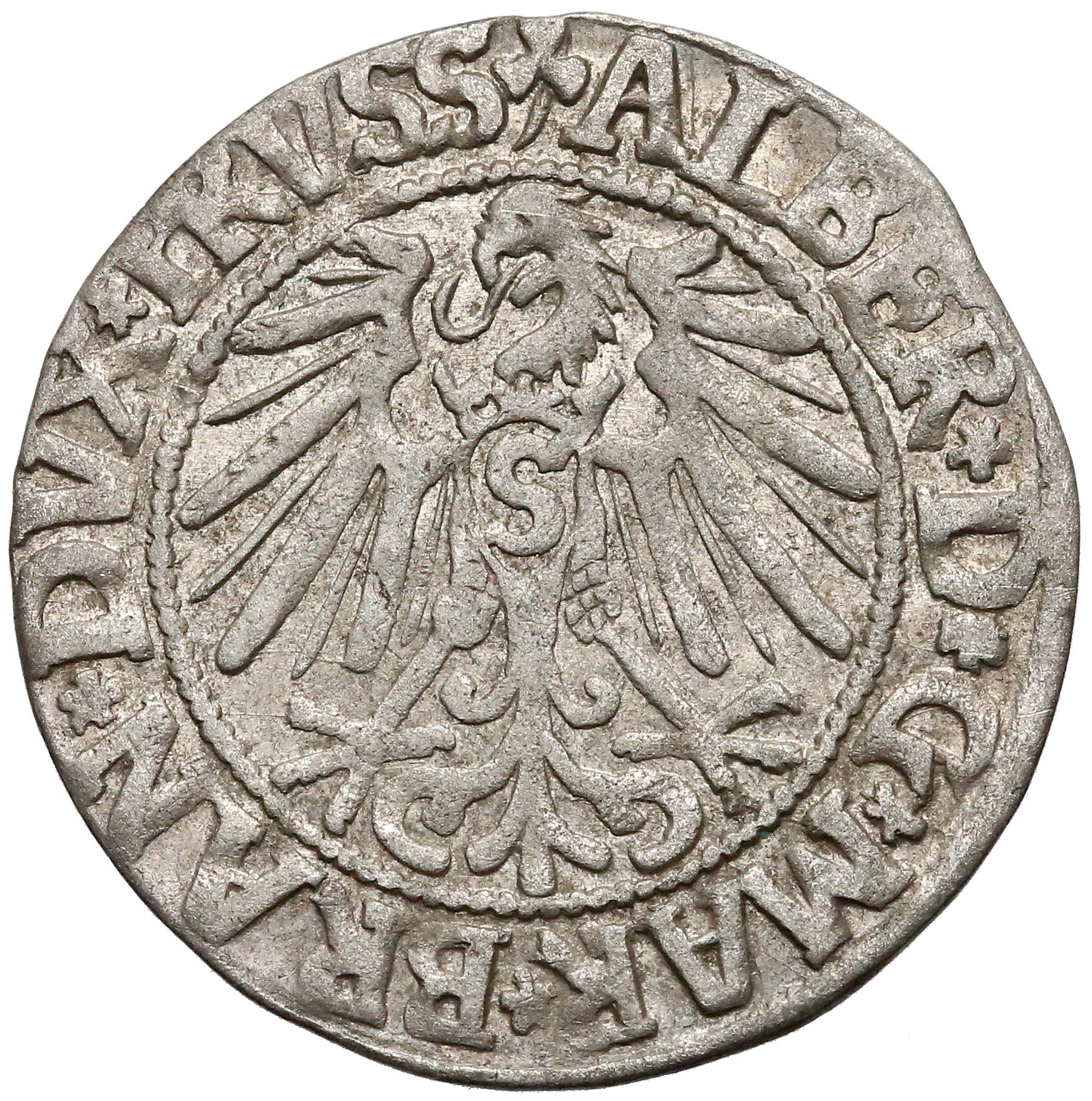
1546 rewers
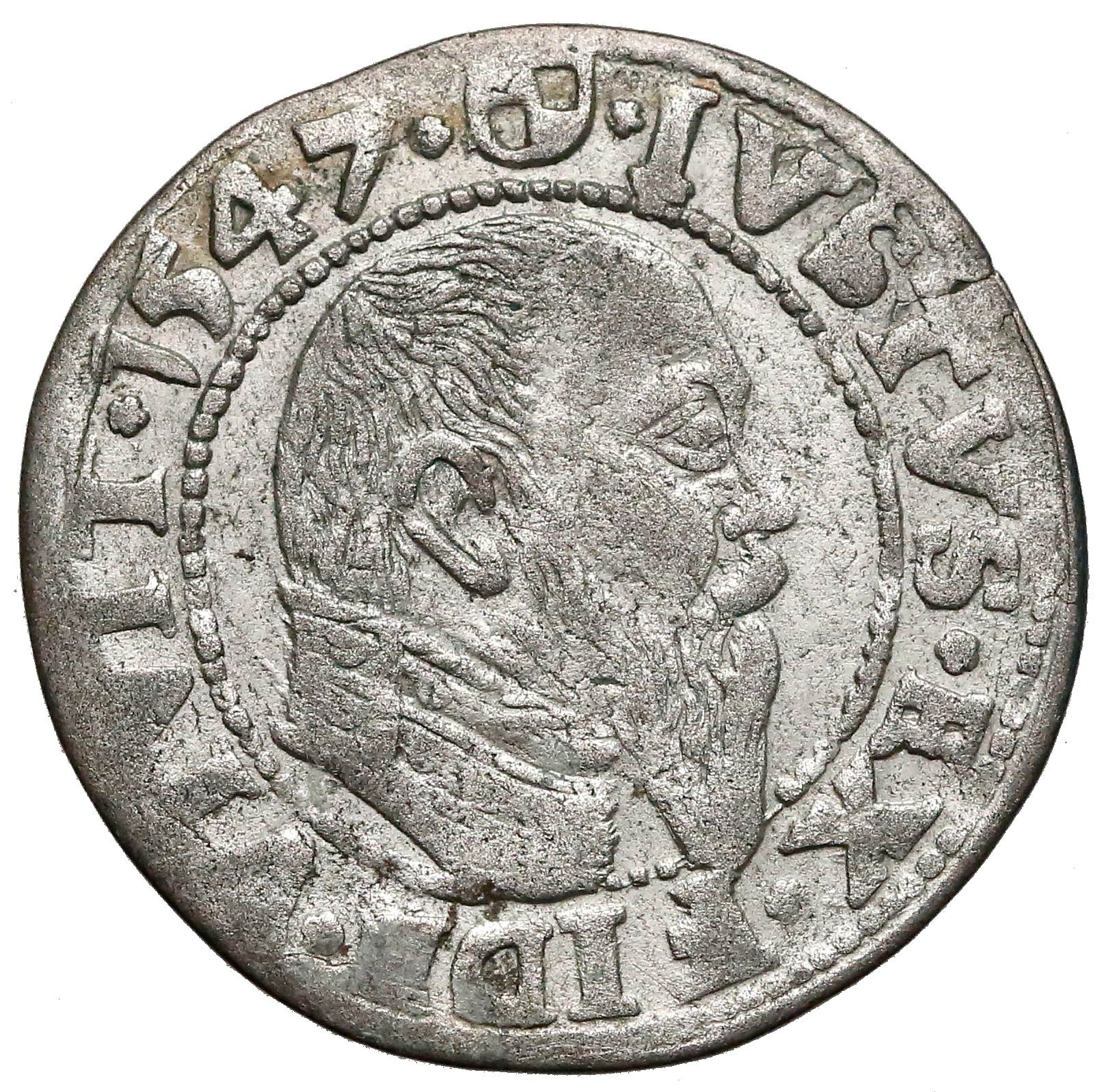
1547 awers
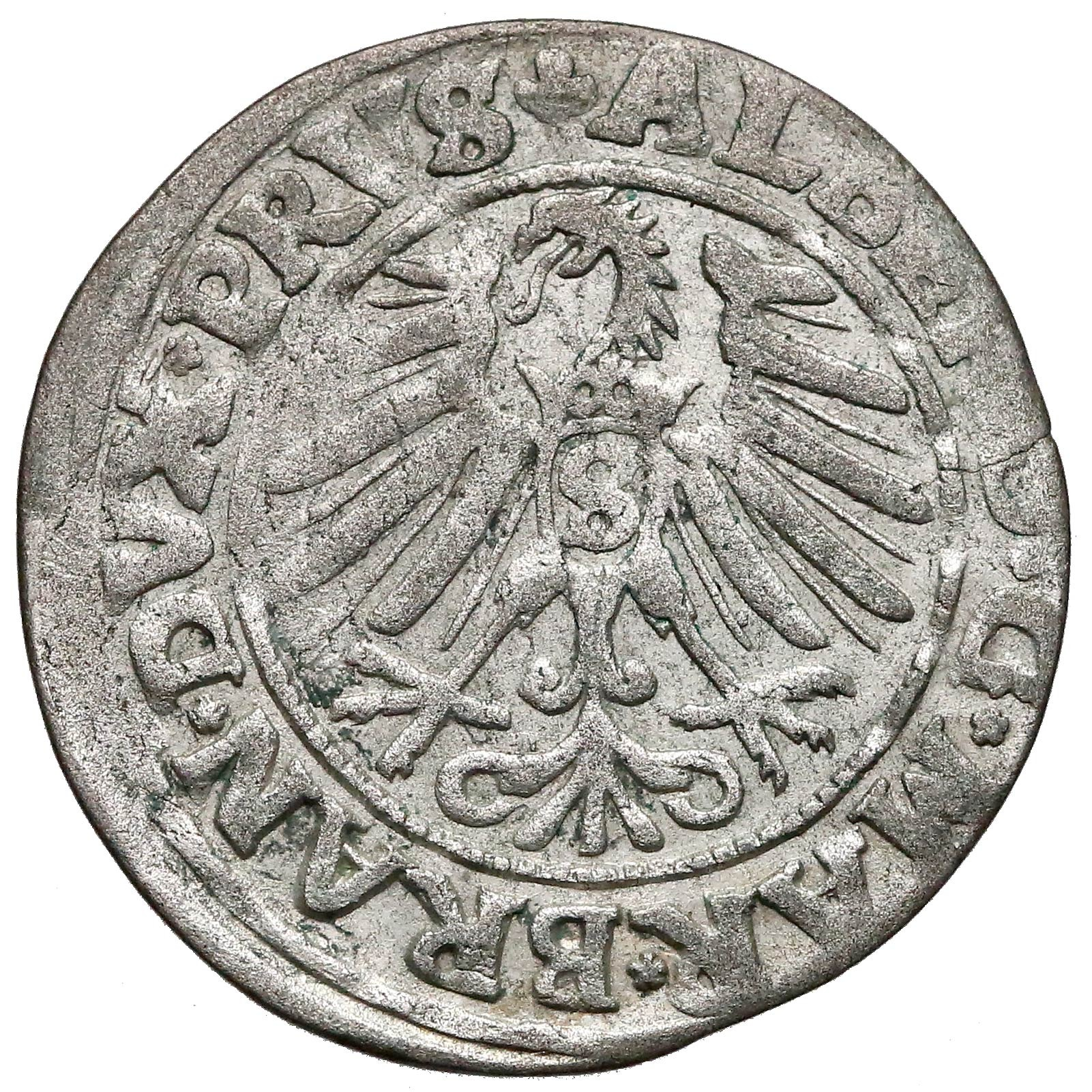
1547 rewers
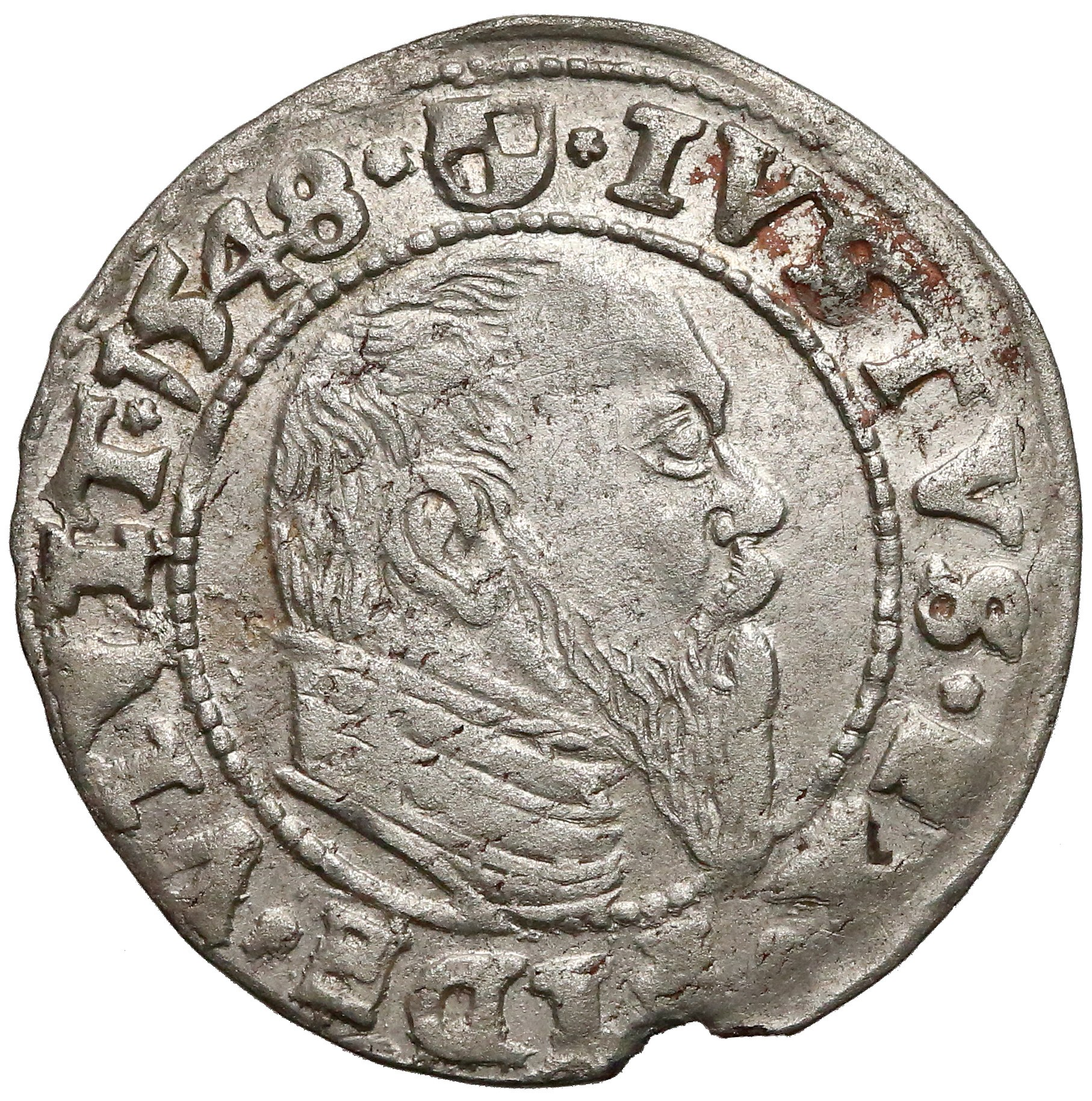
1548 awers
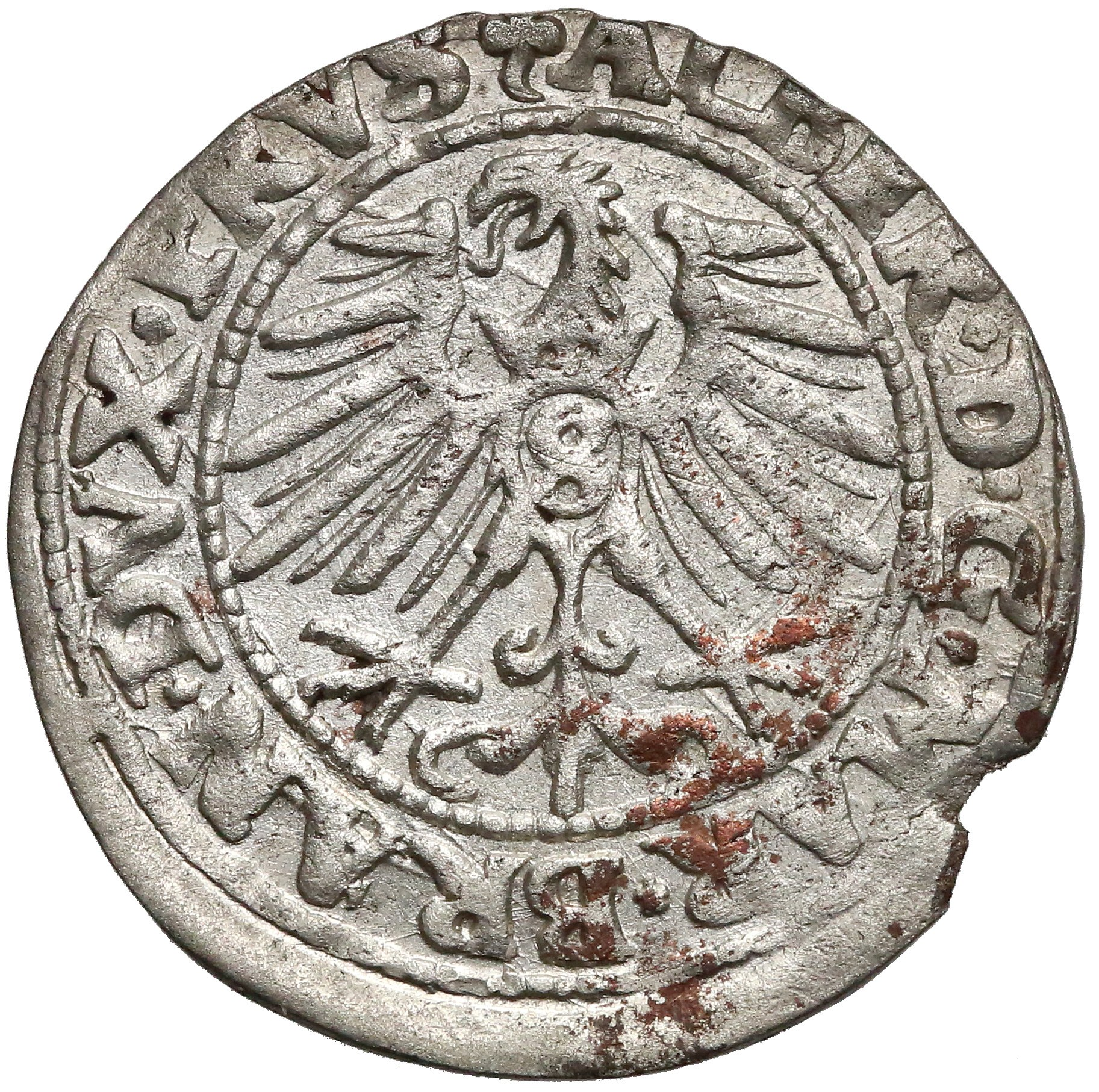
1548 rewers
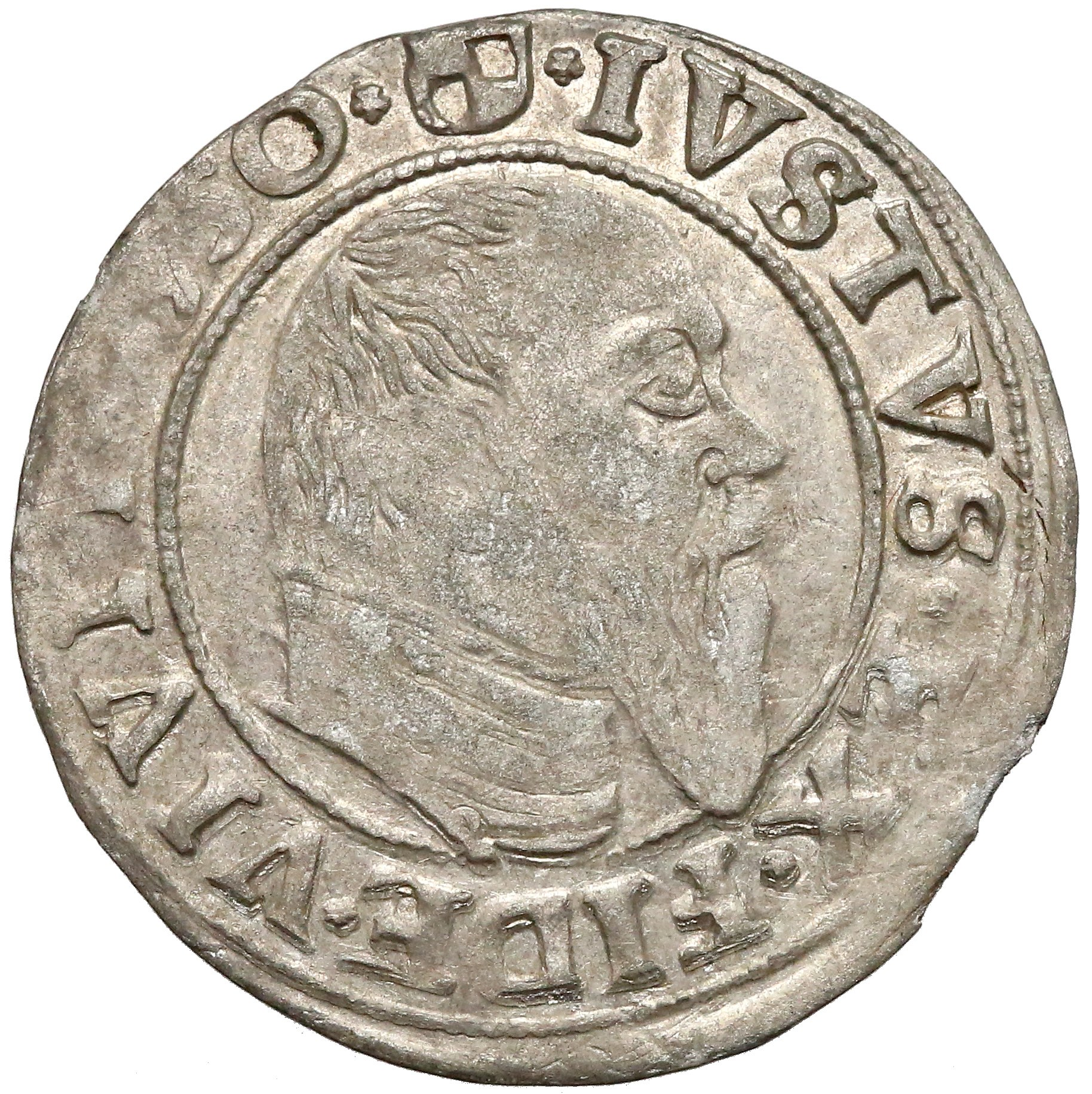
1550 awers
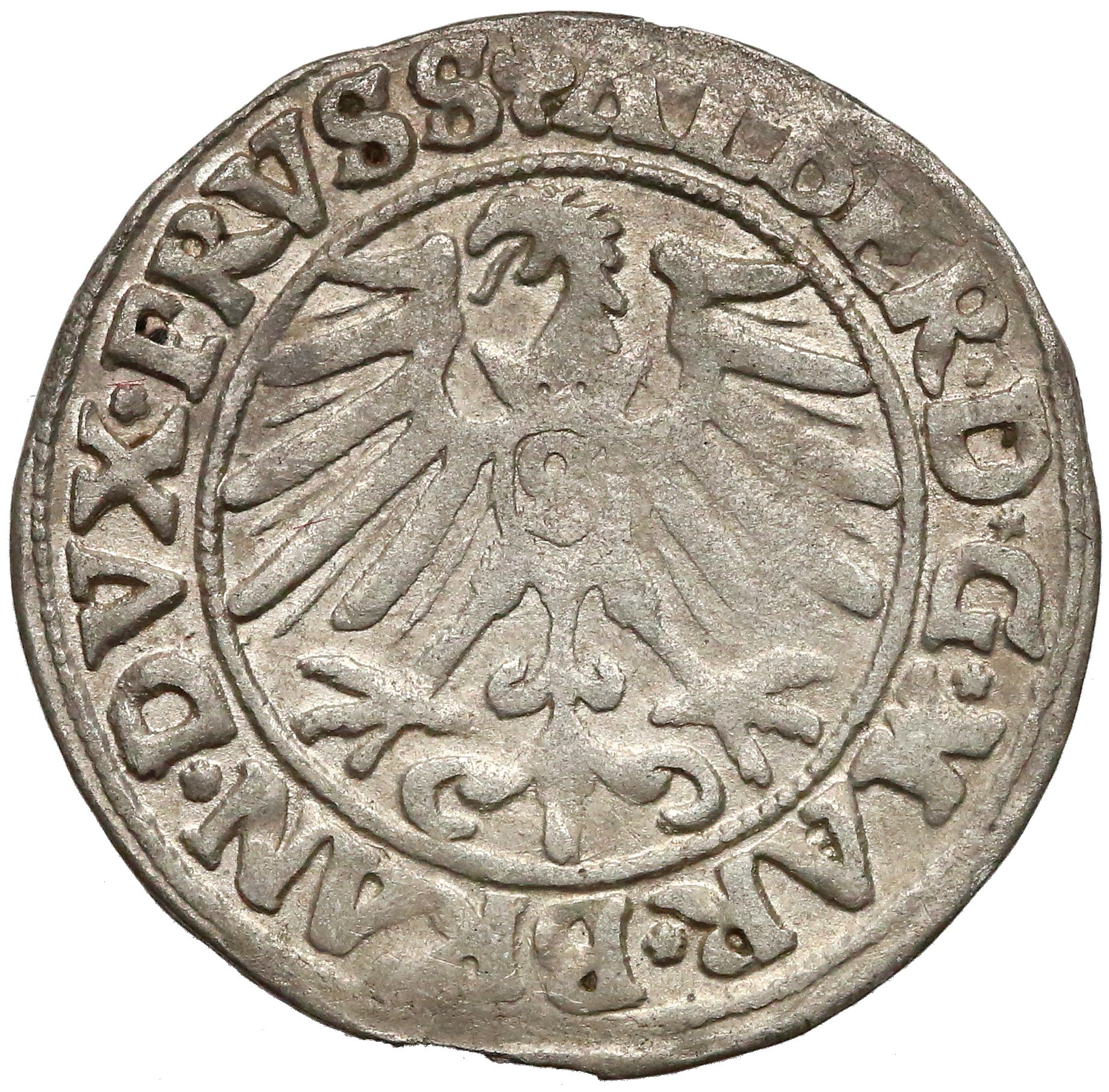
1550 rewers

Trojaki – rozpoczynają się w roku 1528 (nie potwierdzają tego inne źródła), z drugim rysunkiem popiersia, które później ulega takim samym zmianom jak w przypadku groszy. W pierwszym okresie kończą się także w roku 1548 (według innych źródeł w 1546), jednak bez roczników: 1532, 1536, 1547. Zwykle są cięższe i dlatego większe pozornie od zygmuntowskich. Jedynie trojak z roku 1530 jest wyjątkiem – w swoich wymiarach odpowiada dokładnie trojakom Prus Królewskich.
Z drugiego okresu znane są tylko trojaki z lat 1550 i 1558 – są jeszcze rzadsze od groszy z tych samych lat.

Trojaki Albrechta
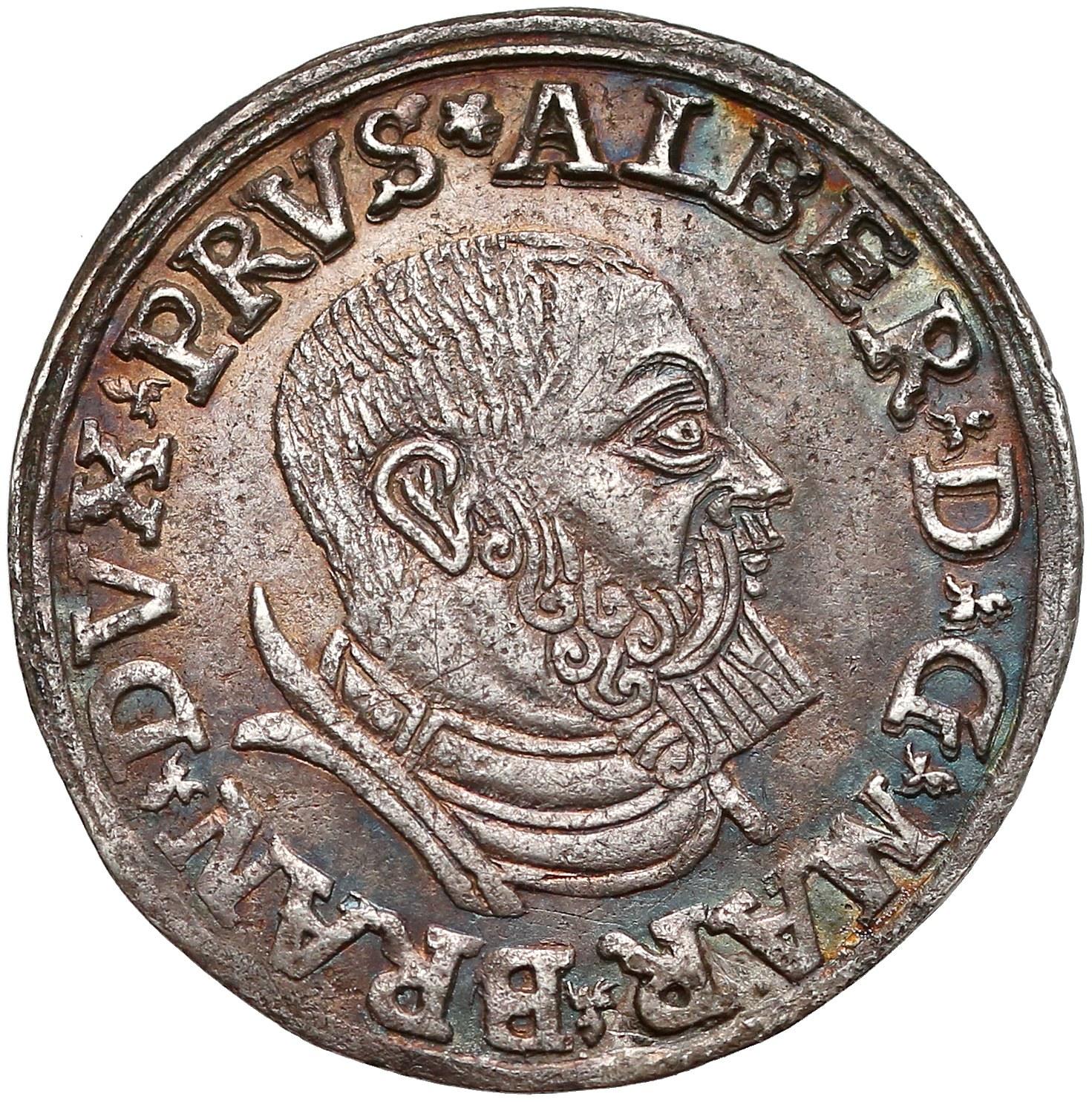
1535 awers
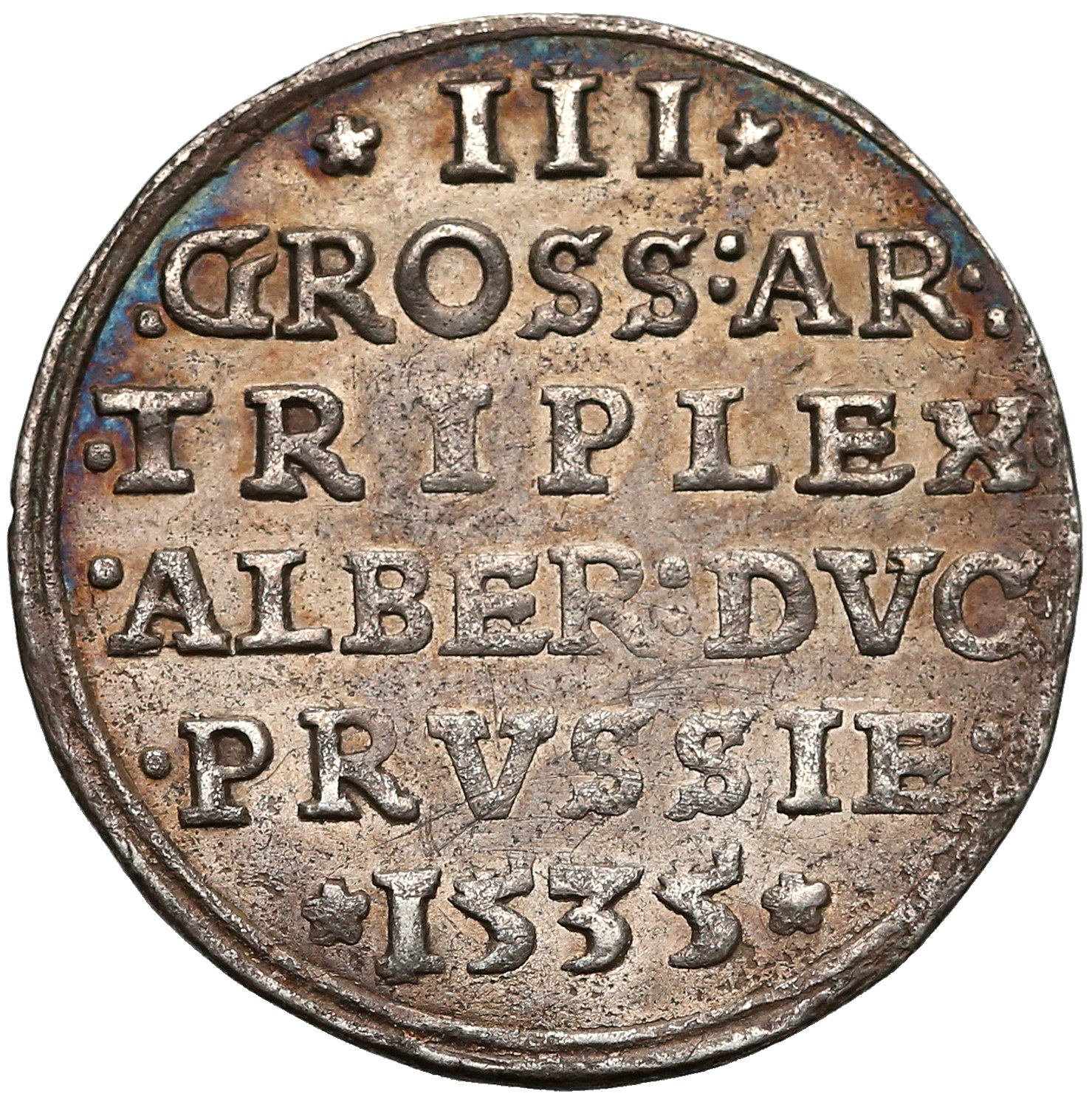
1535 rewers
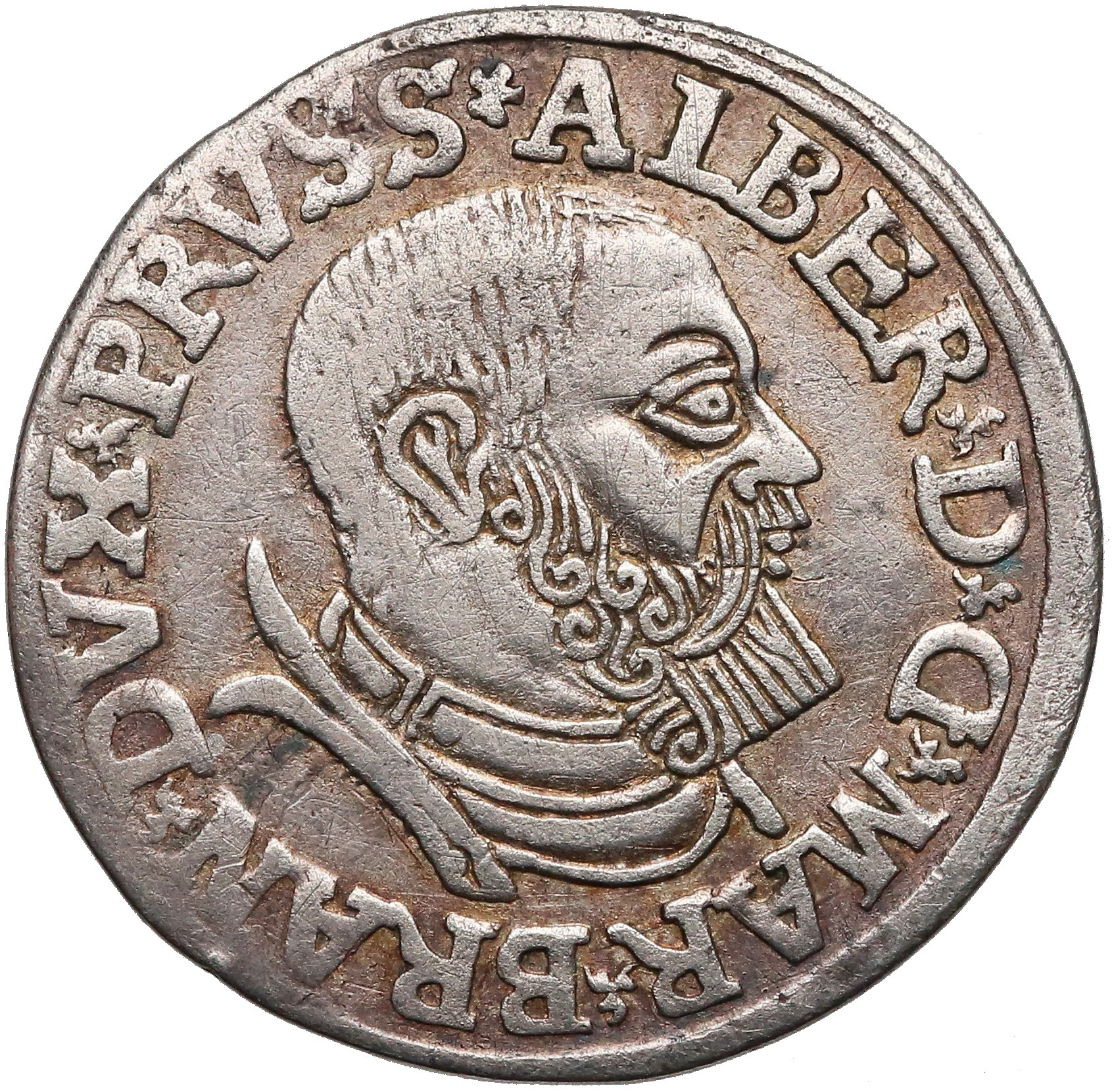
1537 awers
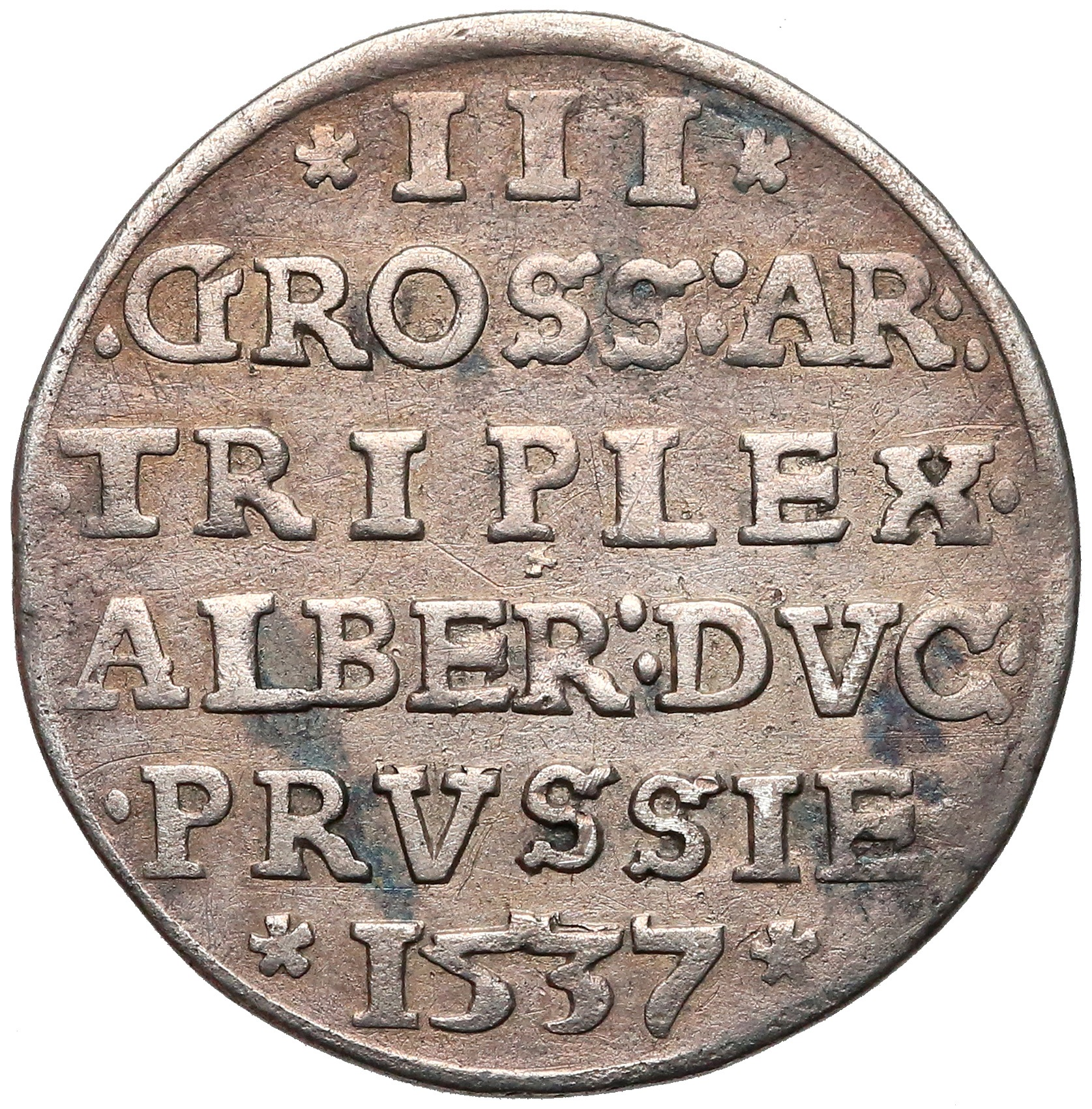
1537 rewers
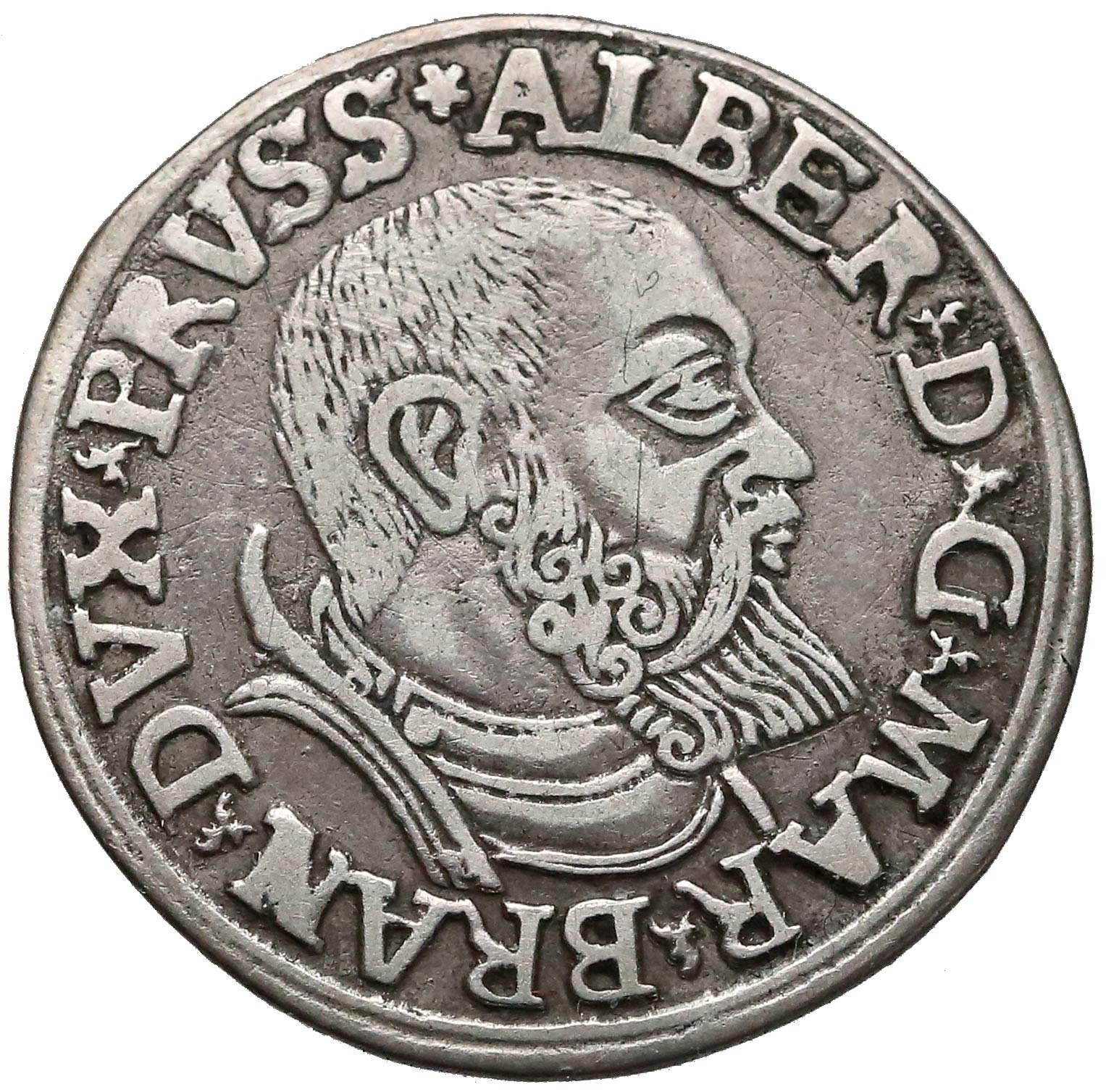
1539 awers
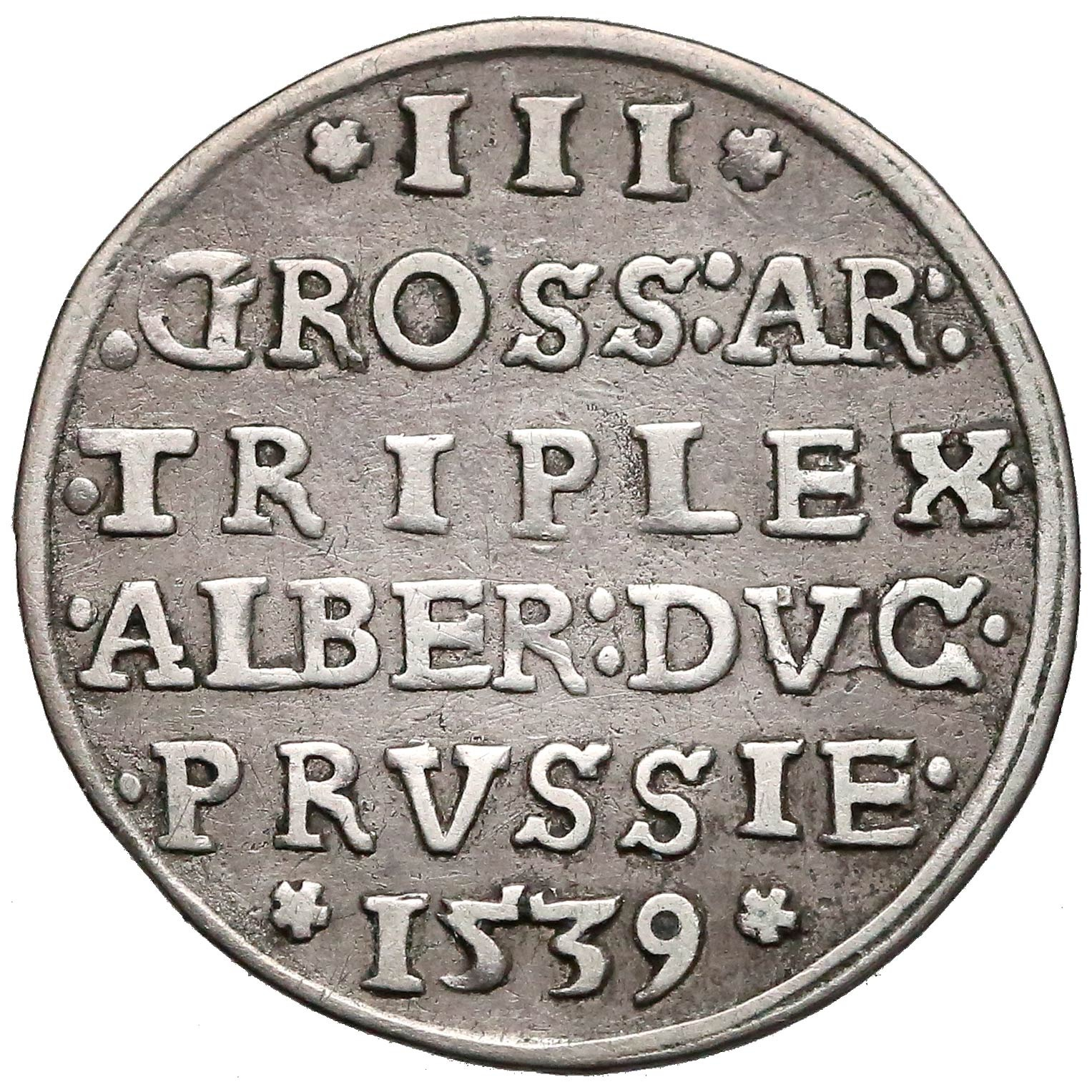
1539 rewers
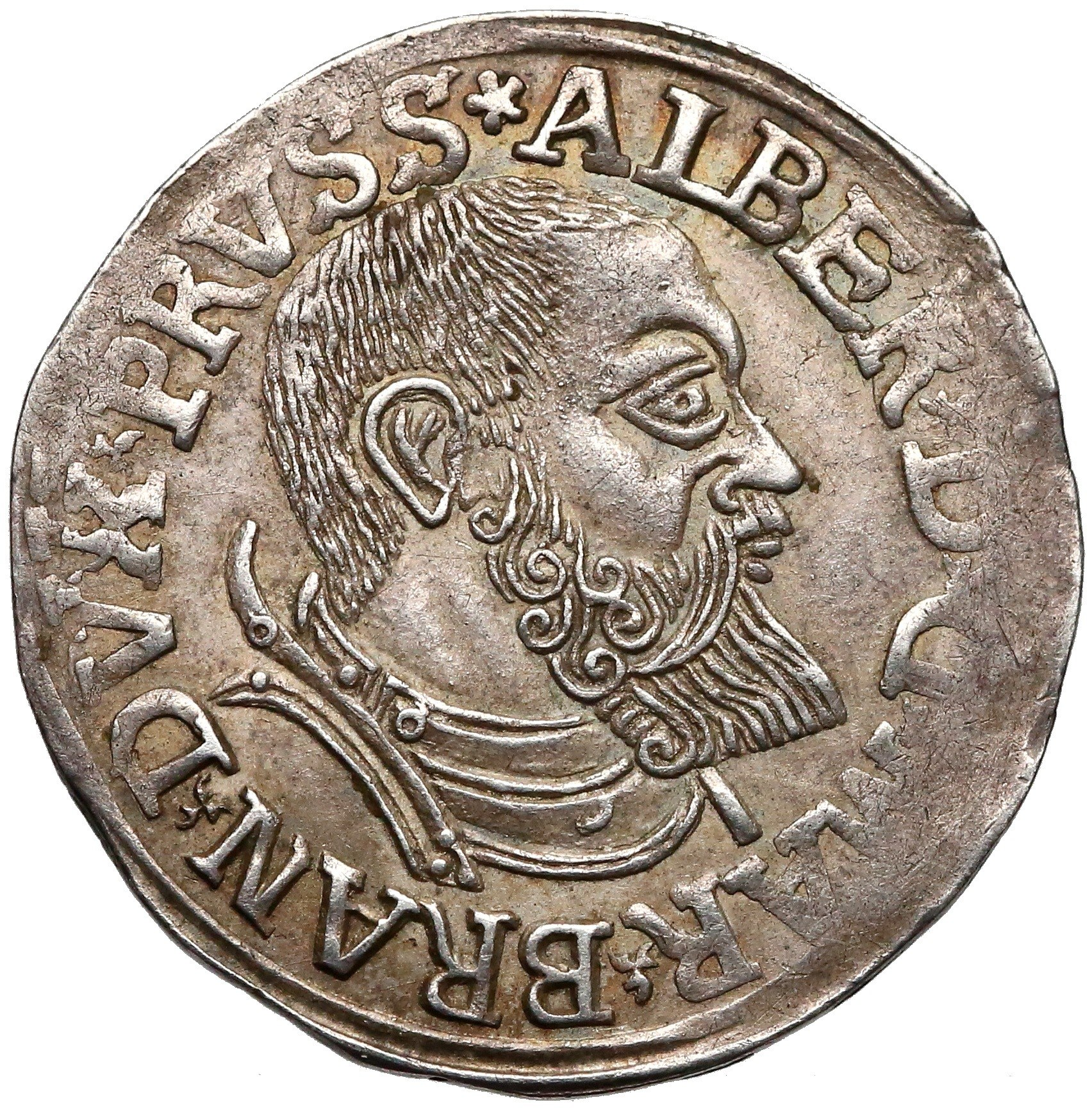
1540 awers
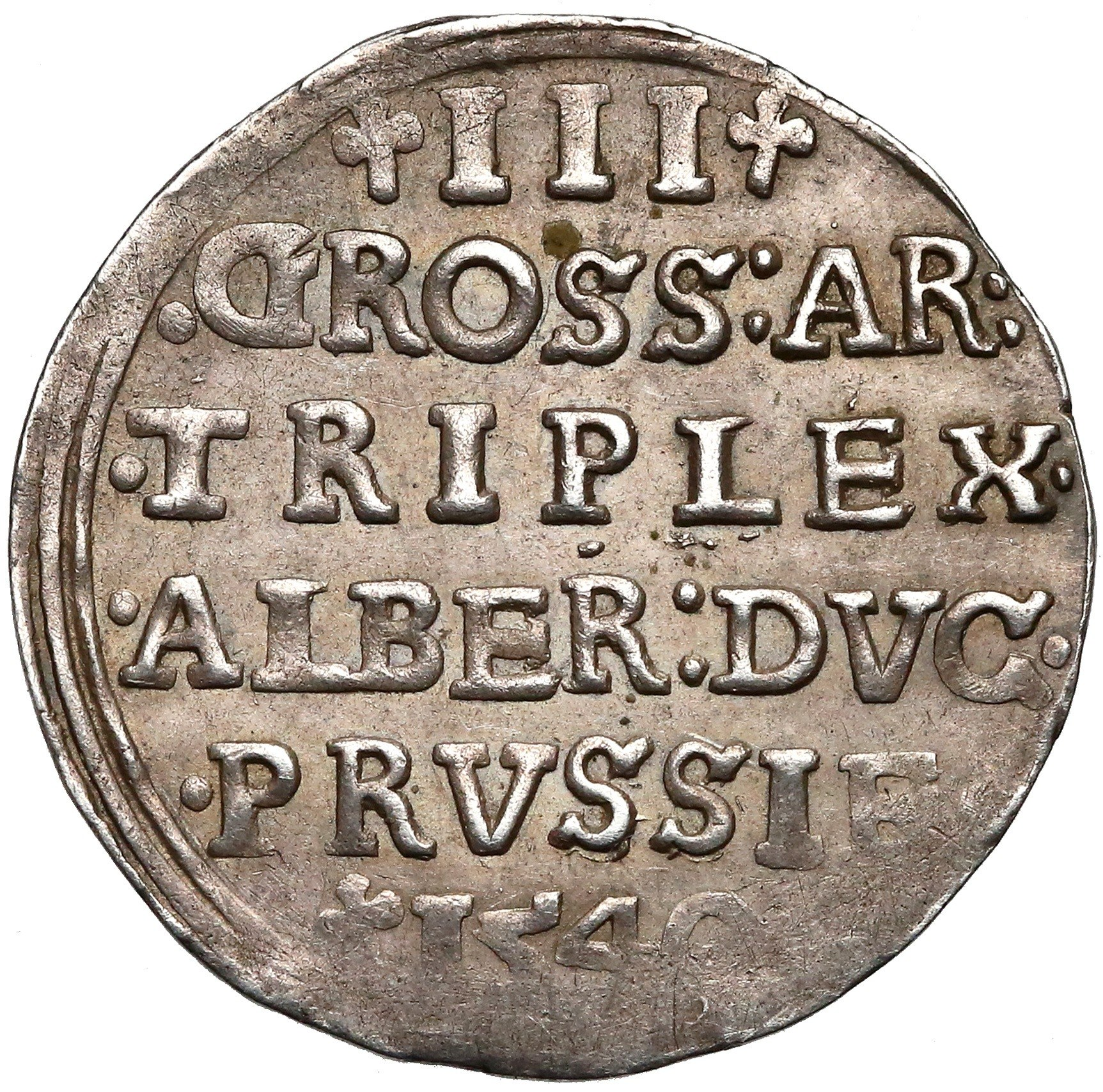
1540 rewers
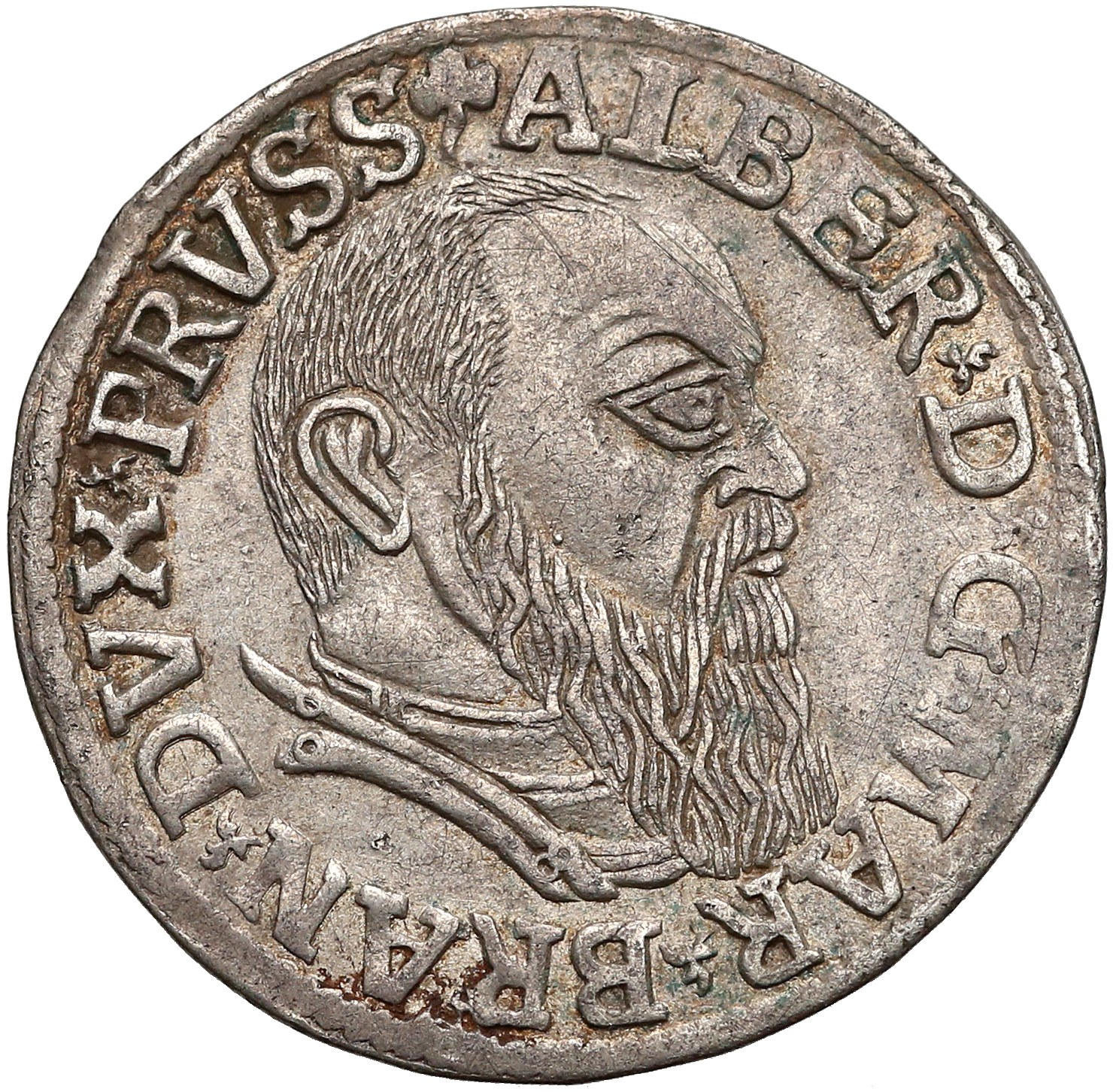
1541 awers
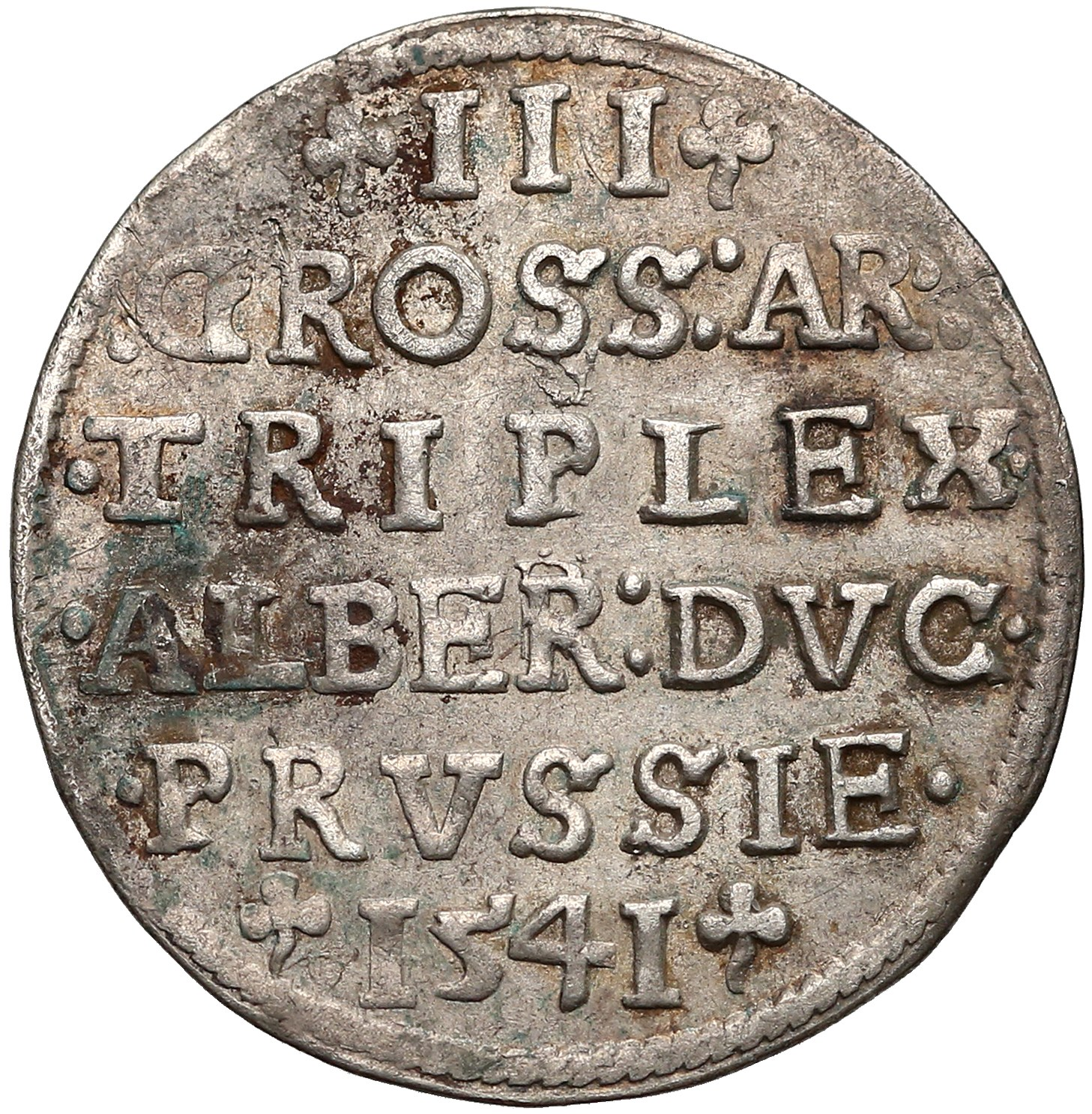
1541 rewers
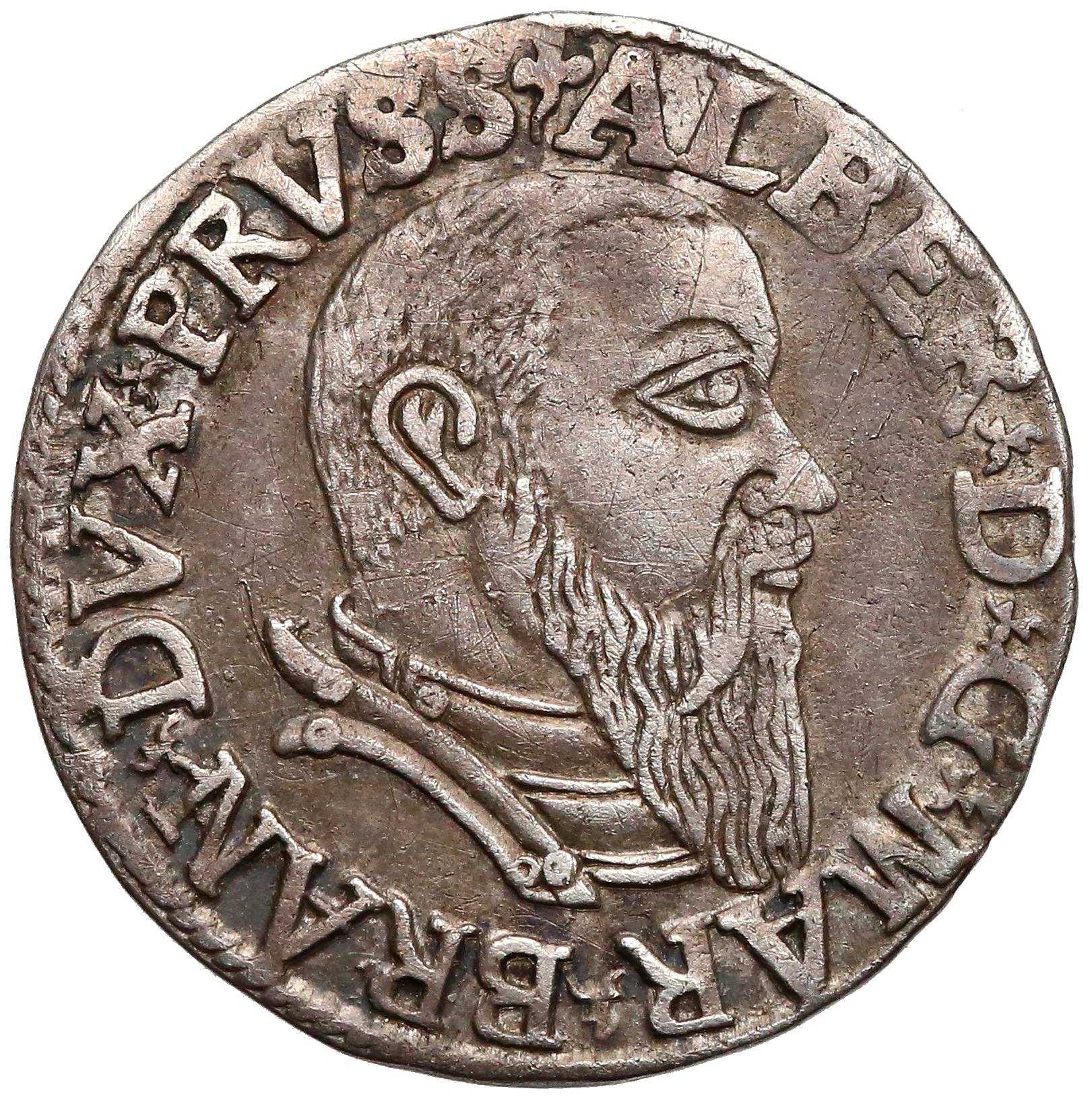
1542 awers
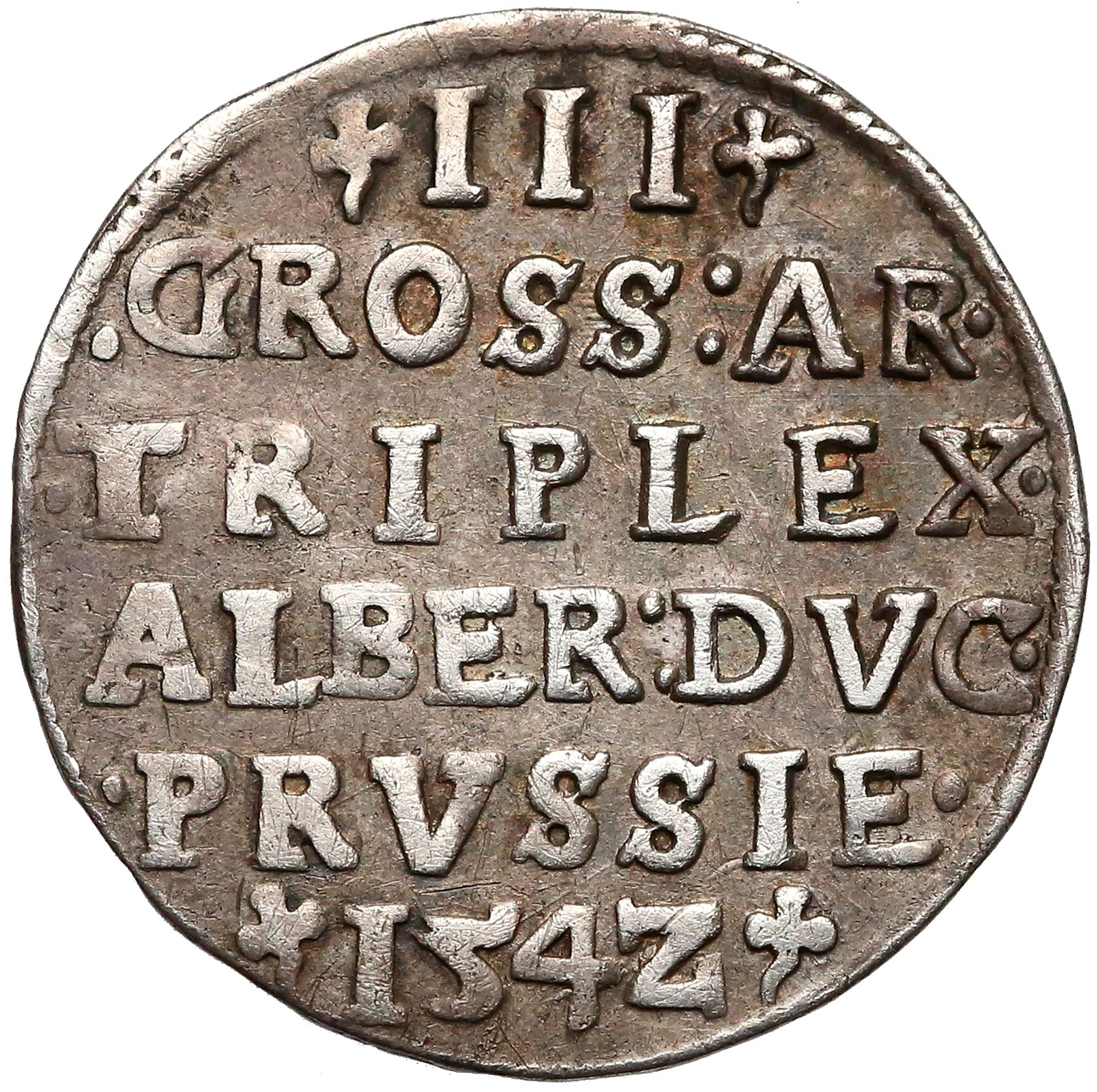
1542 rewers
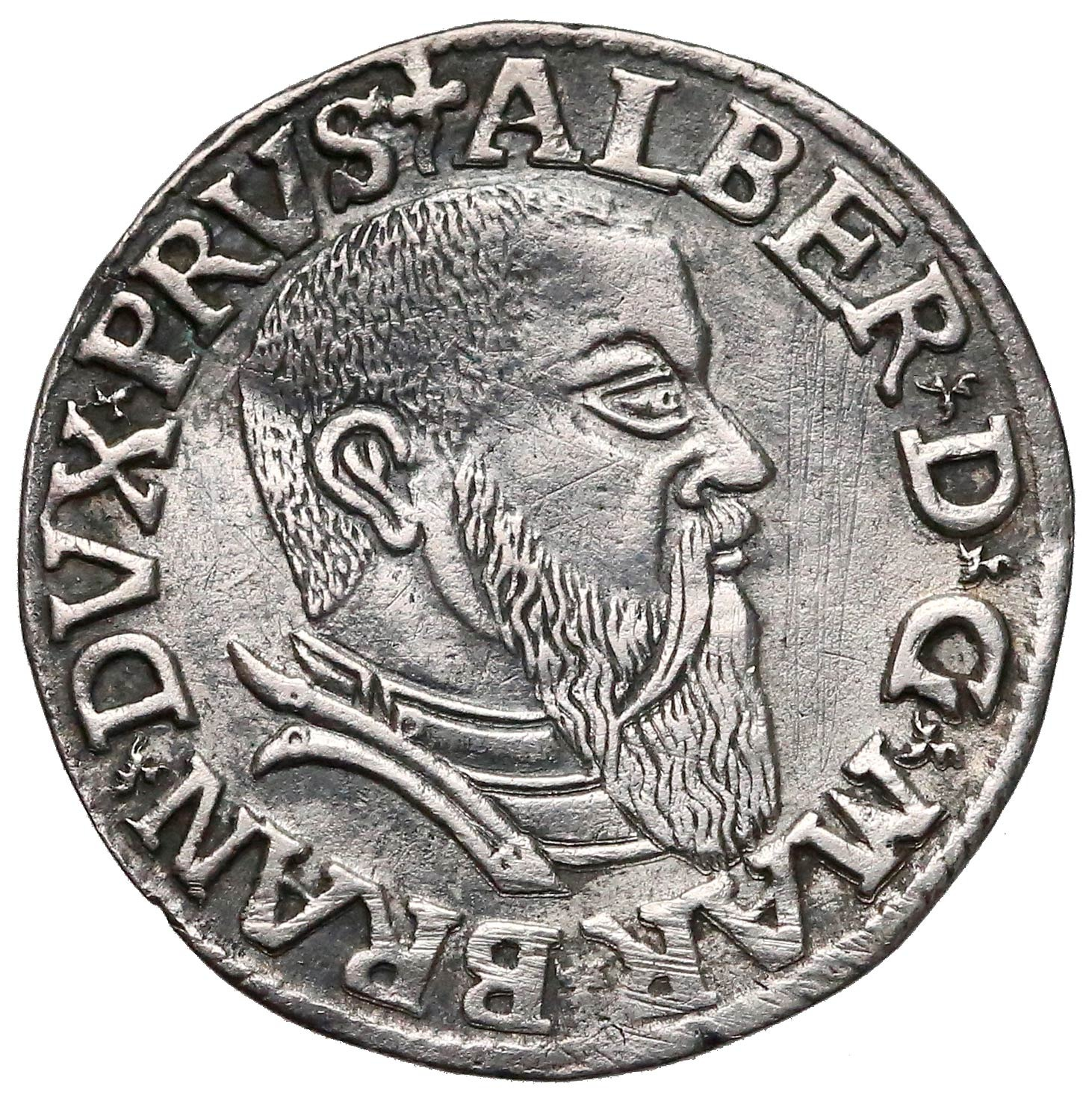
1543 awers
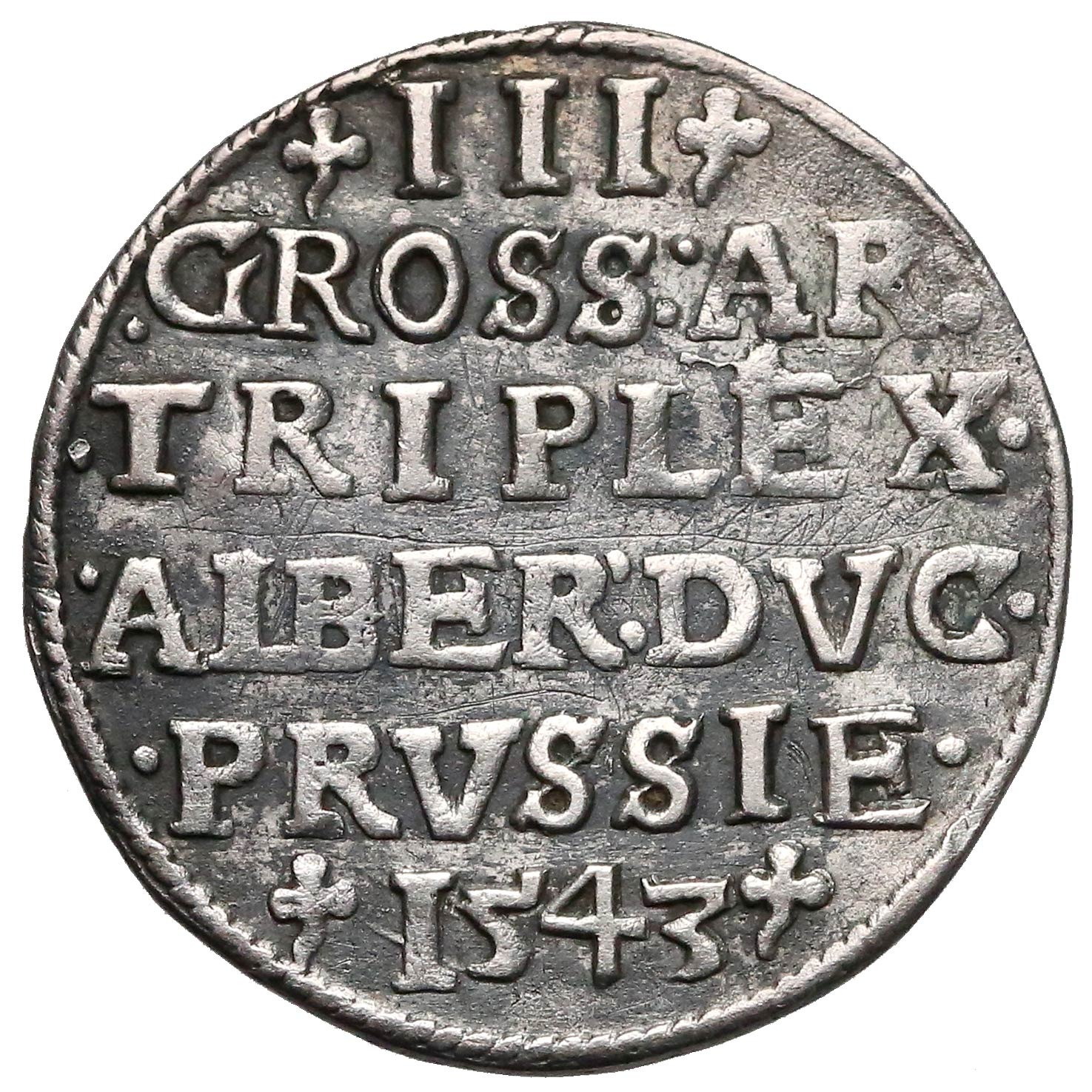
1543 rewers
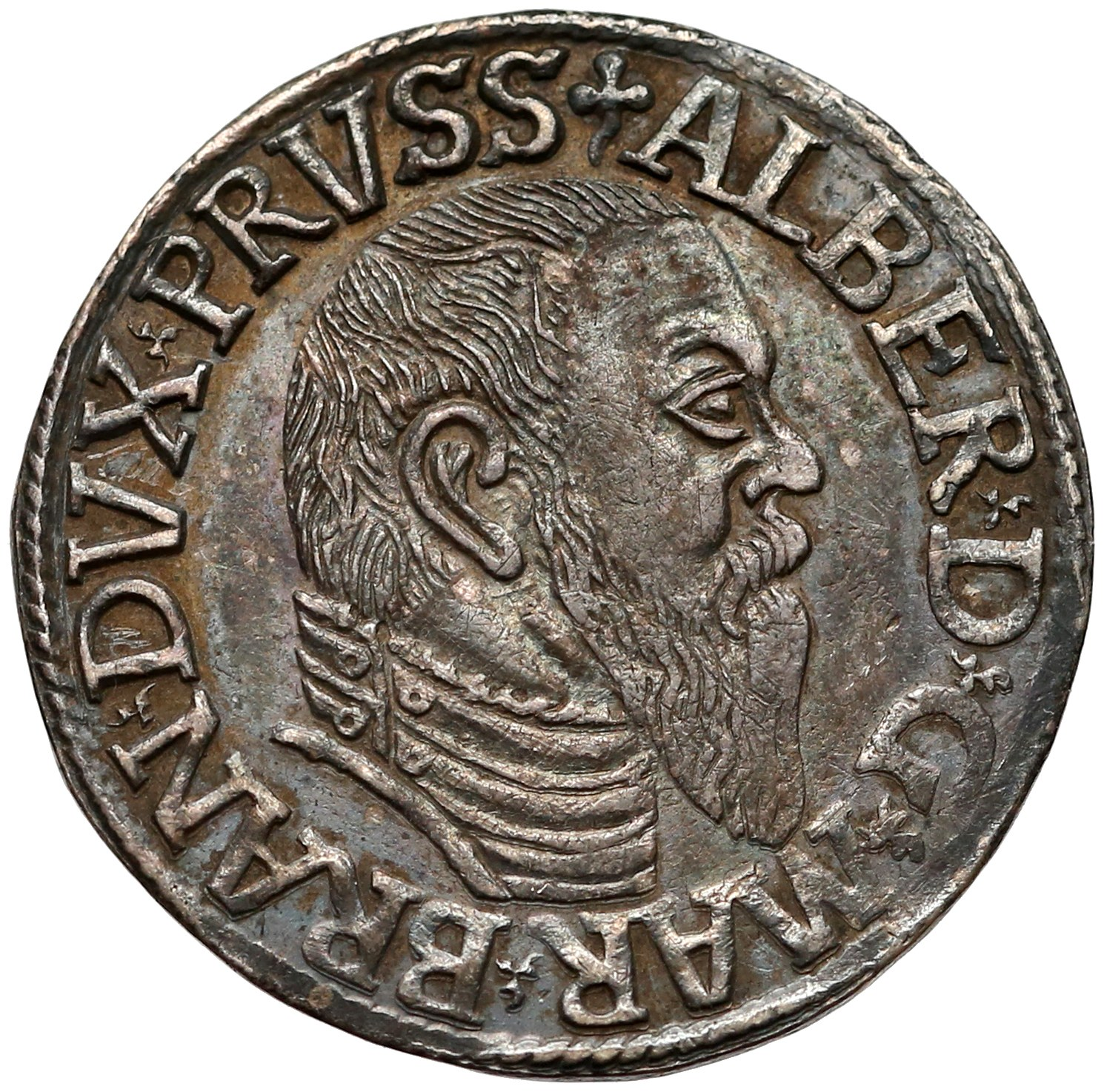
1544 awers
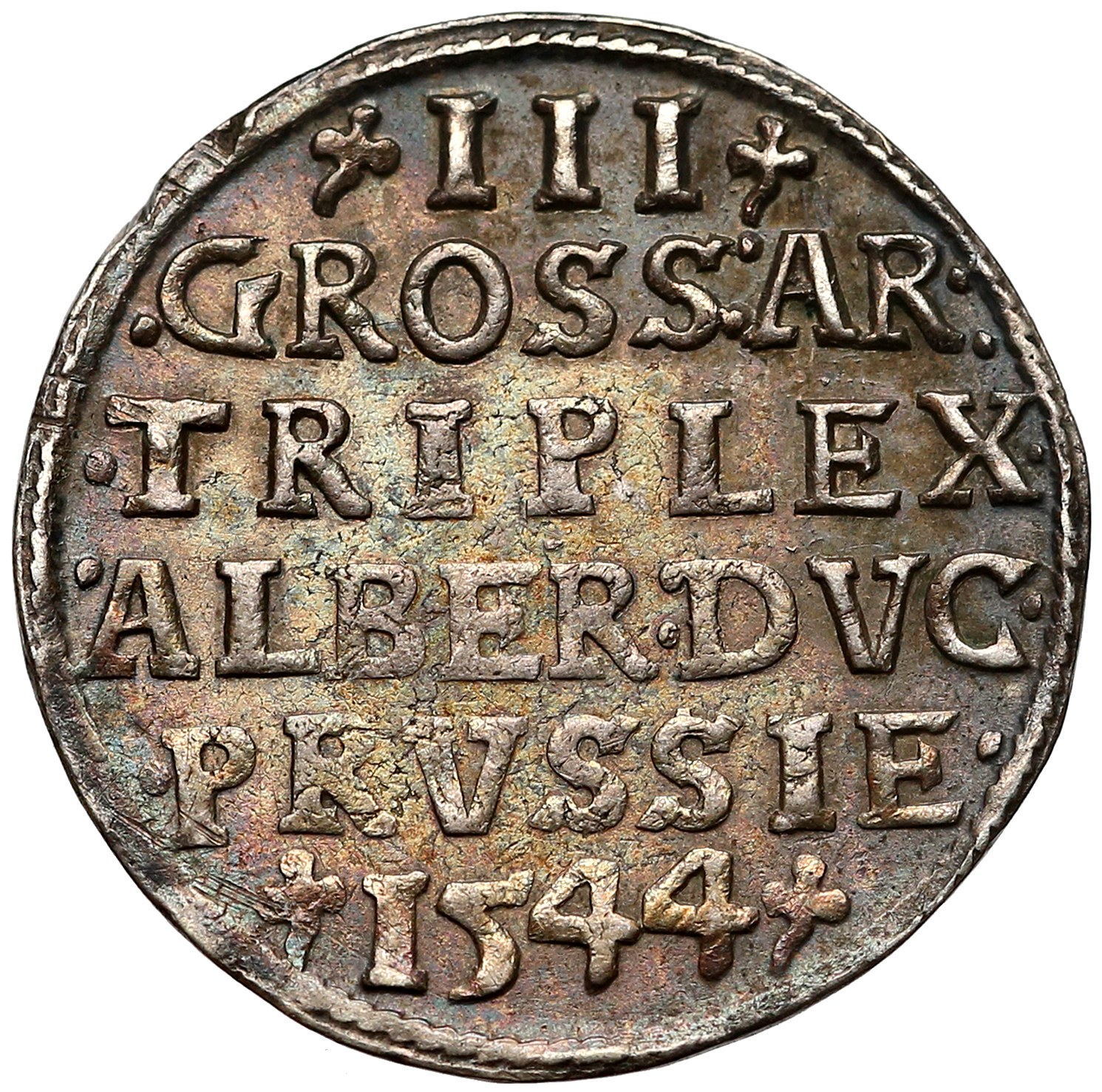
1544 rewers
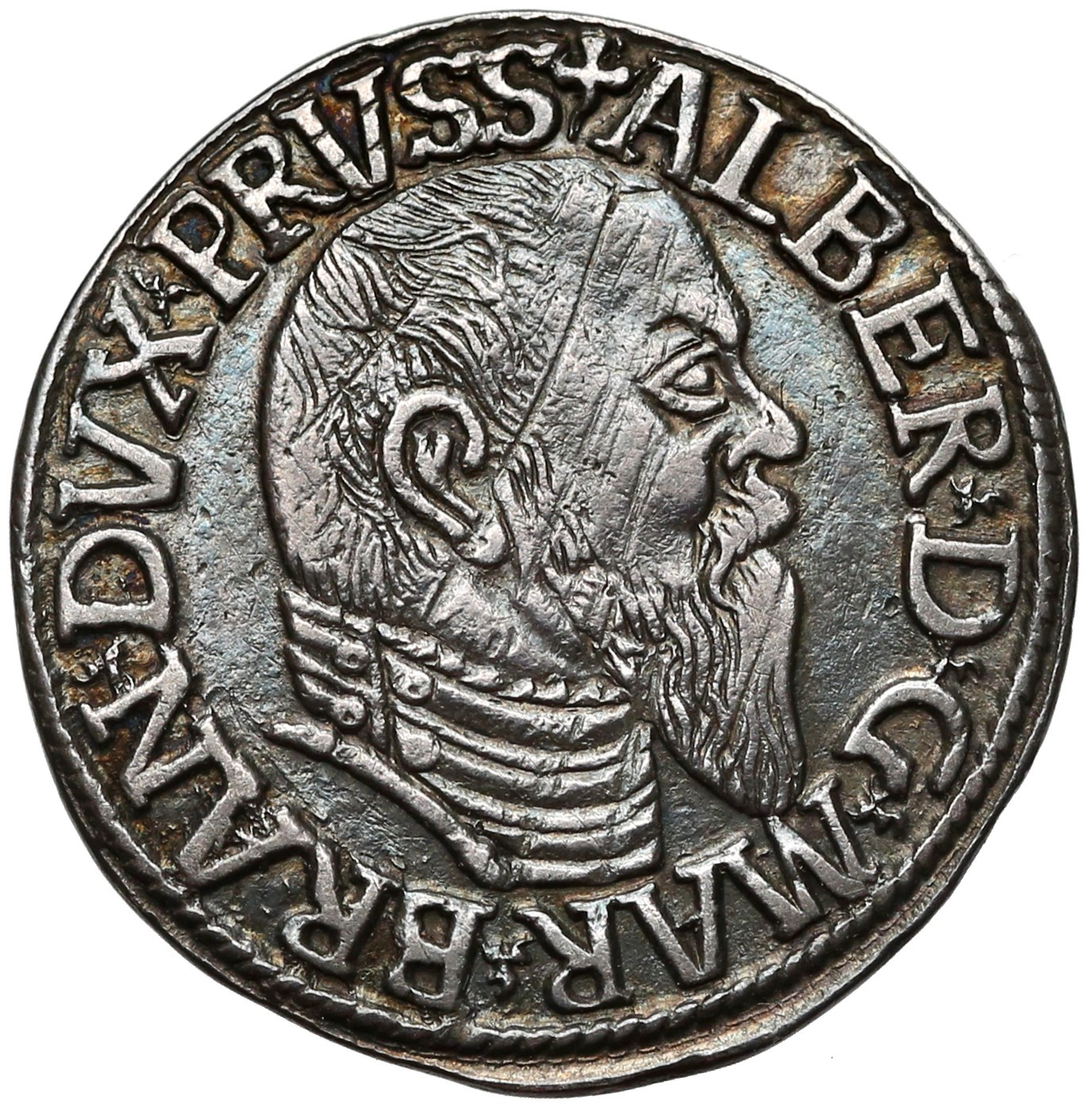
1545 awers
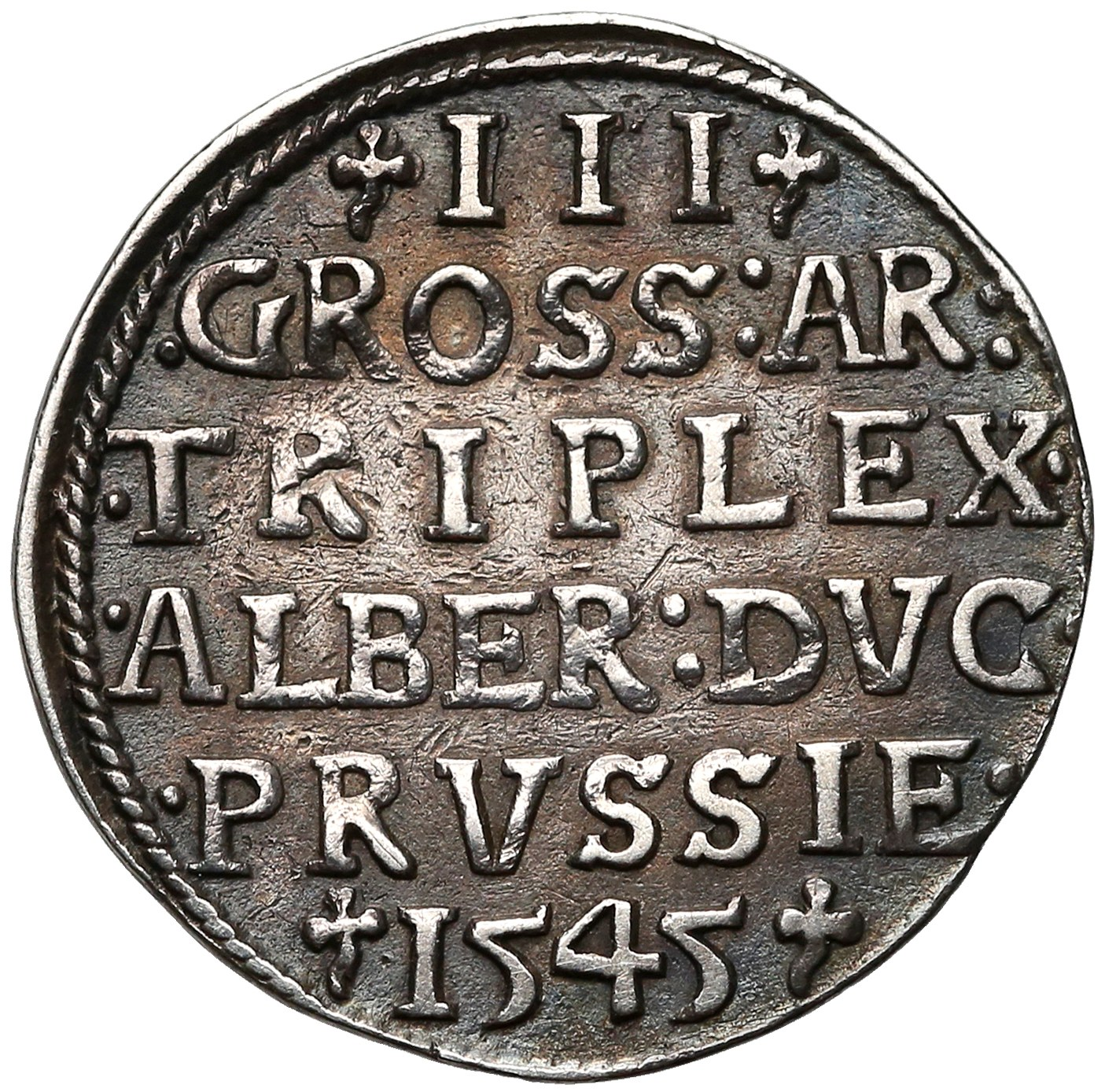
1545 rewers
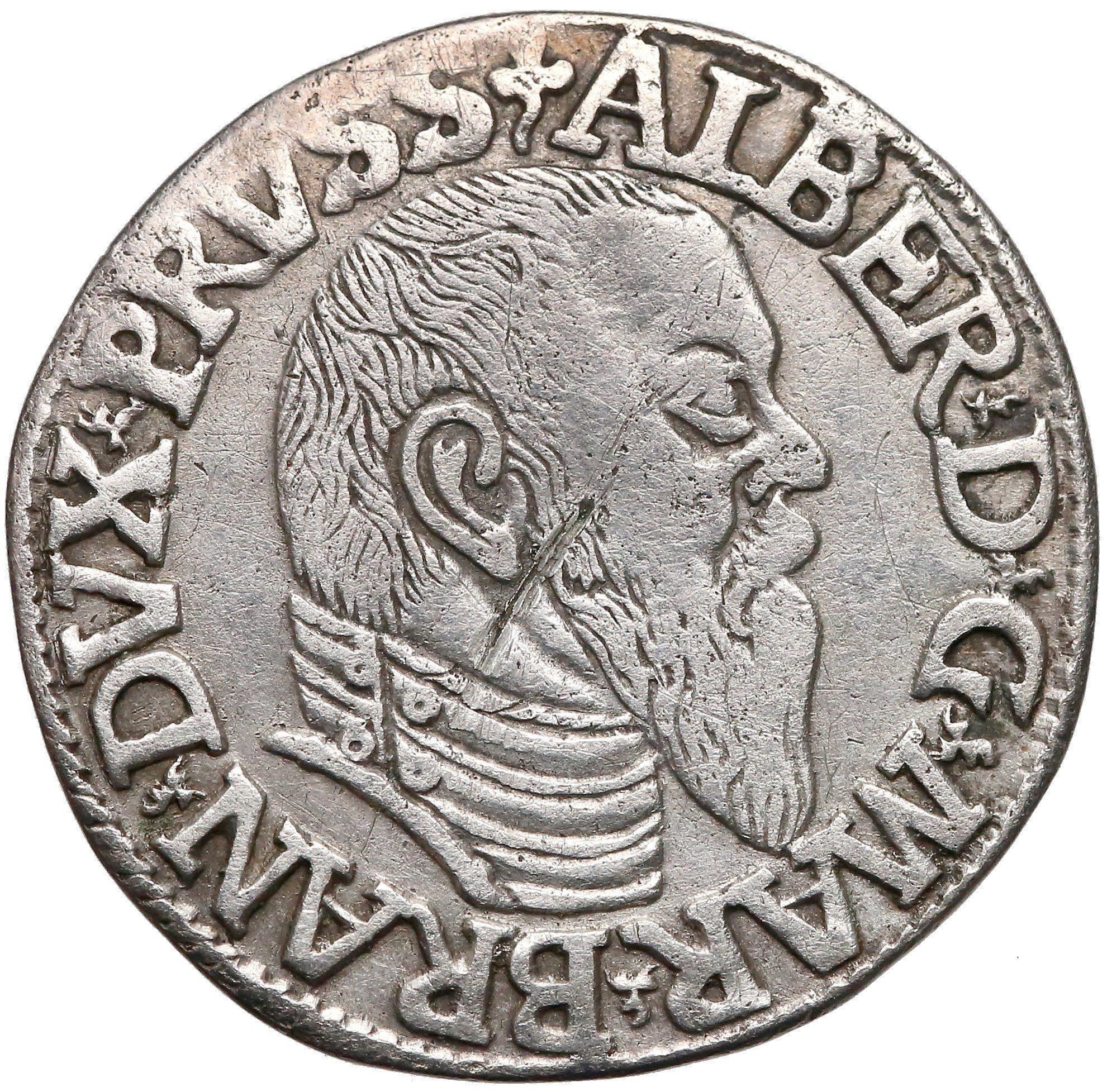
1546 awers
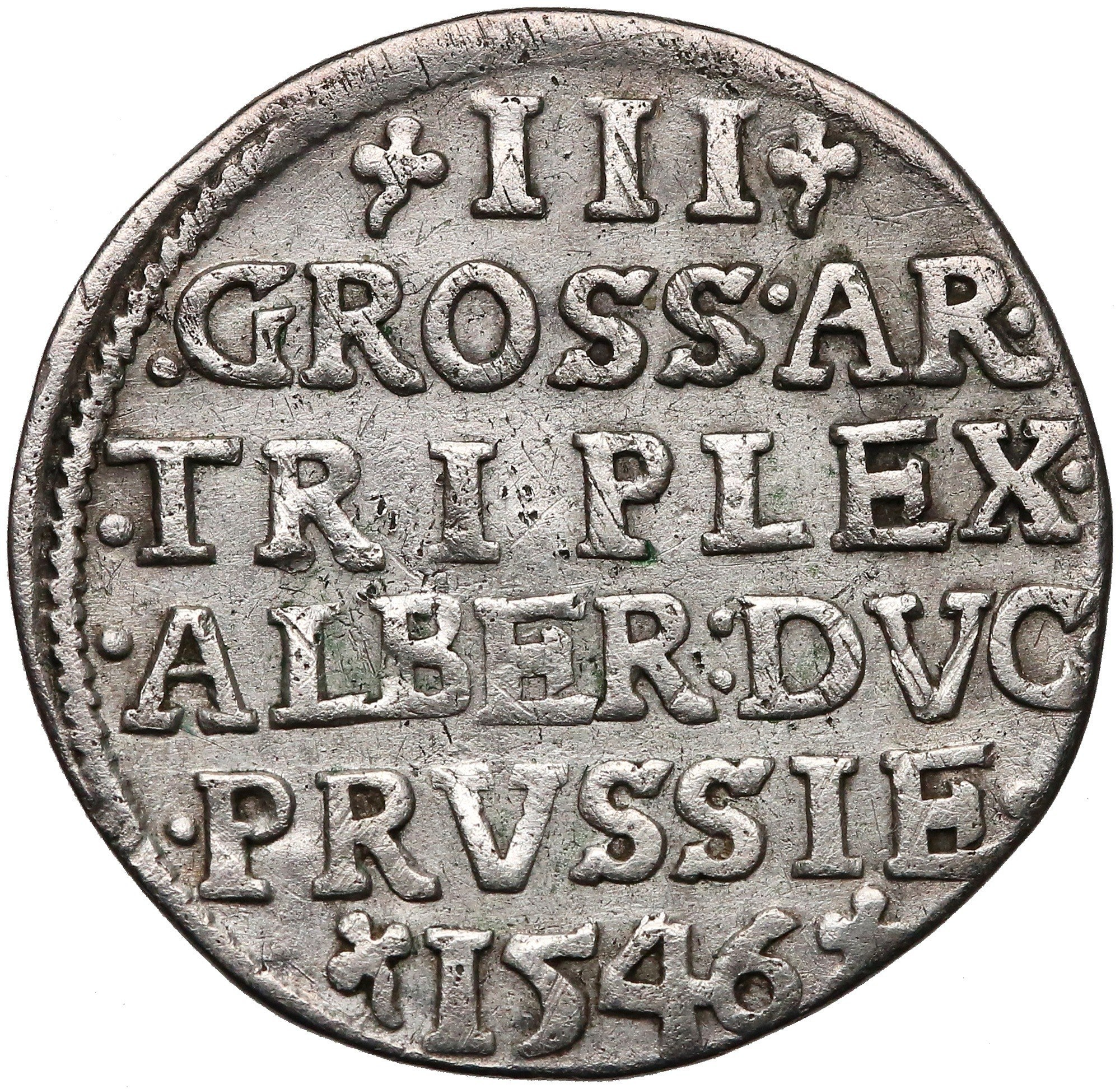
1546 rewers

Szóstaki – bite z popiersiem w latach: 1530, 1531 (tego rocznika nie potwierdzają inne źródła), 1534 i 1535. Na stronie odwrotnej bardzo są podobne do szóstaków króla Zygmunta Starego. Mają obok orła literę K – znak mennicy królewieckiej oraz inicjały Josta Decjusza, zwierzchniego nadzorcy wszystkich mennic w Prusach.

Szóstaki Albrechta
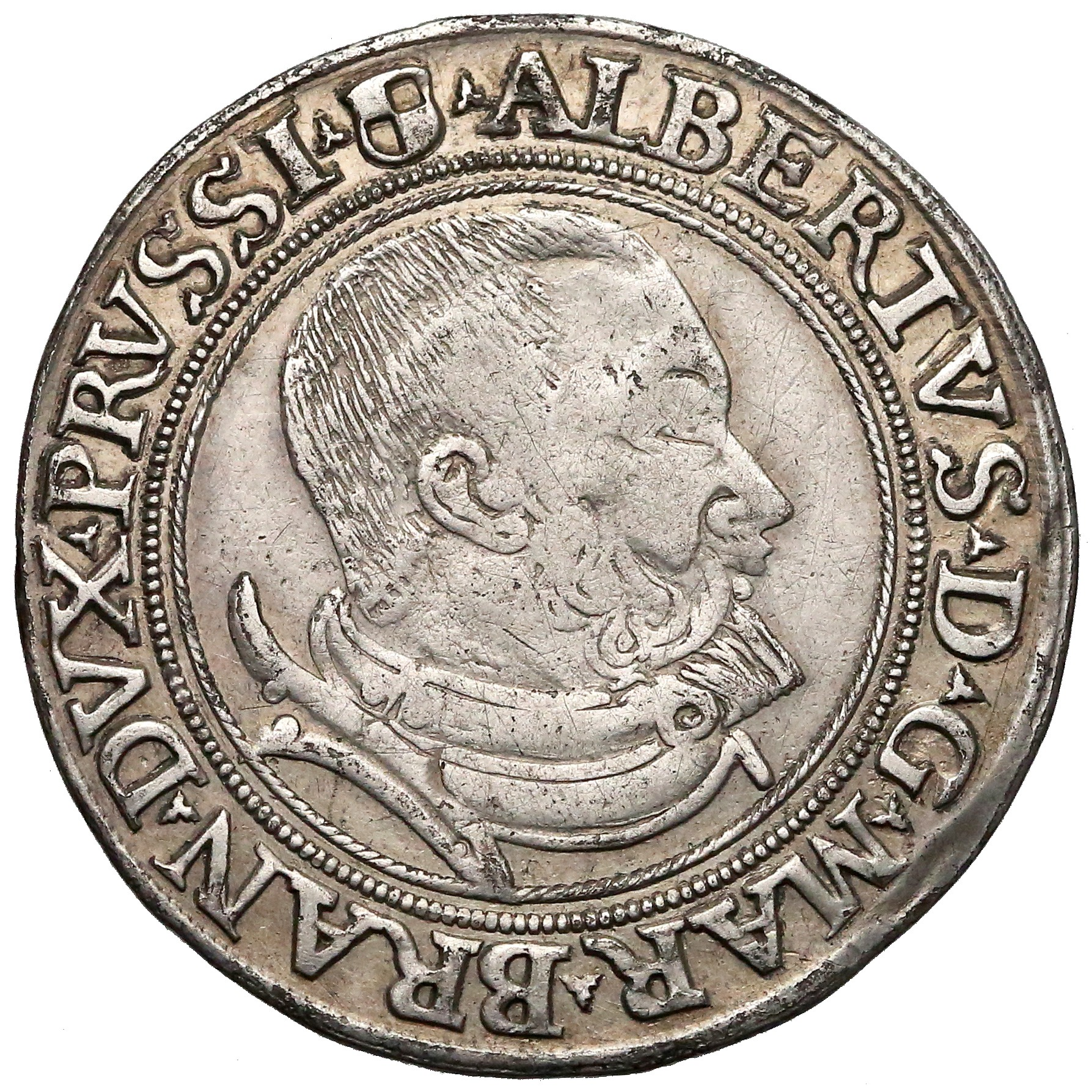
1534 awers
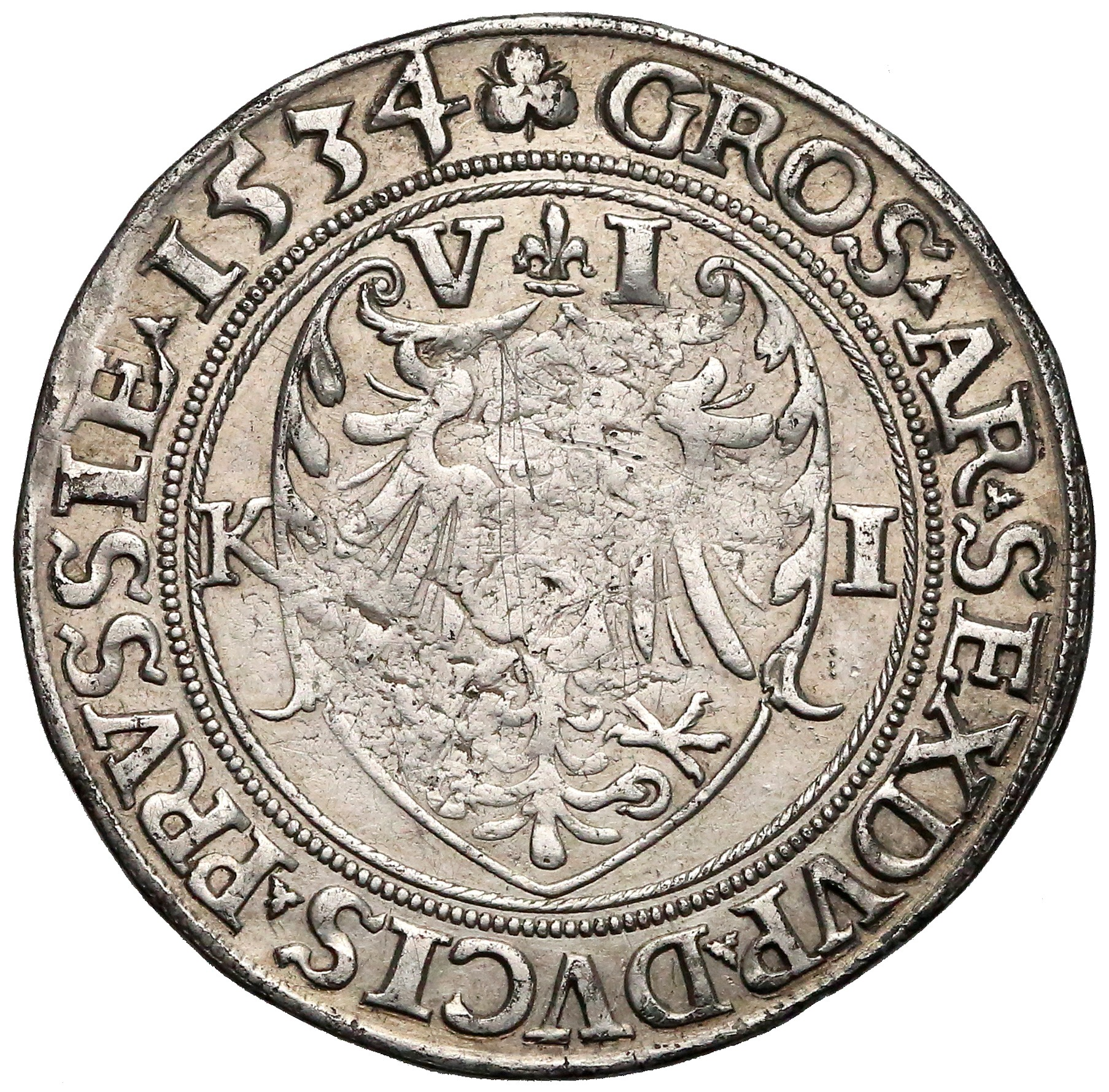
1534 rewers

### Albrechta Fryderyka (1568–1573)
Z epoki pięcioletnich rządów książęcia Albrechta Fryderyka, sprawowanych w jego imieniu przez:
- Joachina II, a następnie
- Jerzego Fryderyka,

znane są tylko denary z lat: 1571, 1572 i 1573 (tego rocznika nie potwierdzają inne źródła). Niekiedy, jako jednosztukowa próba, wymienany jest również rocznik 1570.

Denary Albrechta Fryderyka
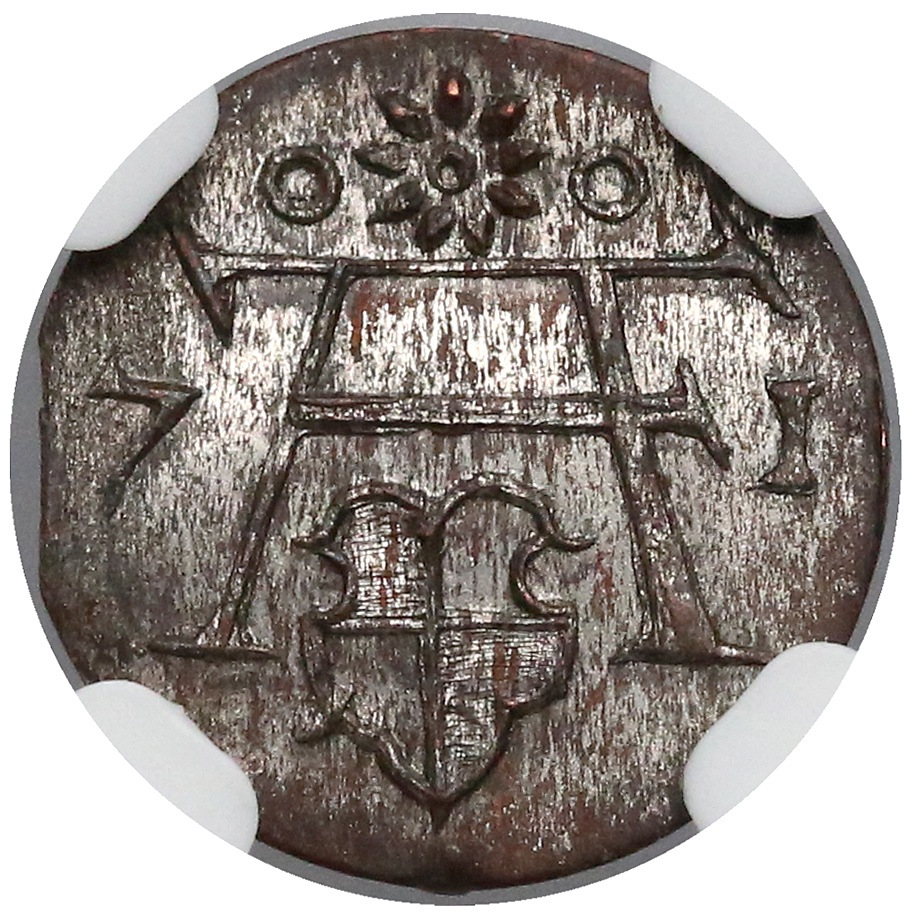
1571 awers
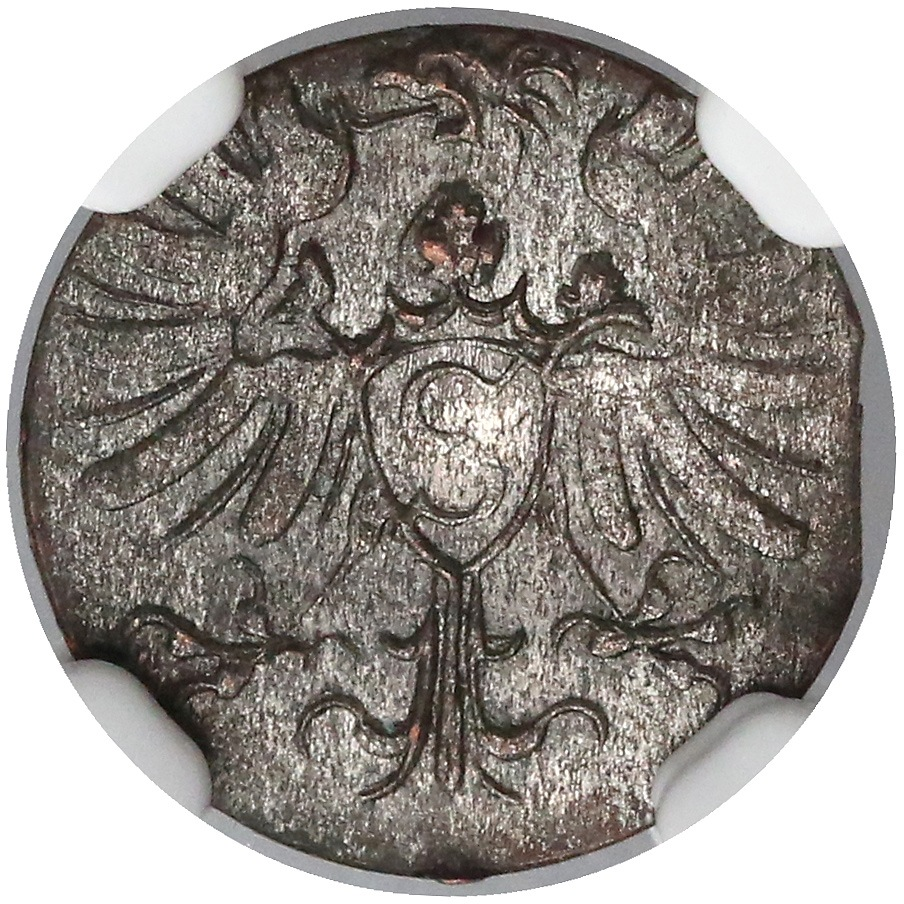
1571 rewers
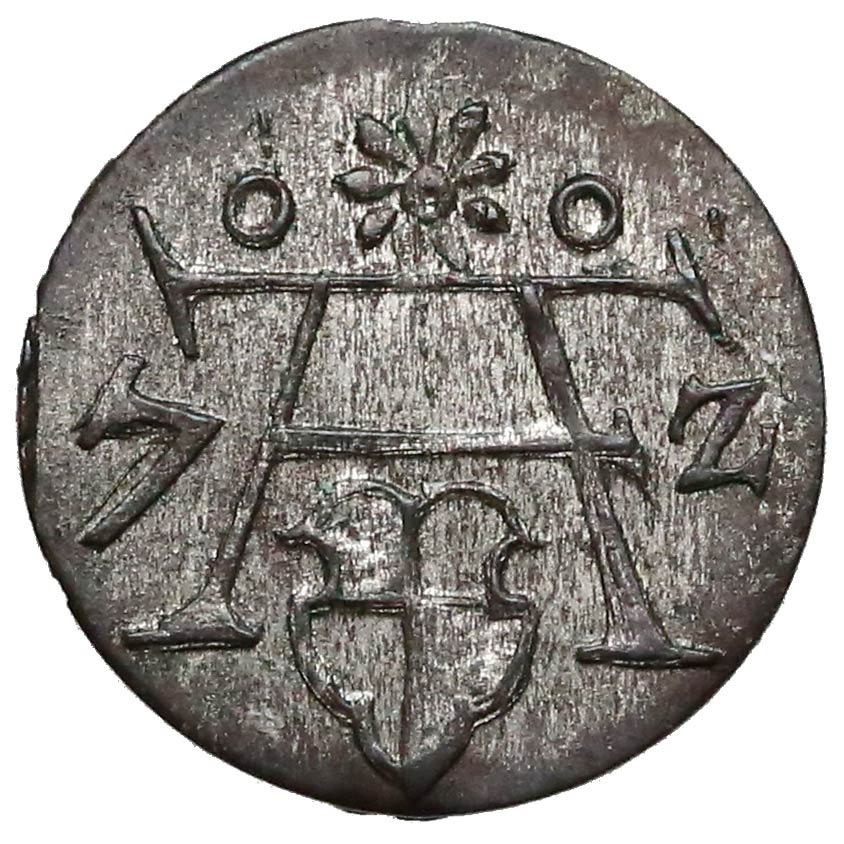
1572 awers
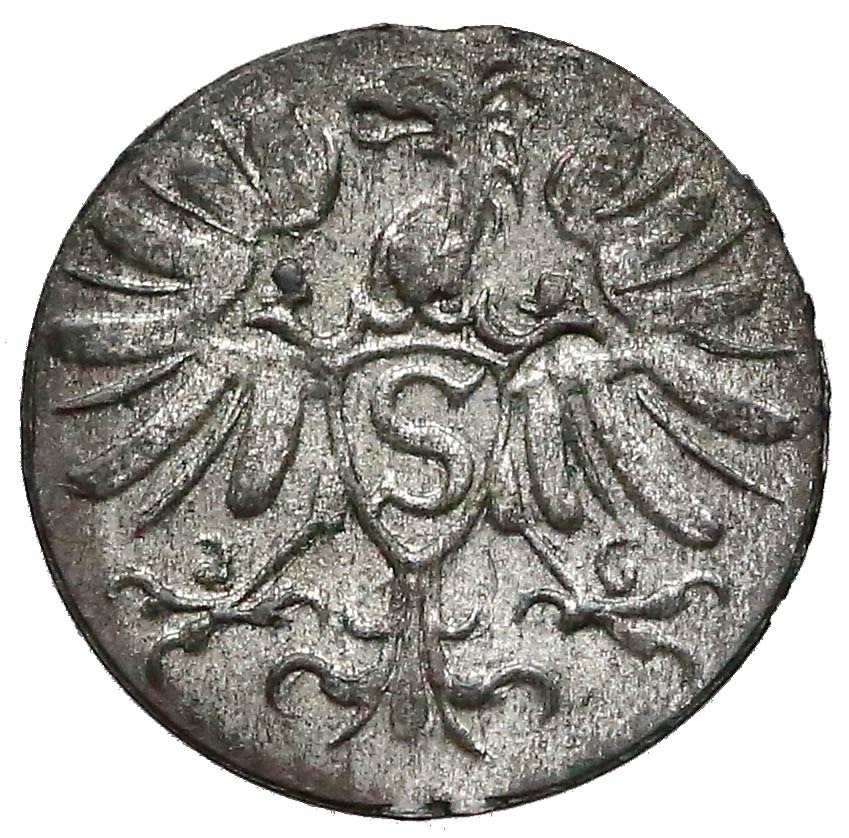
1572 rewers

### Joachima II (1569–1570)
Margrabia brandenburski Joachim II wybił w Berlinie, w latach 1569–1570, bardzo współcześnie rzadkie, grosze pruskie z monogramem S na piersi orła, oraz legendą:

MONETA NOVA ELECTOR BRANDEN DVCIS PRVSSIAE.

Monety były bite na pamiątkę hołdu lennego złożonego przez posłów Zygmuntowi II Augustowi na sejmie lubelskim w 1569 r., po dopuszczeniu Joachima II do lenna w Prusach, jako współlennika Albrechta Fryderyka.

### Jerzego Fryderyka (1586–1597)
Jerzy Fryderyk margrabia brandenburski i książę na Karnowie (Śląsk), był opiekunem niesprawnego pod względem umysłowym, Albrechta Fryderyka i rządził najpierw w Prusach w jego imieniu. Po odsunięciu Albrechta Fryderyka od rządów, Jerzy Fryderyk objął w 1578 r. administrację księstwa, jako wyznaczony przez króla kurator. Wznowił on w 1586 r. działanie zakładu w Królewcu. Mennica funkcjonowała do 1597 r. Po 1597 r. nastąpiła 20-letnia przerwa w działalności menniczej, po części spowodowana uchwałą sejmu warszawskiego z 1601 r.
W okresie 1586–1597, przypadającym na przełom panowania Stefana Batorego i Zygmunta III Wazy, bito sześć gatunków monet.
Trzeciaki – emisje odbywały się w latach: 1586, 1588, 1590 (tego rocznika nie potwierdzają inne źródła), 1591, 1593–1596.

Trzeciaki Jerzego Fryderyka
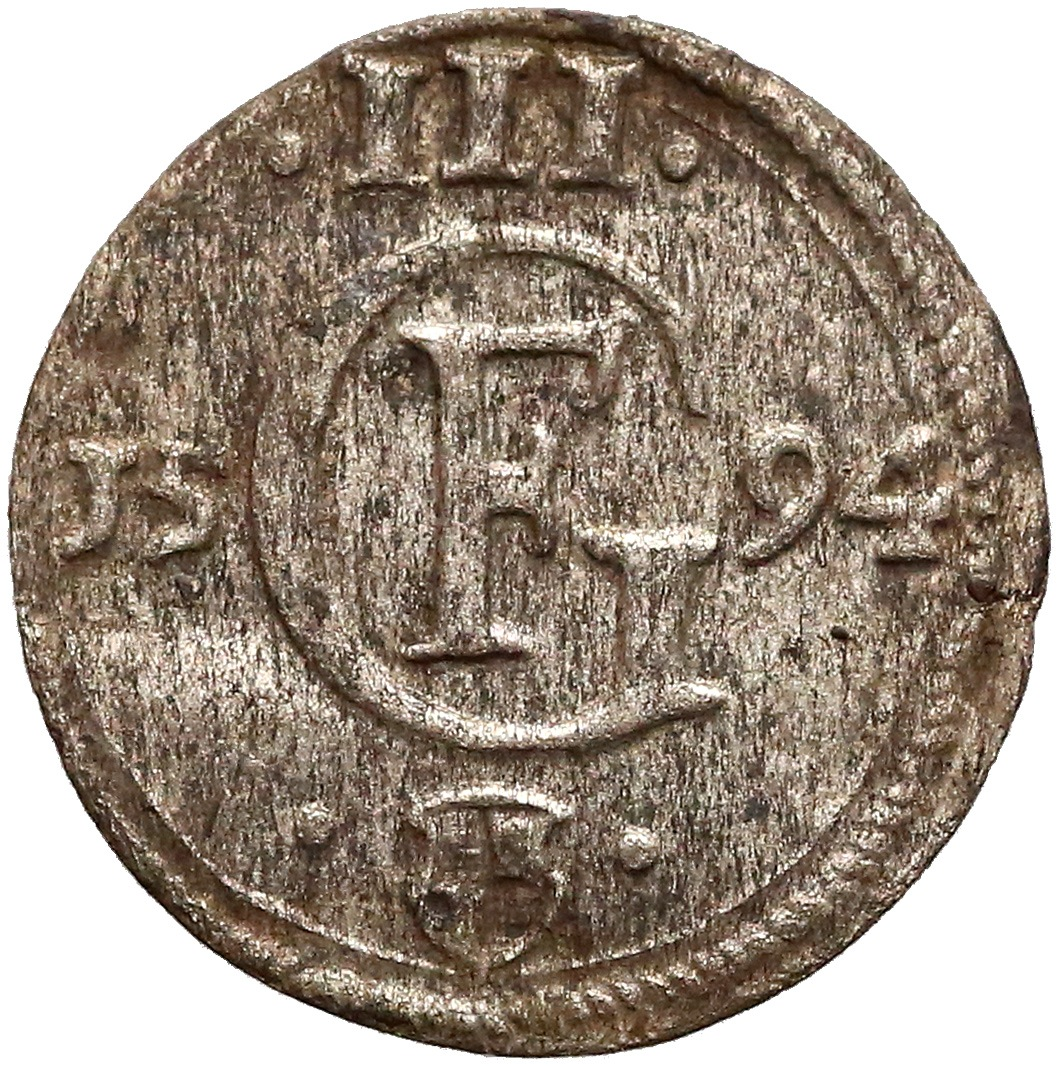
1594 awers
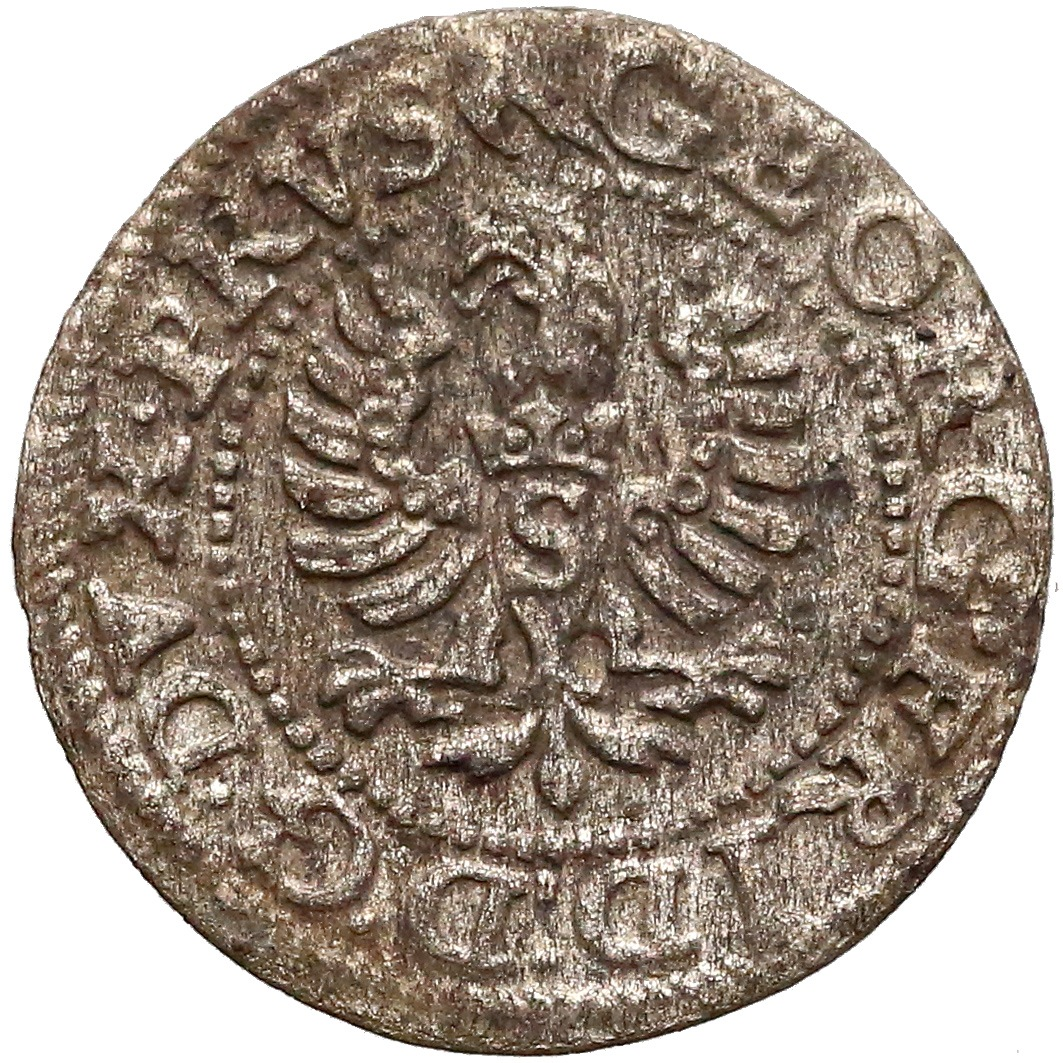
1594 rewers

Szelągi – z monogramem, pruskim orłem, otoczone napisami, znane są z lat: 1586, 1591, 1593, 1596 – monety popularne, jednak rocznikom 1586 i 1596 przypisywany jest stopień rzadkości R4.

Szelągi Jerzego Fryderyka
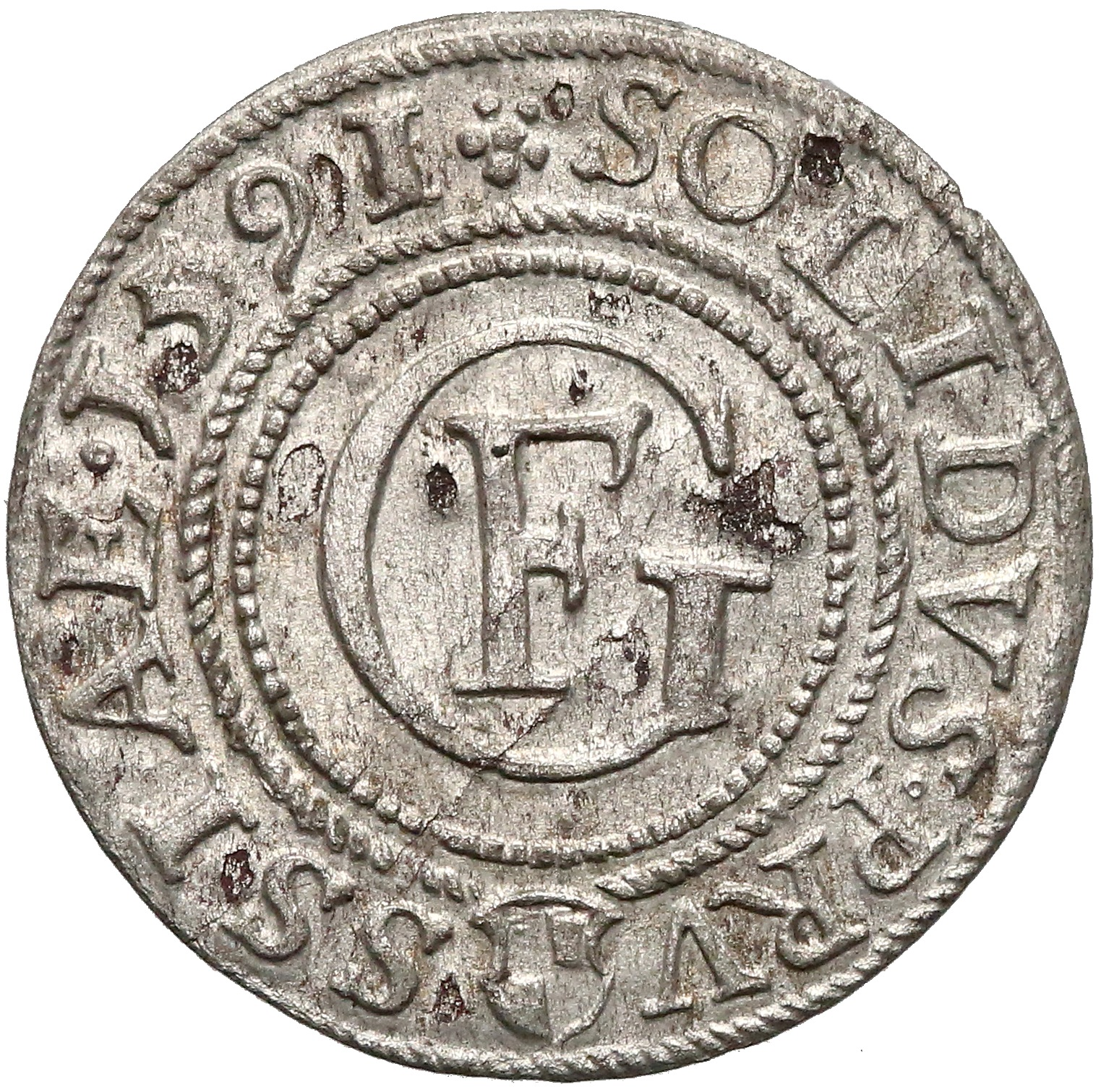
1591 awers
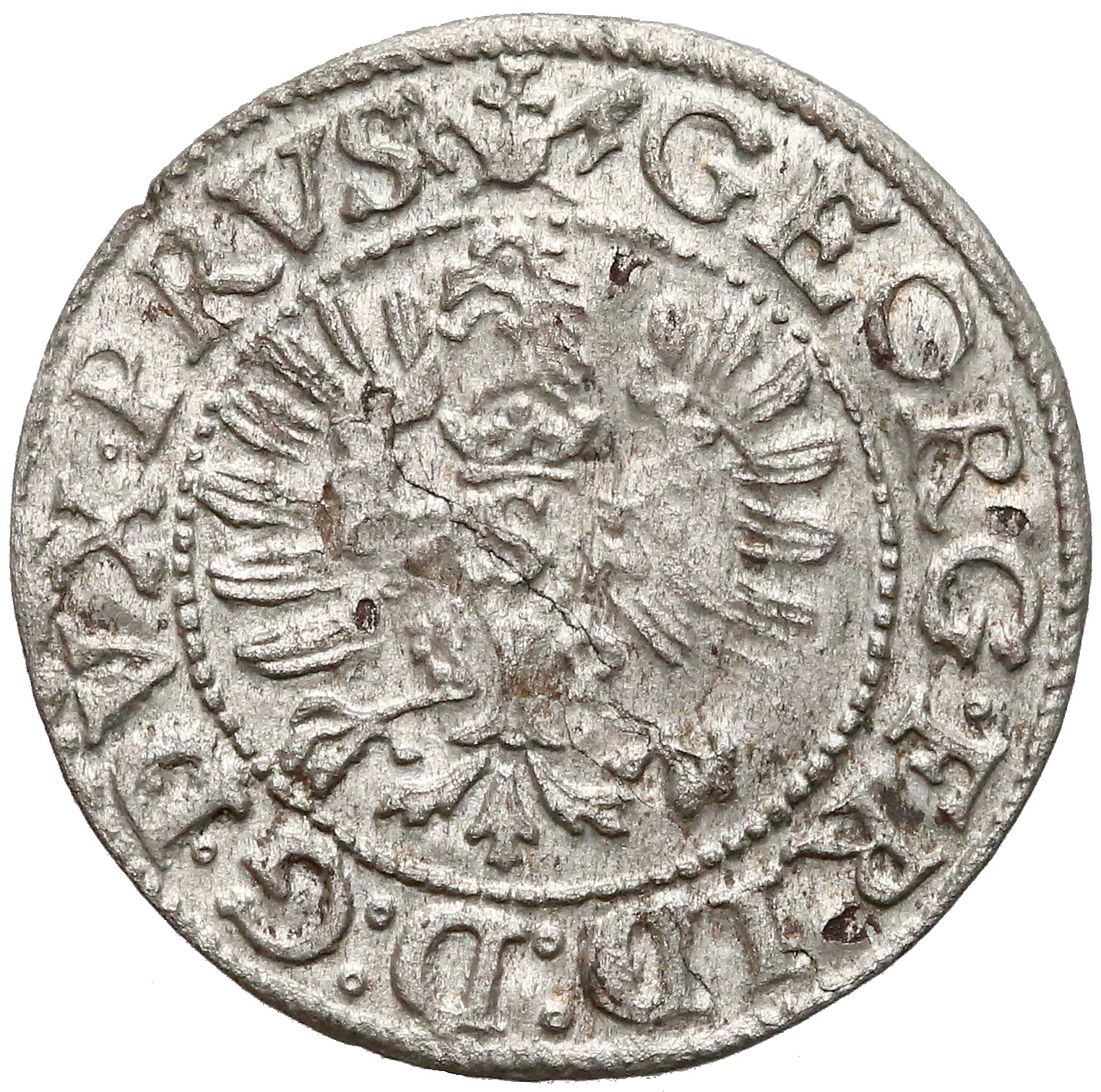
1591 rewers
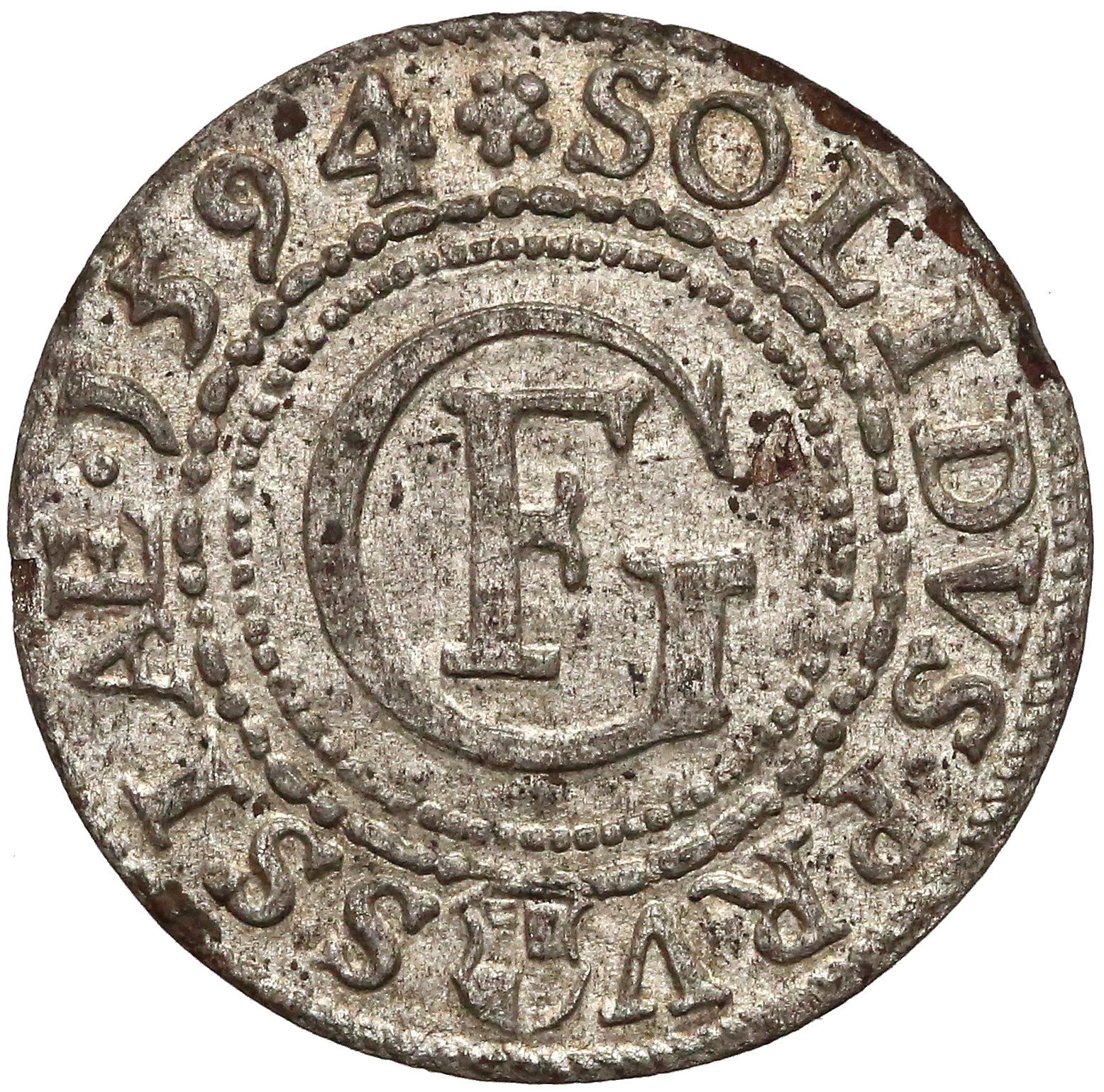
1594 awers
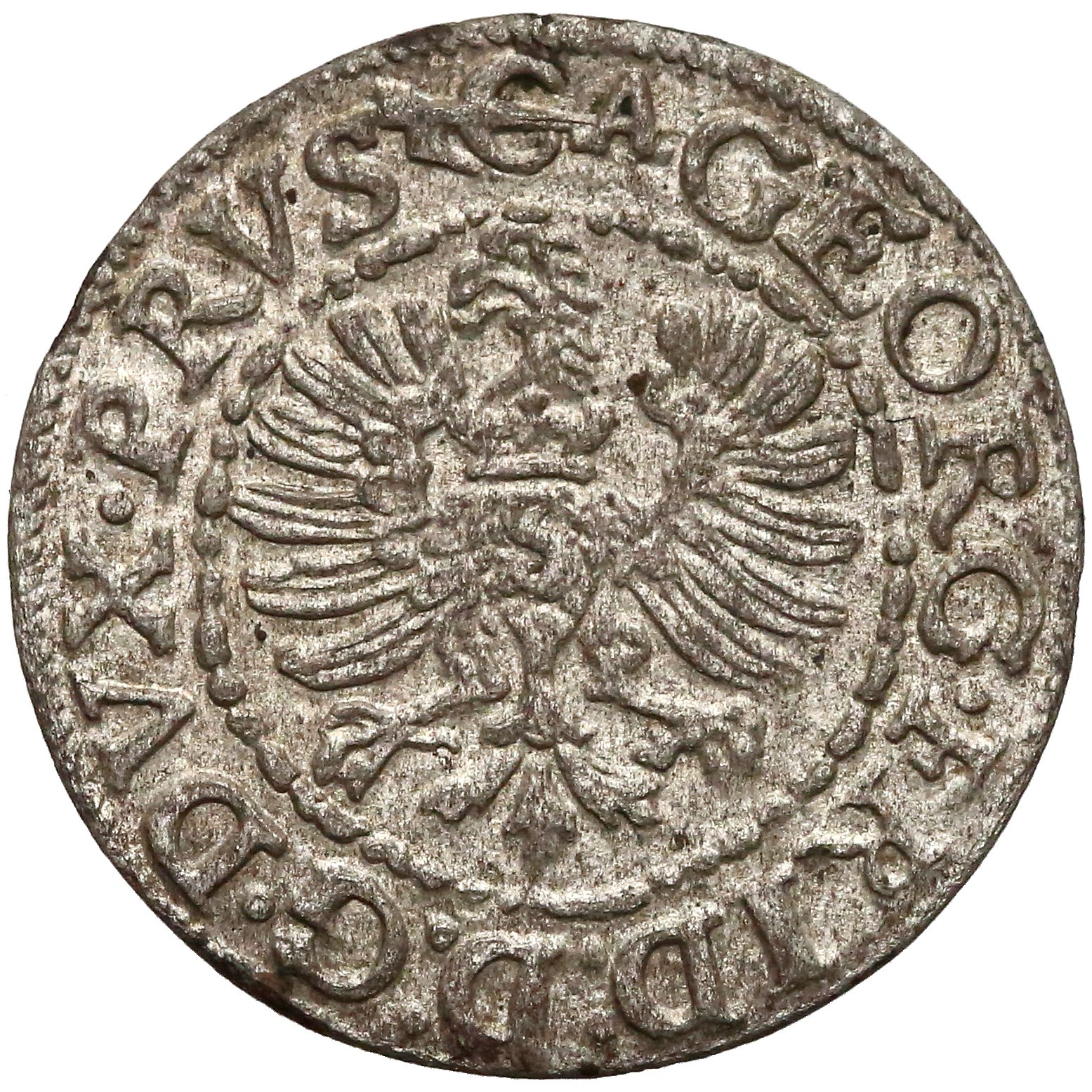
1594 rewers
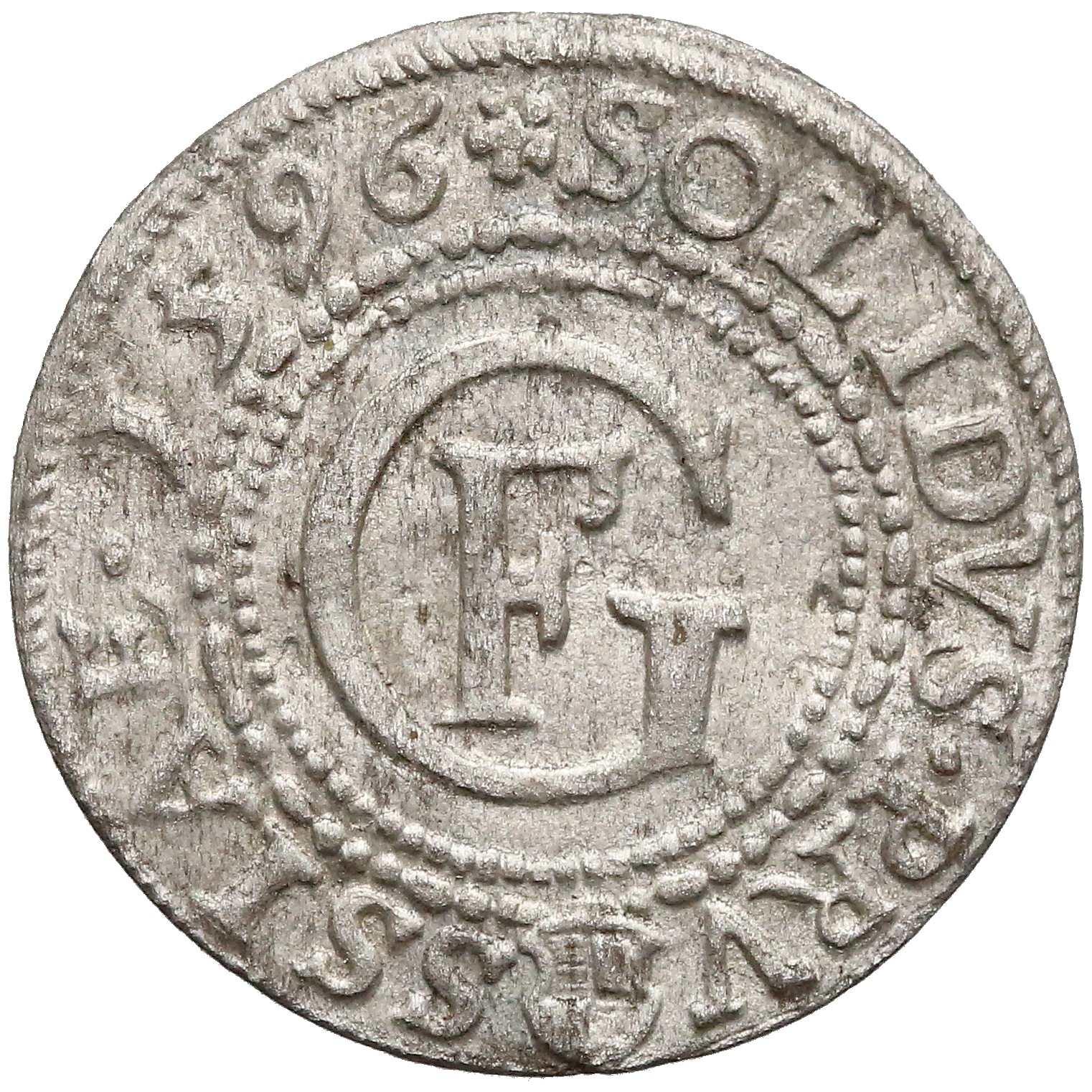
1596 awers
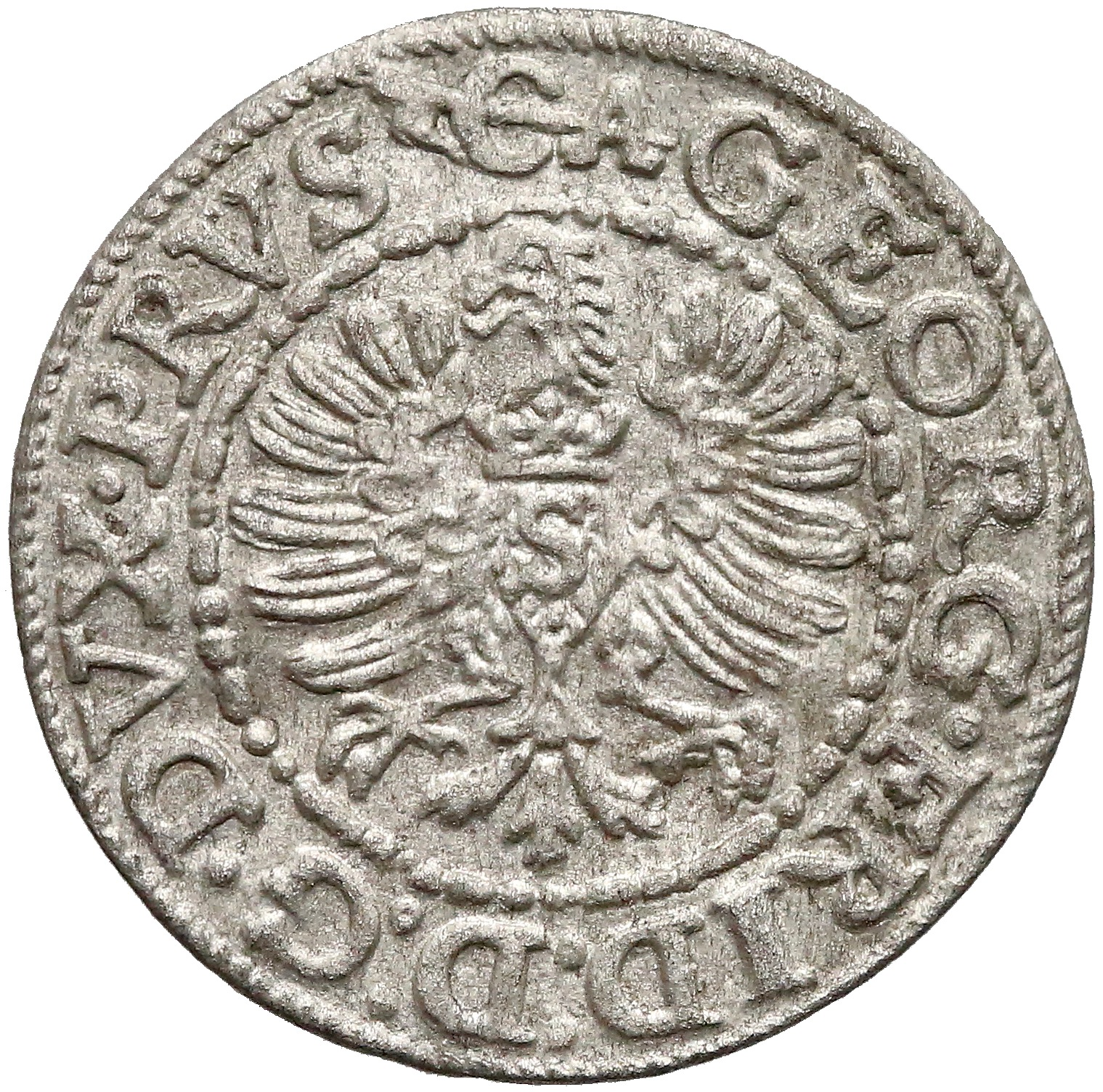
1596 rewers

Grosze – z popiersiem z jednej strony i godłem księstwa z drugiej, bite w latach: 1586, 1587, 1589, 1591 (tego rocznika nie potwierdzają inne źródła), 1594–1597 – monety rzadsze.

Grosze Jerzego Fryderyka
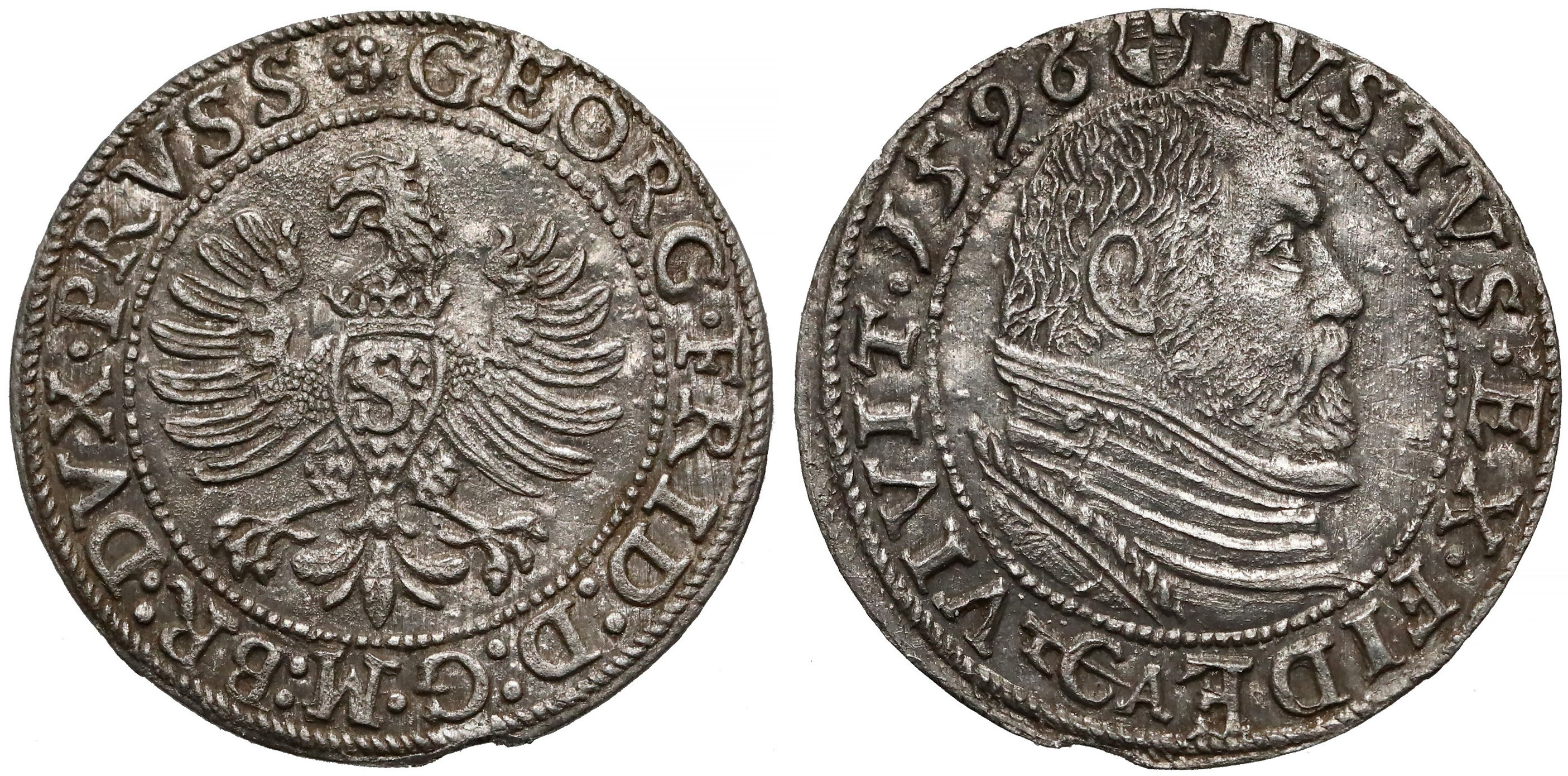
1594
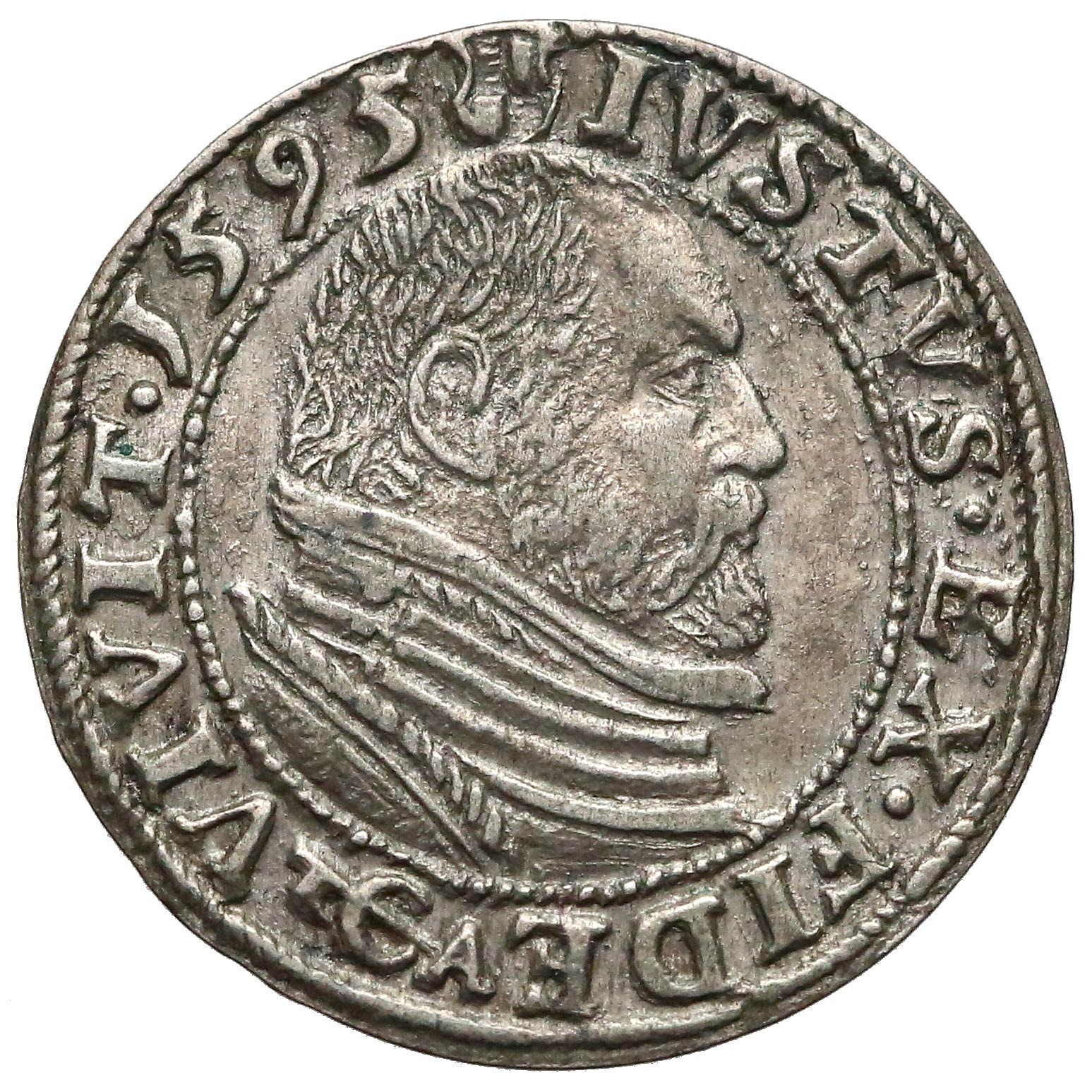
1595 awers
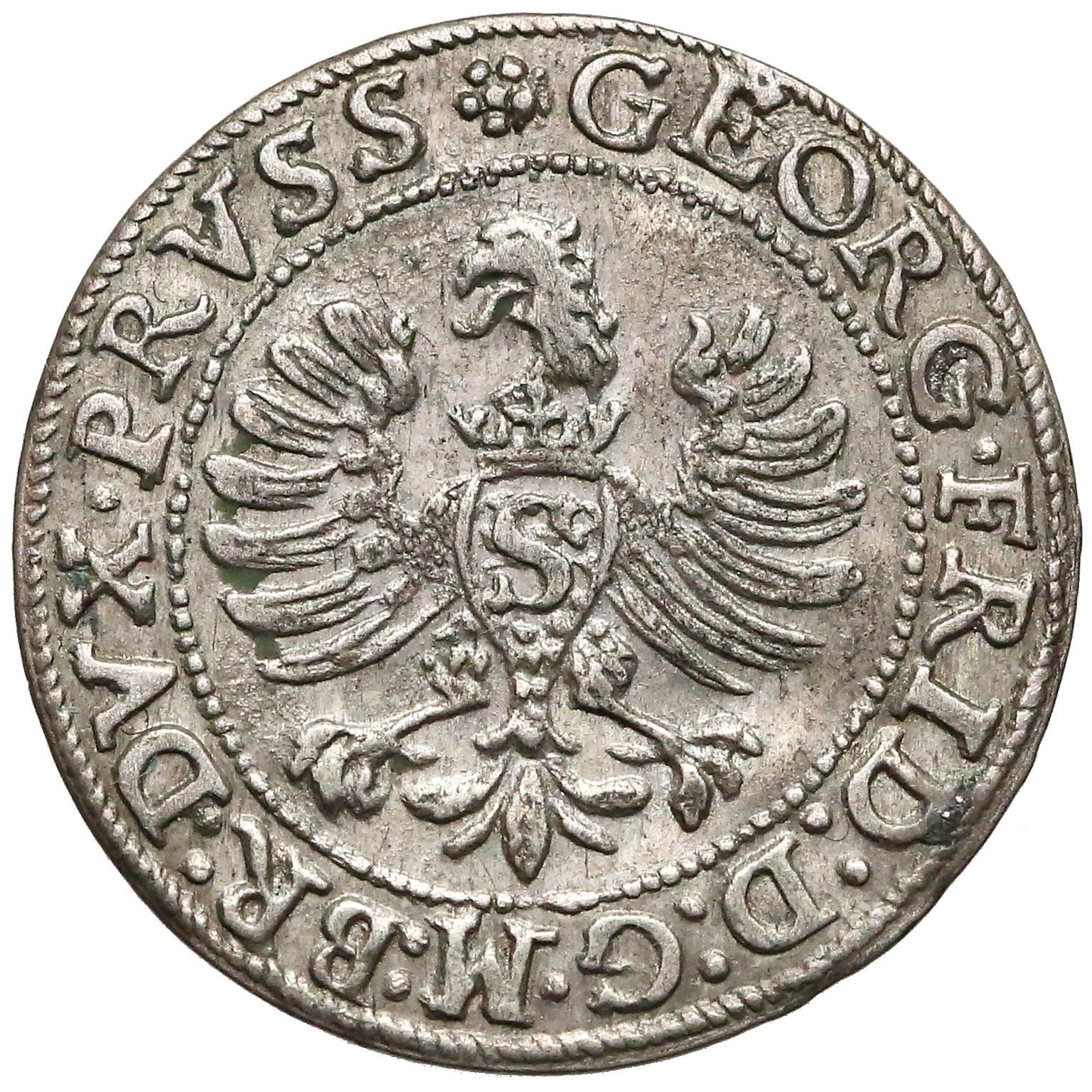
1595 rewers

Trojaki – znane są dwa zasadnicze typy:
- bezpopiersiowe – z orłem książęcym z jednej strony i napisami z drugiej – tylko rocznik 1586 – bardzo rzadkie (R7[12]),
- popiersiowe – z lat: 1588, 1589 i 1590 – moneta od trojaków Albrechta o wiele rzadsza. Niektóre źródła informują również o istnieniu bardzo rzadkich popiersiowych egzemplarzy rocznika 1586 (R8)[12].

Trojaki Jerzego Fryderyka
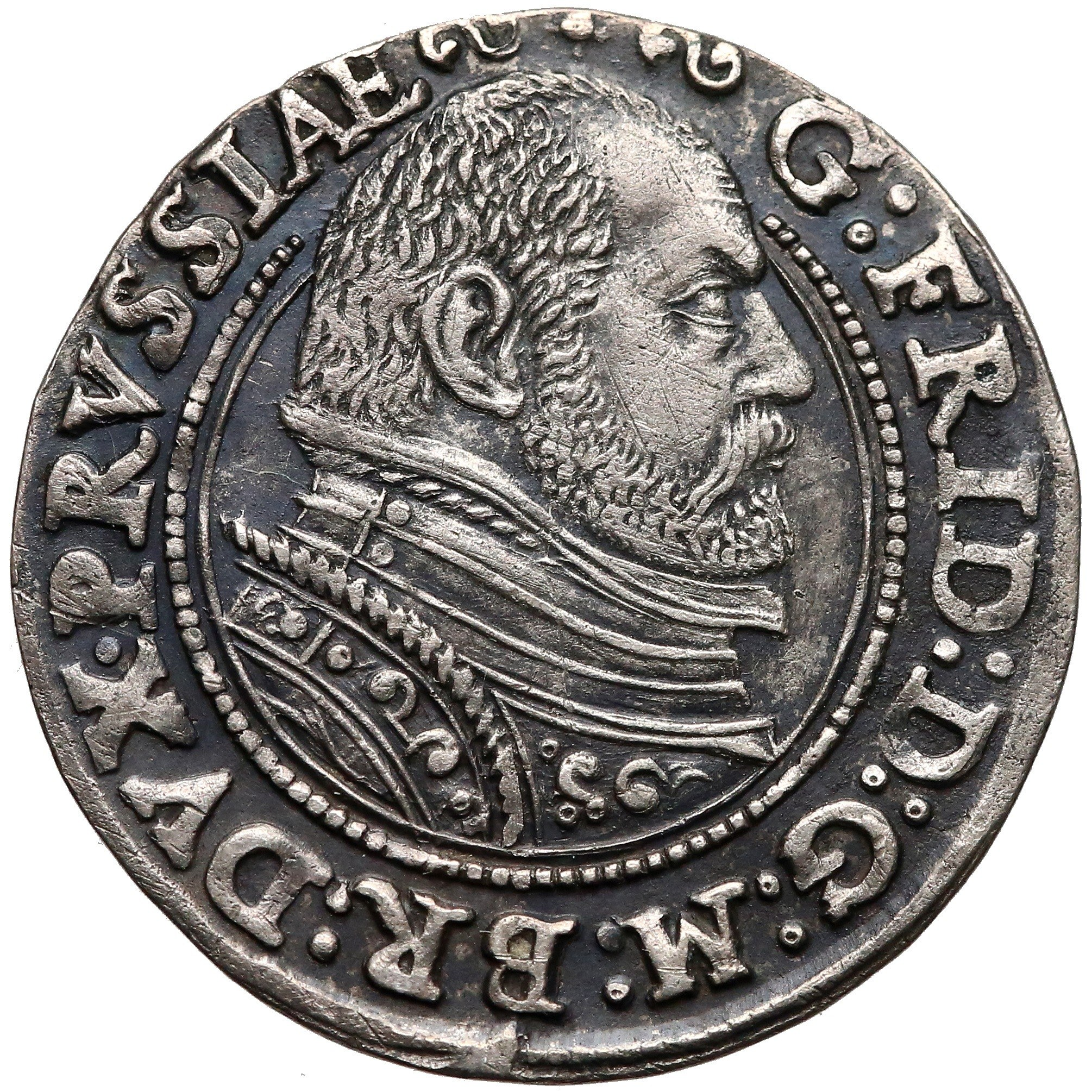
1588 awers
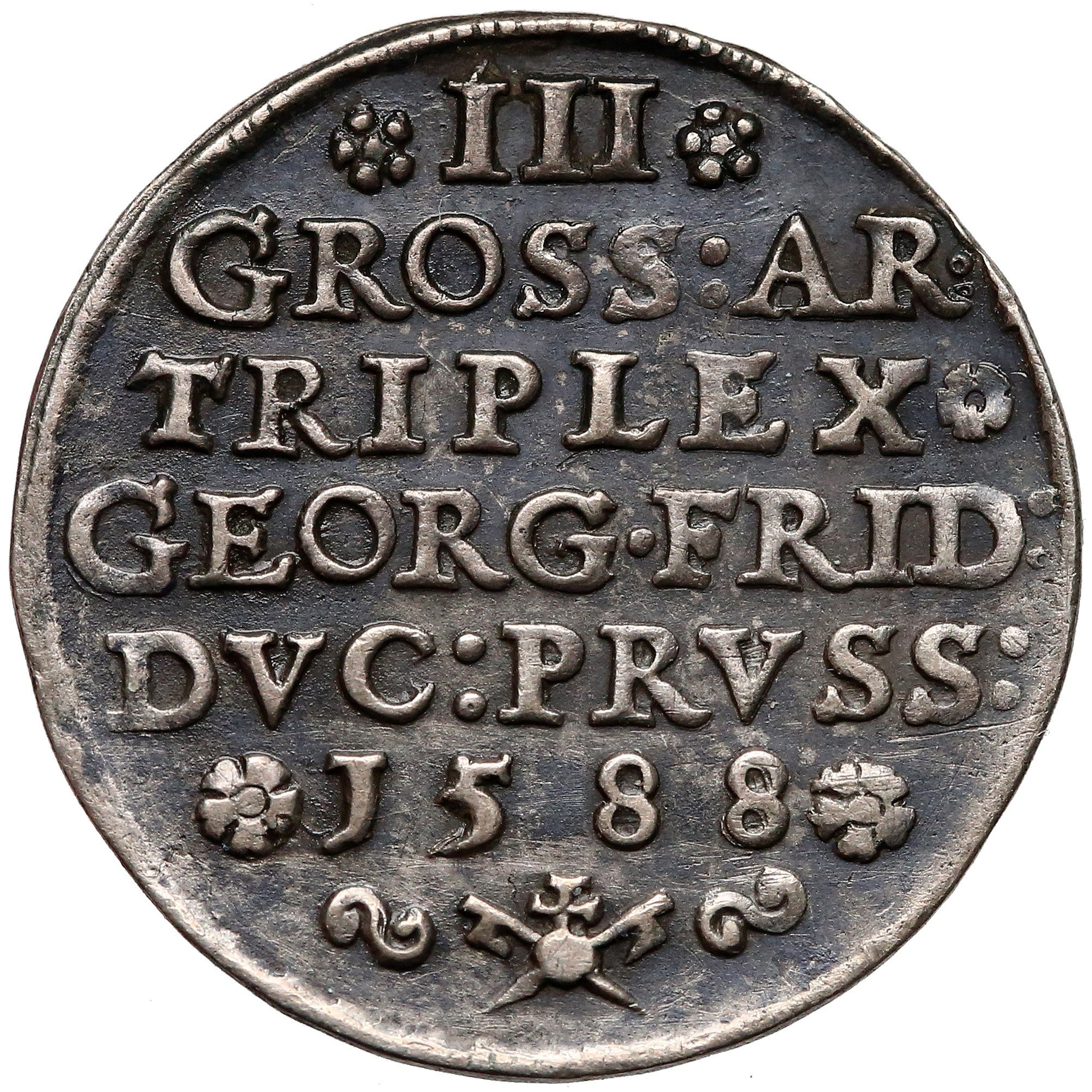
1588 rewers

Talary – bite tylko w 1586 r. – stopień rzadkości oceniany na R6.

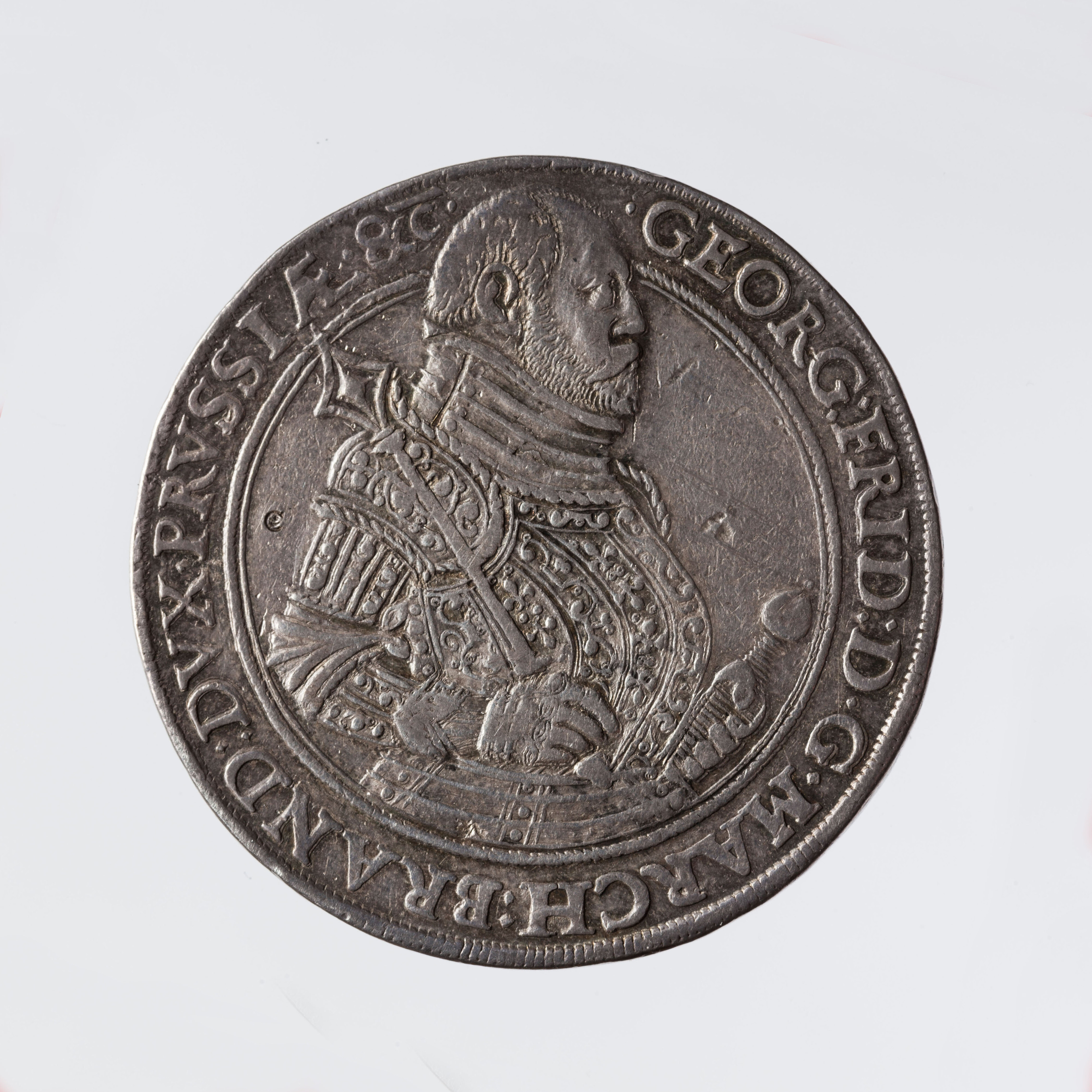
awers
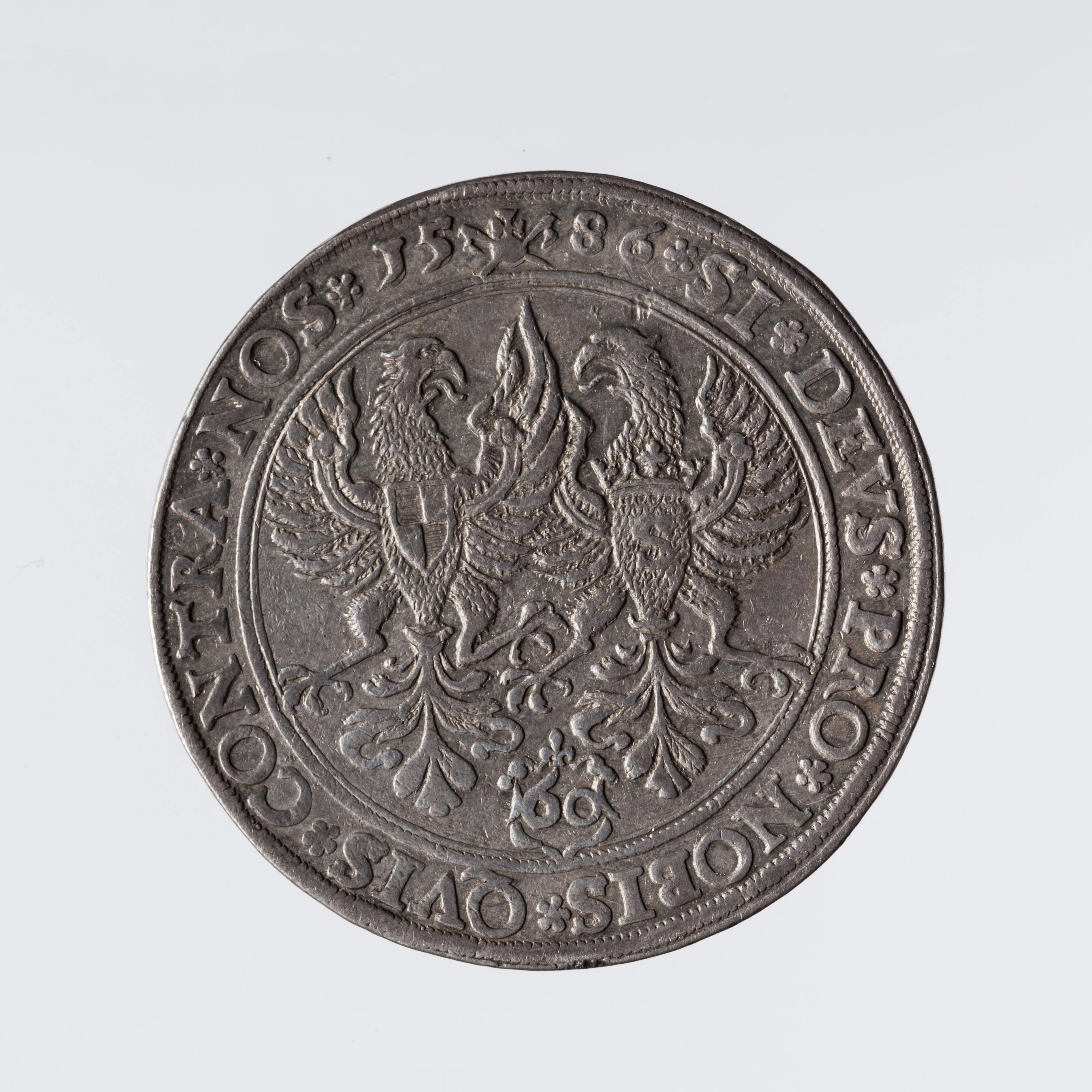
rewers

Dukaty – wszystkie rzadkie lub bardzo rzadkie, bite w latach:
| Rocznik | Nominał            | Stopień rzadkości |
| ------- | ------------------ | ----------------- |
| 1586    | dukat lenny pruski | R*                |
| 1587    | dukat lenny pruski | R6                |
| 1588    | dukat lenny pruski | R5                |
| 1589    | dukat lenny pruski | R5                |
| 1590    | dukat lenny pruski | R7                |
| 1591    | dukat lenny pruski | R7                |
| 1594    | dukat lenny pruski | ?                 |
| 1595    | dukat lenny pruski | R6                |
| 1596    | dukat lenny pruski | R6                |
| 1597    | dukat lenny pruski | R6                |

Dukaty Jerzego Fryderyka
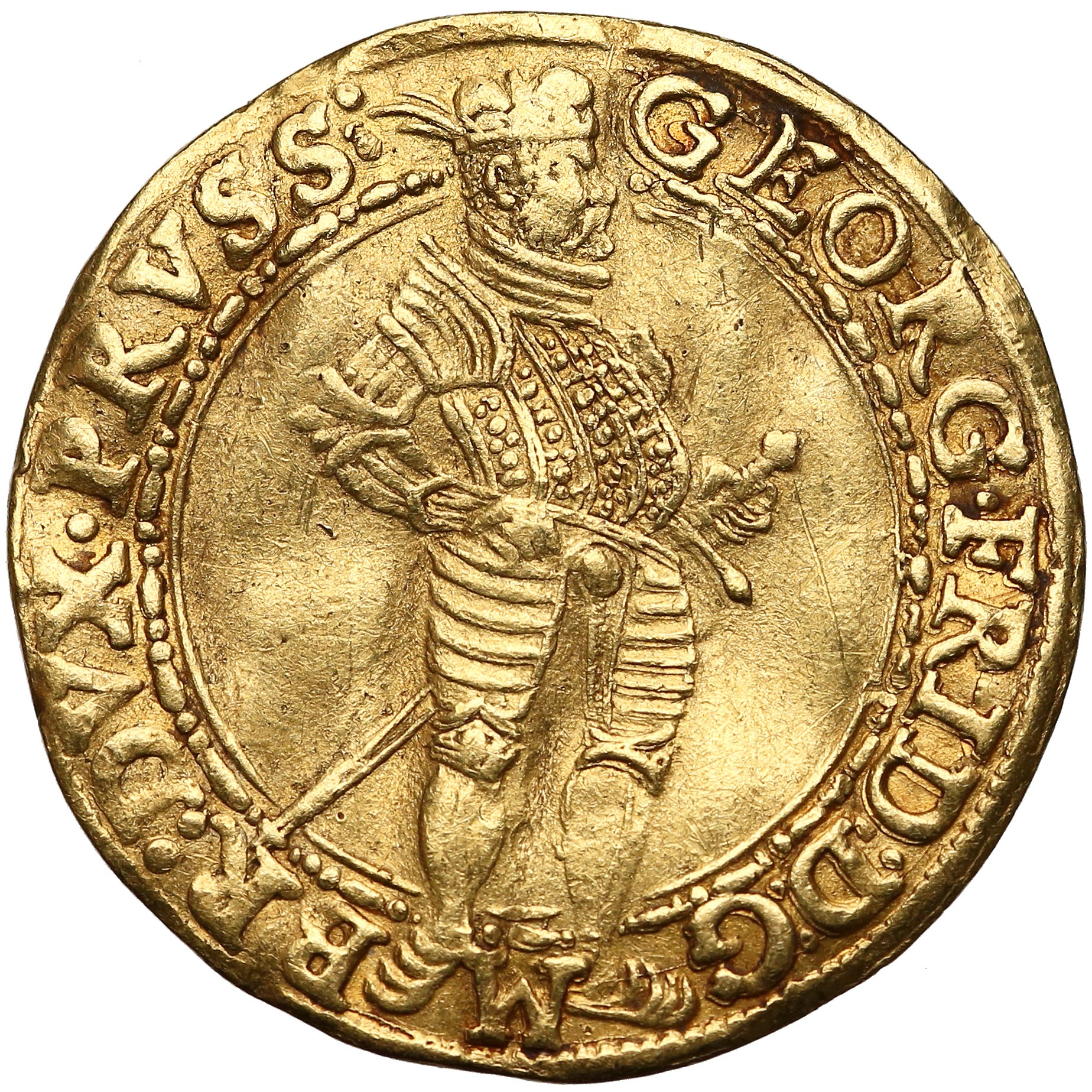
1587 awers
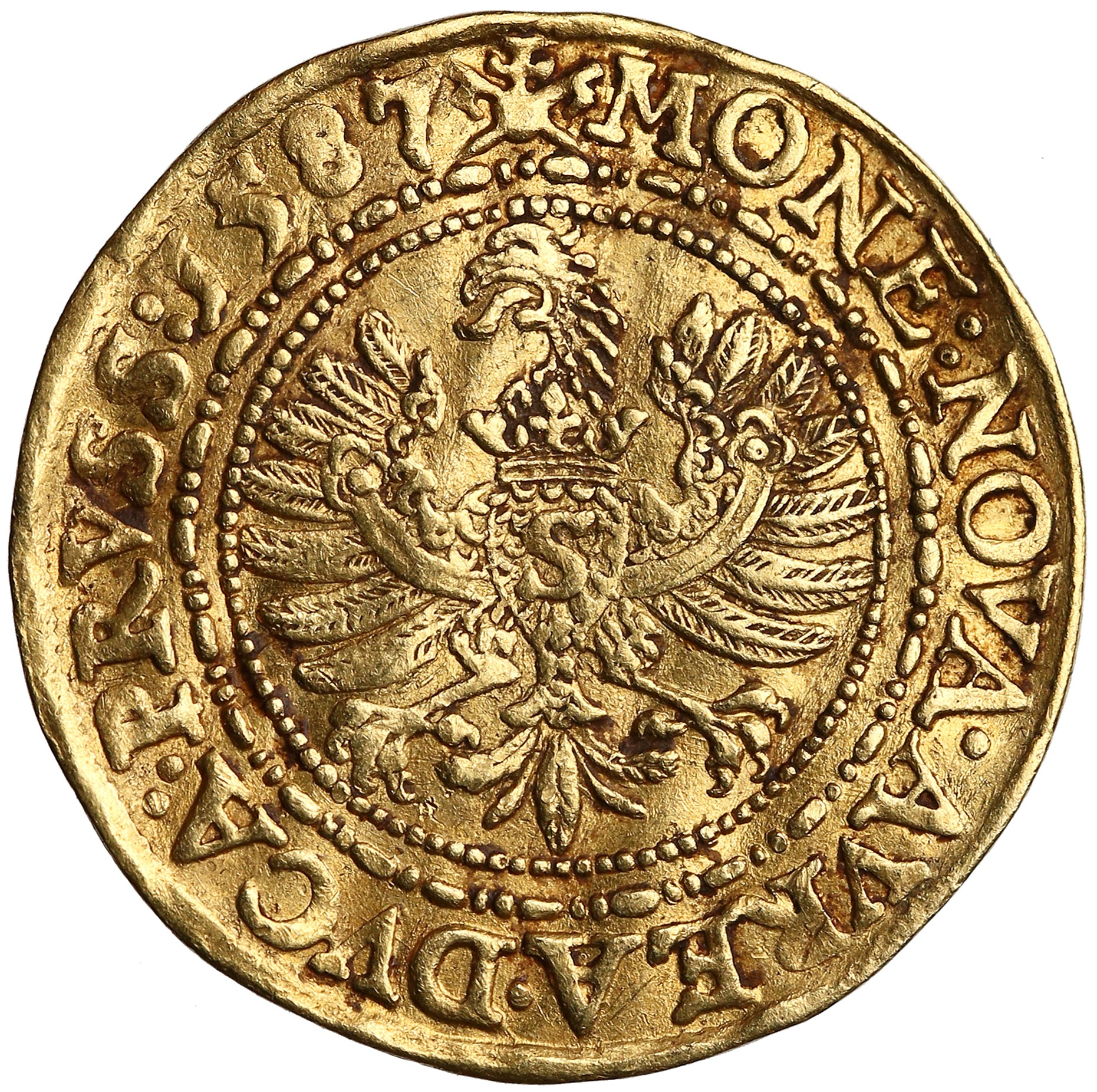
1587 rewers
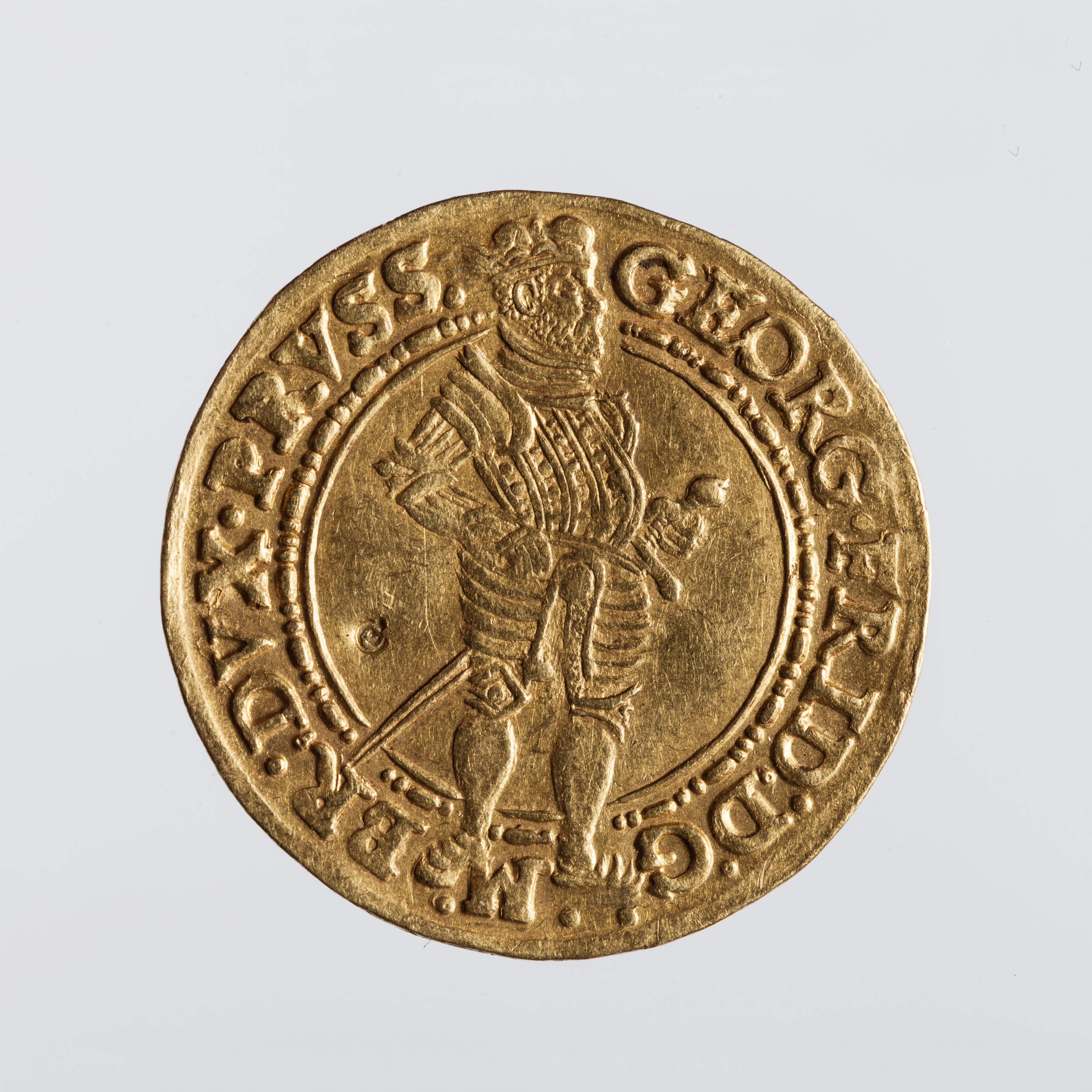
1588 awers
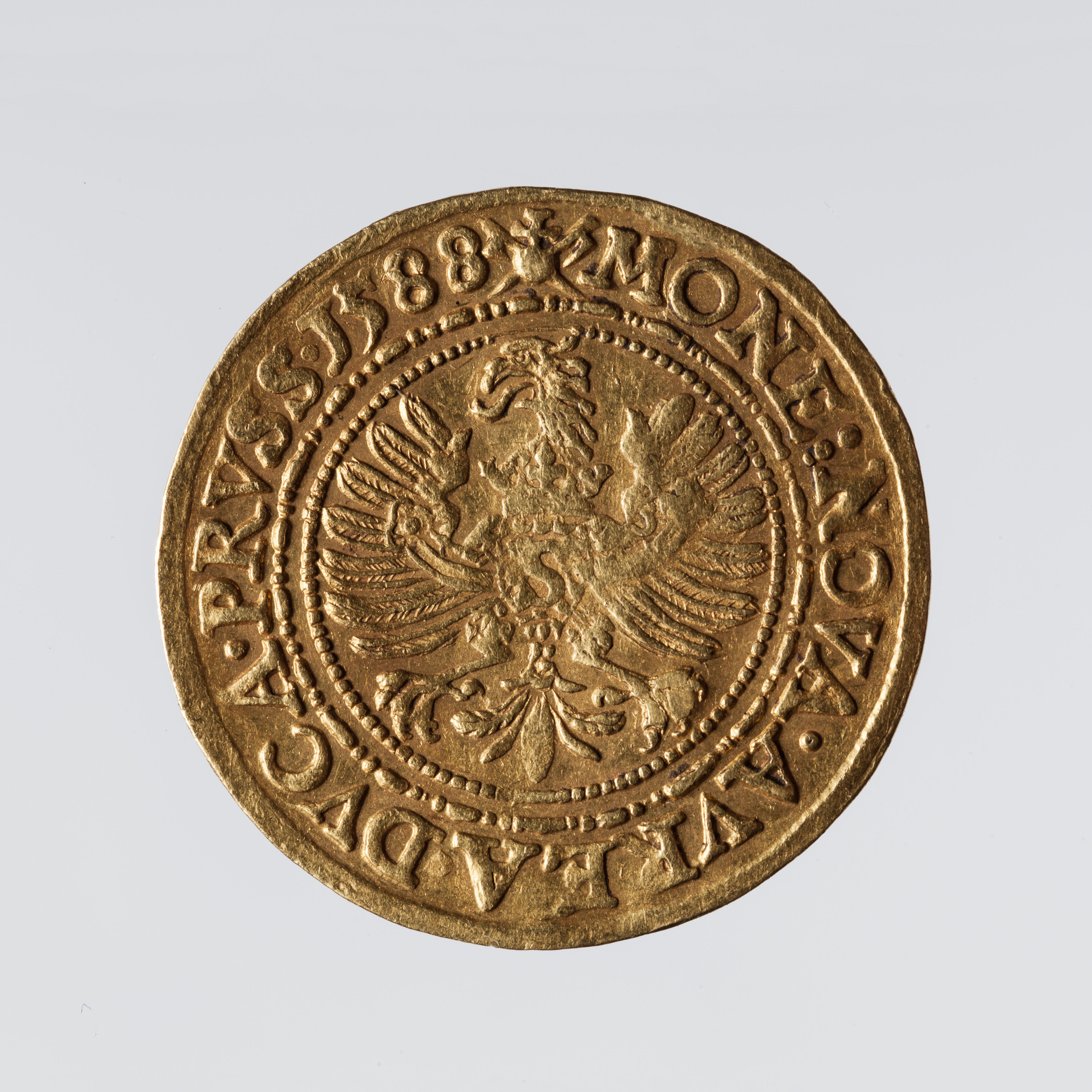
1588 rewers
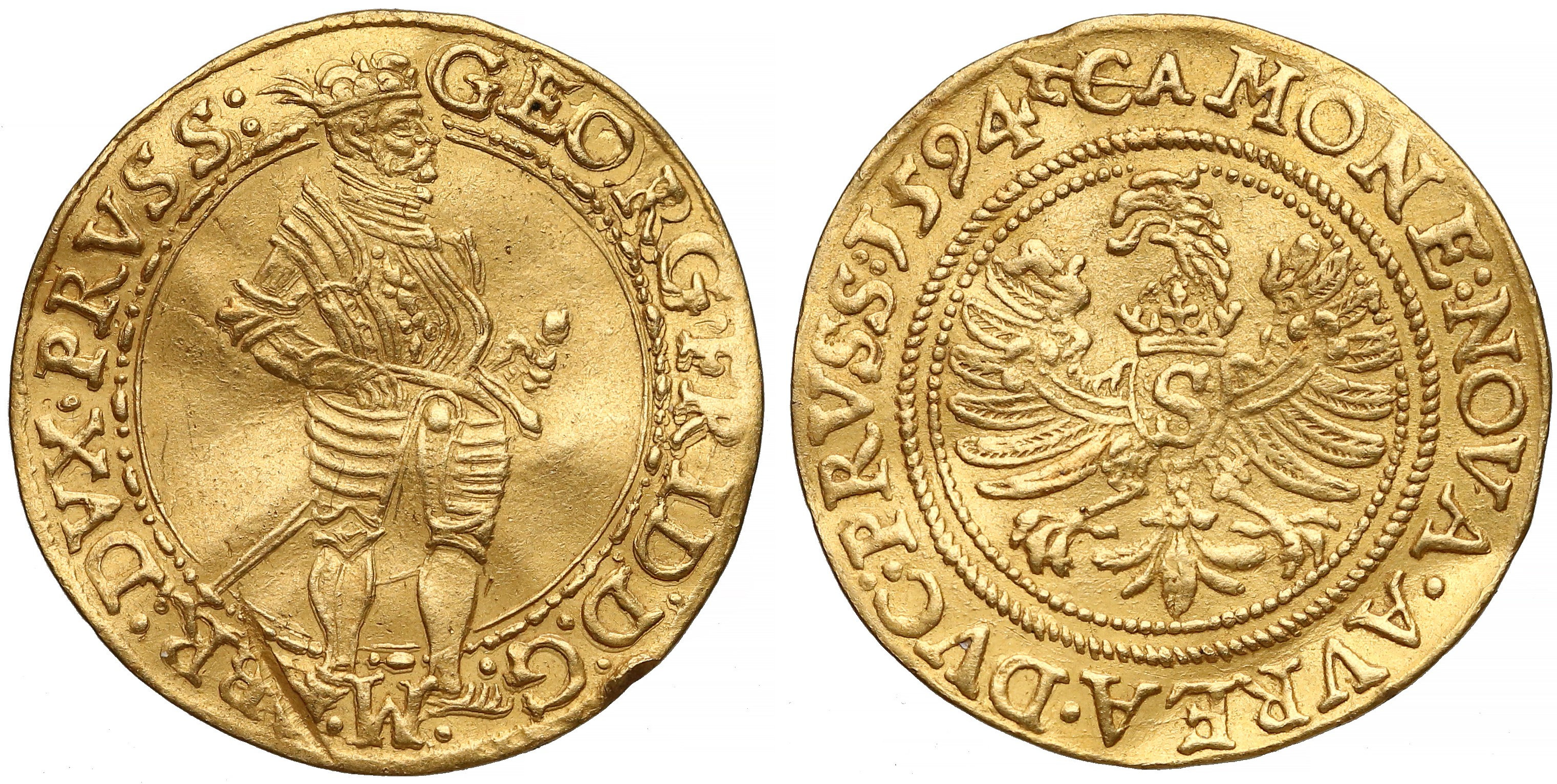
1594
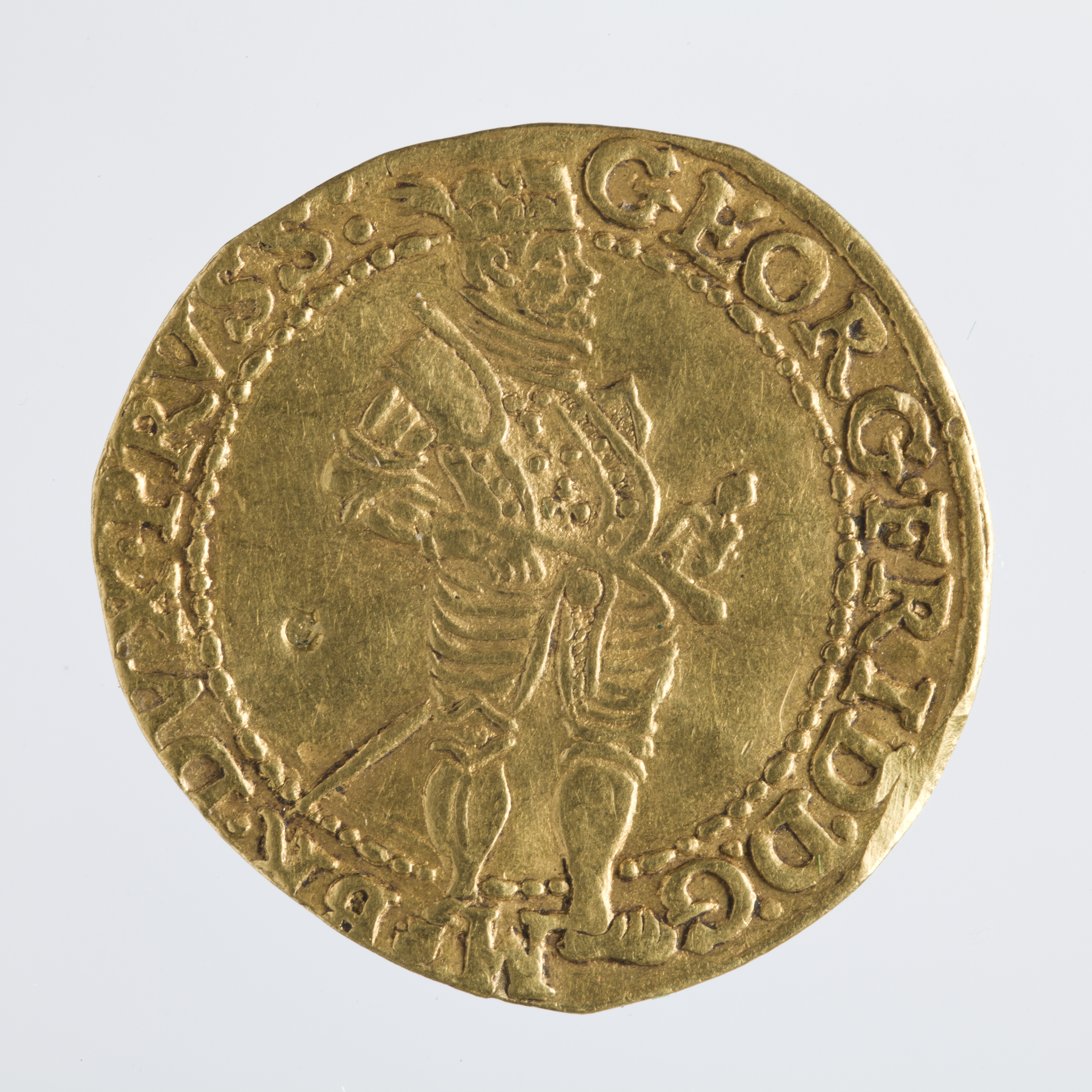
1595 awers
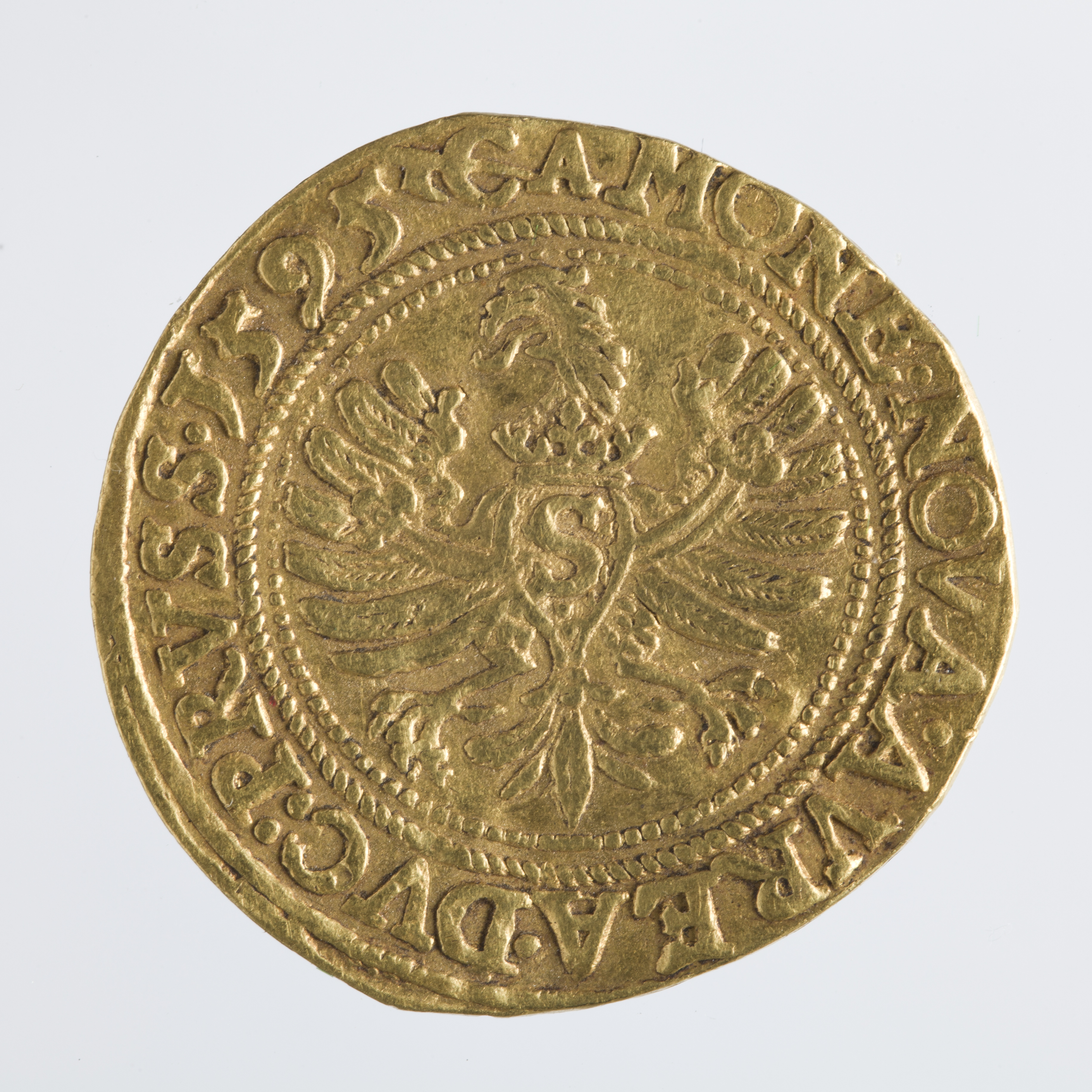
1595 rewers
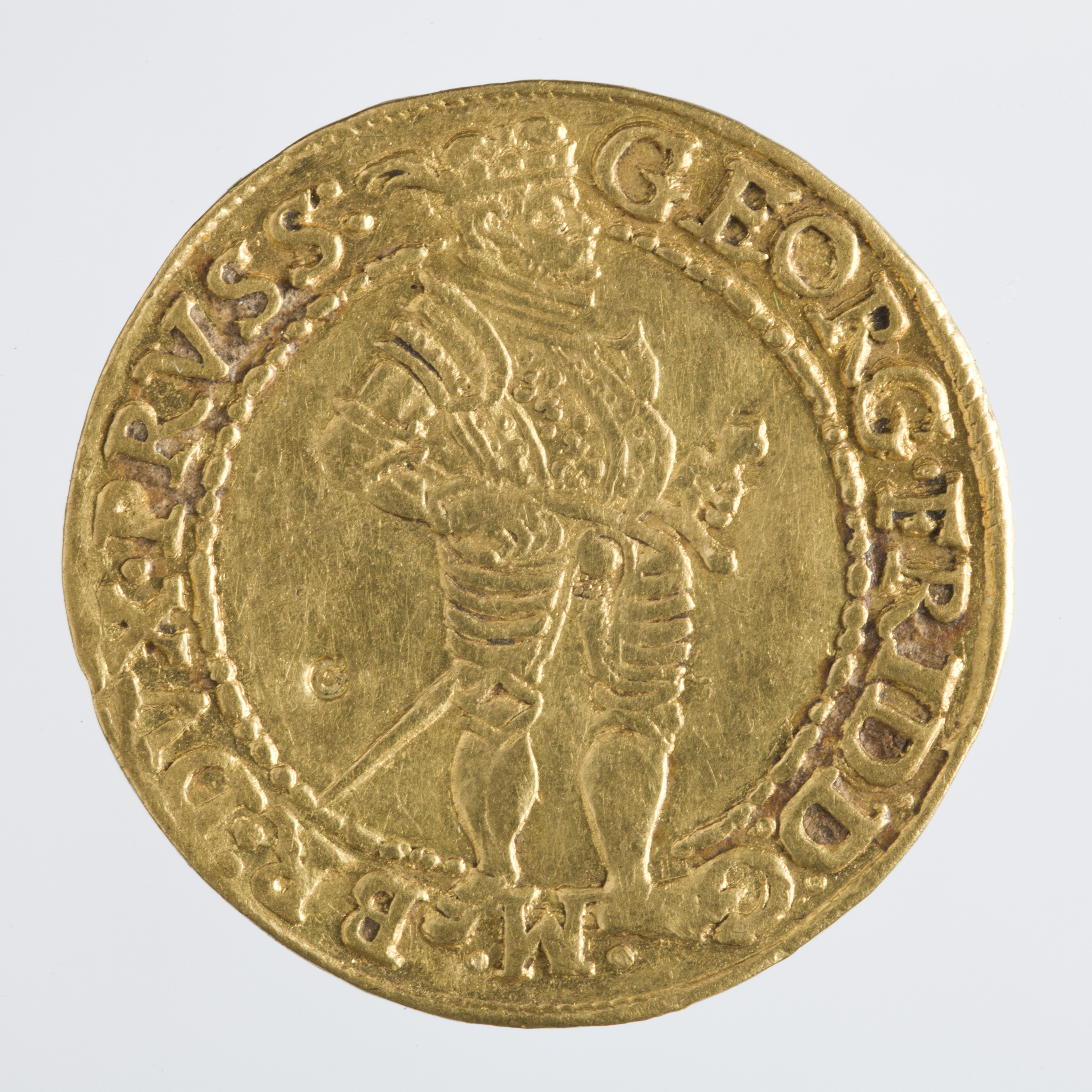
1597 awers
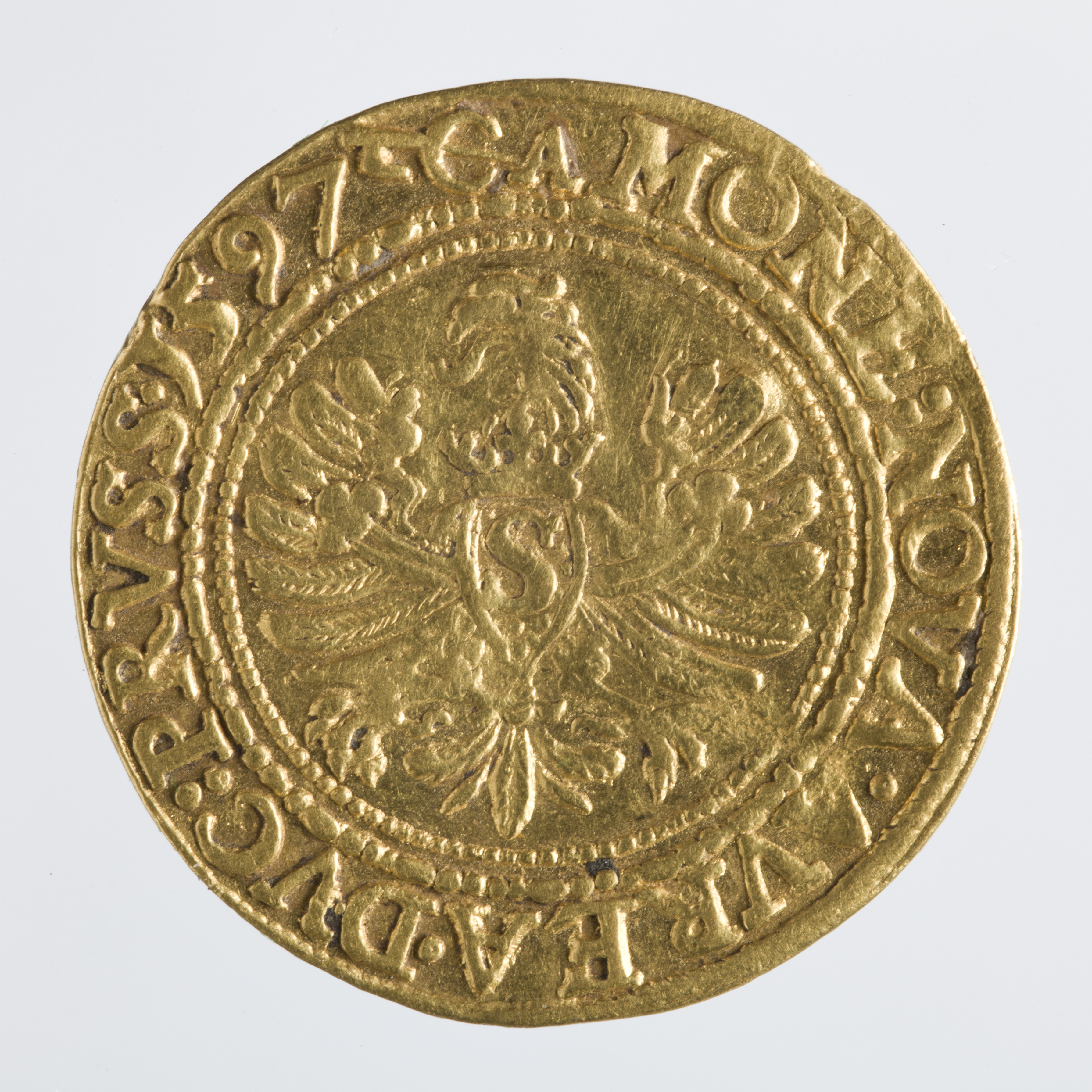
1597 rewers

### Jana Zygmunta (1612–1619)[11][13]
W latach 1603–1608, w trakcie rządów administratora Joachima Fryderyka, monet lennych księstwa pruskiego nie bito. Działalność menniczą wznowił dopiero administrator (w latach 1608–1618) Jan Zygmunt, piastujący w latach 1618–1619 już tytuł księcia pruskiego.
W latach 1612–1615 w mennicy w Drezdenku (Nowa Marchia) bito:
- grosze (bezrocznikowe, 1612, 1613, 1614, 1615)[13],
- talary (bezrocznikowa, 1612)[13],
- półtoraki[11] i
- dukaty[11].

W 1617 roku Jan Zygmunt wznowił bicie monet w Królewcu. W ostatnich latach jego panowania (1617–1619) bito:
- półtoraki (1619)[13]

Półtoraki Jana Zygmunta
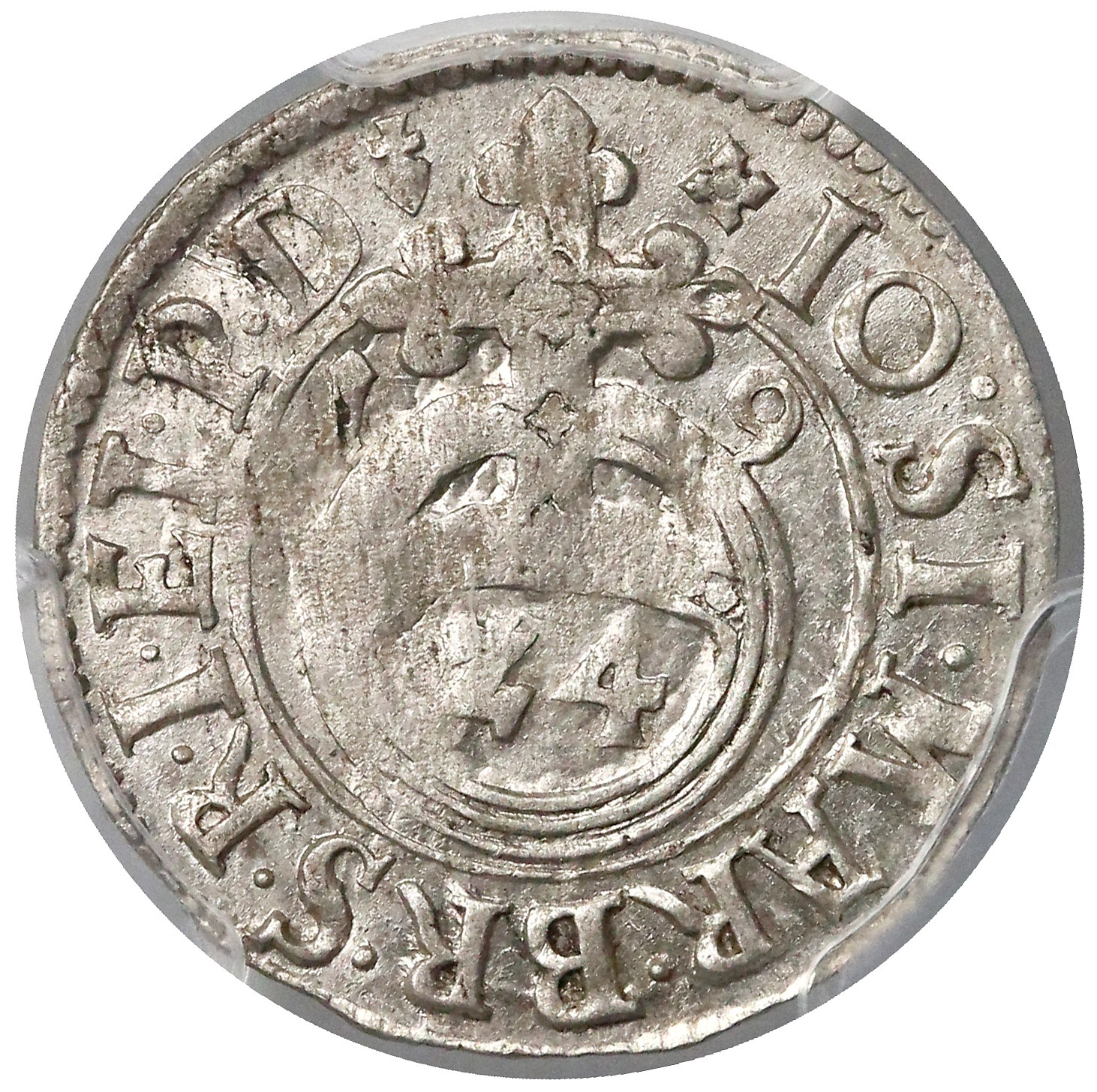
1619 awers
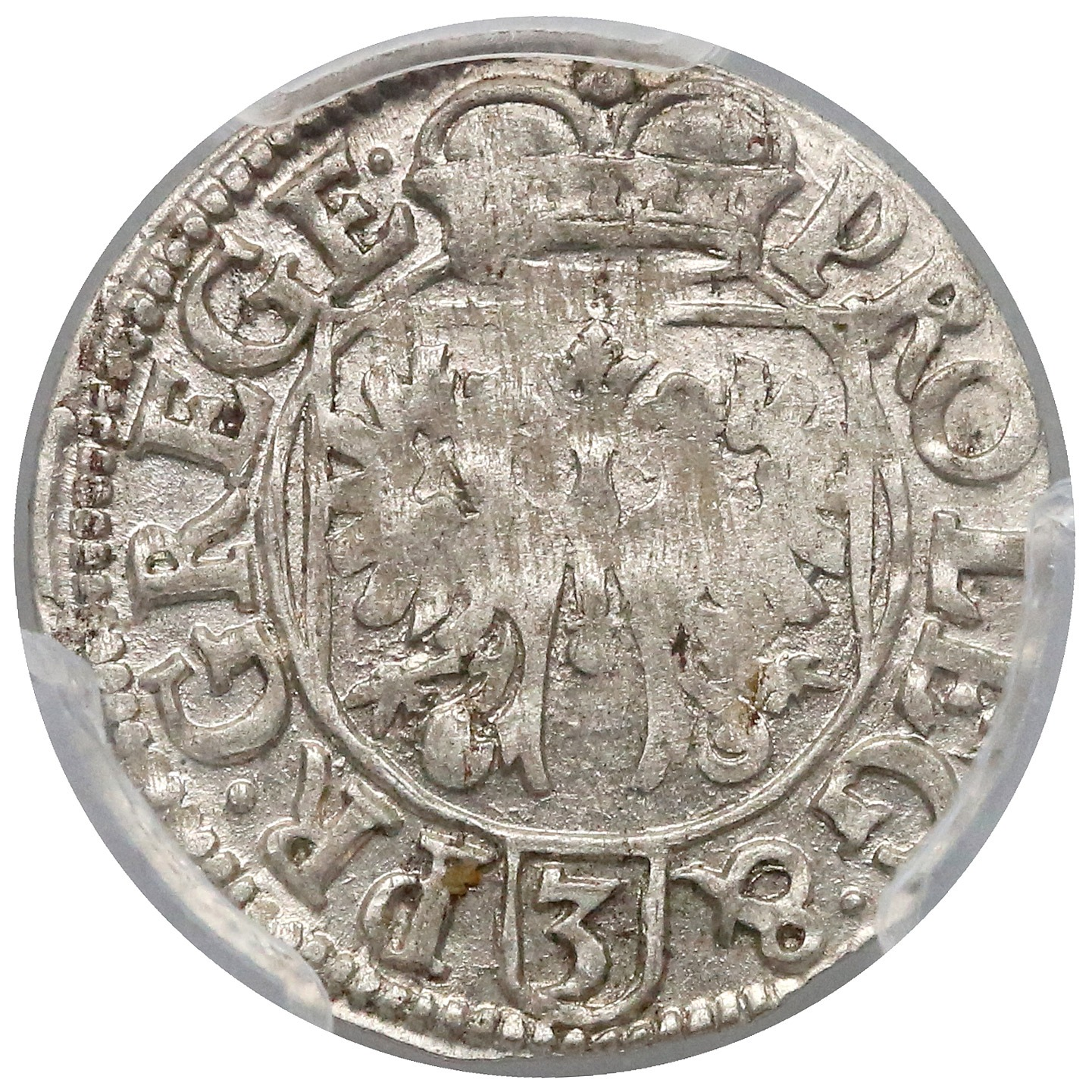
1619 rewers

- talary (bezrocznikowe)[13].

### Jerzego Wilhelma (1619–1640)[11][14]
Książę pruski Jerzy Wilhelm dokonywał swoich emisji z mennicy królewieckiej ściśle według regulacji Rzeczypospolitej. W związku z tym monety weszły do obiegu na terenie całej unii polsko-litewskiej. Niektóre monety bito jednak w mennicy w Berlinie.
Bito następujące nominały:
- szelągi (1623, 1624, 1625, 1626, 1627, 1628, 1629, 1630, 1633),
- grosze (1625),
- półtoraki (1620, 1621, 1622, 1623, 1624, 1625, 1626, 1627, 1628, 1633, 1642 – omyłkowa data),

Półtoraki Jerzego Wilhelma
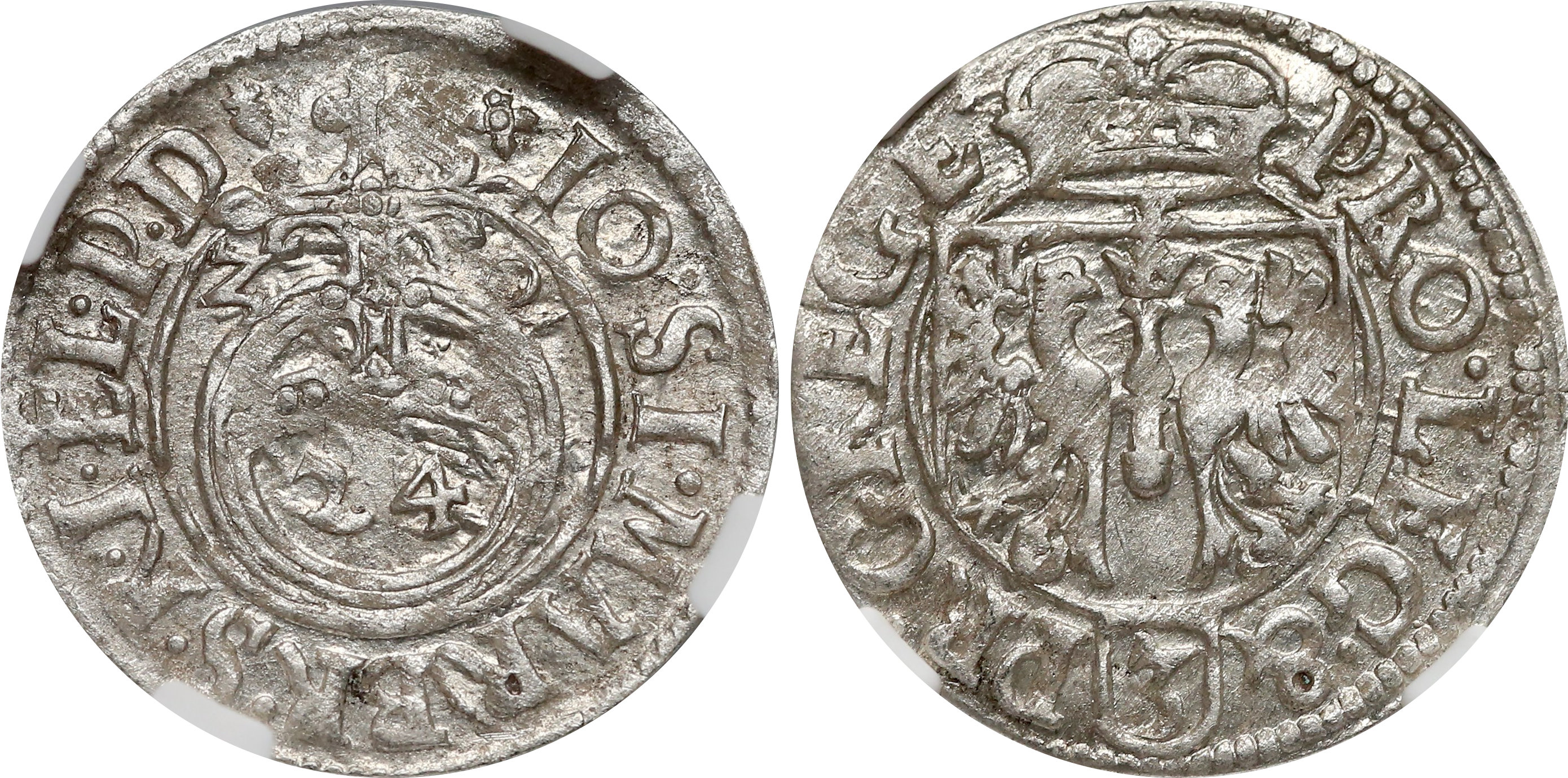
1620
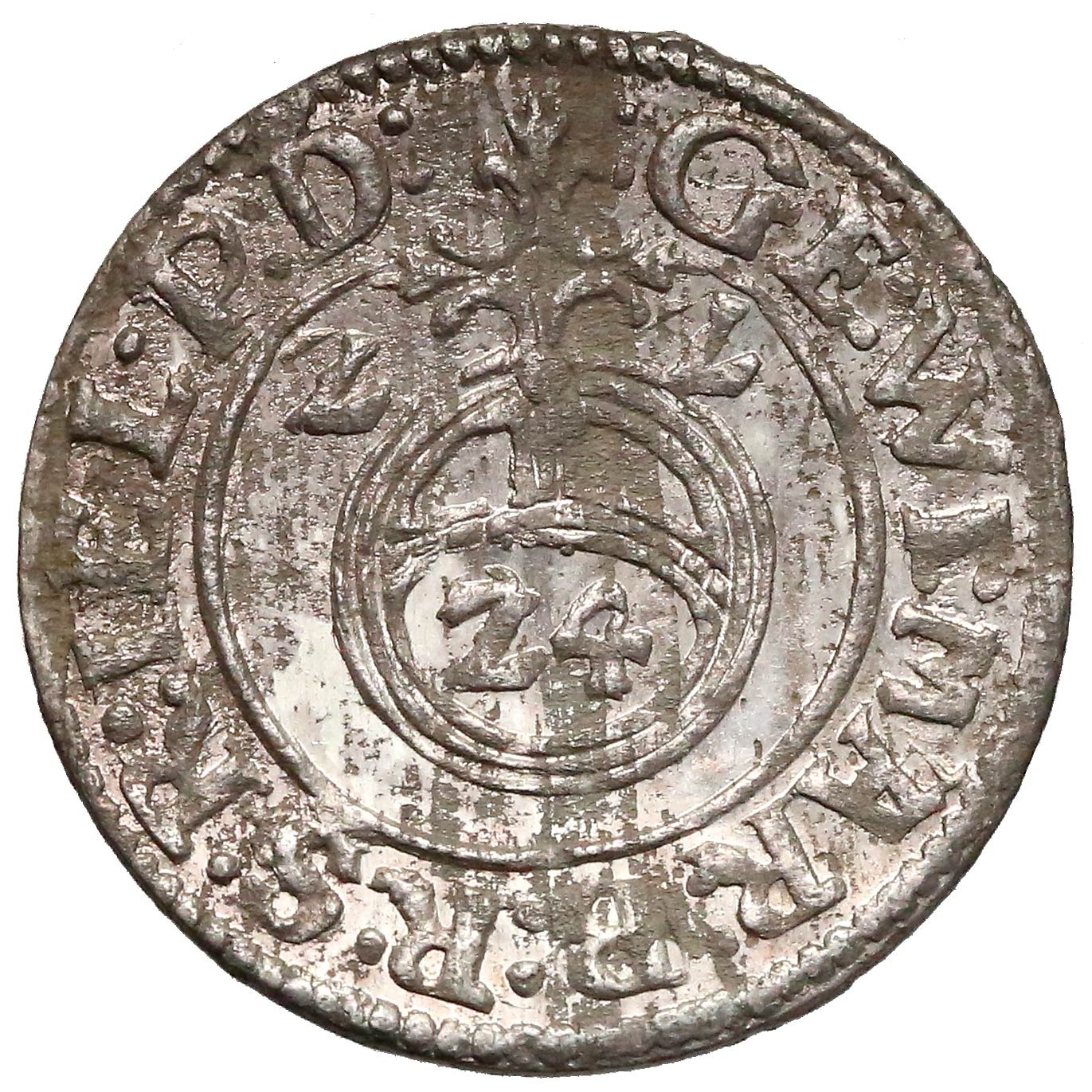
1622 awers
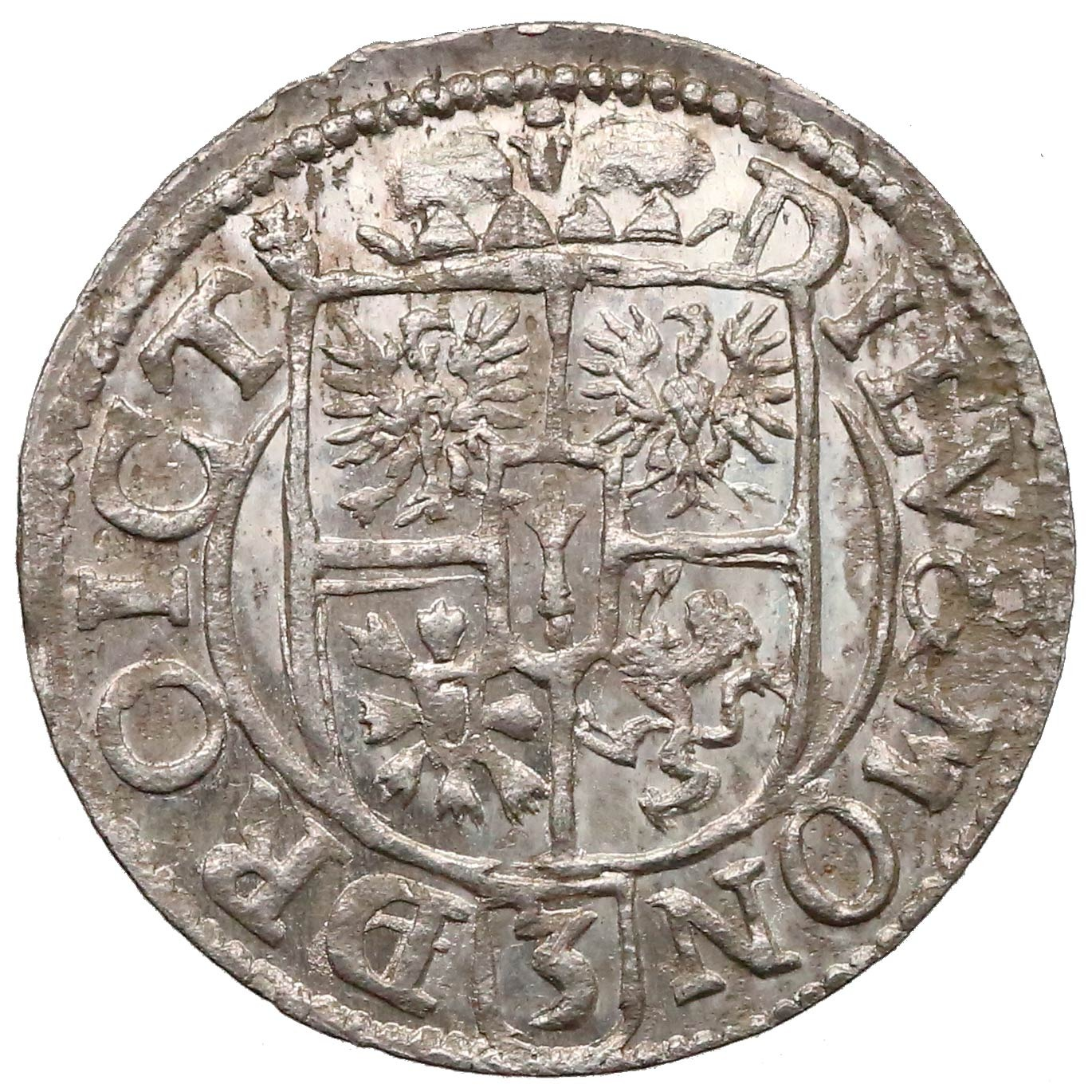
1622 rewers
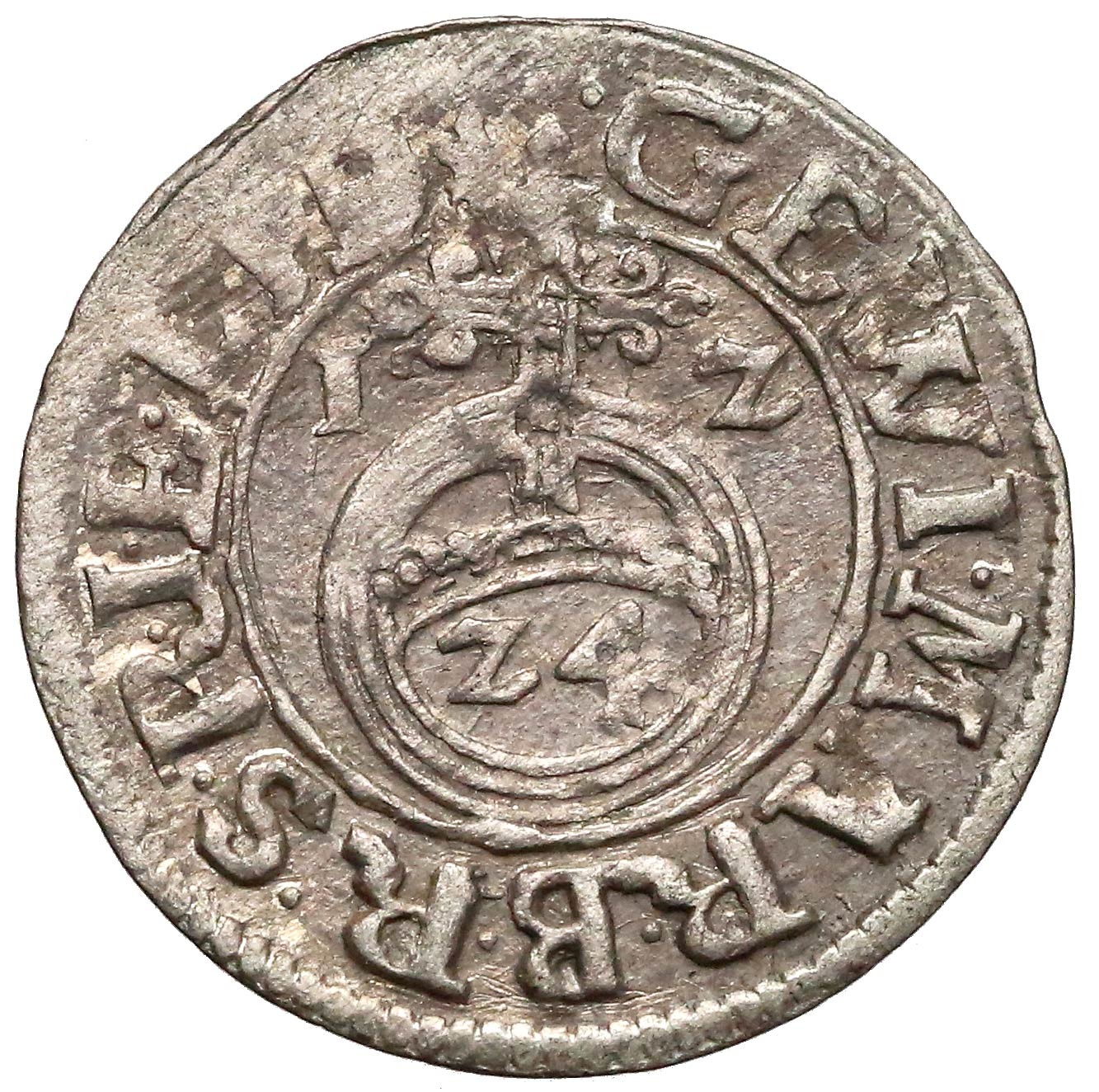
omyłkowa data 1612(1622) awers
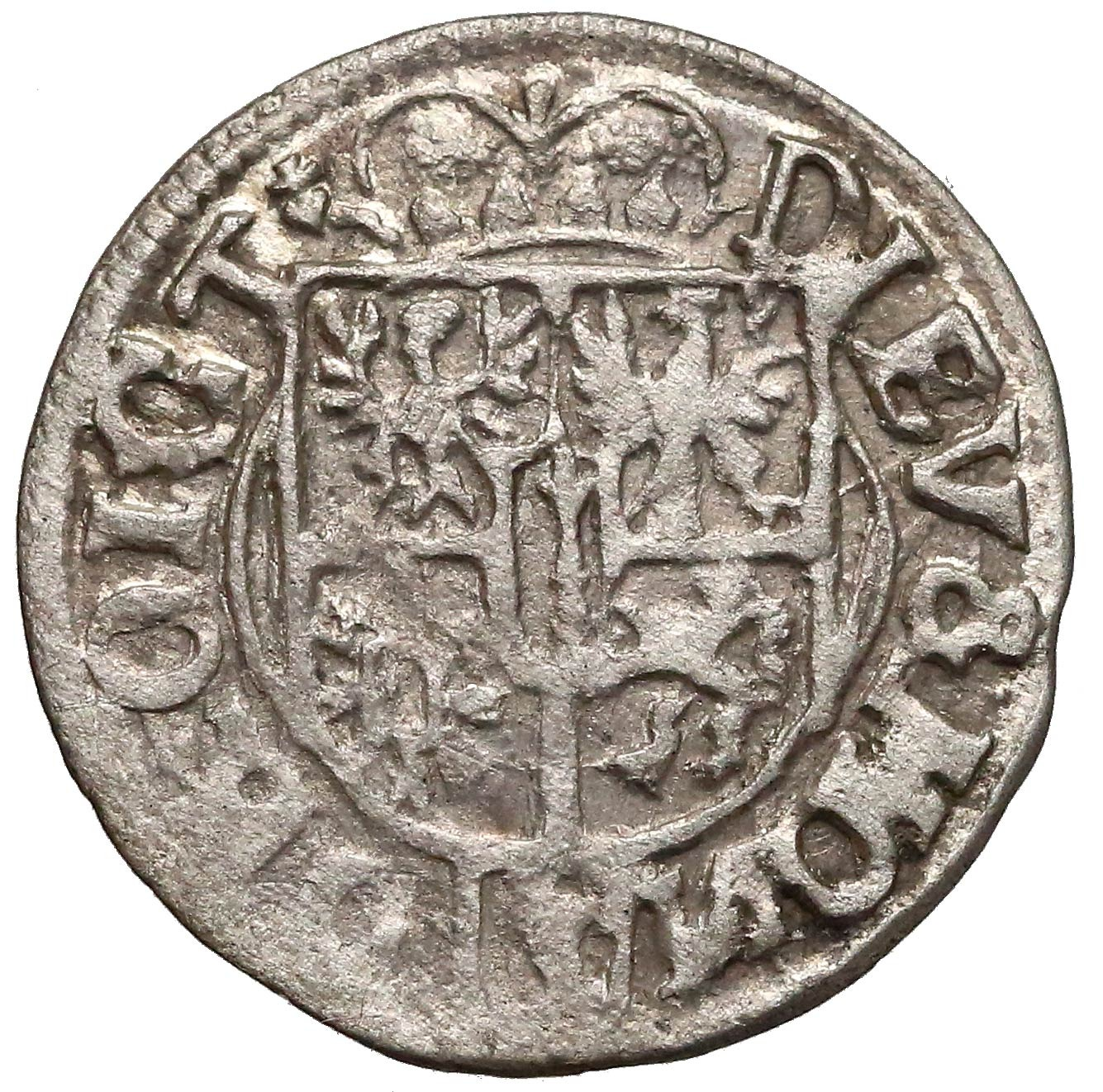
omyłkowa data 1612(1622) rewers
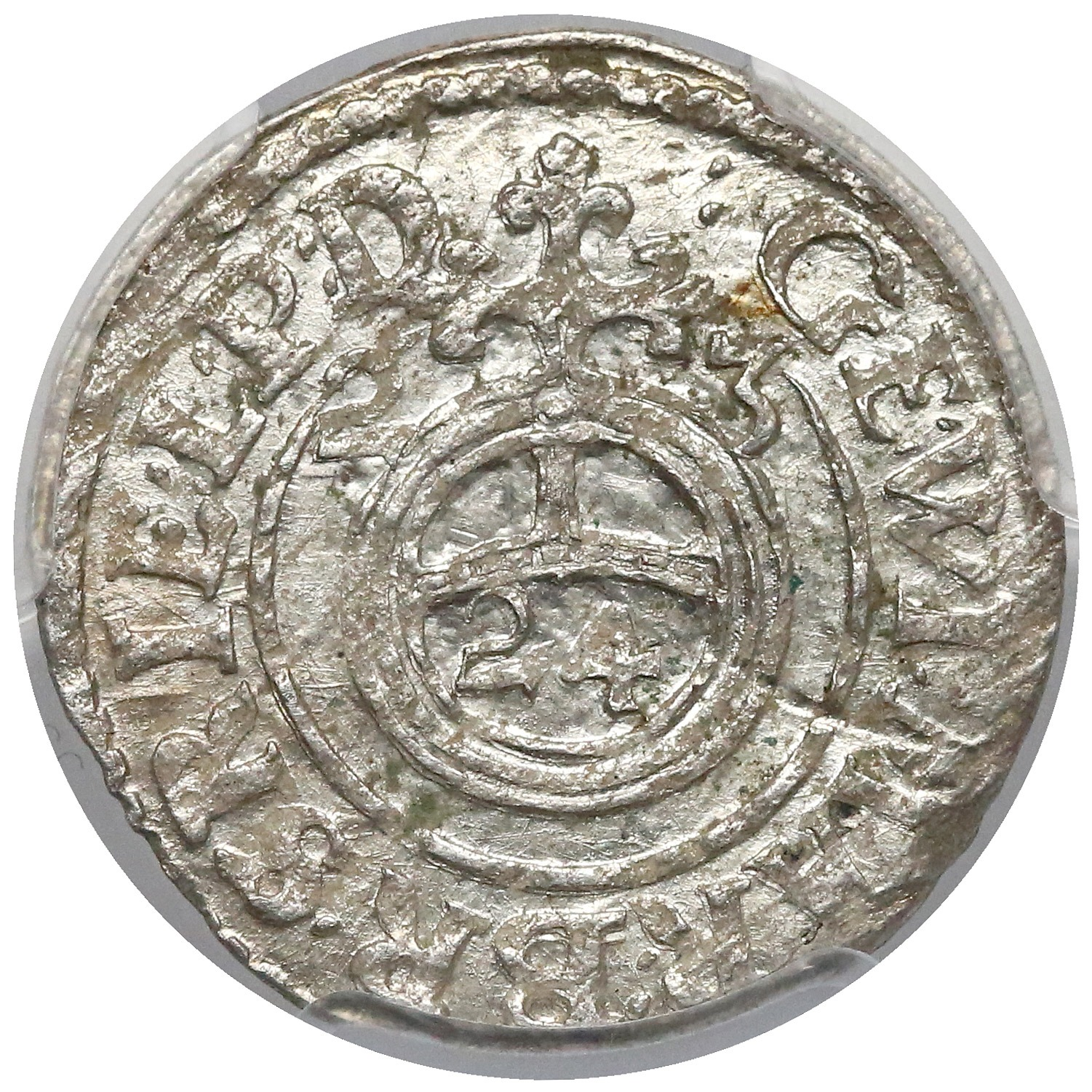
1623 awers
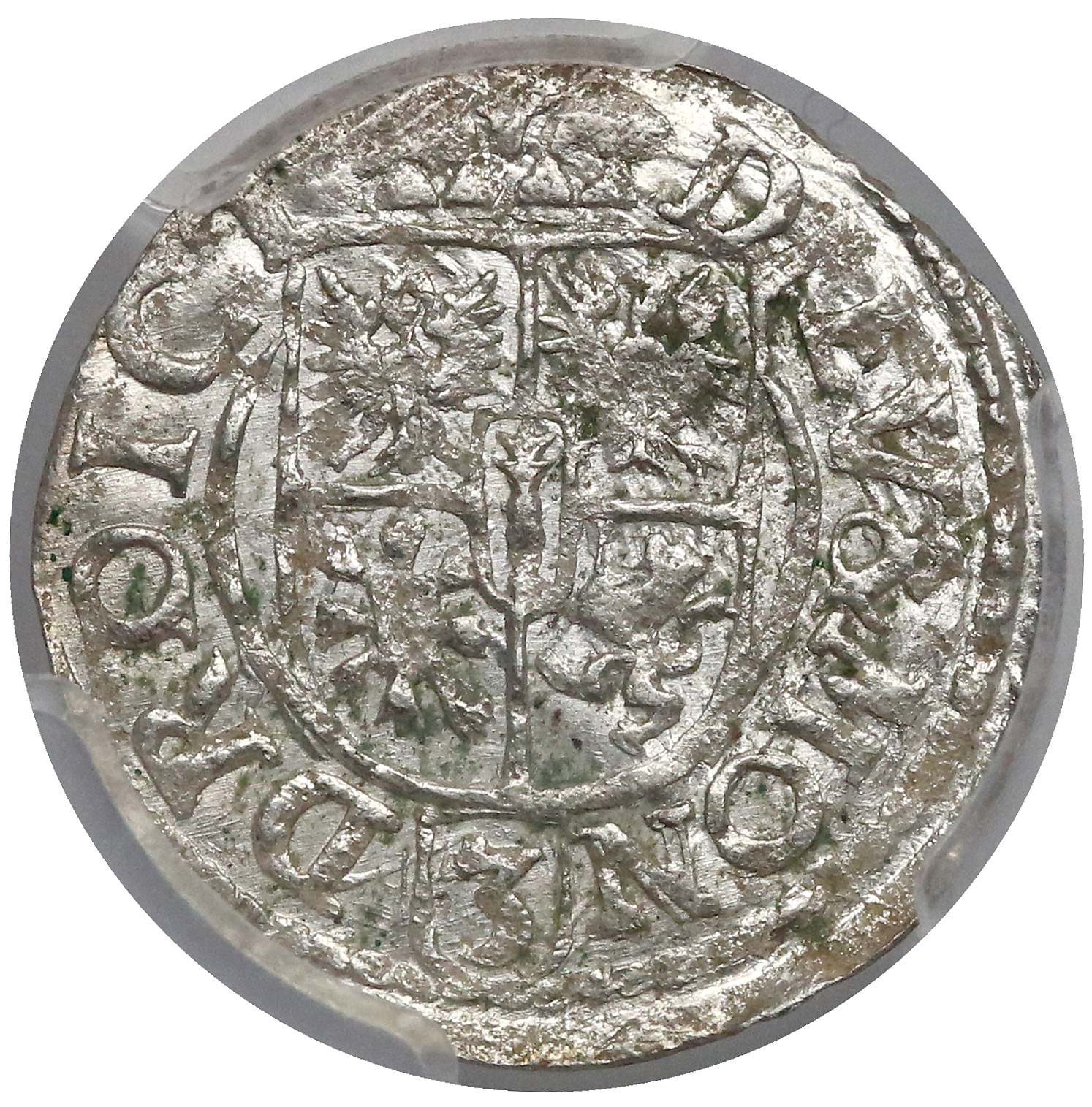
1623 rewers
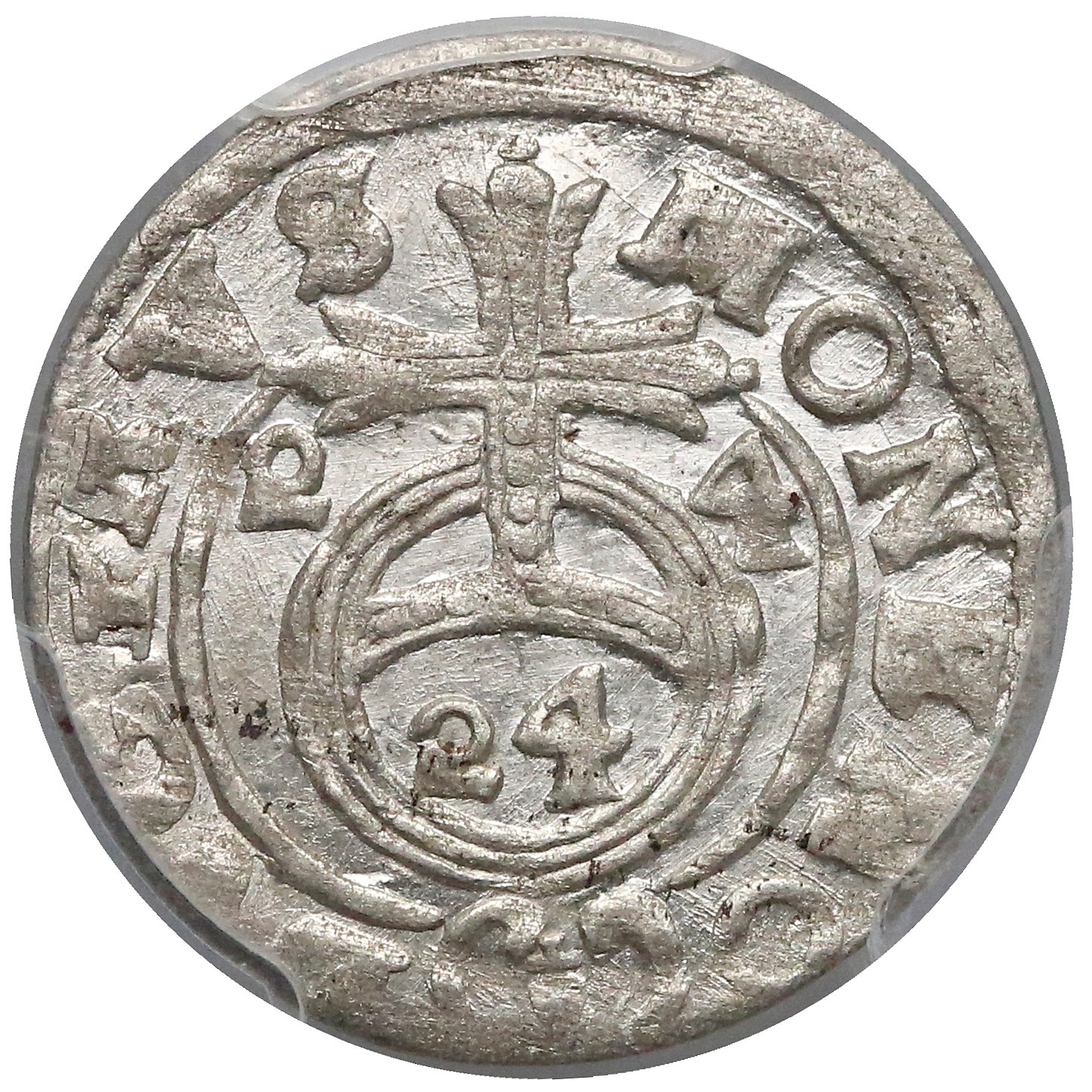
1624 awers
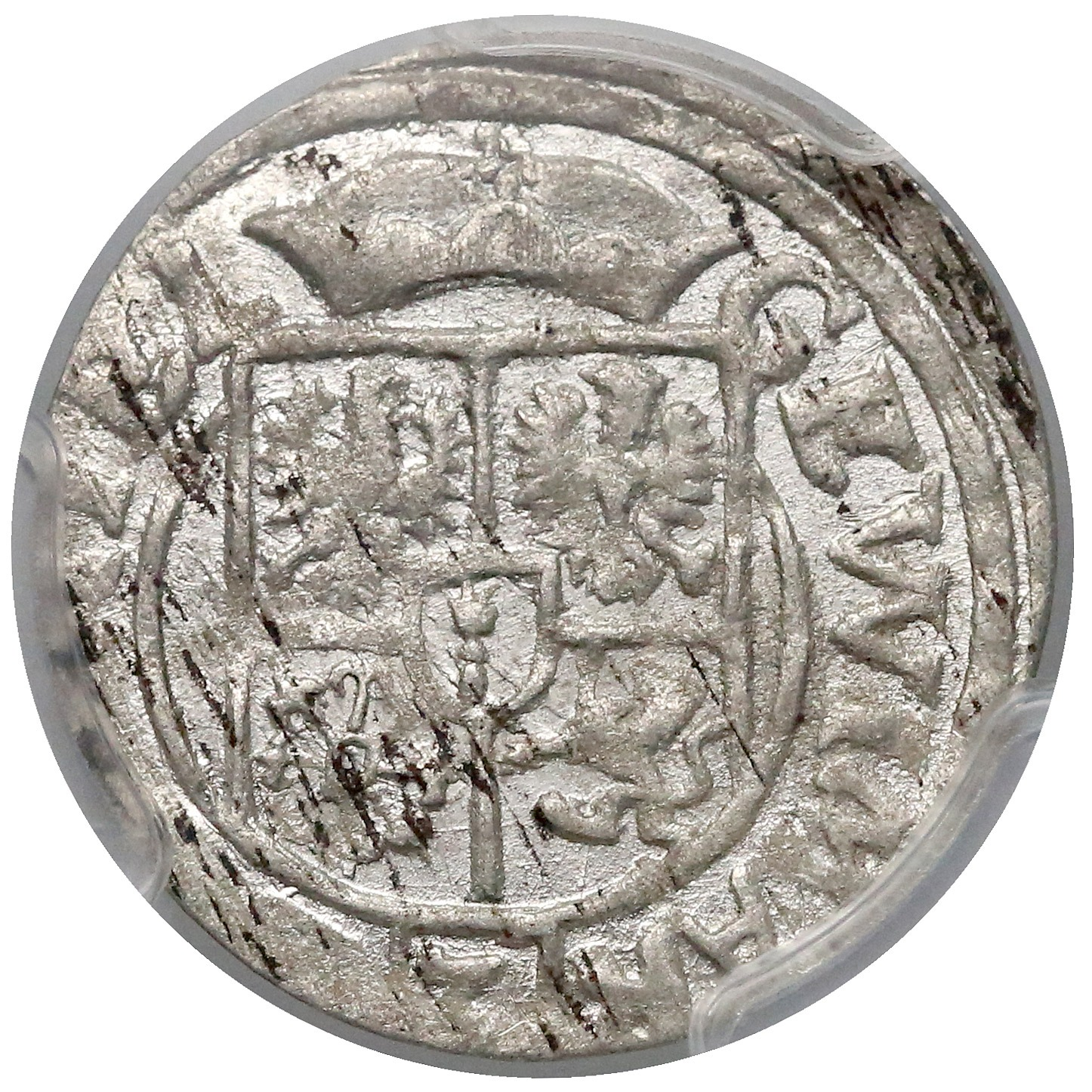
1624 rewers
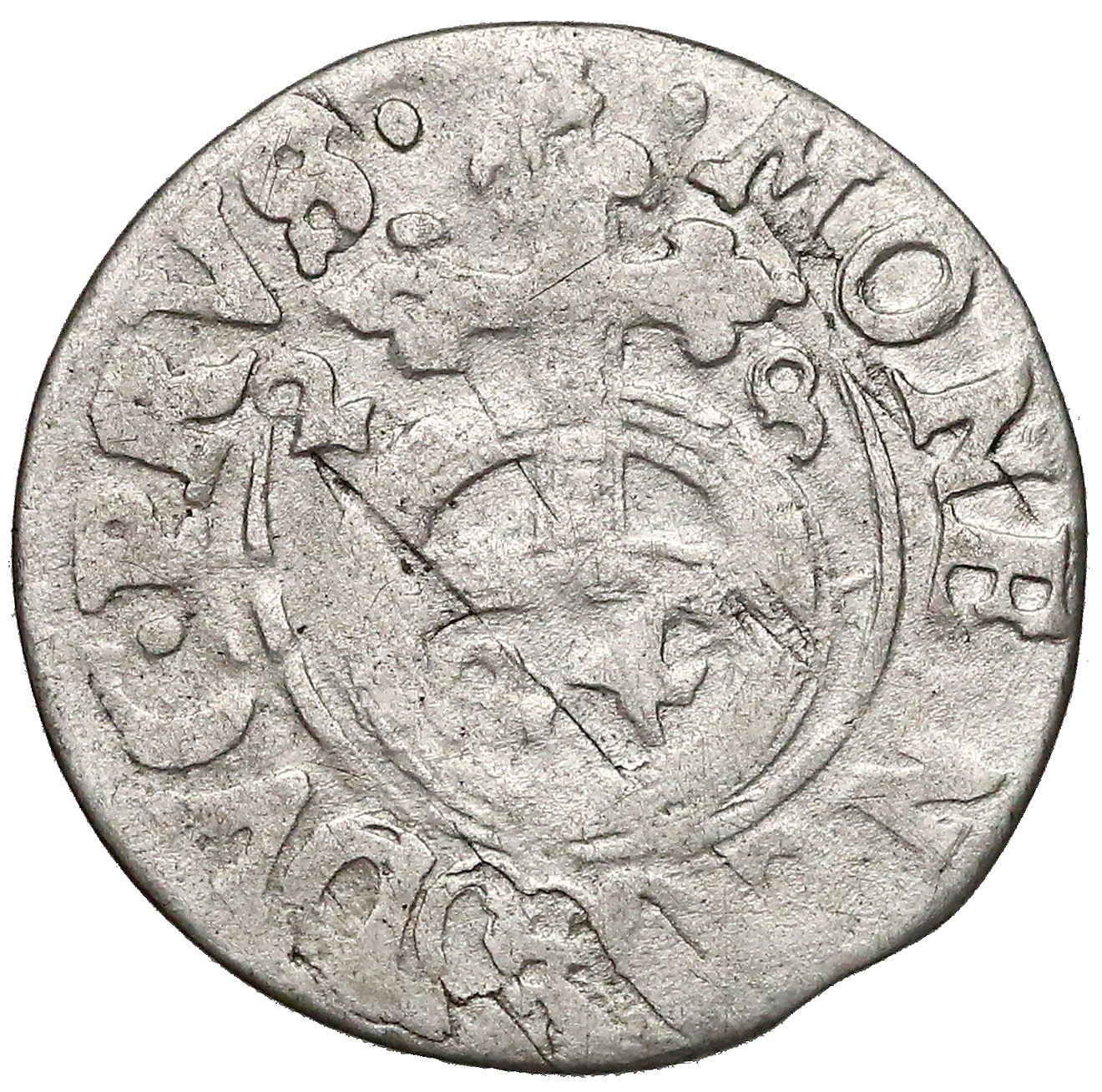
1628 awers
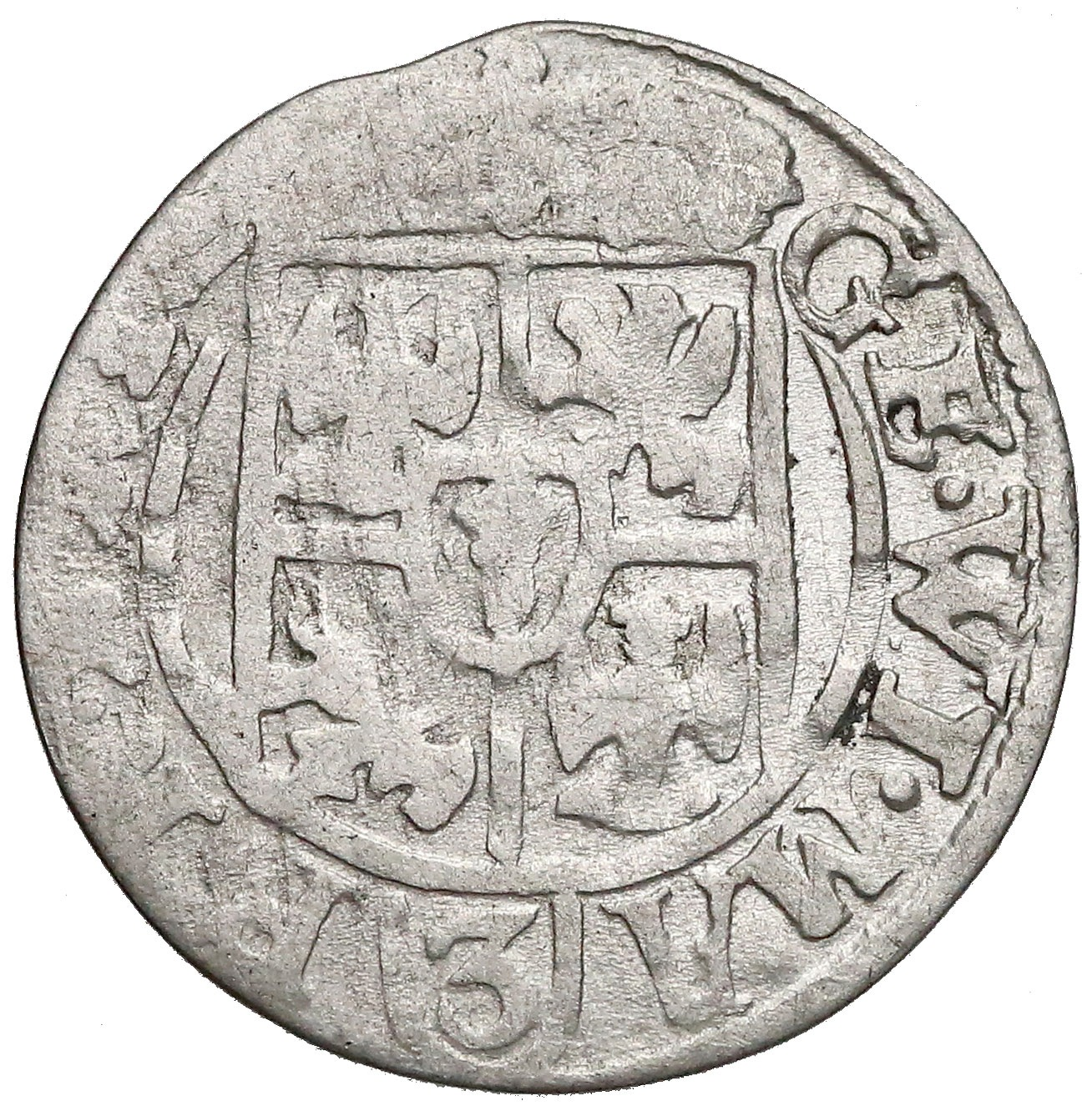
1628 rewers

- orty (1621, 1622, 1623, 1624, 1625, 1626),

Orty Jerzego Wilhelma
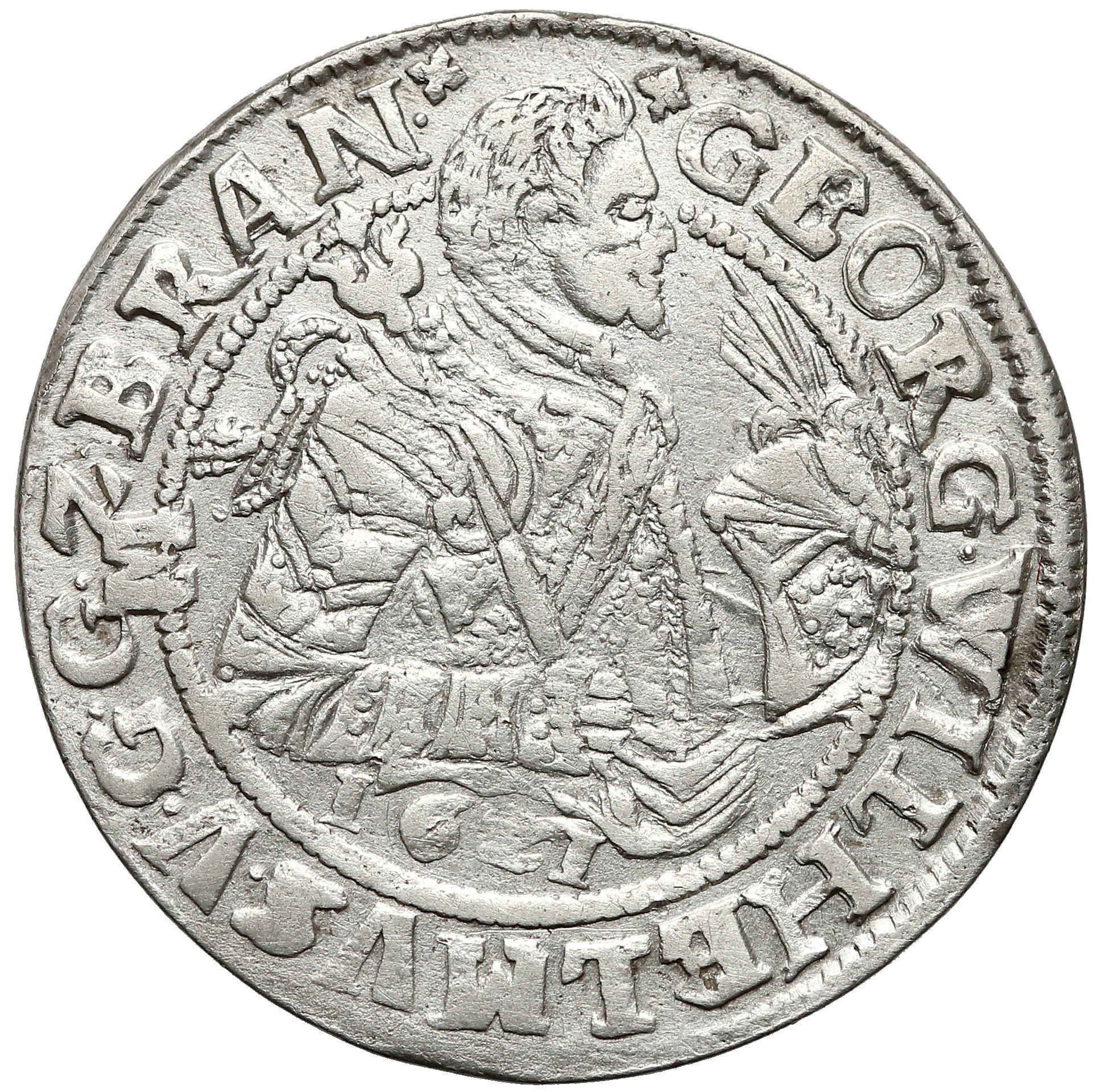
1621 awers
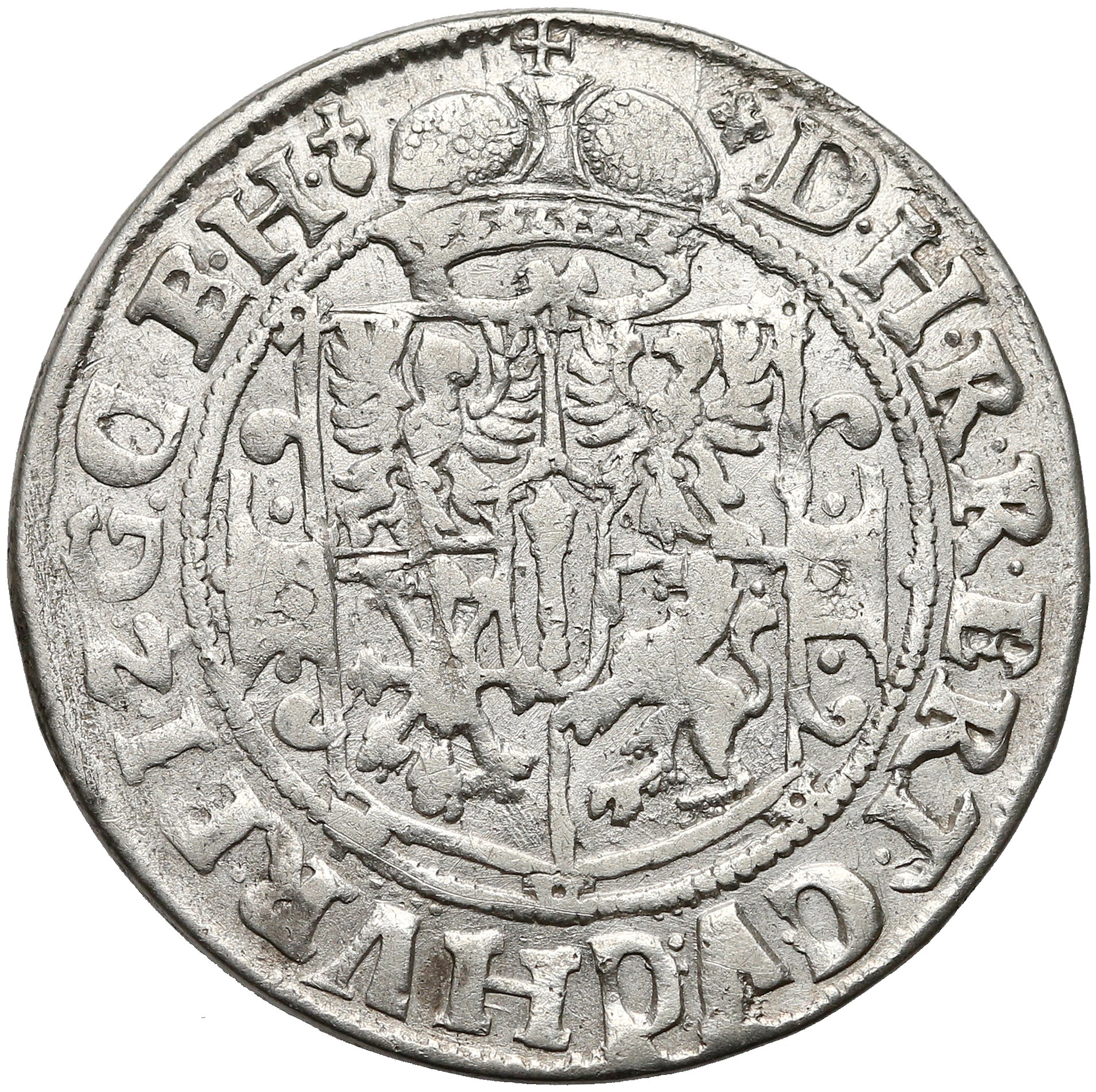
1621 rewers
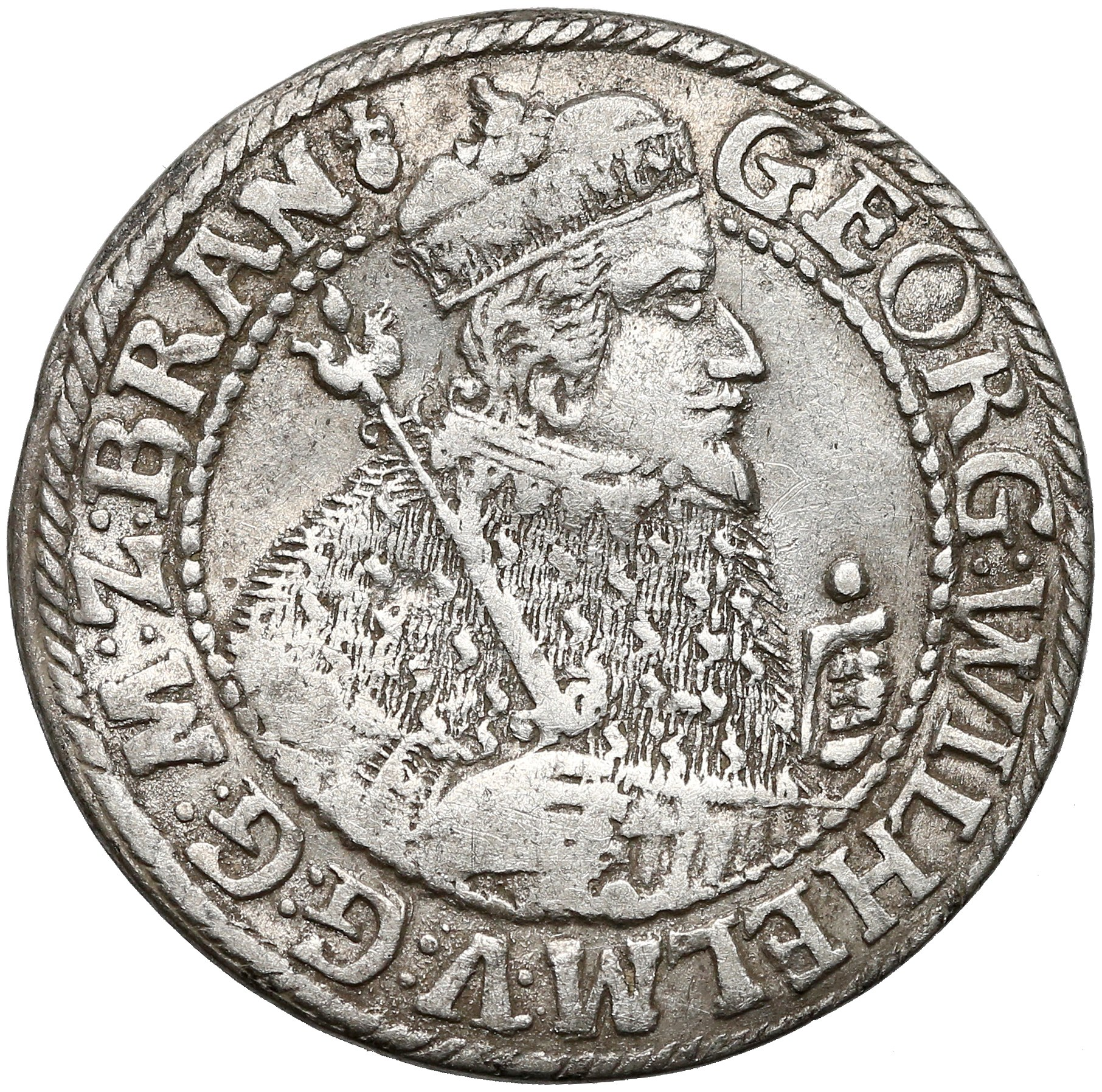
1622 awers
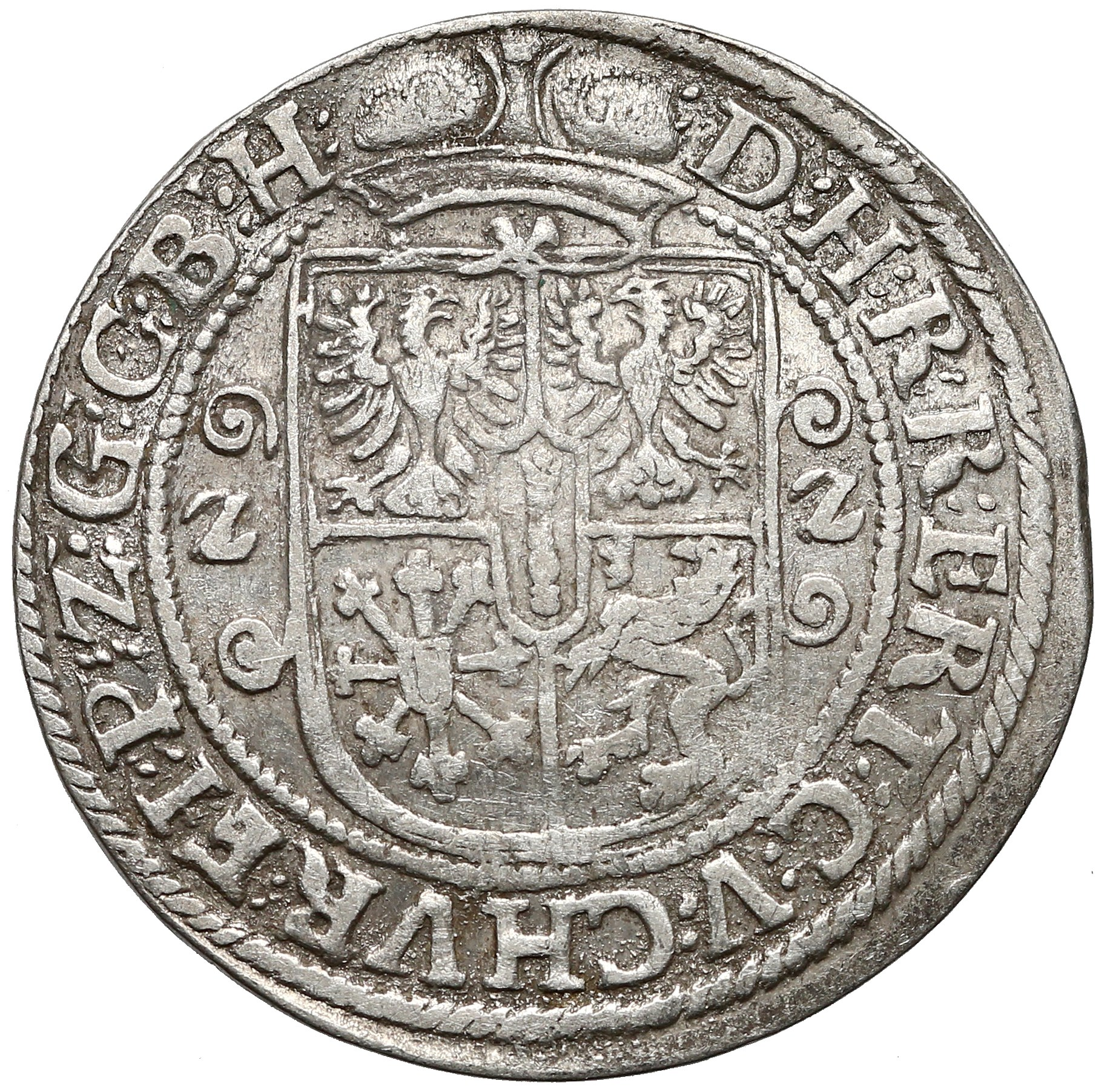
1622 rewers
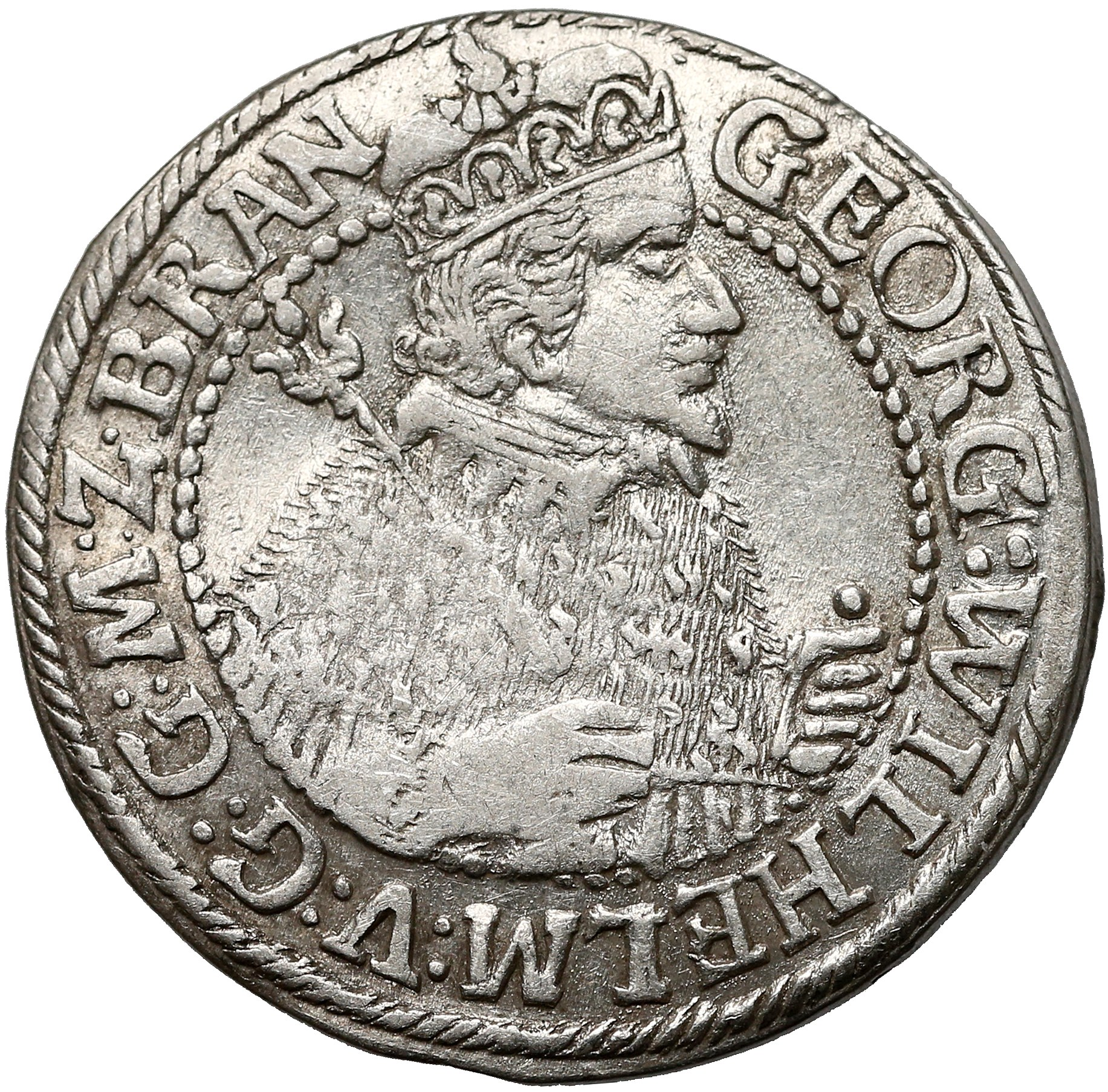
1623 awers
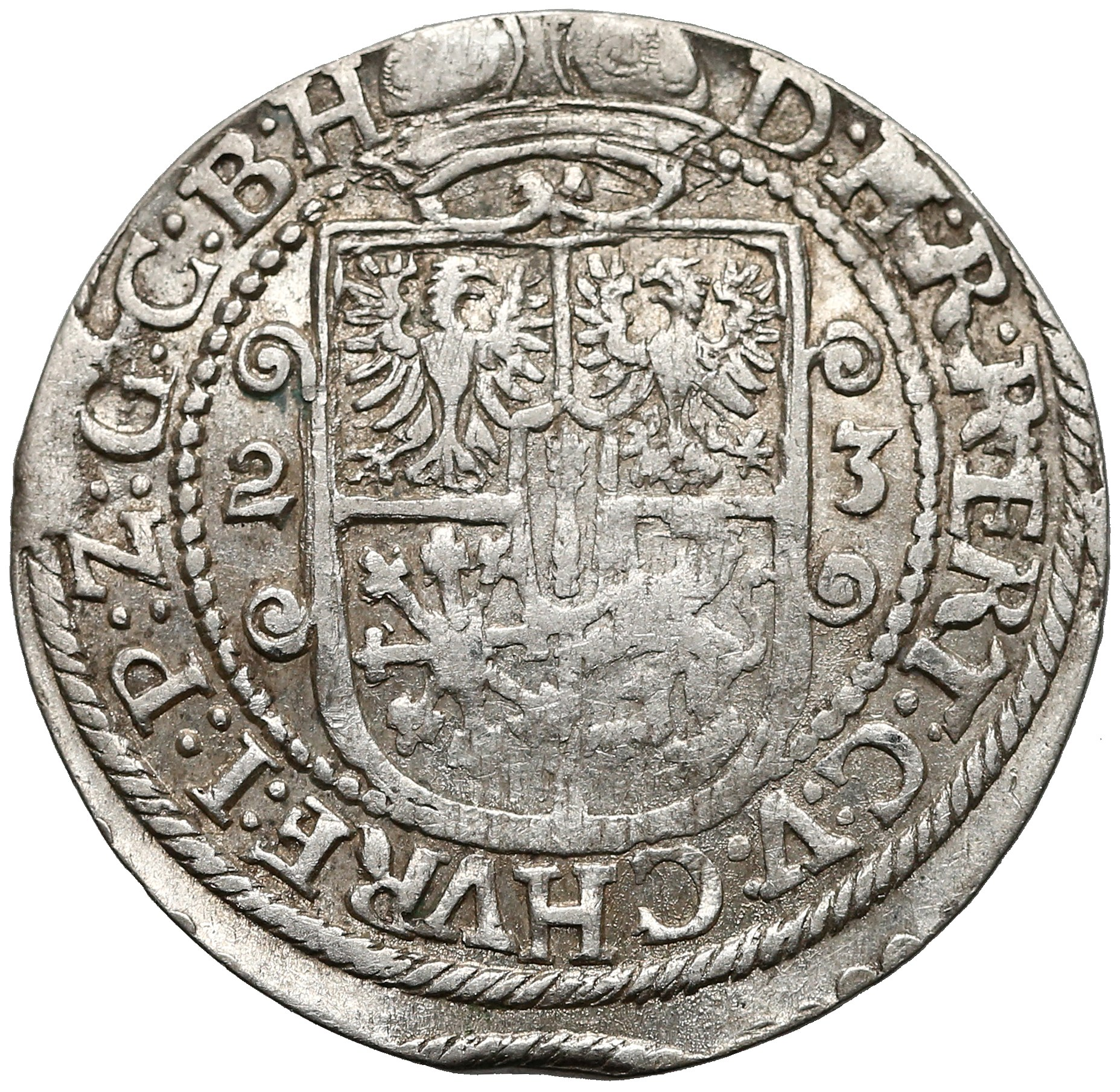
1623 rewers
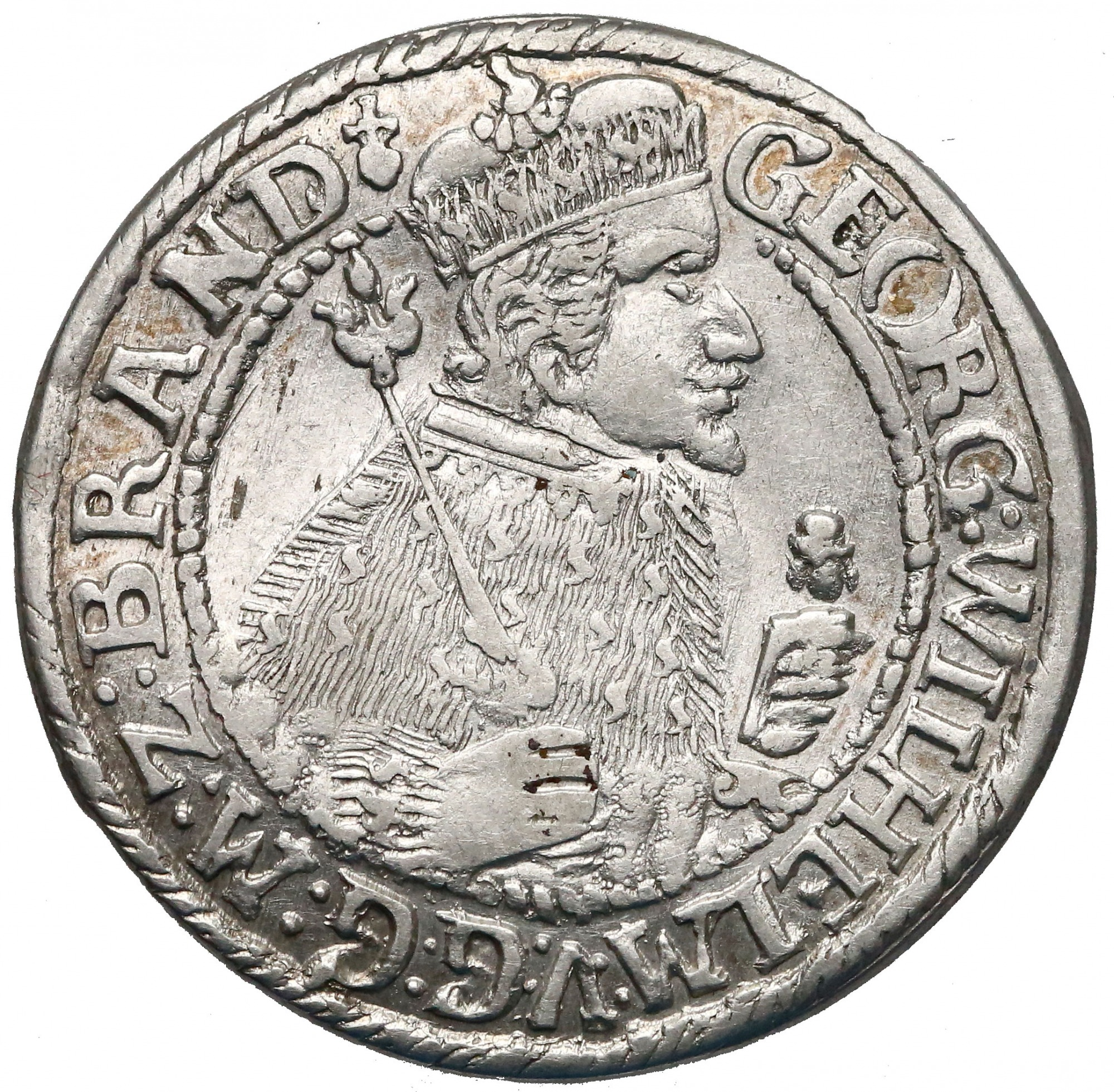
1624 awers
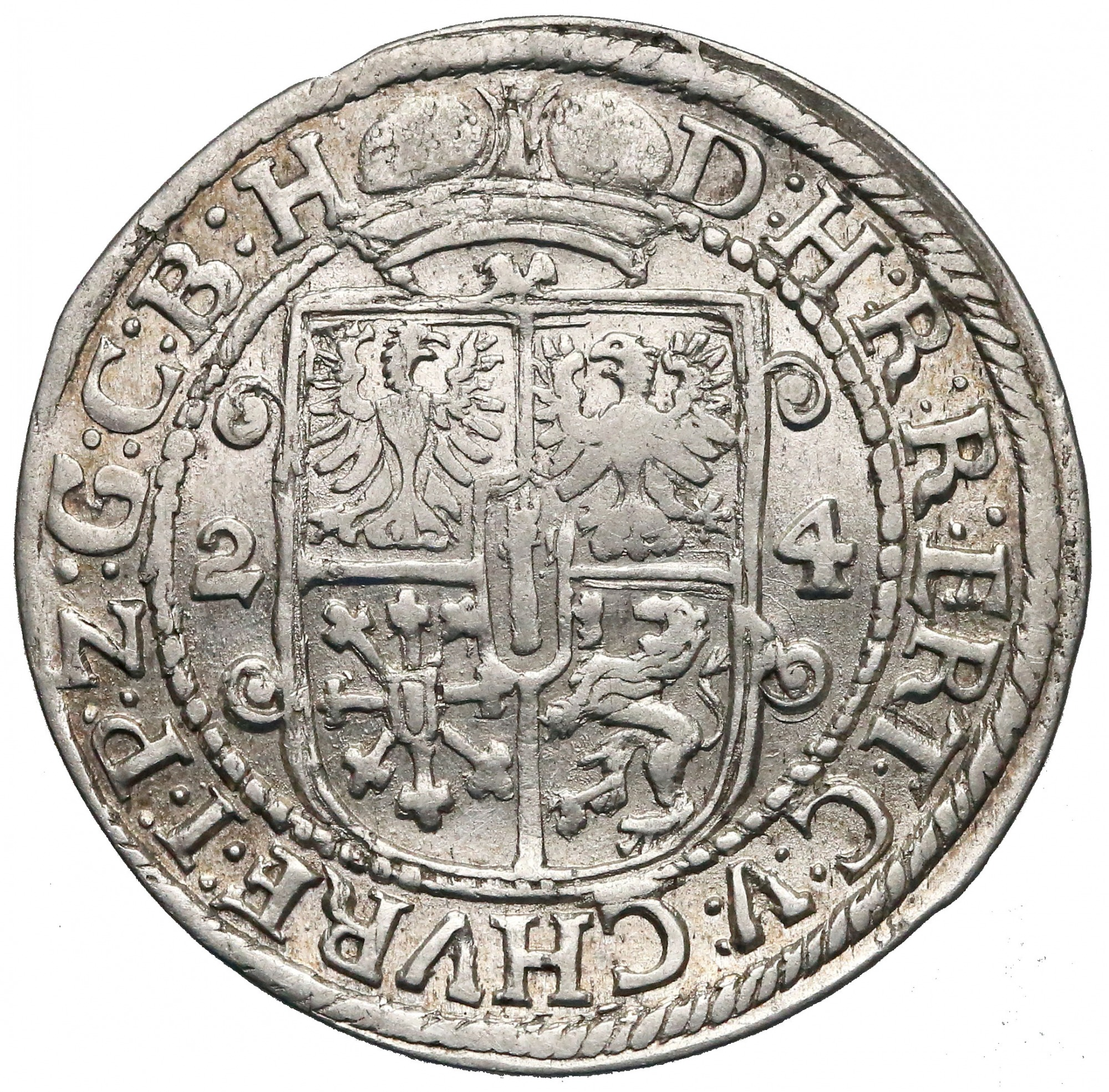
1624 rewers
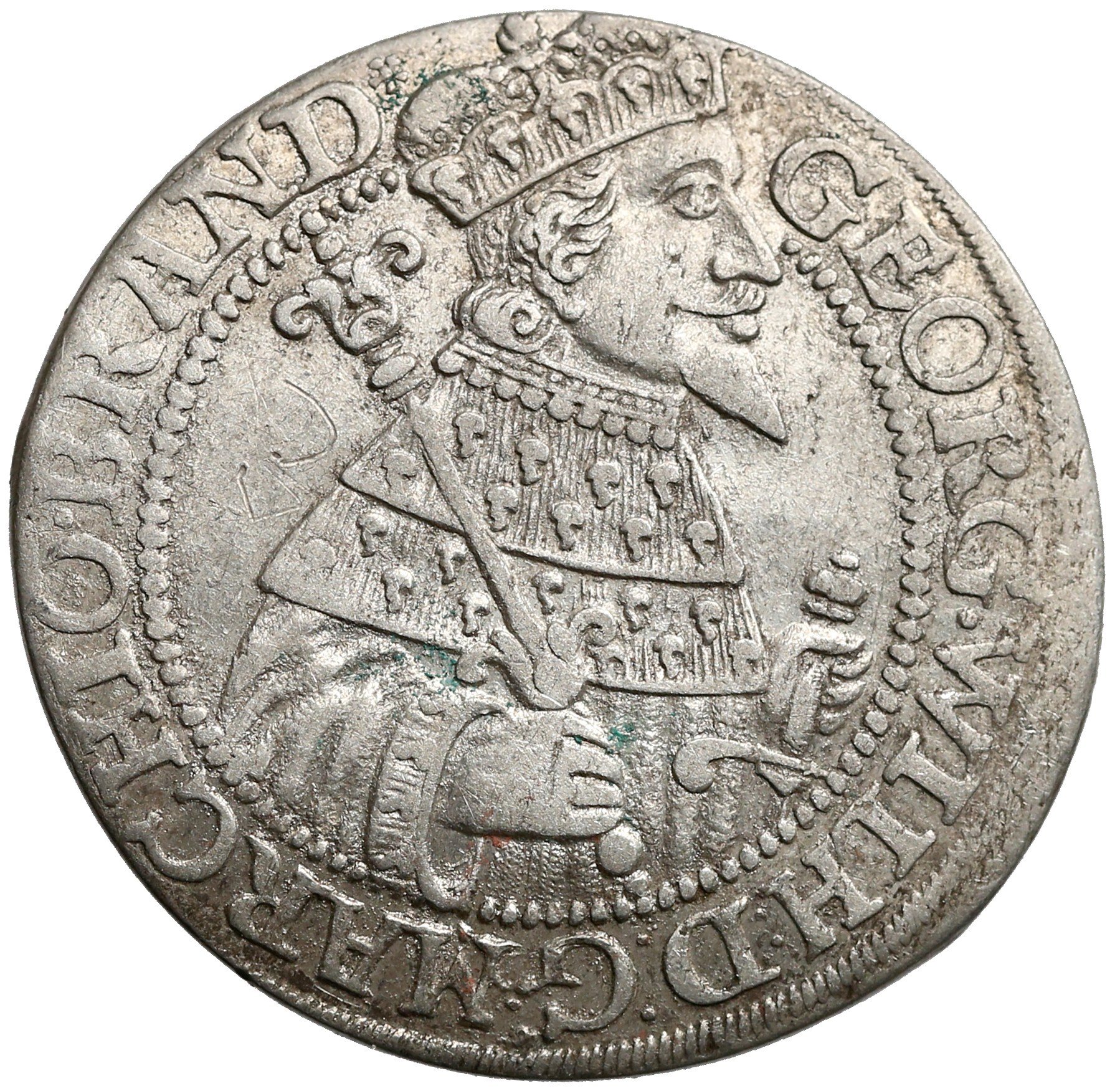
1626 awers
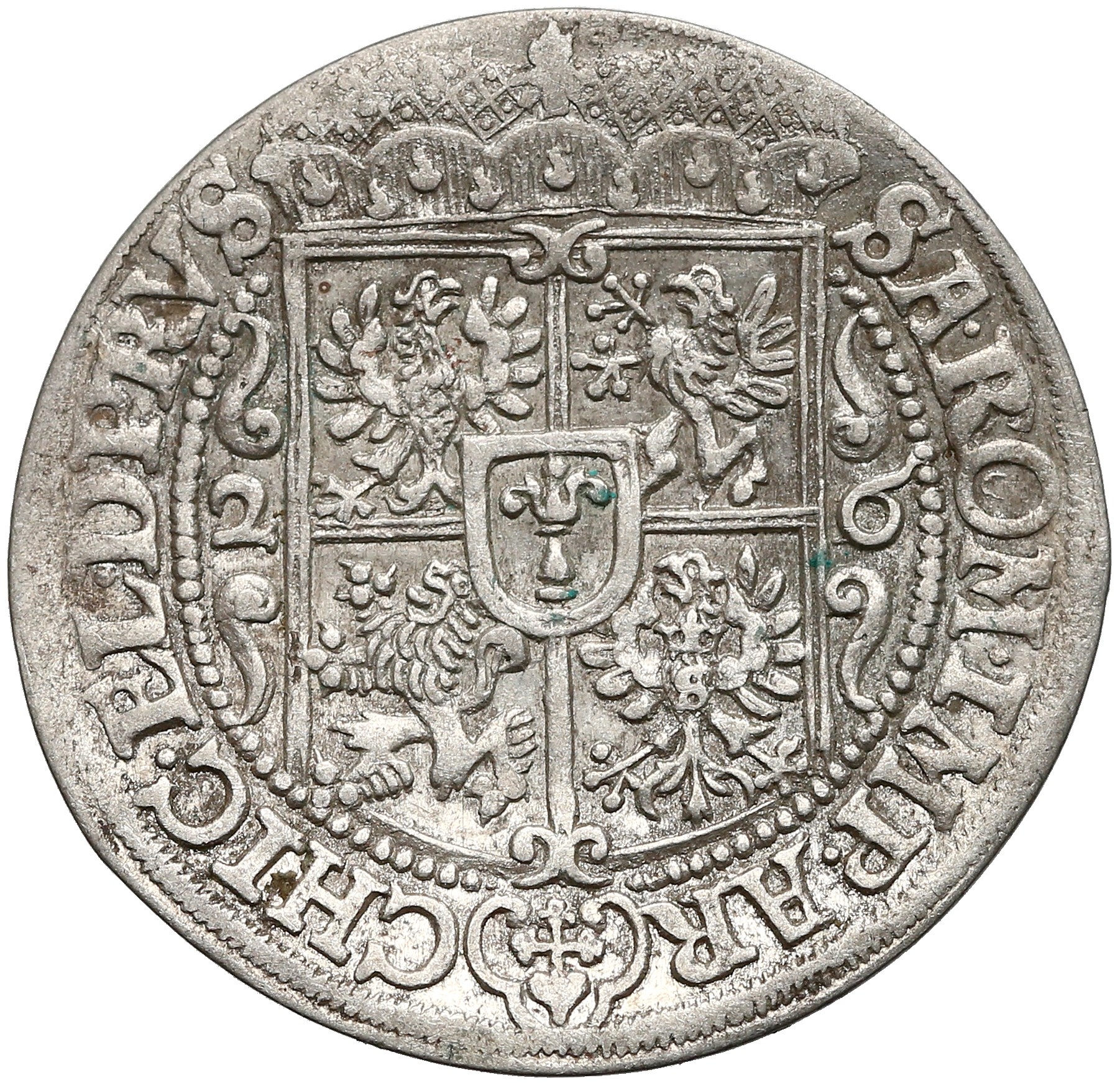
1626 rewers

- półtalary (1628, 1629, 1634, 1635, 1636, 1637, 1638),
- talary (1620 – mennica Berlin, 1627, 1628, 1629, 1630, 1631, 1632, 1633, 1634, 1635, 1636, 1637, 1638, 1639),

Talary Jerzego Wilhelma
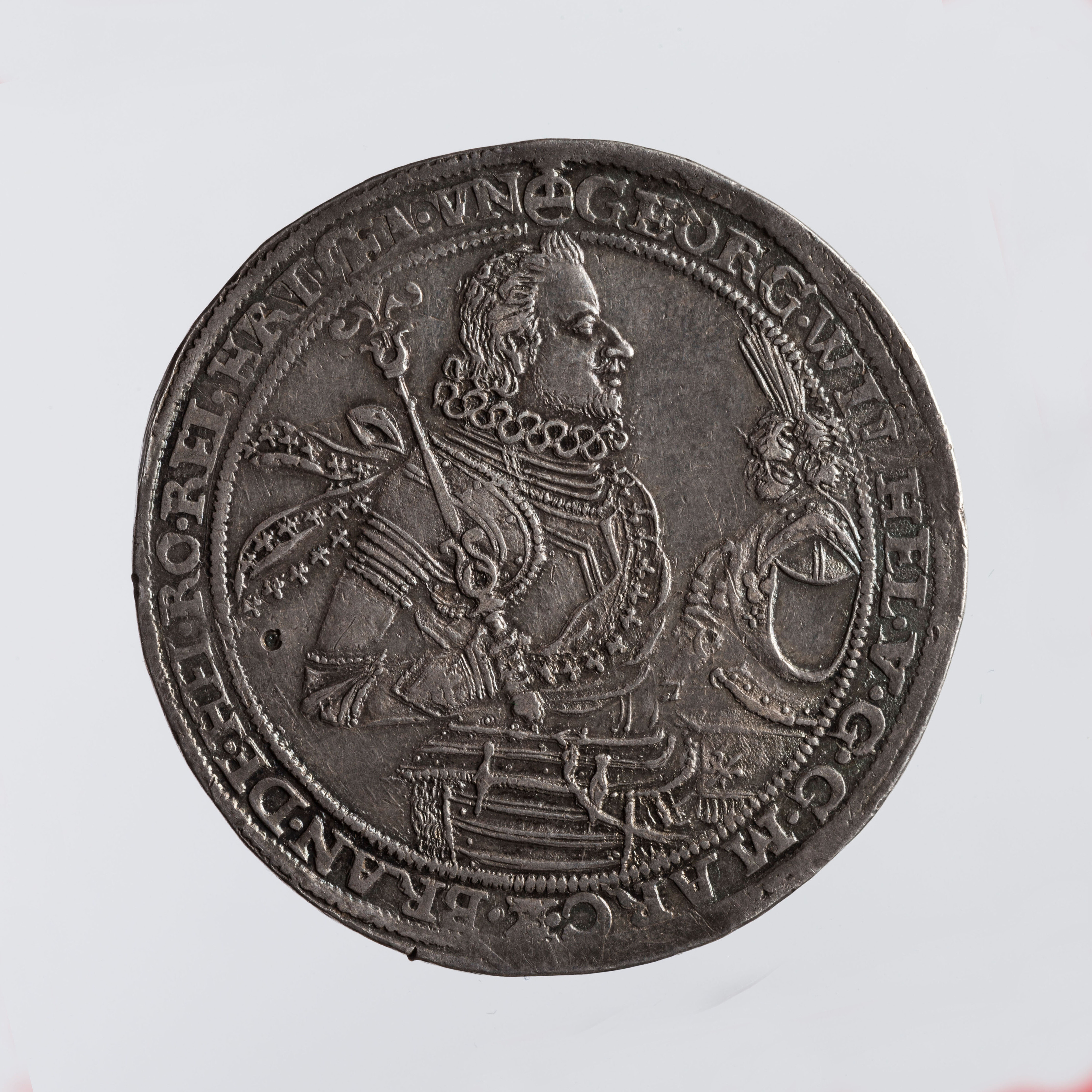
1620 awers
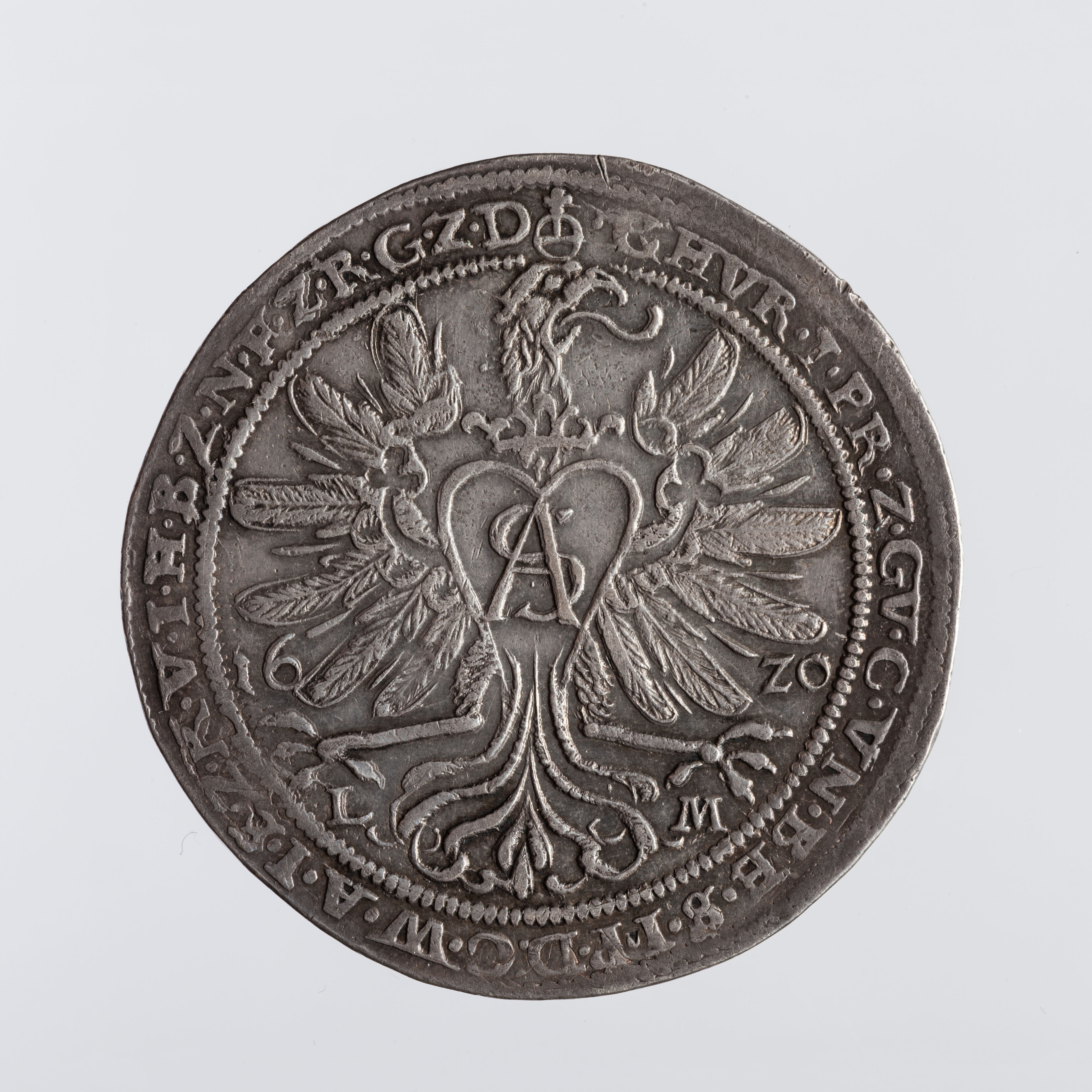
1620 rewers
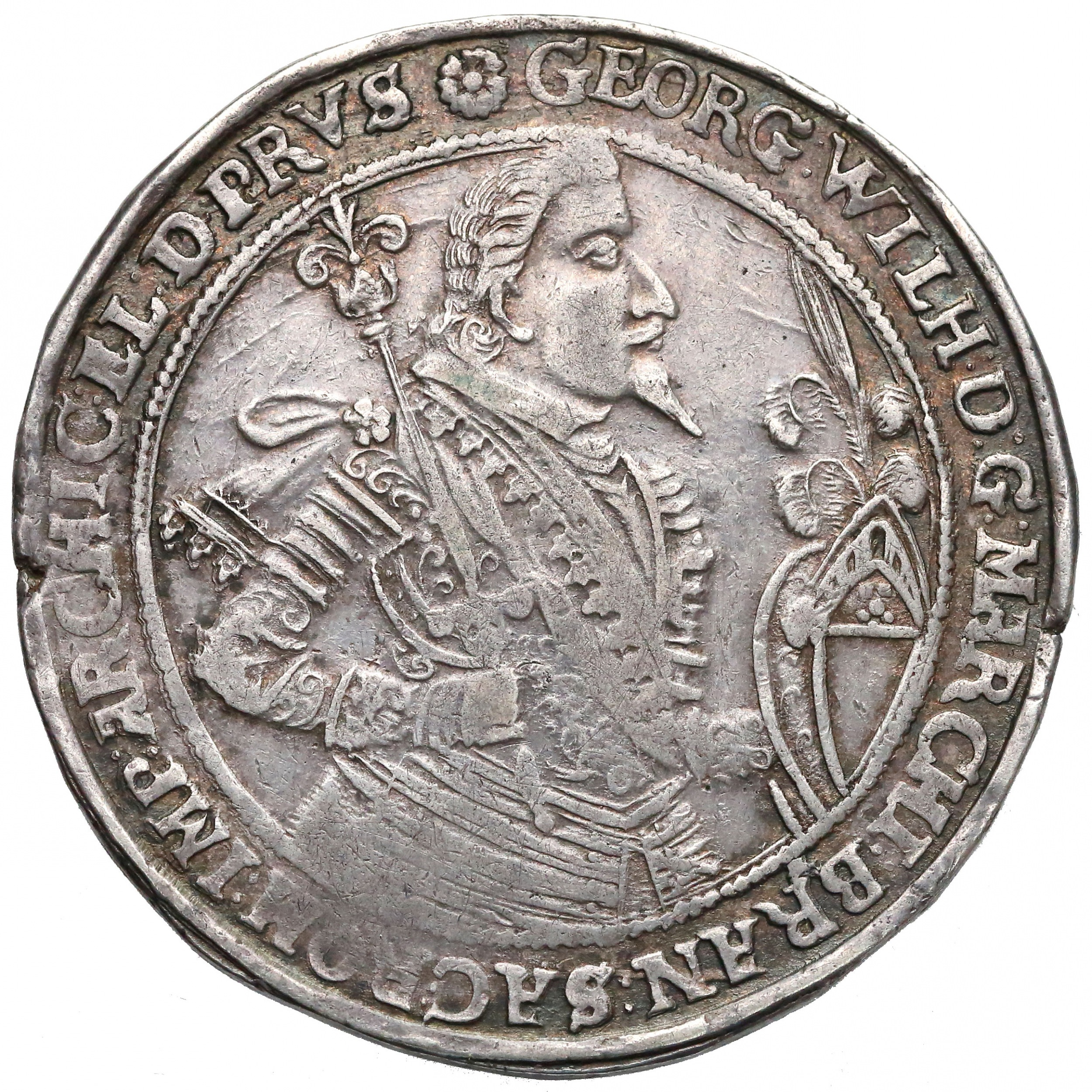
1634 awers
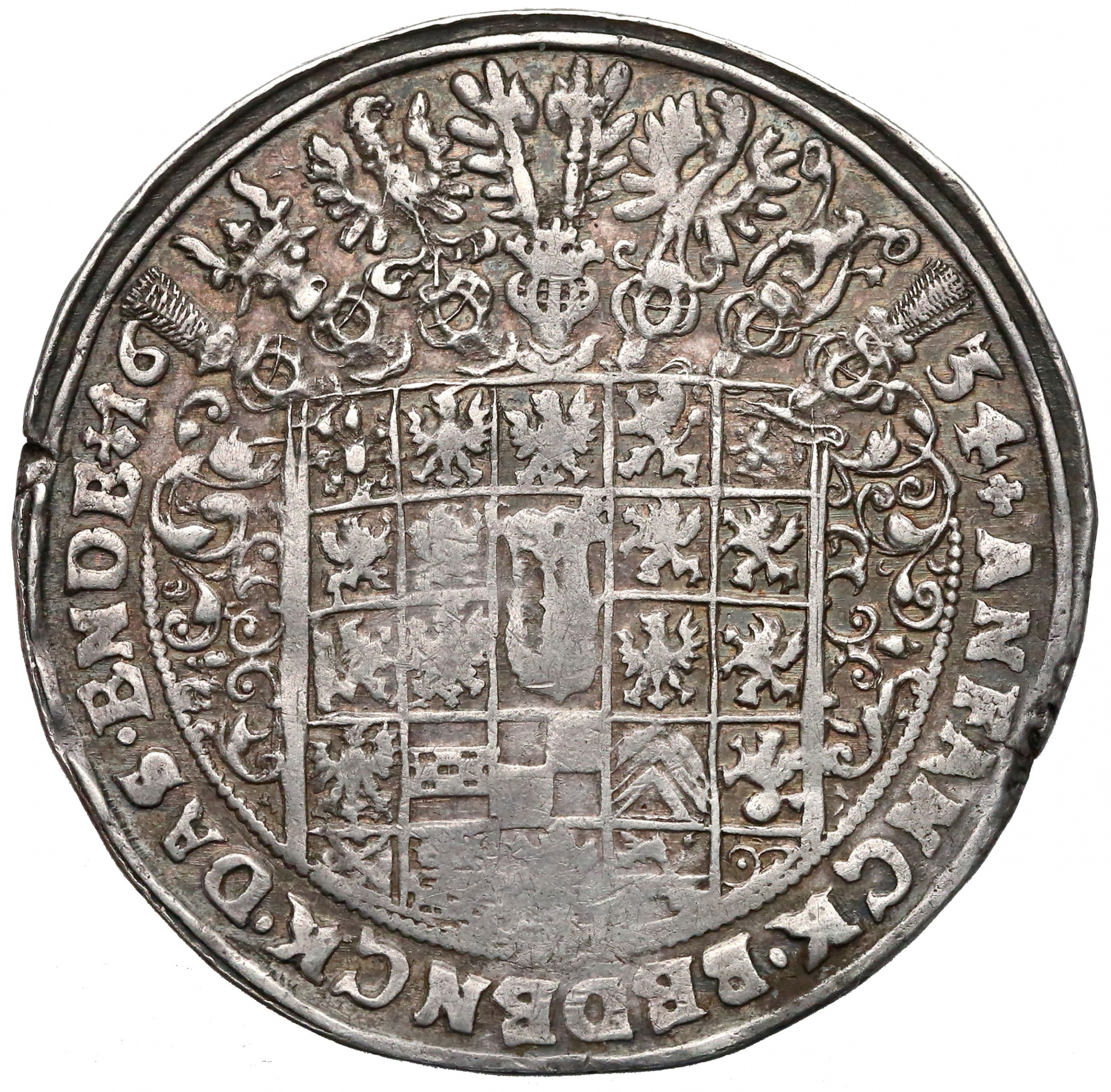
1634 rewers

- dwutalary (1623, 1630, 1631, 1640),

Dwutalary Jerzego Wilhelma
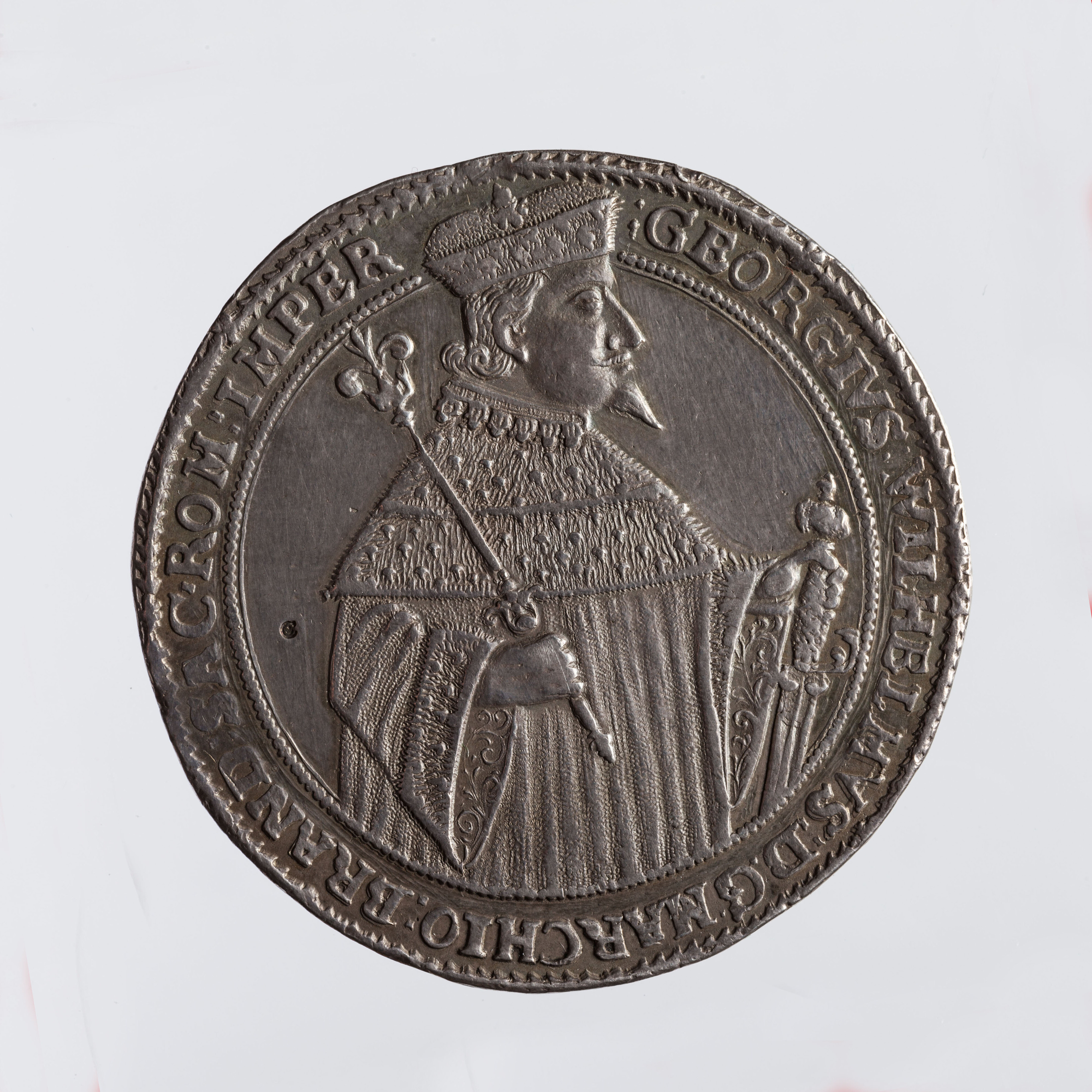
1630 awers
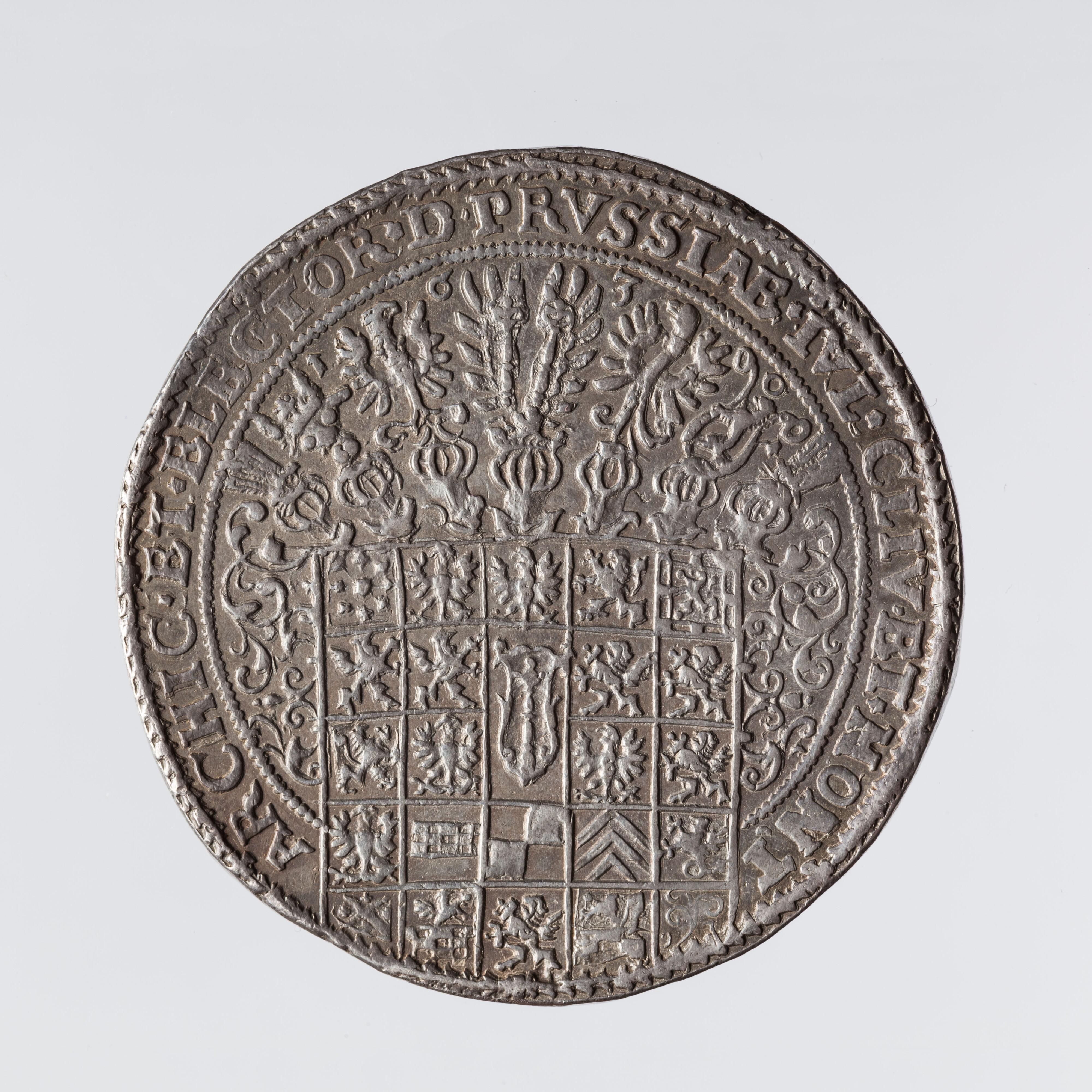
1630 rewers

- 3 talary (1624 – mennica Berlin),
- dukaty (1627, 1633, 1634, 1635, 1637, 1638, 1639, 1640),
- półportugały (1627 – R*).

### Fryderyka Wilhelma (1641–1657)[15]
Po złożeniu hołdu lennego w Warszawie, Fryderyk Wilhelm (tzw. wielki elektor) otworzył ponownie mennicę królewiecką.
Do podpisania traktatów welawsko-bydgoskich bito następujące nominały:
- szelągi (bezrocznikowe, 1653, 1654, 1655),

Szelągi Fryderyka Wilhelma
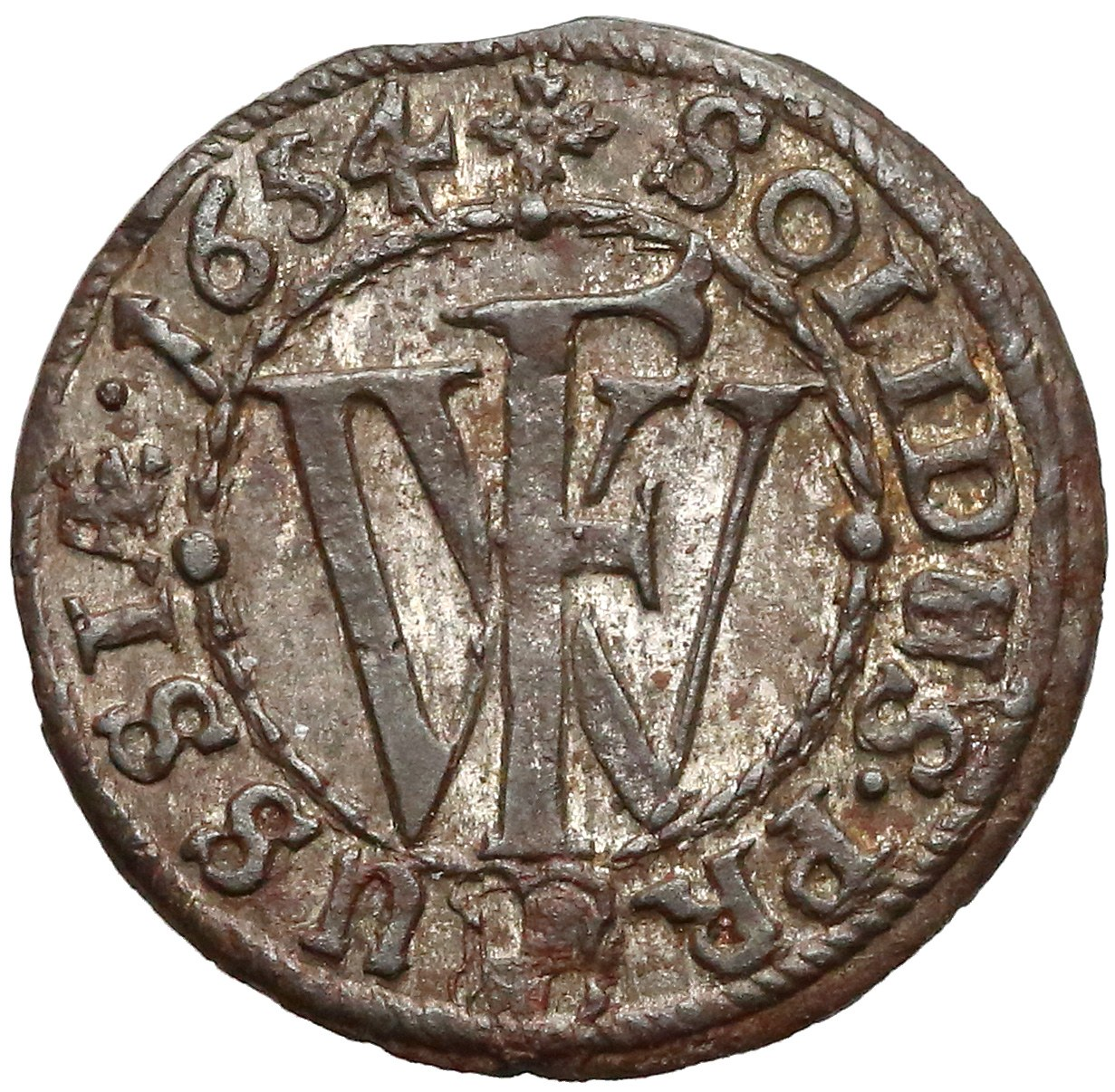
1654 awers
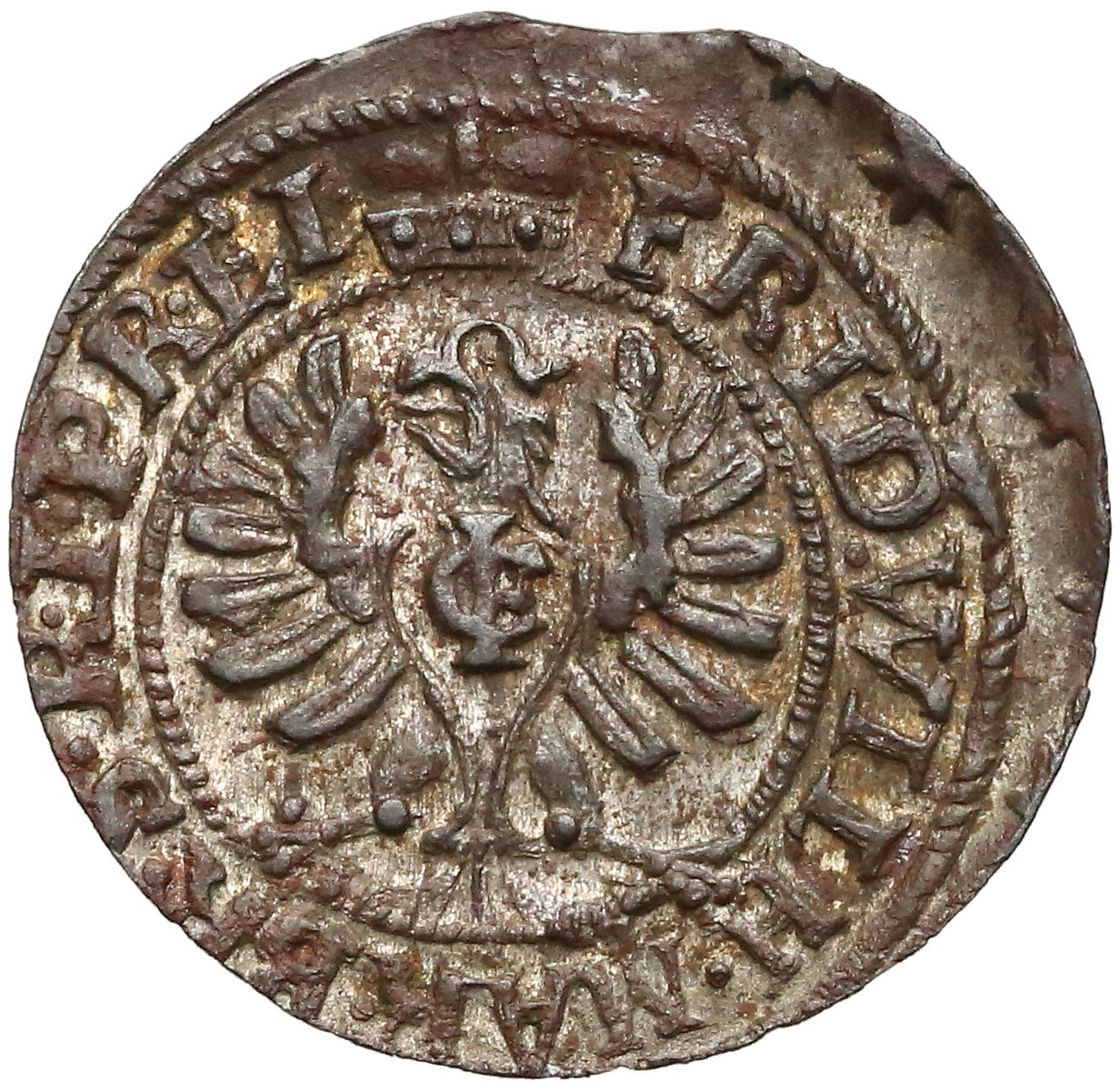
1654 rewers

- orty (1651, 1652, 1655, 1656, 1657),

Orty Fryderyka Wilhelma
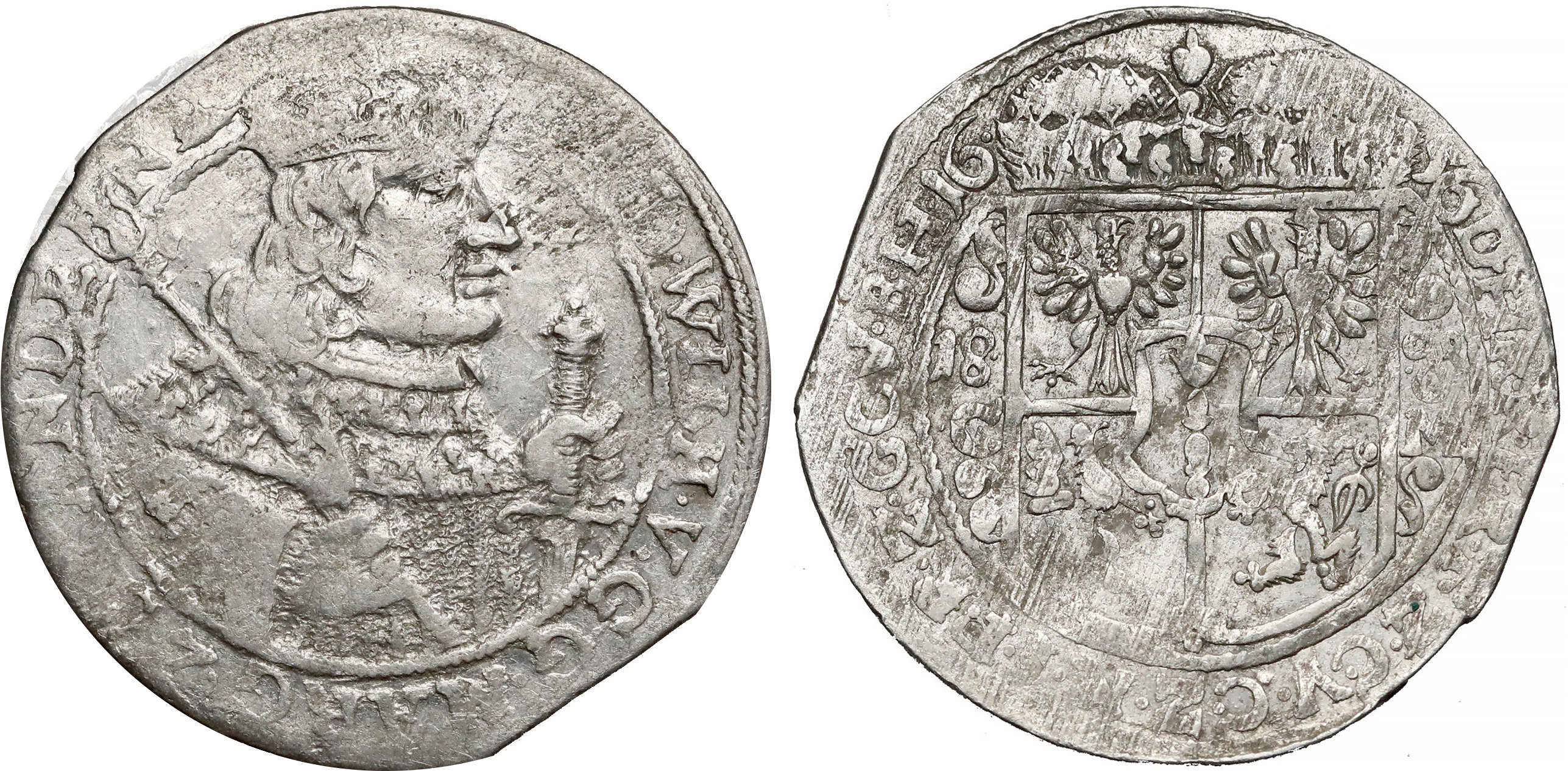
1656
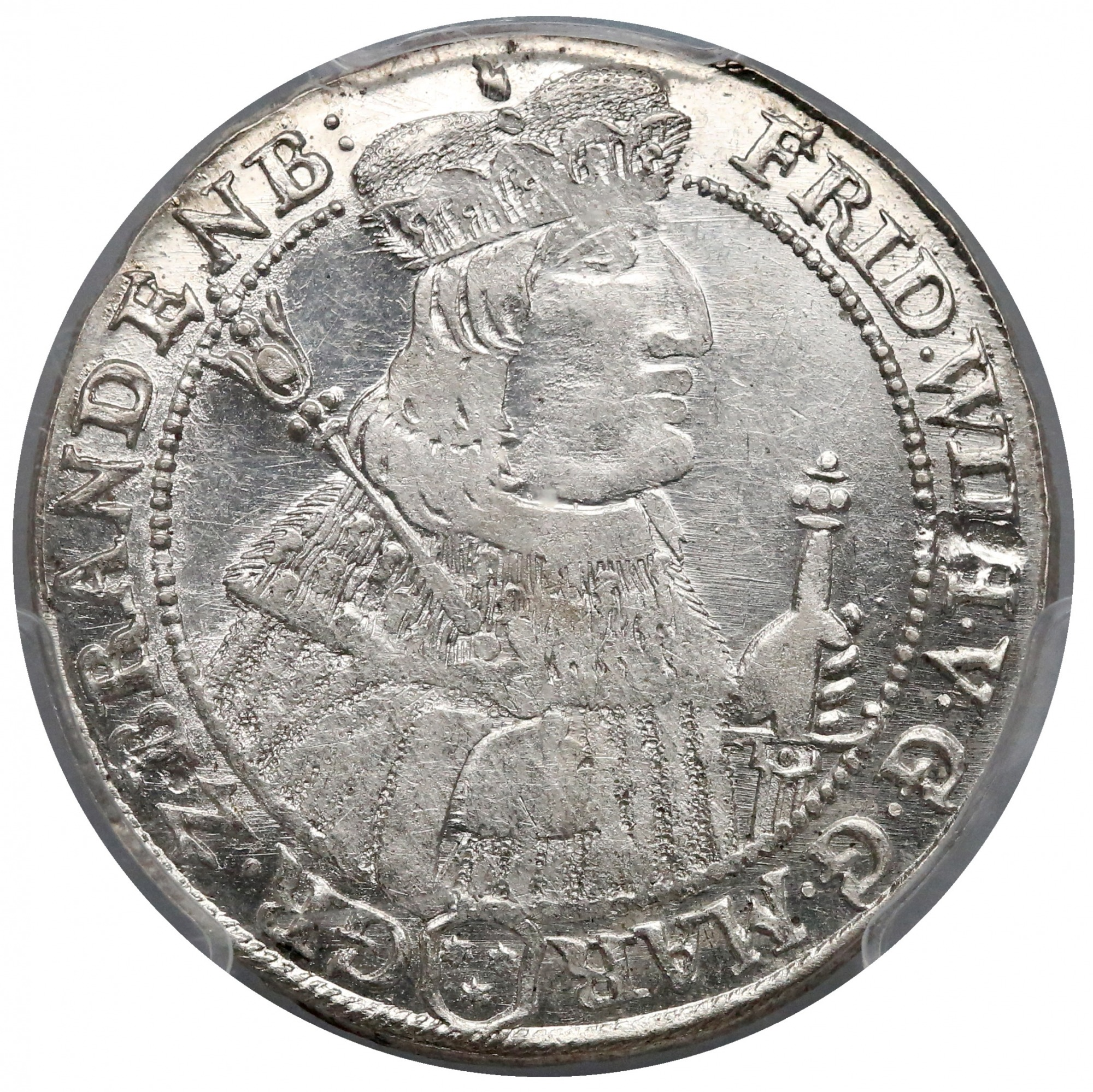
1657 NB awers
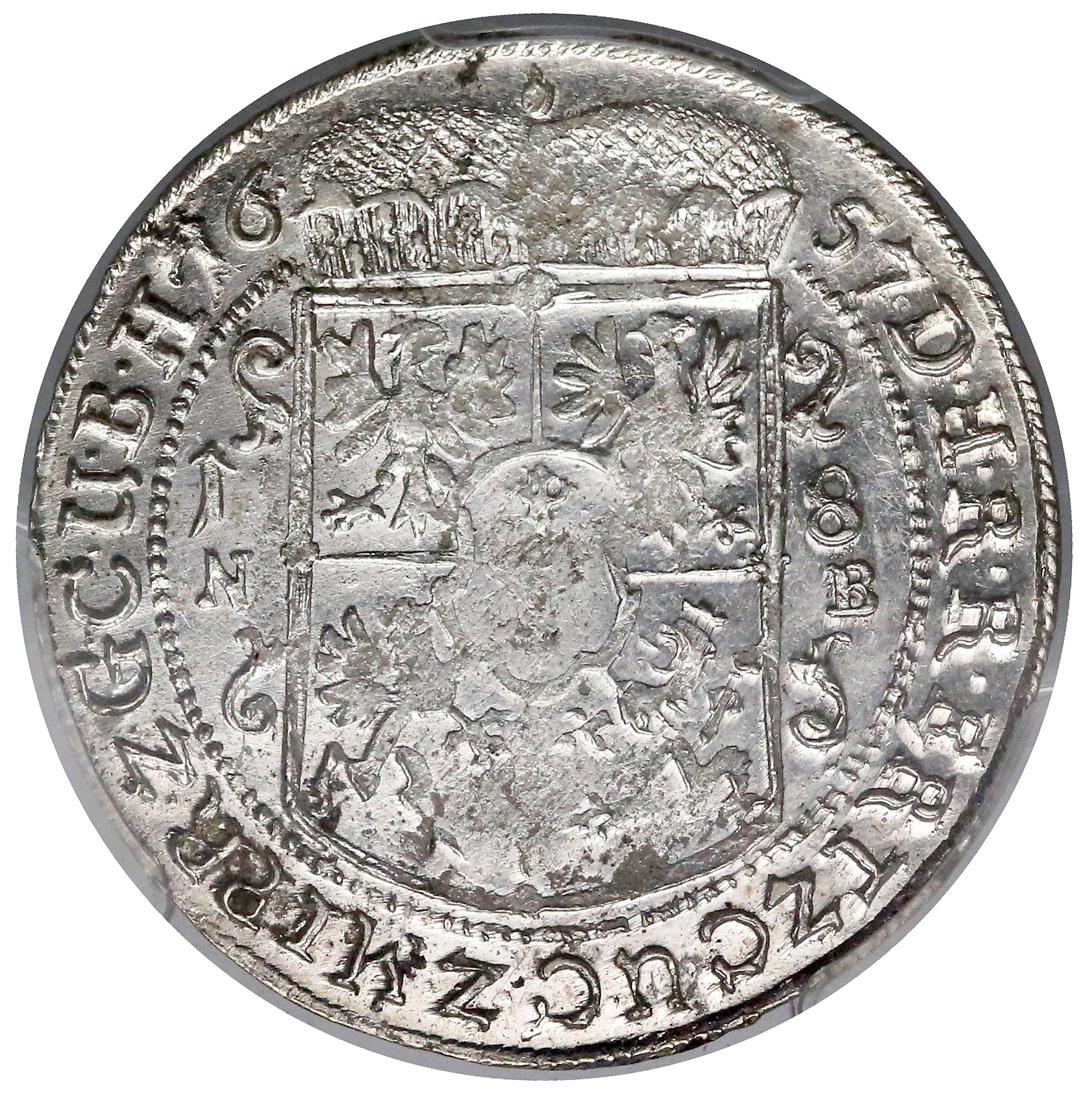
1657 NB rewers

- półtalary (1642),
- talary (bezrocznikowe, 1641, 1642, 1652),
- dwutalary (1651, 1653),
- dukaty (1641, 1643, 1445 – Berlin, 1648, 1649, 1650).

## Literatura
Uwaga, tekst pierwotny tego artykułu bazuje na tekście pochodzącym z początków XIX w.:
- Kazimierz Władysław Stężynski-Bandtkie – Numismatyka Krajowa Warszawa 1839 rok.
- Kazimierz Stronczyński – Dawne monety polskie – Piotrków 1885 r.

Język XIX w. próbowano dostosować do XXI-wiecznych standardów. Informacje błędne z punktu stanu wiedzy XXI wieku, zostały usunięte. Uzupełnienia brakujących informacji dokonano na podstawie prac:
- Dylewski A.:Historia pieniądza na ziemiach polskich,Warszawa, 2011
- Kopicki E.:Ilustrowany skorowidz pieniędzy polskich i z Polską związanych.Warszawa,1995